# Époque archaïque
Pour les autres périodes historiques homonymes, voir Archaïque.
Cette page se comprend mieux après la lecture de Histoire de la Grèce antique.
Sauf précision contraire, les dates de cet article sont sous-entendues « avant l'ère commune », c'est-à-dire « avant Jésus-Christ ».

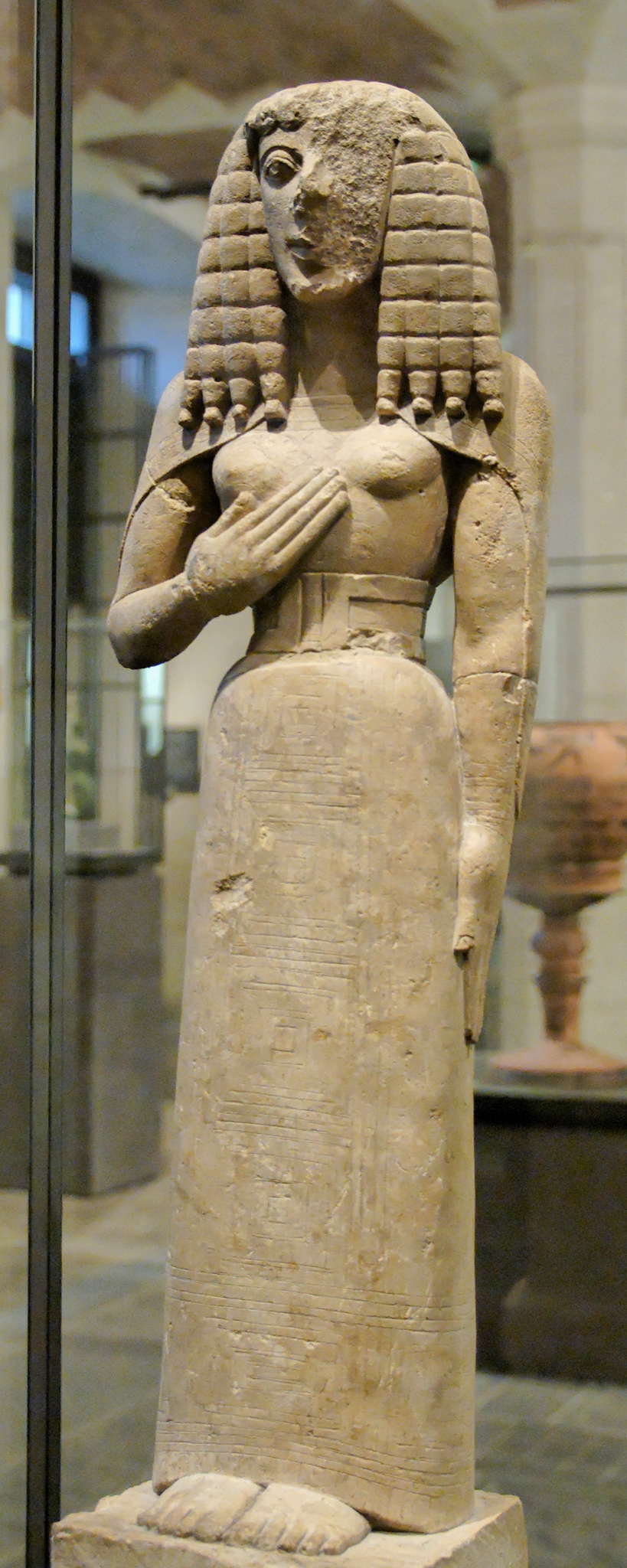
La « Dame d'Auxerre », statue crétoise (style dédalique), v. 640-630 av. J.-C. Musée du Louvre.

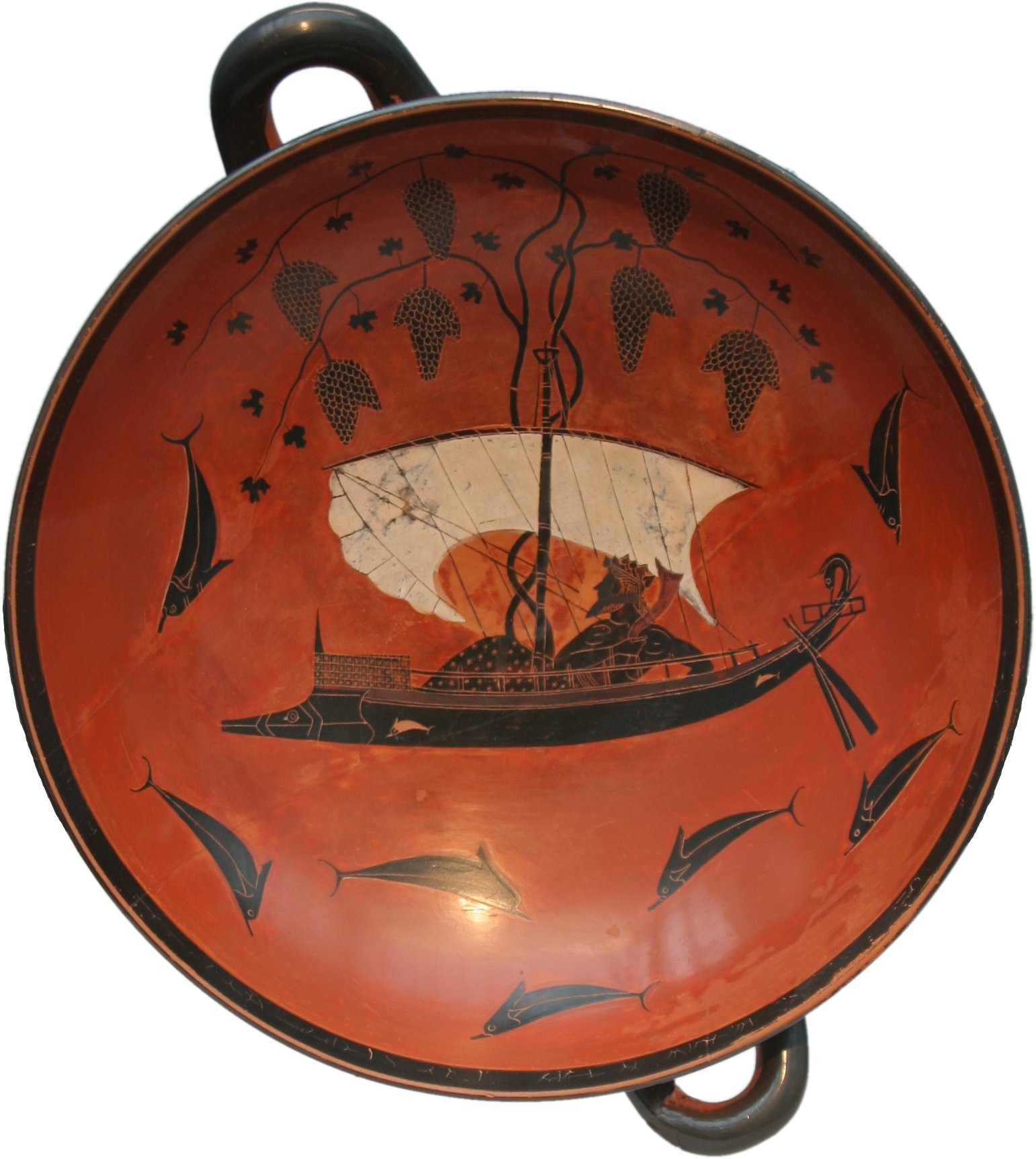
Kylix attique à figures noires peint par Exékias représentant Dionysos sur un bateau, v. 530 av. J.-C., retrouvé à Vulci. Altes Museum (Antikensammlung).

Dans l'histoire de la Grèce antique, l’époque archaïque précède l'époque classique et succède aux âges obscurs. Ses limites chronologiques précises diffèrent selon les auteurs : son début peut être l'année 776 av. J.-C. — date supposée des premiers jeux olympiques — ou situé quelque part au VIIIe siècle av. J.-C. ; sa fin est souvent placée en 480/479 av. J.-C.  — la fin des Guerres médiques.
C'est une période formative pour la civilisation grecque, marquée par des innovations décisives initiées durant la fin des siècles obscurs et un VIIIe siècle av. J.-C. très riche en changements. L'époque archaïque voit la formation de la polis, la cité-État grecque, concomitante à une expansion du monde grec, visible en particulier dans le phénomène de la colonisation grecque qui conduit à la mise en place de cités grecques dans plusieurs régions bordières de la mer Méditerranée et de la mer Noire. Le monde grec est marqué par la diversité sur ce très vaste espace. Se constituent progressivement un ensemble de cités ayant souvent des spécificités très affirmées, telles qu'Athènes, Sparte, Érétrie, Corinthe, Argos, Égine, Thèbes en Grèce continentale, Cnossos et Gortyne en Crète, Milet, Éphèse, Samos et Phocée en Asie Mineure, Syracuse, Tarente, Sélinonte, Métaponte en Italie et en Sicile (« Grande Grèce »), Massalia dans le sud de la France, etc. La cité n'est pas le seul modèle politique, puisque se développent aussi les ethnè, entités ayant souvent une échelle régionale, souvent dans des régions moins peuplées (Thessalie, Macédoine, Épire, Locride, Béotie, etc.). Au-delà de leurs différences, les cités grecques partagent de nombreuses traditions communes, ainsi que des développements historiques et culturels similaires. Dans le domaine politique ces évolutions sont marquées par la constitution de régimes politiques avec des institutions semblables, dominés par des oligarchies, dérivant parfois au gré des conflits internes vers la tyrannie, ou à l'inverse vers des formes plus ouvertes (démocratie athénienne), d'armées de fantassins recrutés parmi leurs citoyens et essentiellement destinés à défendre le territoire civique (hoplites).
Dans le domaine culturel, la mise en place de la cité s'accompagne de nombreux changements qui aboutissent à la mise en place des éléments fondamentaux de la civilisation grecque antique. Une innovation majeure est l'apparition de l'alphabet grec, son adoption dans tout le monde grec. Les caractéristiques rituelles, idéologiques, spatiales et architecturales de la religion grecque antique achèvent de se mettre en place, avec par exemple la constitution de grands sanctuaires panhelléniques (Olympie, Delphes). L'art et l'architecture connaissent de nombreuses évolutions, là encore avec des variations selon les régions. Plusieurs phases ont été distinguées : l'époque géométrique (v. 900-700 av. J.-C.), puis l'époque orientalisante (v. 700-600 av. J.-C.) et la période artistique archaïque à proprement parler (v. 600-480 av. J.-C.), durant lesquelles sont notamment élaborés des styles de céramique très populaires dans le monde méditerranéen, une statuaire en pierre et en bronze avant tout marquée par la représentation humaine, des temples à colonnes avec des styles spécifiques (les « ordres ») et un décor architectural sculpté de plus en plus élaboré. La vie culturelle et intellectuelle connaît aussi une floraison. Le début de l'époque archaïque est marqué par les poèmes d'Homère et d'Hésiode, puis se développe parmi l'élite des cités grecques une culture spécifique, marquée par la pratique du banquet (symposion), du sport, des compétitions (concours), la composition et la récitation de poésie (poésie lyrique), et à la fin de la période les premiers développements de la philosophie.

## Contours et définitions

### Bornes chronologiques
Les limites entre l'époque archaïque et les « siècles obscurs » qui la précèdent sont floues et mal définies, car il n'y a pas d'événement de rupture claire, plutôt de longues évolutions majeures durant le VIIIe siècle av. J.-C.. Dans l'approche la plus restreinte, l'époque archaïque débute en 700 av. J.-C. Cette date peut être avancée autour de 750 av. J.-C., voire jusqu'en 800 pour embrasser tous les changements du VIIIe siècle ou, si on cherche une date symbolique, en 776 av. J.-C., année supposée des premiers jeux olympiques, bien qu'elle ne soit généralement pas jugée fiable,. En pratique il faut souvent remonter plus haut dans le temps — pour certains jusqu'à la fin de la civilisation mycénienne au XIIe siècle av. J.-C. — pour procéder à une analyse plus pertinente de la trajectoire historique de la période,,.
La fin de l'époque archaïque et le début de l'époque classique est généralement placé en 480/79 av. J.-C., année de la seconde guerre médique, ou plus largement durant la période des guerres médiques (donc entre 490 et 480/79). Le conflit est certes d'une grande importance dans l'histoire grecque, mais il ne marque pas une rupture radicale dans le domaine politique, social ou culturel, et n'affecte pas toutes les cités grecques, loin de là, seule une minorité participant effectivement au conflit. Les réformes de Clisthène ayant eu lieu à Athènes autour de 508 constituent une autre date qui est parfois choisie. La formation de la ligue de Délos par Athènes en 478 av. J.-C. marque un autre changement notable. L'histoire athénienne reste en effet la référence pour l'histoire grecque antique. Quelle que soit la date retenue, la transition entre les deux époques s'accomplit entre la fin du VIe siècle av. J.-C. et le début du Ve siècle av. J.-C., entre 510 et 478 av. J.-C..
Dans le champ de l'histoire de l'art, la période archaïque est une phase durant de 600 à 480 av. J.-C., entre les périodes géométrique et orientalisante (900-600 av. J.-C.) et la période classique (480-323 av. J.-C.).

### La notion d'époque «archaïque»
La notion d'époque archaïque est assez difficile à définir en termes historiques. Elle est souvent envisagée comme la période précédant l'époque classique (v. 480-323), annonciatrice de celle-ci, posant les conditions qui la rendent possible. La notion d'archaïque provient du champ de l'histoire de l'art, renvoie à celles d'« ancien », voire « primitif », de phase préparatoire du classicisme, vu dans une perspective évolutionniste comme l'idéal à atteindre par ses qualités naturalistes, ce qui explique que par le passé les œuvres de l'époque archaïque aient pu être jugées comme des réalisations maladroites, non abouties. La désignation est restée bien que les études sur l'art de la période se soient démarquées de cette approche esthétisante,.
Depuis les progrès des travaux des archéologues et historiens, conjointement et en entremêlant leurs approches, la vision de l'époque archaïque s'est précisée, sous un jour plus positif. Cette ère a pu être présentée comme la « période par excellence de commencements et d'inventions » (M. C. d'Ercole), « une culture exceptionnelle, énergique et effervescente qui s'est développée et étendue avec une vitesse extraordinaire et une assurance innovante » (J. K. Davies). Il y a une forme d'unité dans la diversité, puisque, « la Grèce archaïque était politiquement fragmentée mais soumise à des tendances plus universelles en termes d'organisation sociopolitique, de tyrannie ou de guerre hoplitique » (J. Hall).
Les principales problématiques de l'étude de l'époque archaïque, telles qu'elles ont pu être présentées par J. K. Davies en 2009, sont les suivantes : l'analyse des textes littéraires, en particulier Homère et Hérodote, avec les outils de la critique textuelle moderne ; l'analyse des mots et concepts présents dans les textes antiques, de la culture et des valeurs auxquelles ils renvoient ; une analyse plus fine et balancée du phénomène « orientalisant », qui a pu être occulté par le passé quand une approche auto-centrée du développement de la civilisation grecque était privilégiée ; une nouvelle approche de la polis, la cité-État grecque, de son processus de formation, et des autres entités politiques qui ont pu exister dans le monde grec, dont la diversité doit être prise en compte, plutôt qu'un récit centré sur ses deux plus illustres représentantes, Sparte et Athènes ; l'émergence de récits marqués par la notion de changement, en particulier ceux qui ont lieu au VIIIe siècle av. J.-C. ; des réflexions sur les usages de l'écrit, l'alphabétisation ; les réflexions sur le rôle de la guerre, l'impact des évolutions des techniques militaires (l'apparition des hoplites) et leurs implications sociales ; l'exploration archéologique de régions longtemps laissées en marge, notamment au nord de la Grèce et dans les îles ; l'étude des changements des techniques ; une tendance à étudier conjointement l'époque archaïque et celle qui la précède, en remontant jusqu'à la chute des palais mycéniens vers 1200 ; de nouvelles réflexions sur le phénomène de « colonisation grecque », et aussi sur l'identité grecque dans l'Antiquité.

## Les sources
Le premier groupe de sources servant à reconstituer l'histoire de l'époque archaïque sont les sources littéraires antiques qui ont été préservées depuis l'Antiquité, essentiellement postérieures à la période même. Les Histoires d'Hérodote, écrites autour de 450-440, sont les plus importantes, fournissant de nombreuses informations sur l'histoire des cités grecques et leur culture jusqu'aux guerres médiques incluses. D'autres auteurs postérieurs peuvent être mobilisés, comme Thucydide qui écrit peu après Hérodote, Aristote, aussi des écrivains d'époque romaine qui ont eu accès à des sources plus anciennes (mais probablement pas antérieures au Ve siècle) disparues depuis, tels que Strabon, Plutarque, Pausanias. La question de la fiabilité de ces sources est souvent posée : il peut y avoir des pertes et altérations d'informations plus ou moins importantes avant la période de rédaction, sans parler des interprétations des auteurs en fonction de leurs propres objectifs et de leur propre contexte de rédaction. En tout état de cause leurs travaux ne sont pas à étudier comme on le ferait d’œuvres d'historiens ou ethnographes modernes, les méthodologies étant très différentes.
Le groupe le plus important de sources littéraires datées de la période archaïque qui nous soit parvenu sont les œuvres poétiques, en nombre très limité, la majorité de la production de la période n'ayant pas été préservée par les générations suivantes. Il s'agit en premier lieu la poésie épique d'Homère et d'Hésiode, le premier ayant été actif dans la seconde moitié du VIIIe siècle, et le second au début du VIIe siècle. Il s'agit de sources de première importance et incontournables, car ce sont les seuls écrits développés à remonter aux débuts de l'époque archaïque et qu'elles font référence dans une certaine mesure aux réalités de leur temps, mais il s'agit avant tout de poésies fictionnelles, et pas d’œuvres visant à décrire précisément une réalité (voir plus bas). Il en va de même pour la poésie lyrique des périodes suivantes (Solon, Tyrtée, Alcman, Sappho, Pindare, etc.), qui renvoie souvent aux problématiques politiques et sociales de leur époque de rédaction,.
L'époque archaïque voit le retour de l'écrit dans le monde grec après environ quatre siècles de disparition, ce qui fournit donc aux philologues et historiens des sources épigraphiques, des inscriptions sur pierre, vase ou autre, certes très inégalement réparties selon les lieux et les époques. La seconde moitié du VIe siècle et le territoire athénien sont surreprésentés. Il s'agit néanmoins d'une documentation précieuse et déjà assez variée : décrets publics, textes législatifs, commémoratifs, dédicaces publiques et privées à des divinités, épitaphes, graffitis, correspondance, des sortes de contrats, etc. Le fait qu'elles proviennent directement de leur époque de rédaction, sans autre médiation intermédiaire, en fait des sources plus fiables que les précédences. Les problèmes récurrents avec ces sources sont de les dater précisément et que leur préservation ne permette pas toujours d'en comprendre le sens général. Leur apport qualitatif est aussi limité par le fait qu'elles sont pour la plupart très courtes.
L'époque archaïque voit aussi le début des pièces de monnaie, fournissant une documentation numismatique, autre discipline importante pour fournir des informations sur la période. Reste que peu de cités battent monnaie durant cette période, et que les émissions ne renvoient pas alors à des événements politiques identifiables, comme c'est le cas pour les époques postérieures.
Les sources non-écrites, issues des recherches archéologiques, sont donc incontournables pour compléter la documentation sur la période. De nombreuses études produites depuis les dernières décennies du XXe siècle ont contribué à une meilleure mise en commun des approches historique et archéologique, qui évoluaient jusqu'alors plutôt de manière séparée, les uns étudiant avant tout les textes, et les autres les bâtiments et objets dégagés lors des fouilles. De plus, la mise au point et l'amélioration de nouvelles méthodes de fouilles et d'analyse ont considérablement fait progresser les possibilités d'interprétation des données de fouilles. L'archéologie permet notamment de documenter des domaines que les textes laissent de côté : démographie et peuplement, espaces publics et domestiques, échanges commerciaux, etc..
L'étude des images produites durant la période, donc les arts de l'époque archaïque, est un autre domaine majeur des études sur la période : la poterie peinte, la statuaire, qui connaissent d'importantes évolutions sur la période, fournissent des informations importantes sur la culture et la société. Qui plus est, à la différence de la sculpture classique qui est en bonne partie connue par des copies d'époque romaine, avec ce que cela suppose de réinterprétations, celle de l'époque archaïque est documentée uniquement par des originaux.

## Évolutions politiques et sociales

### Le renouveau du monde égéen

Localisation des principaux sites archéologiques de la Grèce des âges obscurs.

L'époque archaïque débute traditionnellement quand s'achève la période des « âges obscurs » de la Grèce, qui s'étend en gros de 1200 à 700. Généralement envisagée sous un jour négatif comme un temps de déclin de la civilisation et de grande détresse matérielle, cette longue phase a fait l'objet d'une réévaluation depuis les années 1970, et est de plus en plus définie en termes moins négatifs ou du moins plus neutres, comme un « premier âge du fer » (qui débute au moins vers 1000),. Les approches récentes y voient une période de changements qui sont déjà annonciateurs de la civilisation grecque classique et de l'époque archaïque, repoussant donc les limites de la phase formative de la Grèce antique plus haut dans le temps. Le VIIIe siècle est un temps de grands changements, généralement intégré dans les études sur l'époque archaïque. Mais de plus en plus d'études sur la Grèce archaïque proposent d'intégrer en plus le premier âge du fer voire tous les siècles obscurs à leur analyse, car les évolutions de l'époque archaïque s'expliquent mieux en élargissant le champ chronologique en partant de la fin de la civilisation mycénienne, rupture radicale. Leur objet d'étude est donc une très longue période allant de 1200 à 480,.

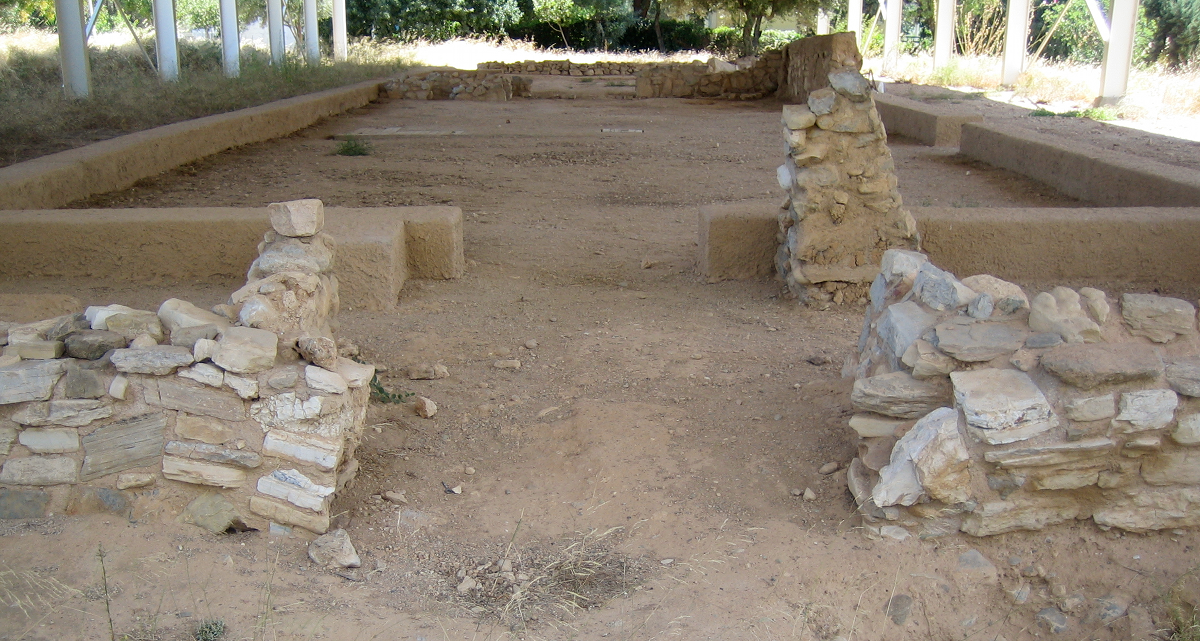
Ruines de l'« hérôon » de Lefkandi, bâtiment le plus vaste connu pour l'époque protogéométrique,

La période correspondant au premier âge du fer grec, qui s'étend en gros de 1000 à 700, voit se produire sur le long terme une reprise du monde égéen, après l'effondrement de la civilisation mycénienne qui a eu lieu à partir de 1200, et s'est étendue sur les siècles suivants. Les recherches ont nuancé l'impression sombre qu'on se faisait de cette période, sans écarter l'impression générale d'appauvrissement de la culture matérielle, d'insécurité et d'instabilité. La période est surtout documentée par des sépultures et leur matériel funéraire, aussi quelques espaces habités. D'importants mouvements de population marquent le monde égéen, à différentes échelles, comme en témoignent les abandons et créations de nombreux sites, mais les flux sont impossibles à identifier précisément ; c'est notamment à cette période que les côtes d'Asie mineure deviennent un espace de peuplement grec, en revanche les « invasions doriennes » dont certaines sources antiques postérieures à la période semblent se faire l'écho n'ont pas trouvé de confirmation dans la documentation archéologique. Au monde des palais mycéniens, plutôt homogène culturellement, divisé en plusieurs royaumes administrant leur territoire grâce à l'écrit, a succédé un monde des âges obscurs éclaté en plusieurs cultures régionales, avec des communautés locales dirigées par une élite locale dont le pouvoir semble avoir des ressorts essentiellement guerriers, chapeautées par des chefs à l'autorité sans doute limitée (des « chefferies » plutôt que des royaumes). L'écriture a été abandonnée et oubliée, les échanges entre régions et avec l'extérieur sont limités sans pour autant être inexistants, la métallurgie du fer se répand progressivement, sans pour autant évincer celle du bronze, de nouvelles formes artistiques sont mises au point (céramiques peintes de tradition géométrique, figurines et vaisselle en bronze). Les principaux foyers culturels identifiés sont en Crète, notamment à Cnossos, en Eubée autour de Lefkandi puis Érétrie, en Attique, en Argolide, puis la reprise touche progressivement plus de régions (Laconie, Corinthe, Cyclades), et les grands lieux de culte du monde grec antique émergent (Olympie, Delphes),,,.

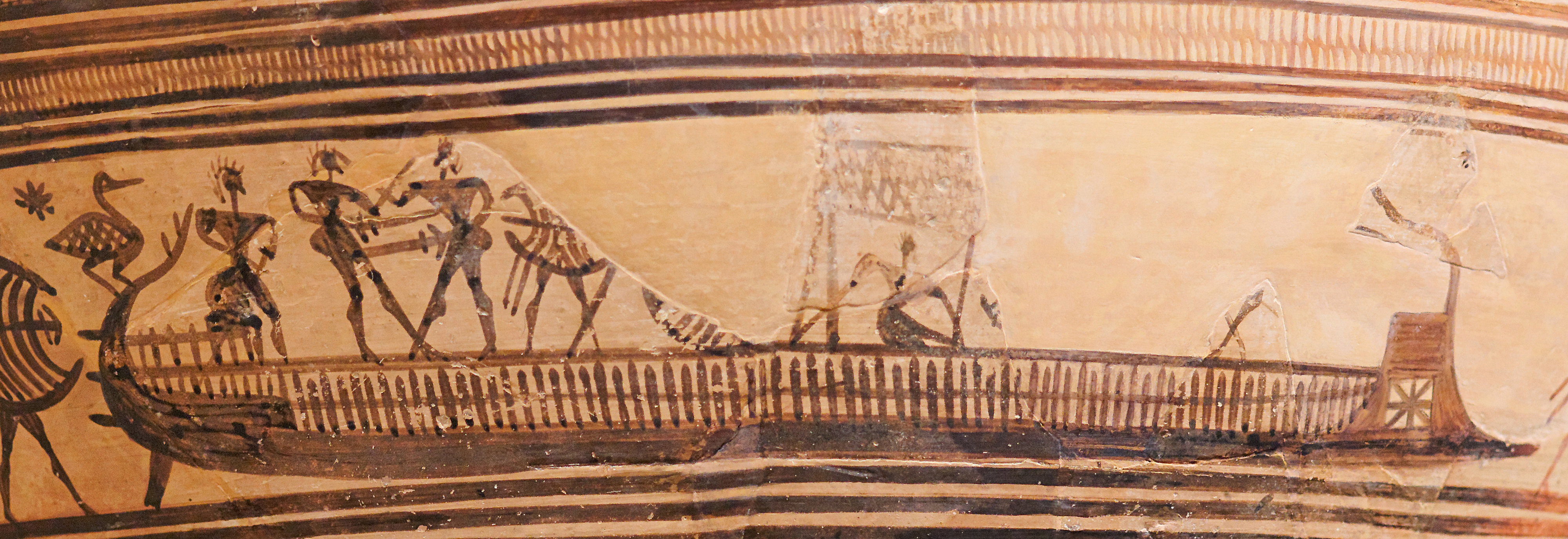
Scène de combat sur un bateau, détail d'un cratère du Géométrique moyen (v. 800-775 av. J.-C.). Metropolitan Museum of Art.

Le VIIIe siècle est généralement vu comme la période décisive dans la naissance de la civilisation grecque antique, en particulier après 750. Cette période a même pu être désignée par plusieurs auteurs comme une « révolution », mais les approches récentes en font plus une sorte de point culminant des évolutions entamées durant les âges obscurs. Ce siècle est marqué par plusieurs changements importants qui sont intimement imbriqués : la population connaît une croissance accélérée, ce qui entraîne une plus grande production agricole, sans doute plus largement une croissance économique voire une amélioration des conditions de vie ; les structures politiques se complexifient et certaines peuvent être désignées comme des États, plus précisément des cités-États (poleis), ou du moins des États en gestation (on parle aussi de « proto-poleis »), plus structurés et intégrants que les chefferies de la période antérieure ; les sanctuaires connaissent un développement important, tant du point de vue de l'architecture que de l'activité rituelle (visible par l'explosion du nombre d'objets votifs), et les grands lieux de culte panhellénique connaissent un essor important (Delphes, Olympie dont les premiers jeux dateraient de 776) ; les Grecs se projettent de plus en plus au-delà de l'espace égéen, d'abord pour des motifs commerciaux ; puis ils commencent à constituer des colonies dans la péninsule Italienne et en Sicile ; la tradition artistique géométrique connaît son apogée et se répand dans le monde égéen, qui présente un profil culturel plus homogène à cette période, et commence vers la fin à intégrer des motifs orientaux ; en effet les Grecs entrent en contact plus poussé avec les civilisations du Proche-Orient (notamment les Phéniciens) et d’Égypte, qui leur fournissent diverses inspirations artistiques et innovations techniques ; c'est dans ce contexte que l'alphabet est adopté (manifestement à partir de celui des Phéniciens) et commence à se diffuser, marquant un retour de l'écriture dans le monde grec depuis la disparition du linéaire B mycénien ; c'est enfin la période durant laquelle Homère aurait composé ses épopées,,,.

### Le monde d'Homère et d'Hésiode
Les récits d'Homère (l’Iliade et l’Odyssée) et d'Hésiode (la Théogonie, Les Travaux et les Jours), qui marquent le point de départ de la tradition narrative et littéraire grecque, sont datés des débuts de l'époque archaïque : on estime généralement que les épopées homériques sont élaborées dans la seconde moitié du VIIIe siècle, par un ou plusieurs poètes, à l'oral à partir de matériaux plus anciens, puis couchés par écrit plus tard, vers la seconde moitié du VIe siècle ; Hésiode est quant à lui un auteur à l'existence plus assurée, qui aurait été actif vers le début du VIIe siècle. Ces œuvres ont une importance capitale dans la culture grecque antique, pour lesquelles elles font rapidement figure de références incontournables. Pour les historiens, se pose la question de savoir dans quelle mesure elles décrivent des sociétés historiques : la question de savoir si on peut reconstituer un « monde homérique », une société datée durant une époque précise, avec ses us et ses coutumes est une des problématiques majeures concernant le début de l'époque archaïque. Même au regard des critères antiques, ces poètes ne sont pas des historiens ou des géographes. Ils ont produit des récits fictionnels, qui ont manifestement un aspect intentionnel, dispensent une morale, proposent des visions du monde et de la société qui sont celles de leurs auteurs et qui peuvent différer de celle de leur temps. Néanmoins, ainsi que le présente J. Hall, « il semble y avoir un consensus croissant parmi de nombreux historiens sur le fait que la société dépeinte dans les épopées doit avoir été suffisamment cohérente pour être compréhensible par le public du poète et devrait donc correspondre à une réalité sociale actuelle ou très récente. » Si le récit est placé dans un passé mythique, et peut comprendre des souvenirs de temps plus anciens (époque mycénienne, âges obscurs), il ferait donc bien dans une large mesure référence à la société de son temps. Reste à dater cette audience : celle de l'époque d'élaboration du récit, donc la seconde moitié du VIIIe siècle ? ou bien une période plus tardive, en prenant en compte la possibilité de remaniements du texte jusqu'à sa mise par écrit, dans la seconde moitié du VIe siècle ? La première solution a les faveurs de la majorité des historiens, à l'appui de l'archéologie, la société du VIIIe siècle présentant plus de similitudes avec celle décrite par Homère,,,.
À quoi ressemble donc le monde homérique (et hésiodique) ? C'est une société organisée autour de petites entités politiques, dirigée par des « rois » (basileis), qui correspondent aux chefs des siècles obscurs. Ce sont des personnages dont l'autorité repose surtout sur leurs qualités guerrières et plus largement leur charisme personnel, leur capacité à convaincre par le discours. Elle est limitée par la nécessité de négocier avec leurs sujets, de les récompenser pour assurer leur loyauté, notamment par la répartition des prises de guerre. L’Iliade étant le récit d'un conflit, les aspects militaires de la société n'en sont que plus affirmés (ce qui explique qu'elle laisse peu de place aux femmes). Peut-être trouve-t-on dans les récits homériques des pratiques annonçant l'émergence de la cité (assemblées). Les chefs disposent de domaines, les oikoi, dont la base est essentiellement agricole, avec leur famille et leurs dépendants, dont des esclaves, qui leur assurent une richesse supérieure à celle des autres membres de leur communauté, mais pas de beaucoup, les inégalités de richesse étant peu prononcées. Hésiode décrit dans Les Travaux et les Jours un domaine de taille plus modeste (mais assurant une existence confortable au regard des standards de l'époque), dans lequel le chef du foyer travaille lui-même sa terre, avec quelques dépendants, esclaves et animaux ; le récit tourne autour d'un conflit d'héritage, dans lequel interviennent des basileis qui ont une attitude peu recommandable. Les biens circulent sous la forme de dons, suivant le principe de la réciprocité, le luxe est limité. Les pratiques matrimoniales sont également évoquées. Ce n'est pas une civilisation de l'écriture, qui n'est pas employée par les rois homériques, et les poètes (aèdes) se transmettent leurs récits oralement. Les chefs dirigent aussi le culte, la religion des textes homériques présentant des pratiques et croyances globalement similaires à celles de la religion grecque « classique » telle qu'elle est connue par les sources des siècles postérieurs. La Théogonie donne quant à elle le récit le plus courant sur l'origine de la société divine de la Grèce ancienne,,.

### La formation de la cité-État

Localisation des principales régions et cités de la Grèce archaïque.

Au sens large, la période archaïque est une période de (re)formation de l’État en Grèce, entendu comme un État archaïque ou « primitif » (donc différent d'un État moderne). La forme la plus courante que prend l’État dans la Grèce archaïque est désignée par le terme polis. Cette notion surtout définie par les textes de l'époque classique, qui peut qualifier une « ville » en tant que lieu, et par extension la « cité » en tant qu'institution et communauté politique (les citoyens actifs politiquement), et le territoire qu'elle domine de manière autonome et dont le centre urbain est le chef-lieu. Cet ensemble est couramment appelé dans la littérature moderne une « cité-État », forme politique attestée dans d'autres civilisations, y compris durant des périodes bien plus reculées dans le temps. Mais elle prend dans le monde grec une importance sans équivalent et devient une de ses caractéristiques fondamentales,.
Le processus de formation des cités reste mal connu car mal documenté, ses modalités sont très débattues, puisque cette forme politique est surtout connue par ses formes abouties, réunissant ses traits caractéristiques, à compter du VIe siècle. Il est difficile de s'accorder sur le moment où serait franchi le seuil permettant de considérer qu'on est bien en présence d'une entité étatique avec des aspects urbains, le processus étant graduel, suivant des rythmes différents selon les lieux et accouchant sur des formes politiques relativement diverses. Et du reste il ne faut pas forcément faire coïncider le phénomène d'urbanisation avec celui de formation des États en Grèce, puisque les cités-États grecques n'ont pas systématiquement un centre urbain, a fortiori durant l'époque archaïque. 
Cela étant dit, en l'état actuel des choses le constat du développement de la cité-État repose sur un faisceau d'indices, qui consiste avant tout en l'identification de traits urbains sur des sites archéologiques, faute de mieux. Ils sont surtout perceptibles à partir du VIIIe siècle, et poursuivant leur formation sur le suivant,. Un processus d'urbanisation du monde grec se décèle ainsi sur le long terme,. Il voit l'émergence de bâtiments publics (fortifications, temples, agoras) voire d'une planification urbaine,, et plus largement un ensemble de changements sociaux (stratification sociale), économiques (développement des échanges, de l'artisanat, de la spécialisation des métiers), culturels (développement de l'écriture, notamment pour des usages publics) ou religieux (développement des sanctuaires civiques), même s'ils ne sont vraiment réunis que plus tardivement,. 
Au surplus, des aspects annonciateurs de l'organisation civique pourraient se repérer chez Homère (assemblées, notions de « peuple » laos et demos). Les premiers textes législatifs émis par des institutions civiques apparaissent dans le courant du VIIe siècle, le plus ancien texte de loi connu provenant de Dréros en Crète, daté d'environ 650, mentionnant des magistrats (les cosmes), alors que les traditions postérieures préservent le souvenir de législateurs semi-légendaires dans plusieurs cités (Zaleucos de Locres, Dracon d'Athènes, Lycurgue de Sparte, Charondas de Catane). D'autres éléments potentiellement révélateurs de l'émergence d'une idéologie citoyenne ont pu être scrutés, comme la guerre (avec l'apparition des « citoyens-soldats », les hoplites) et les pratiques funéraires (des possibles droits à une sépulture plus ou moins larges ou des lois somptuaires révéleraient l'existence de droits politiques restreints à une élite ou au contraire élargis à un groupe plus important),.
Quant aux explications du phénomène, elles sont également indéterminées. Les élites grecques jouent le rôle principal dans les scénarios proposés. Les liens et continuités entre les aristoi des cités archaïques et les basileis de la période antérieure sont discutés (le second titre disparaissant quasiment partout, sauf à Sparte),. Certains postulent qu'une nouvelle élite remplace l'ancienne, notamment des hommes venus de la couche moyenne de la paysannerie, donc une mobilité sociale, là où d'autres à l'inverse estiment que l'ancienne élite se réforme de l'intérieur pour préserver sa position,. La place de la guerre peut être mise en avant, notamment parce qu'elle occupe une place importante chez Homère et semble être un phénomène récurrent dès la haute époque archaïque, également parce que la supposée « révolution hoplitique » intervient souvent dans les scénarios visant à expliquer les évolutions sociales dans les premières cités (voir plus bas),.

### La colonisation grecque

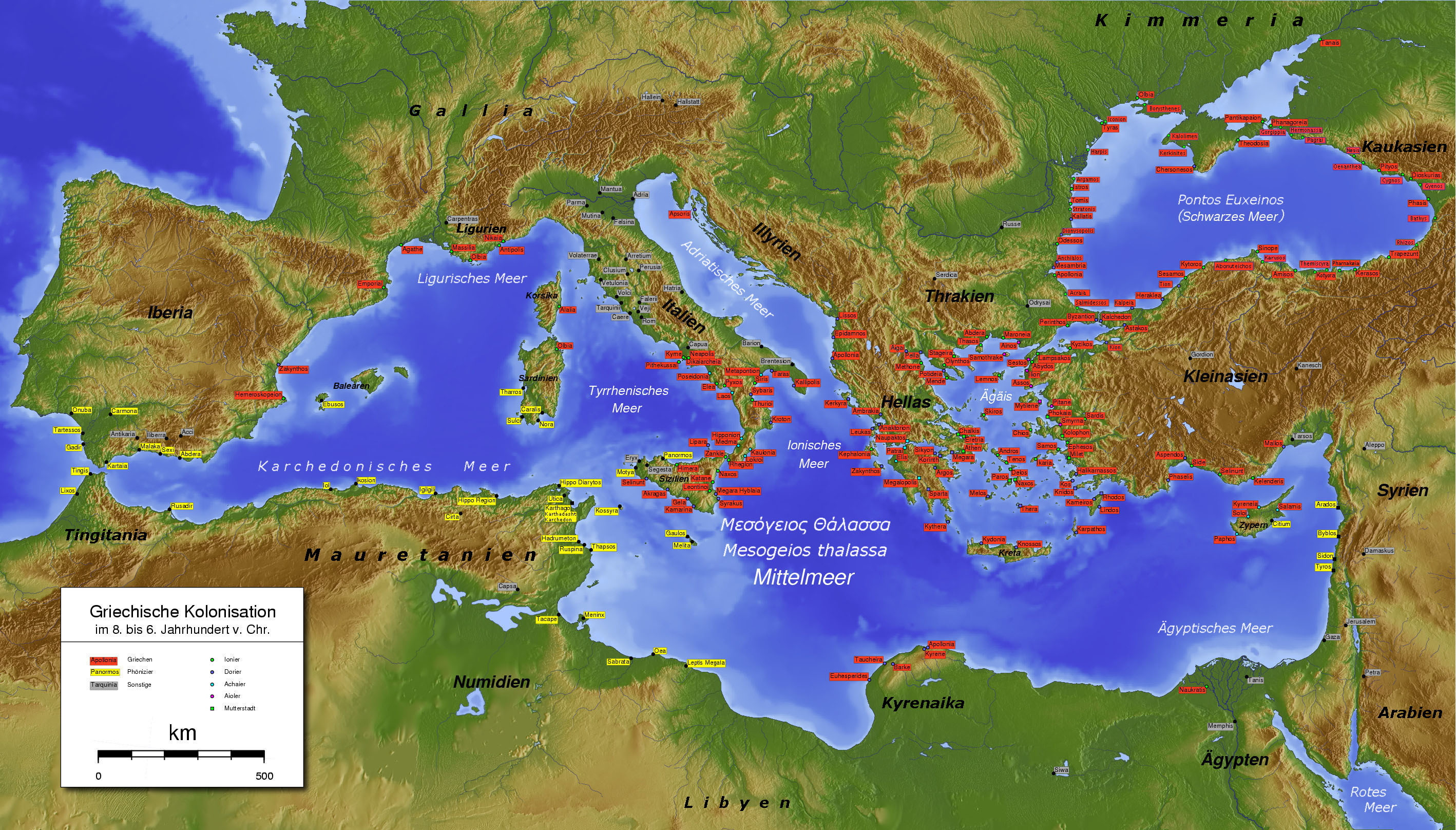
La Méditerranée au VIe siècle En jaune : les cités phéniciennes. En rouge : les cités grecques. En gris : les autres cités.

La Grèce des siècles obscurs est marquée par une forte mobilité des populations. Les traditions postérieures ont préservé le souvenir de grandes migrations de peuples (comme les migrations doriennes), dont la crédibilité est discutée par les historiens bien qu'il fasse peu de doutes que des mouvements importants de population aient eu lieu à l'intérieur du monde égéen. À partir du VIIIe siècle des migrations outre-mer d'un autre type se mettent en place, organisées à partir de communautés de Grèce et visant l'implantation d'une cité dans une région souvent située au-delà de l'horizon égéen, dans d'autres parties de la Méditerranée et autour de la mer Noire, donc de « nouveaux mondes » pour les Grecs,. C'est ce que l'on caractérise de nos jours comme la « colonisation grecque » (ou « diaspora »), que les Grecs anciens appellent apoikia (difficile à traduire : « départ du foyer », ou « foyer loin du foyer »),.

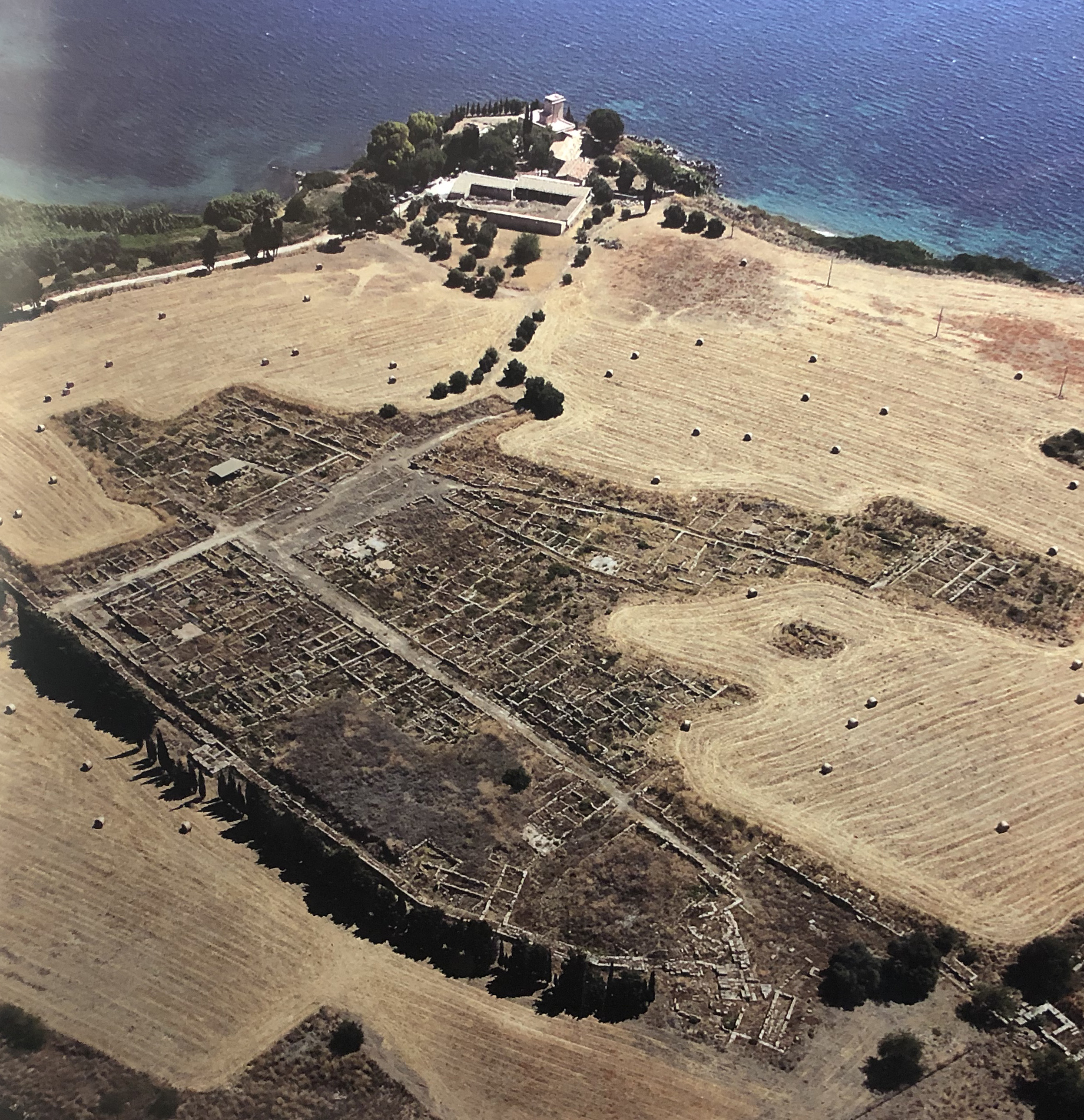
Vue aérienne du site de Mégara Hyblaea (Sicile).

La plus ancienne implantation de Grecs dans les régions occidentales est identifiée à Pithécusses, sur l'île d'Ischia, dans le golfe de Naples. Aux alentours de 775, des marchands grecs, sans doute venus d'Eubée, s'y installent et y côtoient des Phéniciens en plus des populations autochtones. Puis le dernier tiers du VIIIe siècle voit un phénomène important d'implantation de Grecs en Sicile et en Italie du sud. Le déroulement de la colonisation grecque est surtout connu par des textes postérieurs, les fouilles archéologiques de nombreux sites étant venues compléter le tableau, en amendant souvent les traditions. Un nombre limité de communautés grecques (cités ou ethnè) prend part aux créations de nouvelles cités, parfois associées à une autre : les Mégariens fondent Mégara Hyblaea, les Achéens fondent Métaponte, des Chalcidiens fondent Cumes, Naxos, Catane et des Corinthiens fondent Syracuse et Corcyre, Locres Épizephyrienne par les Locriens, Tarente par les Spartiates, Géla par des Crétois et des Rhodiens, etc. puis rapidement des colonies fondent elles-mêmes de nouvelles colonies, comme Rhégion par Zancle. La fondation de cités se poursuit par la suite en Sicile et Italie, et il se diffuse vers d'autres régions au VIIe siècle, notamment vers le nord de l’Égée puis les détroits et la mer Noire, avec la participation de nouvelles cités, notamment ioniennes : Samothrace par des citoyens de Samos, Thasos par des Pariens, Cyzique, Abydos, Olbia du Pont, Sinope et d'autres par Milet, Byzance par Mégare, Abdère par Clazomènes, etc. À l'ouest les Phocéens fondent Massalia, qui sert à son tour de base pour d'autres fondations (Agatha, Empuries, Alalia, Élée). Le mouvement de fondations de colonies ne s'interrompt jamais vraiment durant l'époque archaïque (par exemple fondations d'Héraclée du Pont par des Mégariens et des Béotiens vers 554 selon la tradition, de Pouzzoles par des Samiens en 531), mais il ralentit après le premier quart du VIe siècle.

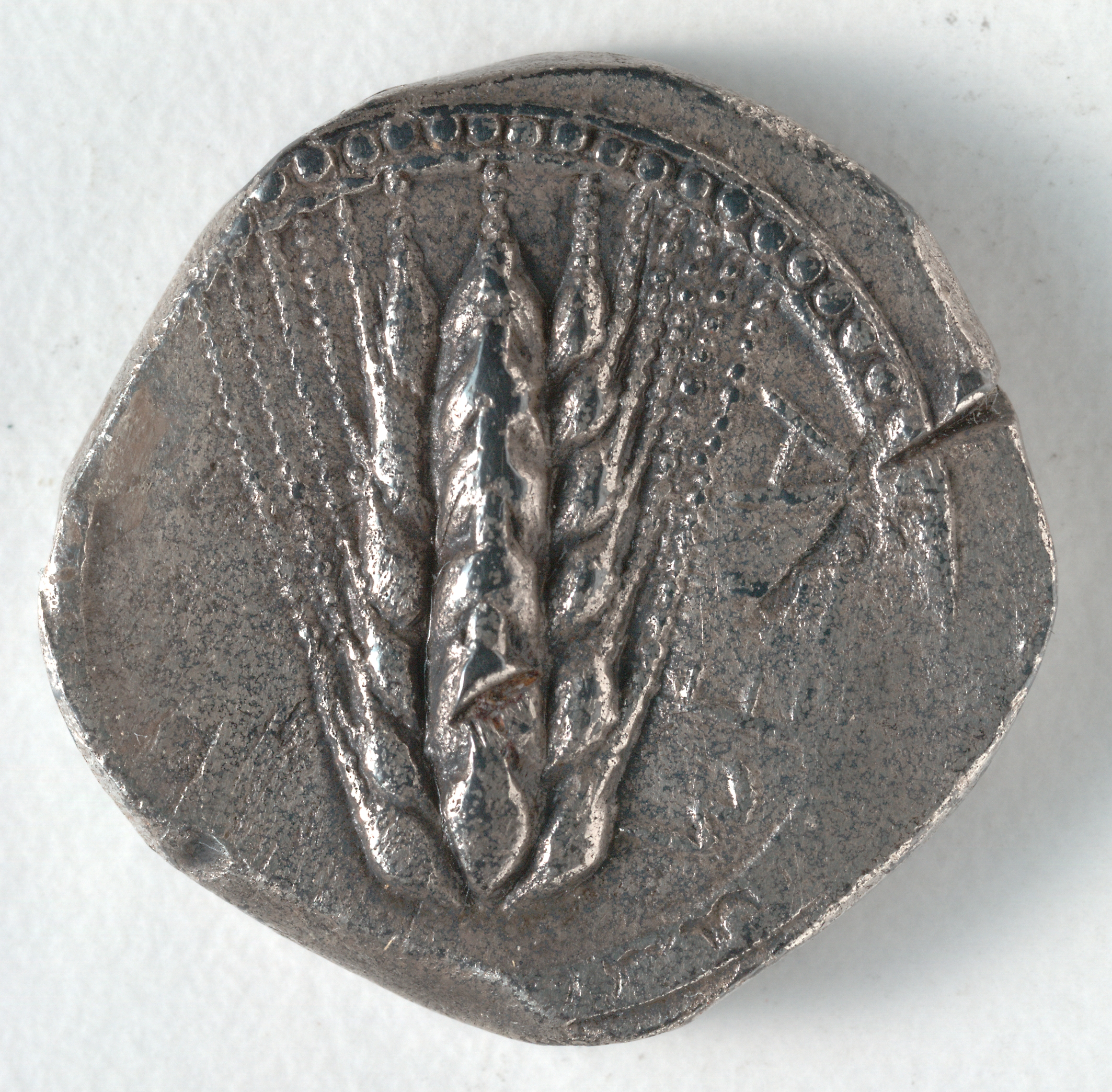
Statère de Métaponte, v. 530-510 av. J.-C., représentant un épi de blé, évocation de la prospérité agricole de la cité. Cleveland Museum of Art.

Les causes derrière ce phénomène sont multiples, même si l'importance du mouvement et le fait qu'il implique plusieurs cités (certes pas toute la Grèce, loin de là) suppose de rechercher des explications générales. Les historiens ont souvent mis en avant le problème du manque de terres en Grèce, qui incite une partie de la population de certaines cités à s'implanter dans de nouveaux pays où elles trouveront des terres à cultiver. De fait plusieurs des régions colonisées (mais pas toutes) ont un potentiel agricole important (plaines de Sicile, de Tarente, Cyrénaïque, embouchure du Dniepr et du Boug) et par la suite plusieurs colonies deviennent de véritables « greniers à blé ». Les problèmes de partage des terres lors des héritages sont peut-être plus importants qu'un manque de surfaces agricoles à proprement parler, et la colonisation serait un moyen d'éviter le morcellement des exploitations ou la mise à l'écart de cadets lors des transmissions de patrimoine. L'opportunité d'exploiter de meilleures terres a pu aussi inciter à des départs. Il ne faut pas non plus exclure les finalités commerciales, plusieurs colonies étant impliquées dans du commerce à longue distance de matières premières non agricoles (métaux, bois, sel, etc.). Il est notamment supposé que les expéditions commerciales ont ouvert la voie aux implantations coloniales, en révélant des opportunités. Dans d'autres cas enfin les départs sont liés à des circonstances politiques : les troubles affectant les cités d'Ionie à plusieurs reprises (guerres contre la Lydie puis les Perses, mise en place de tyrannies) coïncident avec la fondation de plusieurs des colonies de Milet, Phocée ou Samos,.
Il s'agit quoi qu'il en soit d'expéditions et d'implantations organisées, décidées de manière collective, discutées dans la cité d'origine, parfois dirigées par un chef qui acquiert avec le temps le statut de fondateur de la colonie, l'œciste (comme Battos à Cyrène), et souvent (si ce n'est systématiquement) avalisées avant le départ par un oracle favorable d'Apollon de Delphes. Une colonie n'est pas forcément essentiellement peuplée de gens venus de sa métropole supposée : les sites coloniaux ont une culture matérielle bien plus hétérogène que celle des cités de Grèce, ce qui pourrait indiquer qu'ils sont peuplés par des gens venus de plusieurs régions et non d'une seule. Les relations avec les populations autochtones peuvent aussi bien être violentes que pacifiques : on connaît des cas de conflits et d'asservissement, d'autres en revanche semblent bénéficier de l'accord des locaux. Des phénomènes d'échanges et d'hybridations culturelles se développent avec le temps en plusieurs endroits.
Une fois sur place, on fonde une ville, et on attribue les terres à mettre en exploitation. Les fouilles archéologiques ont identifié à plusieurs reprises une organisation planifiée : la ville de Mégara Hyblaea est organisée suivant un plan régulier pensé au préalable, avec des édifices publics ; à Métaponte a été identifiée une cadastration de l'espace rural qui pourrait remonter du VIe siècle (mais pourrait être plus tardive),. Les colonies sont plus généralement des cités grecques, avec leurs traits caractéristiques. Mais elles ne sont pas à proprement parler des exportations du modèle de la polis, puisque celui-ci n'a pas achevé de se constituer au moment des premières fondations. Au contraire elles participent au phénomène de formation de la cité, qui s'enrichit conjointement des réflexions et expériences des Grecs de Grèce et des Grecs de ces nouveaux mondes,.

Carte des cités grecques et des dialectes en Grande-Grèce.
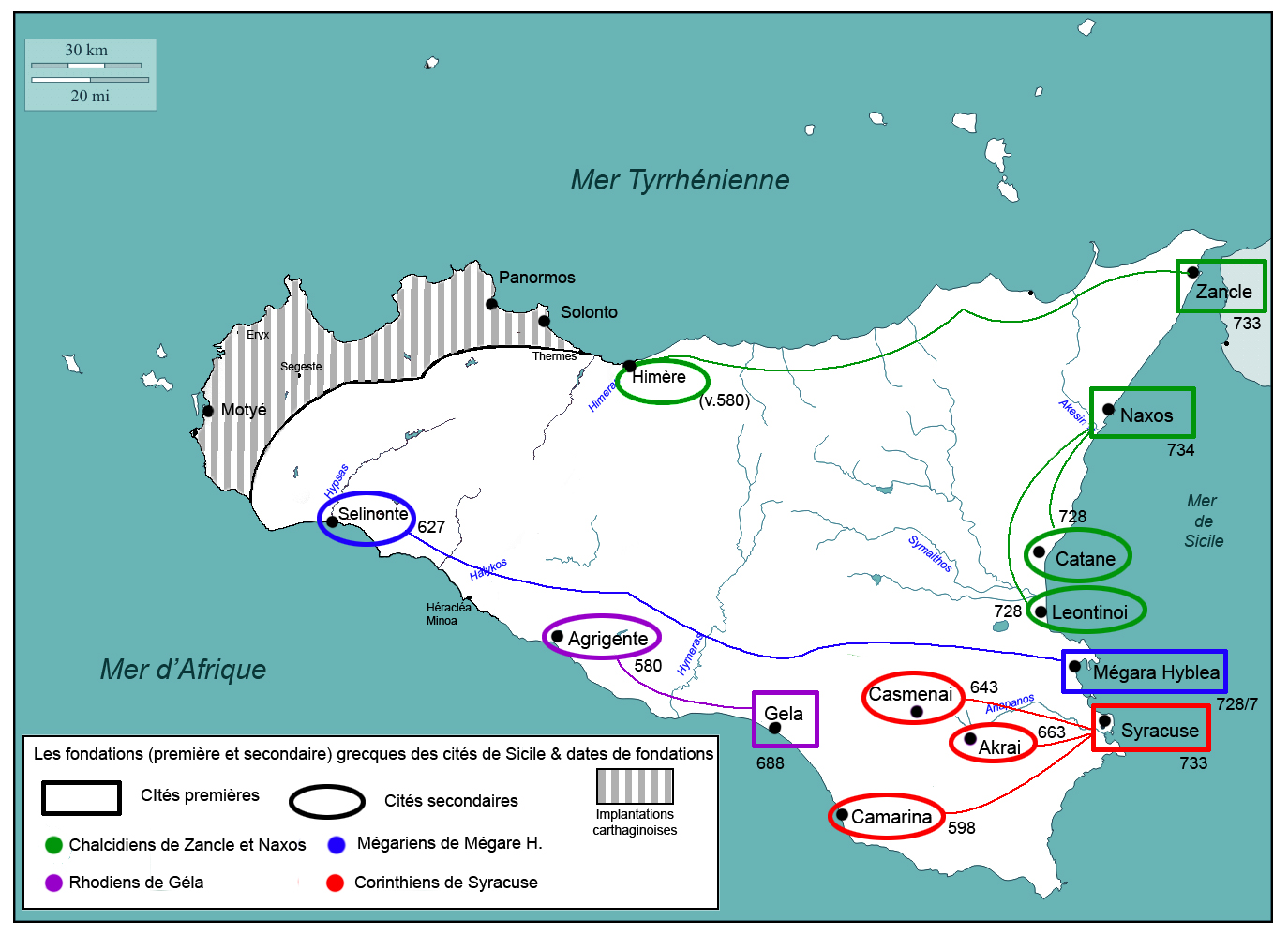
Chronologie des fondations en Sicile selon la tradition.
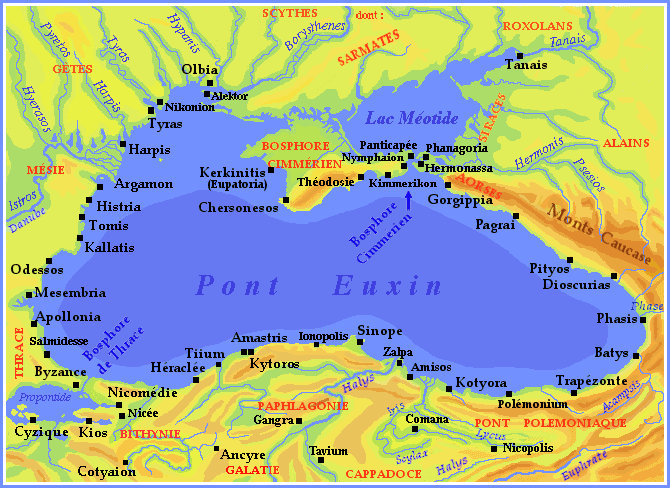
Carte des principales cités grecques autour du Pont Euxin (mer Noire).

### Vie politique
La cité-État grecque est une réalité plurielle, surtout connue par quelques exemples mieux documentés (Athènes et Sparte, aussi d'autres comme Gortyne), toujours marquée par la diversité, mais pour laquelle on dégage des tendances et caractéristiques générales. Elle est constituée autour d'une communauté politique, le groupe des citoyens, politai, des hommes adultes. Les critères de citoyenneté sont inconnus pour l'époque archaïque, faute de sources, et à l'époque classique ils varient selon les cités. Des magistratures apparaissent dans les inscriptions juridiques. En tout cas dès cette période se constitue une vie politique active, marquée sur la prise de parole devant des citoyens. Les citoyens semblent aussi se répartir les revenus de la cité, comme le butin, l'exploitation des mines, des forêts, aussi la viande des sacrifices. Les cités disposent plus largement de « coutumes » (nomina), qui comprennent leurs cultes, leur calendrier sacré, leurs magistratures religieuses, civiles, judiciaires et militaires, leur organisation en sous-groupes tels que les tribus, etc., qui forgent leur identité et sont essentielles à leurs rythmes et activités au quotidien. Elles renvoient souvent aux origines des cités, puisque ces coutumes sont similaires entre cités d'un même peuple (Ioniens, Doriens) et entre la métropole et ses colonies.
Les cités-États sont dirigées par élite sociale et politique, exerçant un pouvoir oligarchique. Les poètes de l'époque archaïque désignent ses membres par des termes élogieux comme « beaux » (kaloi), « bons » (agathoi), « braves » (esthloi), qui s'opposent au « peuple », démos, les gens du commun, aux « mauvais » (kakoi), les historiens modernes préfèrent « aristocrates », terme formé à partir d'une forme d'organisation politique présente dans les textes antiques, l'aristocratie, le « pouvoir des meilleurs », mais qui désigne cette fois-ci un groupe social occupant le sommet de la société des cités, les « meilleurs » (aristoi). Ils sont généralement définis par leur richesse et le fait qu'ils se transmettent leur rang de façon héréditaire, les notions de naissance et de famille (genos) étant très importantes pour ce groupe, également leurs valeurs, telles que la vertu (aretê), leur mode de vie raffiné. Une approche récente insiste plus sur les questions de prestige, de rivalité et d'émulation au sein de ce groupe qui doit en bonne partie sa position à la reconnaissance sociale dont il bénéficie, et qu'il doit sans cesse réactiver par la démonstration de sa richesse et de sa vertu. Cela implique également l'existence de mobilités sociales. Chaque aristocrate doit régulièrement rappeler à sa communauté qu'il fait bien partie des « meilleurs ». 

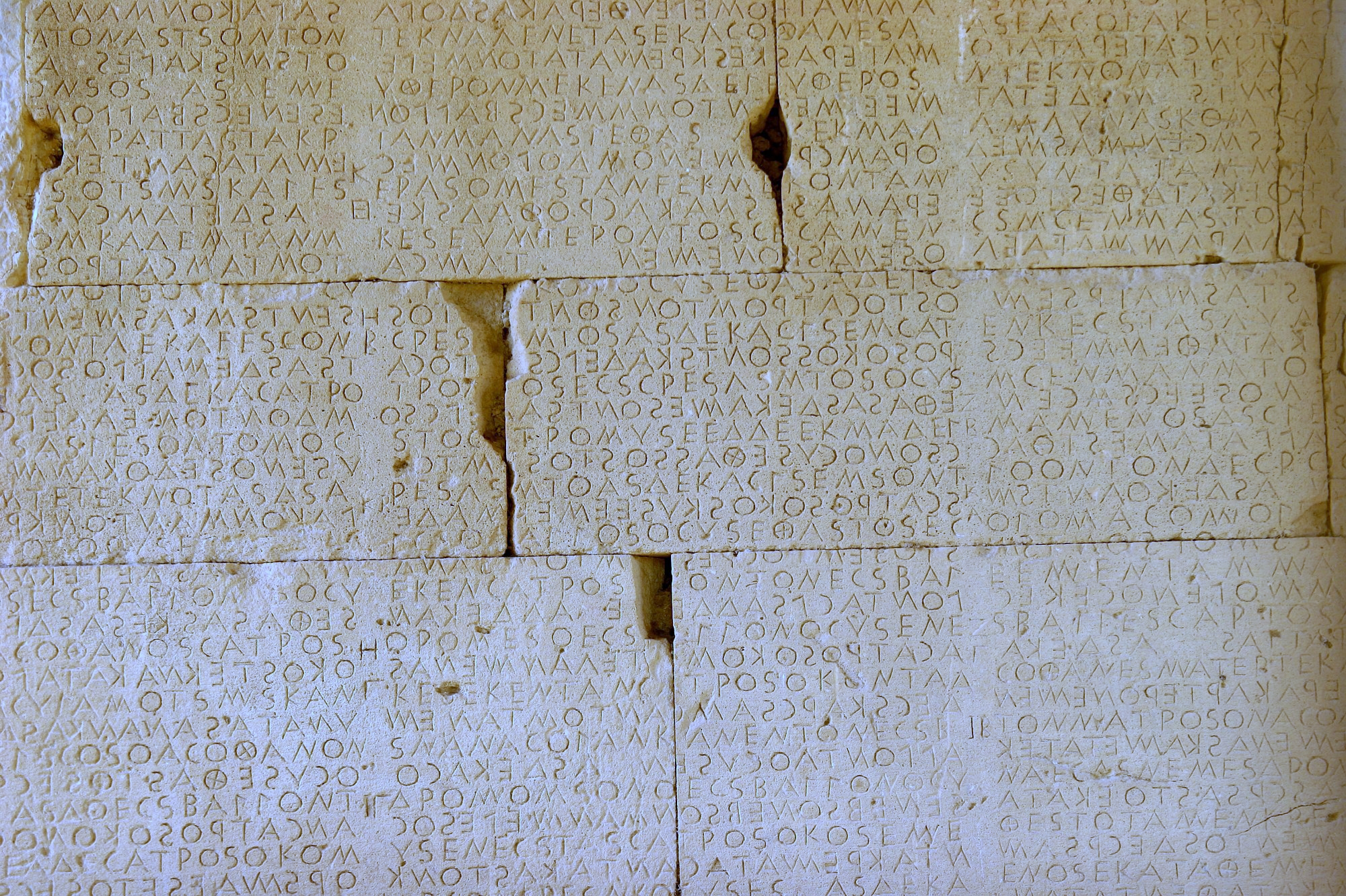
Passage de l'inscription du Code de Gortyne, couché par écrit dans la première moitié du à partir de lois plus anciennes.

La compétition est donc aiguë au sein de cette oligarchie, ce qui explique en bonne partie les évolutions institutionnelles de la période. L'activité législative de la période semble importante, si on se fie aux traditions sur les législateurs qui auraient vécu aux VIIe – VIe siècle, tels que Lycurgue, Dracon, Solon, Charondas, Philolaos, etc. connues par des textes postérieurs (en particulier Aristote). Si les lois (nomoi) de cette période sont fondamentalement une coutume orale, on commence à en mettre par écrit à partir du milieu du VIIe siècle av. J.-C. et ce processus est très important dans l'émergence des cités bien qu'il reste à déterminer pour quelles raison cette « codification » se met en place. Les lois qui sont connues par ce biais ont pour but d'encadrer les pouvoirs des magistrats de la cité, qui sont issus des rangs de l'aristocratie, et également les rites et comportements dans les sanctuaires (les « lois sacrées »). Y apparaissent notamment des magistrats, alors que le terme générique de basileus n'est quasiment plus employé, ce qui montre que l'élite politique a procédé à une définition des rôles dans la cité et au partage des pouvoirs au sein de la cité, que les fonctions ont pris le pas sur une autorité vaguement définie. 
Un autre facteur d'instabilité des communautés de la période archaïque est un ensemble de crises potentielles liées à l'activité agricole (problèmes de subsistance, endettement paysan pouvant conduire à l'asservissement, morcellement des terres), qui provoquent des tensions sociales, notamment entre riches et pauvres, et expliquent également des lois, qui ont un aspect plus « social », comme les réformes de Solon à Athènes (suppression de l'esclavage pour dettes, entre autres). Zaleucos de Locres et Charondas de Catane auraient de leur côté promulgué des lois sur la limitation du luxe, les châtiments des crimes, la transmission des patrimoines.
Ces tensions n'étant pas toujours apaisées, les cités grecques sont régulièrement marquées par des moments de discorde interne (stasis), qui dégénèrent parfois en des guerres civiles durant lesquelles les lois ne sont plus respectées. Cette discorde peut être réglée par l'action de législateurs, qui agissent en tant que médiateurs politiques, et émettent des lois qui résolvent la crise, puis abandonnent leur fonction. Plusieurs de ces législateurs auraient été des étrangers à la cité où ils viennent aider à restaurer l'ordre : Philolaos de Corinthe légifère à Thèbes, Androdamas de Rhégion en Chalcidique de Thrace.
Dans d'autres cas, les mécanismes de régulation du pouvoir et de médiation politiques par la loi sont inefficaces, la crise ne connaît pas d'issue pacifique, et se solde par le triomphe d'un seul des prétendants au pouvoir, qui écarte ou élimine ses rivaux, renverse les institutions en place et exerce seul le pouvoir : il devient un « tyran » (tyrannos). La tyrannie semble apparaître au VIIe siècle et connaît son apogée en Grèce au VIe siècle, de nombreuses cités étant concernées, pour un laps de temps plus ou moins long. Les agissements de tyrans sont surtout connus par leurs détracteurs (comme Alcée de Mytilène) et des traditions postérieures qui en dressent en général une image négative, mais certains sont passés à la postérité comme de bons dirigeants. À tout le moins, ce phénomène montre les limites des oligarchies qui dirigent les cités à l'époque archaïque, dont le pouvoir vole en éclats quand un tyran impose sa seule autorité. Pour le reste, il n'y a pas d'explication plus précise sur l'émergence des tyrans, qui ont sans doute des profils divers : il peut s'agir de sortes de nouveaux riches renversant les élites établies, ou d'un membre de cette élite prenant le pas sur les autres ; le tyran peut aussi bénéficier d'un soutien populaire, contre les excès des aristocrates, et/ou le rechercher lorsqu'il est au pouvoir afin de conforter sa position ; il est également celui qui met fin à un conflit social, et qui peut ensuite ouvrir une période de stabilité voire de prospérité pour sa cité, comme Polycrate de Samos, certains établissant de véritables dynasties à l'image des Cypsélides de Corinthe. Quoi qu'il en soit le phénomène n'a jamais été généralisé et n'a jamais accouché sur l'établissement de régimes durables en Grèce, où il disparaît à la fin de l'époque archaïque ; il connaît en revanche une meilleure fortune en Sicile où les tyrans occupent le devant de la scène durant l'époque classique,,.
L'histoire de la plupart des cités grecques de la période archaïque échappe à la documentation écrite, qui s'est concentrée à la suite d'Hérodote sur les destins d'Athènes et de Sparte, exceptionnels et uniques, qui ne reflètent pas vraiment la situation des autres. Les tendances politiques générales suivraient un enchaînement royauté, oligarchie et, bien souvent, tyrannie, mais cela a pu admettre des variations régionales, par exemple dans les îles égéennes. La présence de tyrans est bien attestée dans la partie orientale de l'Égée avec en particulier Polycrate de Samos (v. 532-522) qui entreprend de grands travaux et une politique expansionniste. Leur arrivée au pouvoir semble succéder à des guerres civiles. Les cités de tradition ionienne ont Délos pour grand sanctuaire commun, auquel Polycrate consacre l'île voisine de Rhénée. La prospérité de certaines îles égéennes se voit dans les offrandes faites aux grands sanctuaires, tel le trésor de Siphnos à Delphes. La Crète perd en influence après la première partie de la période, mais reste très peuplée et émaillée de cités. Le Code de Gortyne, long recueil juridique compilant des textes plus anciens, gravé sur un mur de la ville vers la première moitié du Ve siècle av. J.-C., est une des sources les plus complètes sur l'organisation politique et juridique d'une cité grecque archaïque.

### L’ethnos
Le terme ethnos (pl. ethnè), qui peut prendre plusieurs sens, désigne en général un « peuple », un groupe de populations qui se revendiquent une origine commune, ont un dialecte et des traditions communs. Dans plusieurs cas ce terme désigne des groupes ayant connu une forte dispersion géographique : c'est le cas des Ioniens, qui se trouvent à l'époque archaïque (avant la colonisation) en Attique, Eubée, dans les Cyclades, en Attique, et des Doriens, qui se trouvent en Grèce centrale (Doris), dans le Péloponnèse, les Cyclades du sud, le sud-est de l'Asie Mineure. Ils ont formé des cités qui servent dès lors de référence commune à leurs populations, mais ils préservent tout de même des coutumes communes et des liens culturels et politiques, l'origine commune étant souvent rappelée quand il s'agit de choisir une alliance militaire. Dans d'autres cas le terme ethnos a une acception plus limitée géographiquement : il désigne des peuples occupant des territoires contigus, formant un ensemble plus cohérent, comme la Béotie, la Thessalie, la Locride, la Phocide, l’Épire, la Macédoine, l'Achaïe. Ils peuvent y développer des institutions communes, dans un but avant tout militaire, qui peuvent aboutir à la constitution d'un État. Les Locriens et les Achéens participent même à l'aventure coloniale. Leurs profils sont très divers, bien des territoires occupés par des ethnè durant l'époque archaïque n'étant pas urbanisés, mais occupés par des villages, dans bien des cas à dominante pastorale, au point qu'on a souvent voulu voir dans ces ethnè des formes politiques plus primitives que les cités, même si ce n'est pas systématique. De plus les deux formes d'organisation ne sont pas antithétiques car elles ne sont pas forcément juxtaposées, puisqu'un ethnos tel que la Béotie est assez tôt structuré en cités tout en développant (apparemment plus tardivement) des institutions politiques ethniques (la « confédération béotienne »), ce qui lui donne un profil « hybride ». Cette imbrication s'accentue durant les époques classique et hellénistique qui voient l'émergence d’ethnè de plus en plus structurés politiquement au sein desquels se développent des poleis. Les historiens buttent donc sur une définition à donner à ce type d'organisation, et à la façon de définir son rapport à la polis,,.
C. Morgan a en particulier mis en avant la nécessité de prendre en compte ces formes d'organisation situées « au-delà de la polis », en tentant de mieux saisir leur processus de formation, en Thessalie, Phocide, Locride, Arcadie et Achaïe notamment. Elles sont élusives dans la documentation archéologique et textuelle, notamment parce que ces régions ont été peu fouillées et ont livré très peu d'inscriptions. Dans ce monde peu urbanisé, des communautés cohérentes semblent se former à partir de la communauté de lieu, la présence de voies de communication, de mythes ancestraux, la présence de quelques « gros sites » jouant un rôle de point de convergence, qui peuvent être des agglomérations urbaines (y compris des centres de poleis) ou des sanctuaires (Olympie, Delphes, Dodone, Thermos, aussi des lieux de culte moins importants comme Kalapodi en Phocide), servant de points de ralliement, d'échanges, de cultes et autres pratiques partagées.

### La guerre et les relations entre États

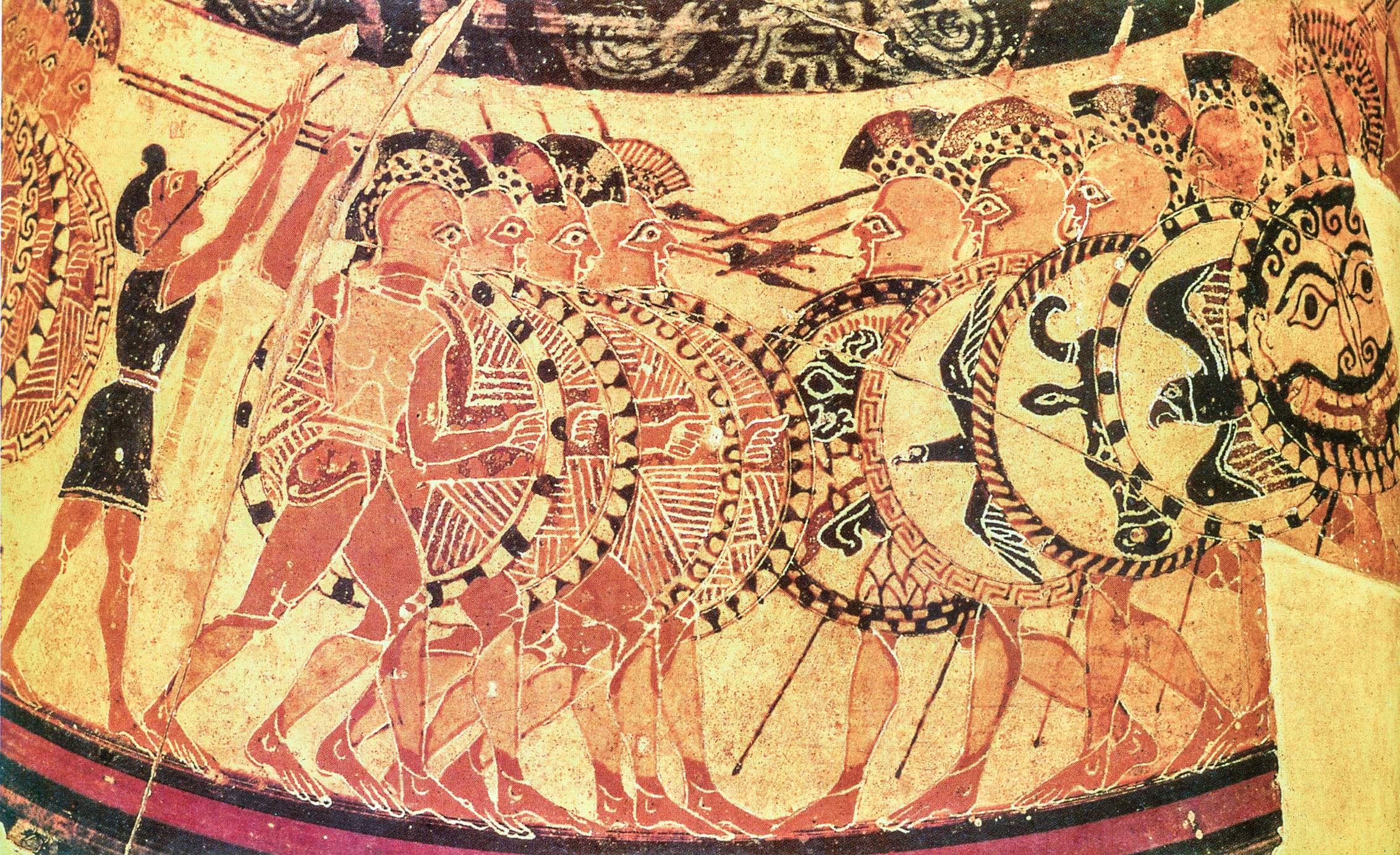
Détail de la frise supérieure de l'olpé Chigi : hoplites au combat.

L'époque archaïque voit se produire d'importants changements dans l'armement et l'art de la guerre, avec la mise en place de la phalange constituée de fantassins appelés hoplites. Ceux-ci doivent leur nom à leur bouclier rond en bois renforcé de bronze, hoplon ; le reste de leur équipement, forgé dans du bronze, consiste en une lance, une épée courte, une cuirasse, un casque et des jambières. Ce sont donc des soldats lourdement équipés, plutôt destinés à combattre en groupe et peu mobiles. Selon les descriptions de l'époque classique, les hoplites combattent en formation de rangées serrés, la phalange, présentant à leur adversaire un mur de boucliers, qui s'entrechoquent lors de la « poussée », othismos, quand elles rentrent dans la phalange adverse. Il s'ensuit soit un retrait, soit des combats individuels. C'est un combat qui se déroule sur terrain plat, en rase campagne. Faute de descriptions, il n'est pas assuré que les combats se soient déroulés ainsi durant l'époque archaïque, mais plusieurs éléments plaident en ce sens, notamment l'olpé Chigi daté des années 640-630, représente des soldats avec un équipement d'hoplite, disposés en rangées rappelant celles de la phalange,.

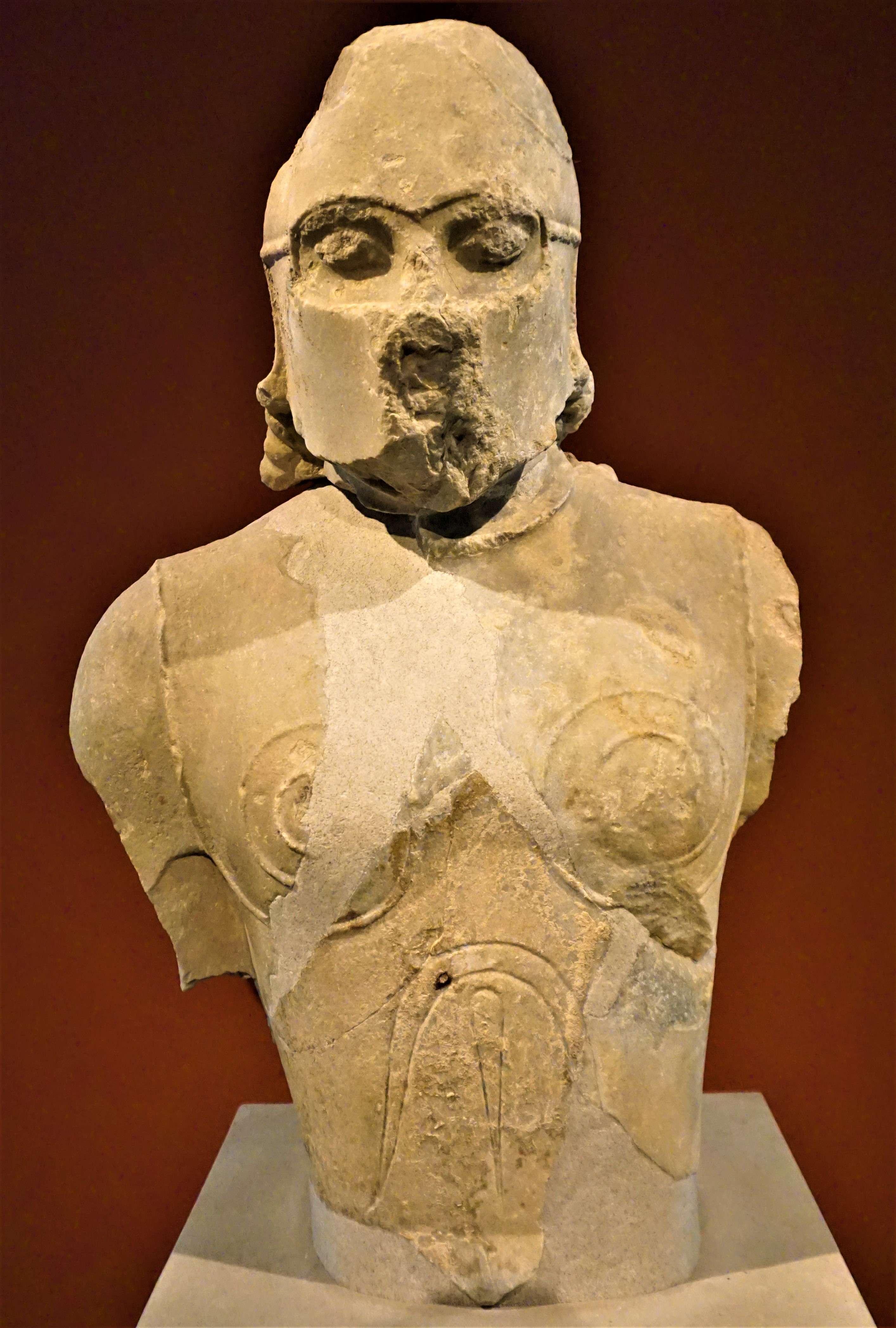
Torse de hoplite avec casque et cuirasse, Heraion de Samos, v. 530 av. J.-C. Altes Museum.

L'apparition de l'hoplite est traditionnellement présentée comme un changement majeur (une « révolution hoplitique »), qui porte de fortes implications sociales. L'hoplite est interprété comme une sorte de soldat-citoyen, recruté parmi le corps des citoyens, pour la défense du territoire de la cité. Ces citoyens seraient les propriétaires terriens, suffisamment riches pour se payer la couteuse panoplie de l'hoplite. Les aristocrates qui tiraient auparavant leur prestige de leur participation au combat se verraient alors mis côte-à-côte avec cette « classe moyenne », ce qui atténuerait les distinctions sociales. Les études récentes tendent néanmoins à être sceptiques devant ce scénario, qui manque avant tout de preuves. Il a notamment pu être objecté que l'équipement hoplitique restait très couteux et plutôt à la portée des plus riches, et que les lignes avant de la phalange, les plus exposées et déterminantes au combat, pourraient avoir été réservées aux aristocrates dont l'importance sociale reposait sur les accomplissements guerriers, et ainsi perpétuer au combat les distinctions de statut.
Il reste assez peu de descriptions des conflits de l'époque, et les récits qui les rapportent sont largement postérieurs aux faits et leur fiabilité est très discutée. Thucydide évoque ainsi un conflit en Érétrie et Chalcis, la « guerre lélantine », que l'on situe aux alentours de 700 av. J.-C. (en admettant qu'il ait effectivement eu lieu), qui aurait mobilisé de nombreuses cités par le jeu des alliances, mais rien d'autre n'est connu sur ce conflit, même pas son vainqueur ; les récits sur deux premières guerres de Messénie, voyant Sparte dominer cette région, ne donnent pas beaucoup d'informations assurées sur celles-ci. Quoi qu'il en soit le fait guerrier semble être un phénomène très courant dans la Grèce archaïque, mais les affrontements sont généralement de faible envergure. Beaucoup s'apparentent sans doute plus à des raids voire des razzias visant à obtenir du butin. Les conflits mettent aux prises des cités ou des ethnè, et les conflits internes à une cité sont également monnaie courante. En revanche les guerres visant l'anéantissement de l'ennemi sont exceptionnelles,. Il se pourrait que le plus important soit  obtenir des hommes plutôt que des terres : se répète à plusieurs reprises dans le monde grec une situation dans laquelle un groupe victorieux a asservi les vaincus, le cas le mieux connu étant celui des Hilotes et Périèques du domaine spartiate, mais des situations semblables se retrouvent ailleurs (Thessalie, Locride occidentale, Crète, Sicile, Héraclée du Pont, etc.).
Les entités politiques concluent couramment des alliances, établies par un lien d'« amitié » (philotes), elles peuvent conclure des traités de façon à établir une paix durable, placés sous les auspices divins (notamment Zeus d'Olympie). Les coalitions semblent exister dès les débuts de l'époque archaïque, et probablement avant. Elles semblent cependant temporaires, et les alliances plus durables semblent une innovation de la fin de la période, avec la constitution de « ligue du Péloponnèse », sous la direction de Sparte, qui agit en tant qu'hégémon, et celle de la « ligue béotienne », marquée par les ambitions de Thèbes, donc portant en germe de possibles limitations de l'autonomie des autres cités.
Quant à la guerre navale, elle semble rester peu importante durant la majeure partie de l'époque archaïque, bien que la piraterie semble courante. Thucydide décrit cependant la mise en place de la puissance navale de Corinthe dès la fin du VIIIe siècle, qui se traduit notamment par un conflit naval contre une de ses fondations, Corcyre. Les cités d'Ionie développent leurs flottes au VIe siècle, Polycrate de Samos constituant une puissance maritime qui lui permet d'affirmer sa suprématie sur un large territoire. Les cités rivales d'Égine et d'Athènes constituent également des flottes importantes à la fin de la période.

### Vers l'époque classique
La période d'une trentaine d'années (v. 510-480) qui marque la transition entre l'époque archaïque et l'époque classique est marquée par d'importants changements dans la politique, que ce soit au niveau des rapports entre États qu'à l'intérieur des États.

La Grèce pendant les guerres médiques.

Traditionnellement, les études sur la période sont dominées par les guerres médiques, une série de conflits entre certaines cités grecques et l'empire perse des Achéménides qui tente de mettre en place son hégémonie sur le monde grec. Les cités grecques d'Asie Mineure sont dominées par la Perse depuis les années 540 après que cet empire ait conquis la Lydie qui les dominait auparavant. Celles d'Ionie se révoltent en 499 sans succès. La destruction de Milet, une des plus prospères et dynamiques des cités grecques archaïques, pôle culturel majeur, est un événement à la portée considérable. Athènes et Érétrie ont appuyé les cités rebelles, ce qui motive la réplique perse en 490 lors de la première guerre médique, raid de faible envergure qui connaît plusieurs succès avant la défaite face aux Athéniens à Marathon. La seconde guerre médique est marquée par une expédition perse de plus grande envergure, repoussée par une coalition de cités grecques conduite par Sparte, avec une participation notable d'Athènes, alors que la majeure partie des ethnè et cités ont fait allégeance à la Perse ou sont restés neutres (le front opposé aux Perses regroupe 31 cités parmi les centaines qui se partagent alors la Grèce). La défaite de l'empire perse, monarchie et puissance sans égale à cette époque, face à des cités-États dirigées par leurs citoyens et a priori plus faibles militairement, est vue comme un événement marquant de l'histoire des cités grecques, avant tout par la préservation de leur autonomie. Cela concerne notamment Athènes, qui devient le chef de file de la lutte des Grecs contre les Perses, et ce qui sert ses propres ambitions hégémoniques. Les conflits contre les Perses ont par ailleurs contribué à forger une identité commune aux Grecs, bien qu'ils n'aient jamais présenté un front uni face à leur adversaire et restent généralement plus occupés par leurs rivalités traditionnelles que par celle contre l'empire perse,.
La fin de la période archaïque est surtout marquée par l'émergence de puissances d'envergure régionale voire visant la domination et l'hégémonie sur une grande partie du monde grec, en premier lieu Sparte et Athènes, qui sont devenues des puissances militaires de premier plan, aussi Corinthe, Argos et Thèbes. L'émergence de puissances navales (Samos, Athènes, Égine) est un autre élément marquant de la fin de l'époque archaïque. Athènes, appuyée sur ses riches mines du Laurion et ses réformes civiques et militaires qui ont posé les bases de sa puissance navale, inflige en 506 des défaites à Chalcis et Thèbes, puis en 490 aux Perses à Marathon. Sparte, disposant de la plus puissante armée terrestre, est la puissance hégémonique de la ligue du Péloponnèse, première coalition de cette ampleur, et elle devient le chef naturel de la résistance aux Perses lors de la seconde guerre médique. Les conflits sont aussi plus âpres et destructeurs, à l'image de la rivalité maritime entre Athènes et Égine, la défaite infligée par Sparte à Argos en 494 qui se solde par la perte d'une grande partie du corps citoyen de la seconde, ou encore des conflits entre Thessaliens et Phocidiens. Ces éléments sont amenés à caractériser les nombreuses guerres entre coalitions de l'époque classique.
Au niveau des cités, les luttes de pouvoir entre aristocrates ont conduit à de nombreuses innovations politiques, aussi des débats sur l'organisation civique, la citoyenneté et plus largement la vie dans la cité. Cela se voit en particulier à Athènes, où la tyrannie des Pisistratides est renversée en 510. Alors que Sparte, qui avait aidé à mettre fin à la tyrannie, avait ensuite tenté d'appuyer un régime oligarchique, les réformes clisthéniennes, visant à prévenir le retour de tyrans, posent les bases d'un régime d'un nouveau type, la démocratie athénienne, avec notamment la mise en place de l'égalité des citoyens devant la loi (isonomie).

## Les Grecs archaïques et leurs voisins

### Relations avec l'«Orient»

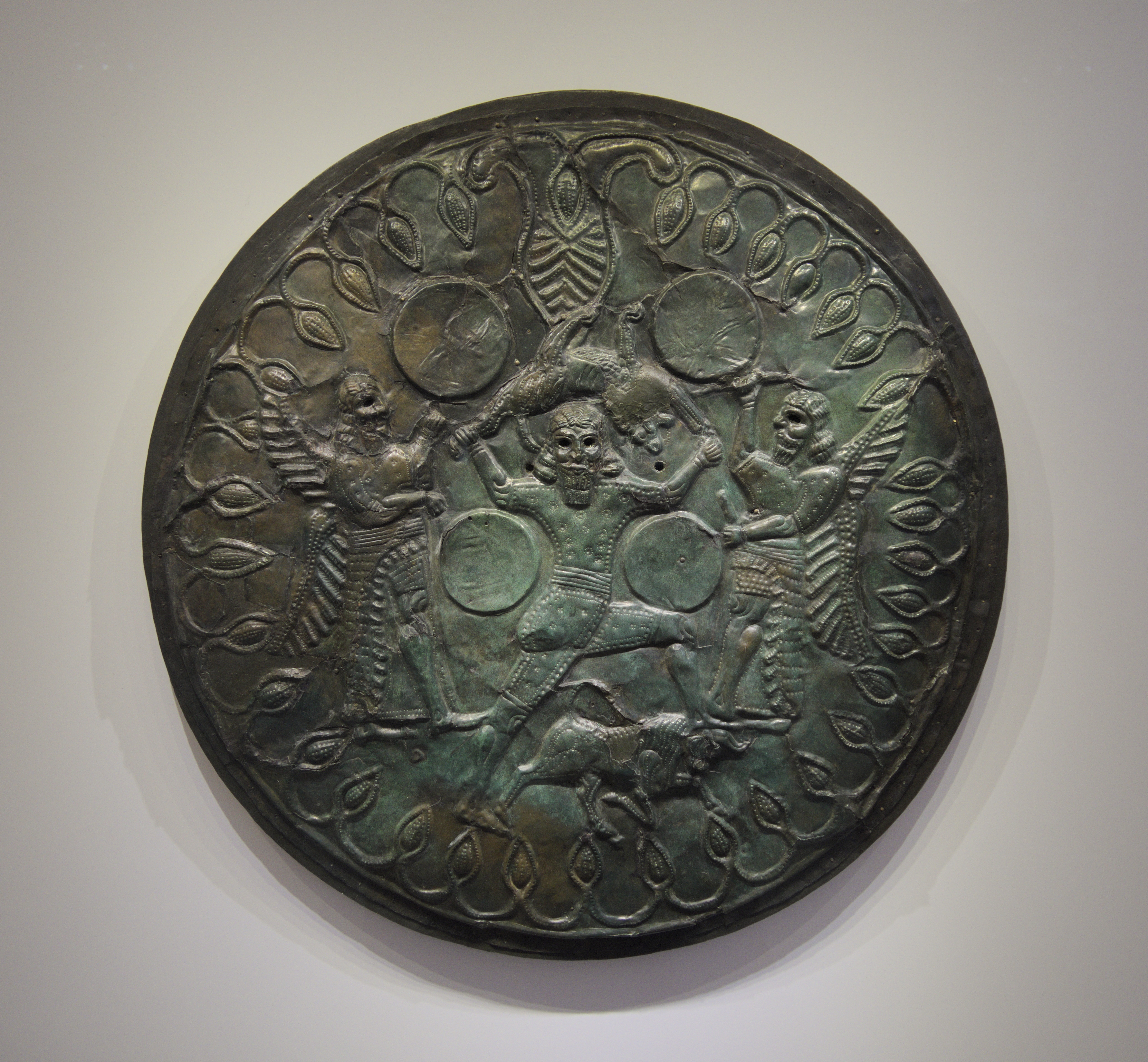
Bouclier en bronze au décor de type assyrien, v. VIIe siècle, sanctuaire du Mont Ida (Crète). Musée archéologique d'Héraklion.

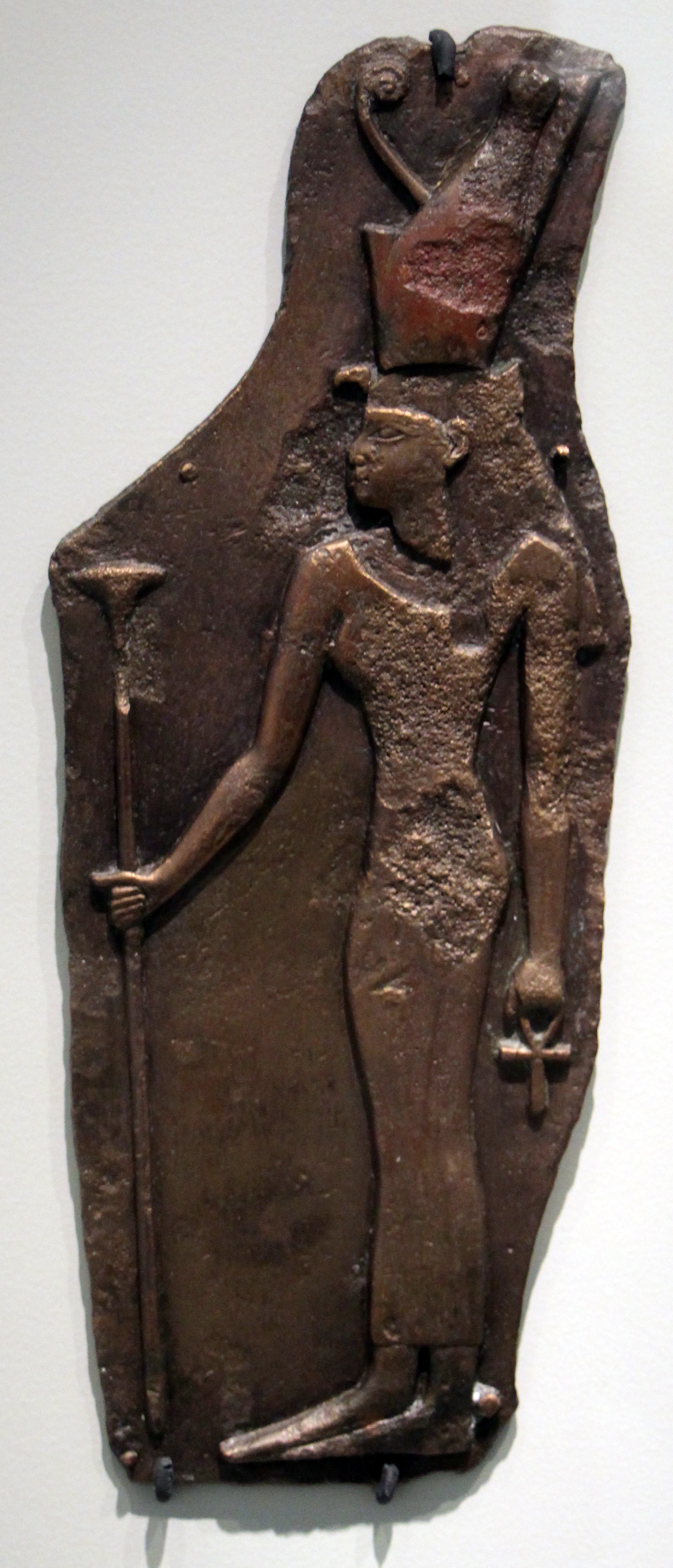
Plaque en bronze représentant la déesse égyptienne Mout retrouvée dans le temple d'Athéna à Milet, Altes Museum (Antikensammlung).

Avec la « réouverture » du monde égéen durant les dernières phases des siècles obscurs, les influences « orientales » s'y font plus fortement ressentir, phénomène qui concerne plus largement plusieurs régions de l'espace méditerranéen. On entend par là un ensemble d'éléments culturels adoptés et adaptés dans le monde grec depuis les civilisations du Proche-Orient ancien et l'Égypte ce qui, en soi, représente déjà un ensemble culturel divers puisqu'il comprend aussi bien les cultures de Chypre, du Levant (surtout les Phéniciens, aussi les pays Néo-hittites et Araméens), d'Égypte voire de Mésopotamie (l'Assyrie étendant alors son empire jusqu'à la Méditerranée). Les canaux par lesquels ces transferts se sont faits sont mal connus, d'autant plus que cela se produit durant des périodes peu documentées. Les cités de Ionie semblent devenir des acteurs importants de ces contacts, puisque les Grecs sont appelés « Ioniens », Yawan(a), dans les sources proche-orientales et mésopotamiennes de l'époque (notamment assyriennes). 
Les Phéniciens sont sans doute aussi des acteurs majeurs des transferts culturels qui se font à cette période depuis l'Orient vers la Grèce, et pourraient donc avoir joué un rôle important dans le développement du monde grec. Ils sont de la même manière que les Grecs des navigateurs émérites, présents sur tout l'espace méditerranéen où ils fondent leurs propres colonies. Chypre, zone de contact par excellence où des Grecs sont implantés en grand nombre depuis au moins la fin de l'âge du bronze, est aussi une région d'où proviennent probablement des objets et des influences diffusées depuis l'est vers l’Égée. Des contacts marchands sont attestés jusqu'au Levant, avec le site d'Al Mina où a été mise au jour une grande quantité de poteries de l'époque géométrique, qui pourrait avoir été un lieu d'échanges (emporion) où les Grecs étaient présents en grand nombre, puis par la suite Naucratis en Égypte où l'implantation grecque est plus durable, ce qui en fait donc un lieu d'interactions culturelles très important. Pithécusses en Italie est un autre lieu de rencontre et probablement d'échanges entre Grecs et Phéniciens. Des objets venus des régions orientales sont présents dans le monde égéen durant les âges obscurs, et de plus en plus à partir du VIIIe siècle, en particulier dans les dépôts votifs (mont Ida, Héraion de Samos, Olympie), œuvres exotiques sans doute plutôt offertes par des fidèles grecs que des étrangers de passage. Il n'empêche que des personnes venues de ces mêmes régions sont probablement présentes dans l’Égée archaïque. La Crète en particulier témoigne de cette présence orientale, le site de Kommos ayant autour de 800 un temple de style phénicien, accompagné de nombreux objets votifs proche-orientaux,.

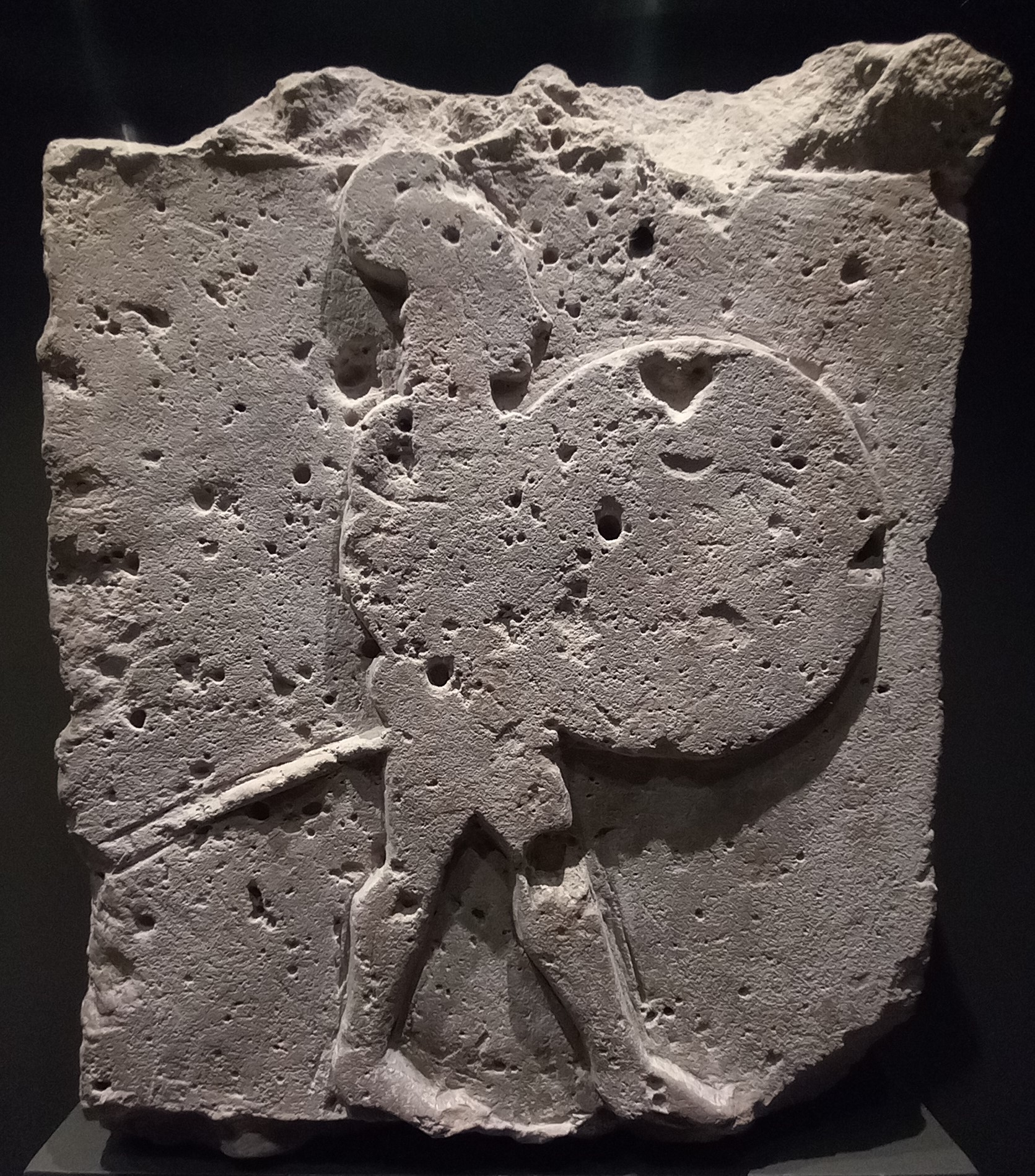
Bas-relief inachevé représentant un guerrier grec, mis au jour à Naucratis, emporion grec en Égypte. British Museum.

Il faut aussi compter sur le rôle des mercenaires grecs servant à l'étranger, et plus largement de Grecs se mettant au service de souverains étrangers. Ainsi en Égypte des Grecs parviennent à des rôles politiques et militaires importants, dans l'entourage des souverains de la dynastie saïte (664-526). On trouve des « Ioniens » (des Grecs d'Asie Mineure ?) en Babylonie dès la même époque, sans doute à la suite de déportations décidées par l'Assyrie, puis par la suite encore plus (et sans doute venus aussi du monde égéen) en raison des déportations des Perses ; là encore il s'agit de mercenaires, mais aussi d'artisans spécialisés dans le travail du bois.
Ces contacts s'accompagnent de transferts culturels, essentiellement à destination de la Grèce. Le phénomène « orientalisant » est donc couramment envisagé au sens large comme une sorte de phase d'apprentissage pour le monde grec, tant dans le domaine artistique que technique. À tout le moins, dans le cadre de leur processus de complexification, les Grecs se tournent vers les régions orientales pour acquérir des techniques et des savoirs : alphabet, métallurgie, architecture en pierre. Dans l'art, la tendance « orientaliste » qui point à la fin du VIIIe siècle (et même avant en Crète) et se développe pleinement au VIIe siècle, marquée par l'intégration de motifs orientaux dans l'art grec, témoigne surtout du goût des élites grecques pour les motifs exotiques. C'est un processus sélectif, qui ne dure que le temps de l'apprentissage et de la réappropriation et du développement d'une forme d'art grecque originale. Dans les autres domaines, il est difficile d'établir avec certitude des transferts culturels en l'absence de preuves tangibles sur les canaux de transmission. Il a été souvent relevé que les textes d'Homère et d'Hésiode présentent des parallèles avec des textes épiques et mythologiques anatoliens, proche-orientaux et mésopotamiens, qui plaideraient en faveur d'emprunts. Mais c'est discuté. Au-delà des textes poétiques, rien n'indique que les croyances et pratiques religieuses et sociales de la Grèce des siècles obscurs et de l'époque archaïque aient été particulièrement marquées par des influences orientales, bien que cela soit parfois proposé,,. De plus certains éléments laissent à penser que les médecins, artistes et ingénieurs grecs les plus brillants égalent voire dépassent rapidement leurs modèles orientaux dans leur art, puisque certains d'entre eux sont employés par les rois de Perse. Comme souvent, le phénomène admet des variations régionales et des paradoxes. La Crète, qui s'orientalise avant les autres, ne fait qu'un usage restreint de l'écriture par la suite, et cesse rapidement de jouer un rôle moteur dans le développement de la culture de l'époque archaïque, alors que suivant la vision traditionnelle du phénomène orientalisant son rôle pionnier l'aurait prédisposée à être à l'avant-garde des changements.
Mais finalement, l'influence orientale en Grèce s'interprète avant tout du point de vue des sociétés grecques, qui ne doivent pas être considérées comme des réceptrices passives d'une influence extérieure, puisqu'elles procèdent manifestement à des sélections. Elles sont donc plutôt étudiées en analysant ce qu'elles ont choisi de reprendre, comment et pourquoi elles l'ont fait, dans le contexte des dynamiques politiques, sociales et culturelles liées à la mise en place des premières cités,,,.

### Les contacts et échanges avec les autres peuples
D'une manière générale le concept d'« orientalisation », qui a pu être étendu à d'autres parties de l'espace méditerranéen (en particulier l'Étrurie), a tendance à laisser la place à la prise en compte d'échanges plus complexes, dans plusieurs directions, où toutes les régions de cet espace peuvent être réceptrices d'influences. Les Grecs et Phéniciens jouent un rôle principal en raison de leur présence à peu près partout, leurs expansions respectives présentant de nombreuses similitudes et participant en fin de compte d'un même phénomène. Cela s'inscrit plus largement dans un processus de long terme de mise en connexion plus poussée des régions situées au bord de la Méditerranée, qui connaissent toutes une complexification sociale et politique à cette période, certes à des degrés divers, et présentent de plus en plus de traits culturels similaires,.
Quoi qu'il en soit d'autres peuples ont été en contact avec des Grecs durant l'époque archaïque, période marquée par une expansion formidable des communautés grecques autour de la Méditerranée et de la mer Noire.

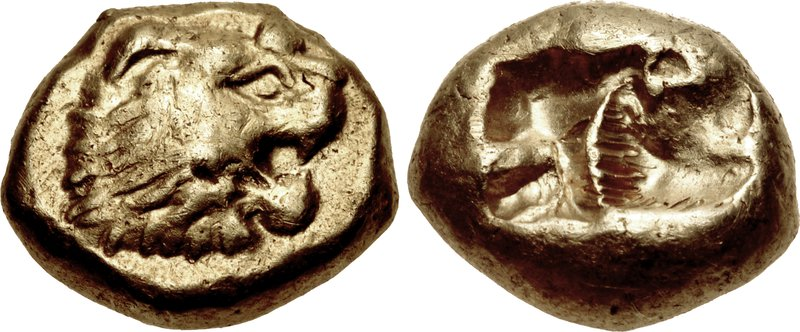
Pièce de monnaie lydienne en électrum représentant une tête de lion rugissant. Vers 620 av. J.-C.

En Asie Mineure, les cités grecques implantées depuis les siècles obscurs sont au contact de plusieurs royaumes avec lesquels elles interagissent. D'abord la Phrygie, localisée en Anatolie centrale et développant un royaume puissant au VIIIe siècle, dont le fameux roi Midas aurait eu une épouse grecque, et fait des offrandes au sanctuaire de Delphes. Les Phrygiens adoptent l'alphabet grec, leur céramique a des accointances avec la tradition géométrique grecque, et certaines formes semblent indiquer qu'on y pratique le banquet semblable à la manière grecque. En tout cas de la céramique grecque se retrouve sur les sites phrygiens. De leur côté les sculpteurs grecs de l'est pourraient avoir trouvé des inspirations dans la statuaire phrygienne, et le culte de la déesse phrygienne Cybèle est amenée à se répandre dans le monde grec à l'époque classique. Le royaume de Lydie, qui se développe au siècle suivant, a des rapports plus directs avec les Grecs. Il est au voisinage des cités d'Ionie, avec lesquels il a des rapports tantôt pacifiques tantôt belliqueux, et à son apogée sous ses rois Gygès et Crésus il les domine. Crésus établit lui aussi des relations avec le reste du monde grec, dont le sanctuaire de Delphes. C'est aussi à ce royaume que les Grecs semblent avoir repris la pratique de frapper des pièces de monnaie. Plus au sud, la Lycie est une autre région située à la croisée des influences grecque et orientale, ce qui ressort de l'art funéraire qu'elle développe à partir de la fin de l'époque archaïque et qui s'épanouit dans les siècles suivants.
Au nord de l'Égée, les Grecs sont en contact avec les Thraces, établis dans le sud-est des Balkans. Là encore les contacts sont aussi bien conflictuels que pacifiques. La Thrace procure au monde grec du bois, et aussi de nombreux esclaves. Les tombes des élites thraces comprennent de nombreux objets de facture grecque. Dans le domaine religieux, les traditions orphiques pourraient avoir une origine thrace, et le culte de la déesse thrace Bendis s'implante chez les Grecs au Ve siècle. Dans la mer Noire, les Grecs sont au contact des Scythes. On retrouve de la céramique grecque sur les sites scythes contemporains de la fin de l'époque archaïque, mais les relations entre les deux ensembles s'intensifient surtout à l'époque classique.

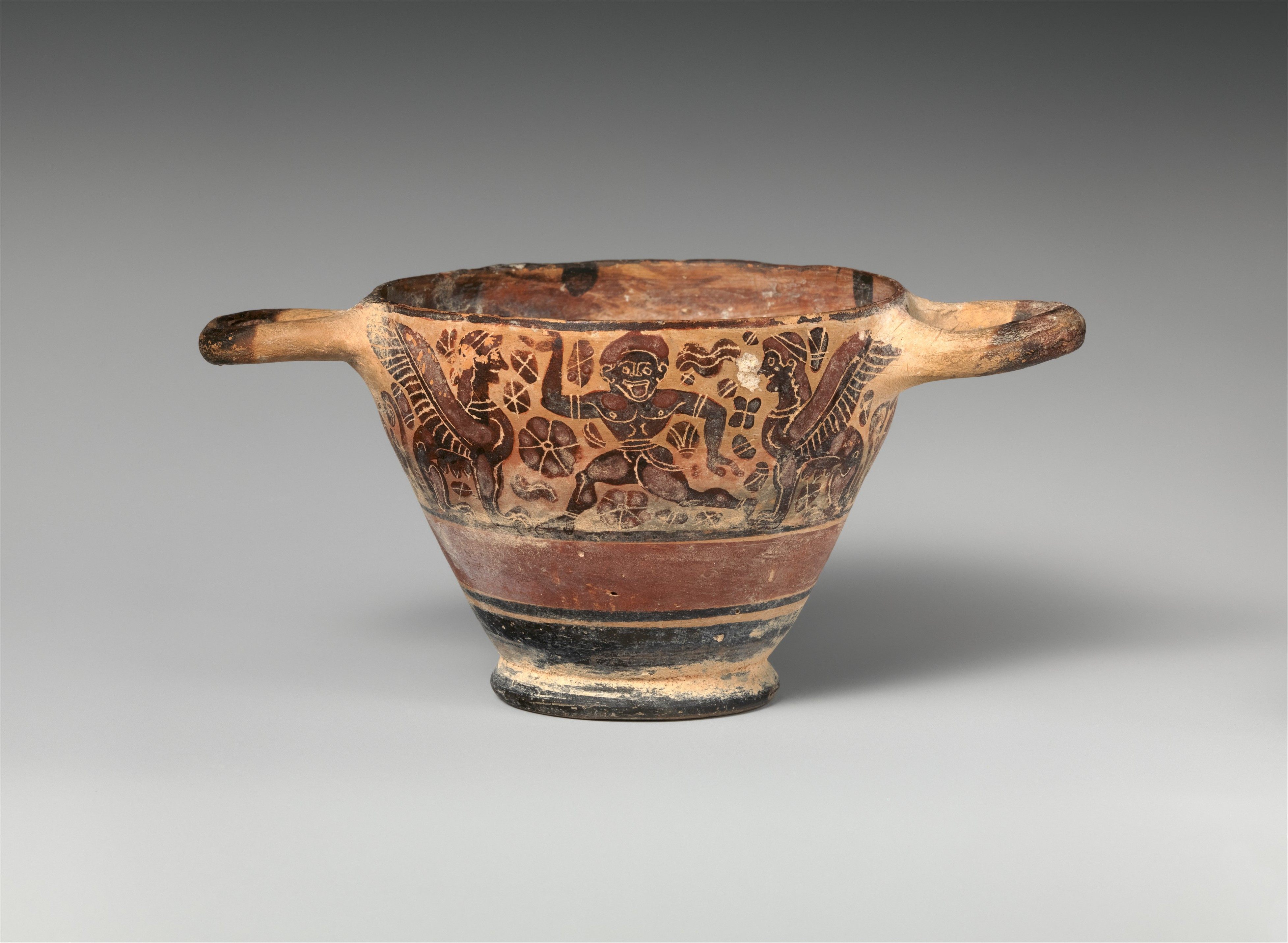
Skyphos (coupe à boire) d'inspiration grecque orientalisante (proto-corinthienne) provenant d’Étrurie. Metropolitan Museum of Art.

En Italie, les contacts sont bien plus importants et leurs conséquences plus profondes. Le monde égéen a des liens avec ces régions depuis l'époque mycénienne, réactivés par des marchands puis des colons grecs dans la première moitié du VIIIe siècle, alors que les Phéniciens y prennent également pied. Les relations des colons avec les peuples italiques sont marquées par de nombreux épisodes de violence, d'autres fois en revanche elles semblent plus pacifiques, avec des évolutions dans le temps. Des mariages mixtes semblent s'être souvent produits. Plusieurs sites autochtones attestent de l'intégration d'éléments culturels grecs, surtout visibles par la céramique. Au VIIe siècle, l'influence grecque est visible dans les arts, l'armement et certaines pratiques culturelles (banquet, alphabet) des peuples de Sicile et d'Italie, notamment chez les Élymes, peuple de Sicile qui s'hellénise rapidement, et chez les Étrusques en Italie centrale. Là encore il s'agit d'emprunts sélectifs, guidés par des motivations propres aux personnes les initiant, faisant l'objet de reformulations donnant un nouveau sens symbolique à ce qui était adopté et adapté.

### Les Grecs et les Autres
La mise en relation de plus en plus intense des Grecs avec ces autres peuples du monde antique aboutit au développement d'un ensemble de représentations mentales sur les étrangers et les contrées étrangères. Ainsi l’Odyssée présente les pays traversés par son héros avec de nombreux traits fantastiques et merveilleux, et traduit l'existence de stéréotypes sur les autres peuples dès cette époque, avec ses descriptions des Phéniciens comme des marins et marchands sans scrupules. On retrouve cela par la suite dans les récits rapportés par Hérodote et d'autres, reposant sur des réalités historiques mais plus ou moins empreintes de légende, tels que les récits sur le roi Midas de Phrygie et ses fabuleuses richesses, ou ceux sur le non moins riche et dispendieux roi Crésus de Lydie, et les Lydiens en général qui symbolisent le goût du lucre et de la démesure. D'un autre côté se développe aussi au VIe siècle une forme de savoir géographique et ethnographique, à l'image des travaux d'Hécatée de Milet (précurseur d'Hérodote), qui traduit une meilleure connaissance du monde.
Comme souvent la confrontation aux « Autres » contribue à l'émergence d'un sentiment d'identité, et à l'époque archaïque commence à transparaître une forme d'identité grecque, par opposition aux non-Grecs, les « Barbares ». Cela reste cependant limité avant le Ve siècle, puisqu'avant cela le terme est très peu employé, et qu'il prend surtout son sens avec la période des guerres médiques qui offre l'occasion à la coalition s'opposant aux Perses de formuler une première forme d'identité grecque face à l'envahisseur. C'est en particulier visible à Athènes au Ve siècle, quand la cité a pris la tête de lutte contre l'empire oriental et s'en sert donc pour des motifs politiques. Mais rien n'indique qu'il y ait eu une telle ferveur ailleurs, et d'une manière générale la notion de Barbares n'a pas empêché les échanges culturels et relations diplomatiques, même avec la Perse. Dans le contexte athénien, la critique des mœurs « barbares » est peut-être aussi une manière de viser les élites, par le biais de leur goût pour les choses « orientalisantes » qui est un moyen d'affirmer leur prestige social, attitude visible durant l'époque archaïque, et beaucoup moins par la suite.

## Aspects économiques et sociaux

### Population et peuplement
L'époque archaïque est considérée par la majorité des historiens comme une période de croissance démographique, en particulier à partir du VIIIe siècle, mais les rythmes sont discutés ; selon R. Osborne il s'agit plutôt d'un processus lent, entamé dès le Xe siècle, sur plusieurs siècles, I. Morris postule plutôt une croissance rapide sur le VIIIe siècle. Sans possibilité d'estimations précises, il faut se reposer sur des indices divers qui pris isolément ne sont pas suffisants, en premier lieu le fait que l'occupation du territoire soit plus dense, avec l'apparition de villes et de gros villages,. Des variations apparaissent selon les lieux et les époques, toutes les régions ne suivant pas de rythmes identiques dans l'occupation des territoires. Les prospections archéologiques indiquent plutôt que l'augmentation de l'habitat rural se fait durant le dernier siècle de l'époque archaïque, en gros à partir de 600 et s'affirme surtout durant l'époque classique. Mais là encore cela ne renvoie pas nécessairement à un essor démographique, il peut s'agir d'une recomposition de l'habitat des villes vers les campagnes, et/ou d'une intensification de l'agriculture.
Le peuplement de la période est en effet intimement lié aux évolutions de la situation des campagnes et de l'agriculture : un problème récurrent semble être le manque de terres agricoles (stenochoria), qui peut expliquer des mouvements de population, à savoir l'implantation dans des zones incultes pour étendre l'espace cultivé à l'intérieur de l'espace civique, ou l'émigration depuis la cité vers d'autres régions (notamment des colonies), alors que dans d'autres lieux le choix sera fait de rester sur place et d'intensifier l'exploitation des campagnes. Il a aussi été proposé de rechercher le témoignage des variations de population dans l'augmentation du nombre de tombes durant la période archaïque, qui renverrait à une croissance démographique, même si cela peut être nuancé par des évolutions des pratiques funéraires (si plus de personnes ont le droit ou les moyens d'avoir une sépulture, alors leur nombre augmente sans que la population ne le fasse forcément),.
De ce fait les estimations de populations pour ces périodes sont très complexes et approximatives, reposant sur la taille de l'espace urbain (quand elle est connue), les prospections, voire des indications textuelles. Pour Milet, l'une des plus prospères cités du monde grec archaïque au VIe siècle av. J.-C., Greaves estime ainsi une population totale de 50-60 000 habitants, dont environ 20 000 pour le noyau urbain, et peut-être 16 000 citoyens. Une estimation pour une autre grande cité ionienne, Samos, proposée par Shipley, est de 50 000 habitants.
Quoi qu'il en soit les populations de la période sont potentiellement très mobiles, ce qui ressort de façon criante du phénomène de colonisation qui se met en place à partir du VIIIe siècle, mais d'une manière générale les mouvements de population peuvent se produire à toutes les échelles, du local à l'« international », et dans le cadre d'une démarche individuelle ou collective.

### Famille et foyer

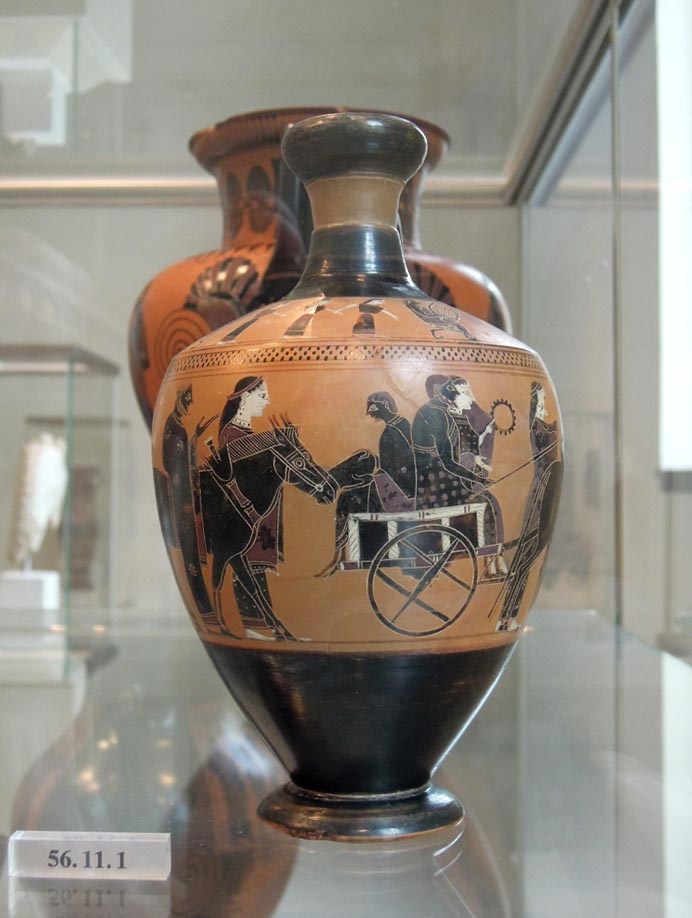
Lécythe à figures noires représentant une procession nuptiale. Amasis, v. 550. Metropolitan Museum of Art.

La famille, oikos, terme qui peut aussi se traduire par « foyer », « maisonnée » ou encore « patrimoine », est l'unité de base des sociétés de la Grèce antique, qui est aussi fondamentale pour l'organisation politique, économique et religieuse. C'est un groupe résident au même endroit, constitué autour d'un couple marié et de ses enfants, parfois augmenté de grands-parents, frères ou sœurs, et de serviteurs, libres ou non-libres. Le père de famille est le chef de la maison, son autorité s'étend sur ses membres, et le mariage est généralement patrilocal, la femme allant vivre dans la maison de son époux.
Plusieurs rites de passage structurent la vie de la famille, marquant notamment la perte ou l'acquisition de nouveaux membres. Le mariage (gamos), qui se traduit pour l'épouse par le changement d'une famille à une autre, doit se produire pour les hommes, selon Hésiode autour de 30 ans, pour Solon entre 27 et 34, tandis que pour les femmes il survient bien avant, 5 ans après la puberté selon Hésiode, à partir de 12 ans selon le Code de Gortyne ; à Sparte, les dispositions attribuées à Lycurgue rapportées par Xénophon et Plutarque conseillent aux citoyens de prendre pour épouse une femme à son akmè, quand elle est plus vigoureuse et apte à donner naissance à des enfants, mais le mariage n'est pas la seule option puisqu'il est possible pour un citoyen de choisir une autre femme pour donner naissance à son enfant, avec l'accord de son mari. Dans le contexte aristocratique, le mariage est souvent négocié entre les parents. Au VIe siècle au moins il existe un rite de fiançailles (engue), suivi du moment où le père donne sa fille à son beau-fils (ekdosis), avec une dot (proix). Un « prix de la mariée » (hedna) offert par l'époux à son futur beau-père apparaît chez Homère. Le rituel de mariage à proprement parler est découpé en plusieurs rites marquant l'incorporation de l'épouse dans sa nouvelle famille, surtout attestés par les sources classiques, et qui semblent varier selon les cités.
Une famille occupe une maison, type de bâtiment qui connaît d'importantes évolutions durant l'époque archaïque, encore mal connues en raison d'une documentation limitée. Les maisons du premier âge du fer sont petites, souvent constituées d'une seule pièce, il y a peu de différenciations, seules quelques structures se distinguant par leur taille et leur nombre plus important de pièces, dont les fonctions sont discutées (des maisons de chefs ? des temples ?) mais qui semblent en tout cas constituer un groupe autonome permettant une division fonctionnelle de l'espace. Pour les maisons courantes, la diversité est la règle, car on trouve plusieurs formes et organisations : des maisons ovales ou absidiales isolées, ou bien des maisons quadrangulaires agglomérées en blocs séparés par des rues (à Zagora sur Andros). Au VIIe siècle le modèle de la maison quadrangulaire s'est imposé, et les maisons sont généralement plus vastes que précédemment. Mégara Hyblaea témoigne d'une forme de planification évoluant avec le temps : d'abord un habitat monocellulaire, puis des maisons de deux-trois pièces, et l'introduction du plan à pastas, ou du moins de sa forme primitive, avec plusieurs pièces donnant sur une salle unique, qui devient courant à l'époque classique après intégration d'un vestibule et d'un portique,.
La place de la famille dans les évolutions de l'époque archaïque est discutée. Il a pu être proposé qu'elle constitue un modèle pour la cité en tant que communauté, qui serait alors une sorte de famille en bien plus grand, avec ses propres ancêtres fondateurs. La présence de patronymes, c'est-à-dire la précision du nom du père d'une personne (« untel fils d'untel ») reflète une importance accordée à l'ascendance masculine, mais elle s'observe surtout à partir du VIe siècle dans l'épigraphie, et pourrait être un moyen d'affirmer sa position dans la cité ; de même les groupes familiaux aristocratiques qui s'identifient par un nom collectif renvoyant à un aïeul prestigieux (Pisistratides, Cypsélides, Alcméonides, etc.) semblent plutôt récents, et leur apparition pourrait être liée à des rivalités politiques plus qu'à une volonté de mettre en avant des liens de sang. A. Duplouy a de ce fait proposé que la famille grecque soit « fille de la cité », une « invention » construite dans le cadre de la consolidation des cités, plutôt qu'un modèle originel sur lequel aurait été calquée la cité. Il en va de même pour les groupes « infra-civiques » plus ou moins liés à la parenté qui existent dans certaines cités, comme le génos, la phratrie, la tribu, le dème, le village.

### Conditions féminines

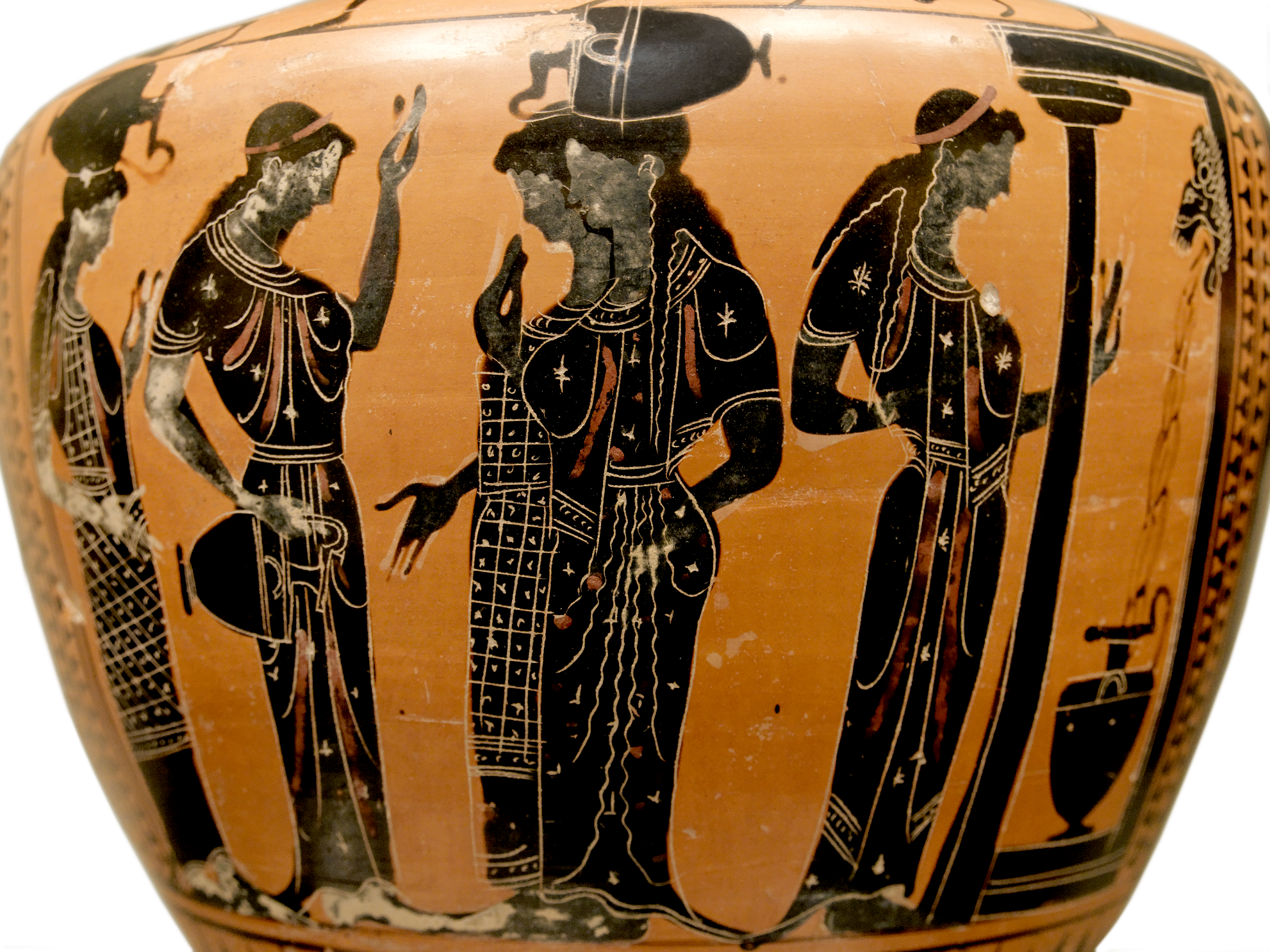
Femmes remplissant des vases à une fontaine, hydrie à figures noires attique, v. 510-500 av. J.-C. Metropolitan Museum of Art.

La cité grecque a pu être décrite par P. Vidal Naquet comme un « club d'hommes », reposant sur le refus de la femme, son exclusion de la communauté politique. La question de savoir si cette éviction a constitué un élément déterminant dans le processus de formation des communautés civiques est débattue, certains textes mythologiques ont pu être interprétés comme une justification de cette relégation, mais rien de tel n'est assuré. De toute manière le fait de ne pas accorder de responsabilités politiques aux femmes n'est pas spécifique à la Grèce et concerne les autres sociétés antiques.
Les textes législatifs sont les manifestations les plus claires de la position subordonnée des femmes libres par rapport aux hommes libres. Une femme est soumise durant toute sa vie à la tutelle de son chef de maison, le « maître » kyrios, c'est-à-dire d'abord son père et ensuite son mari, puisqu'elle est destinée à changer d’oikos au cours de sa vie, à quitter sa famille de naissance pour une celle de son mari. Le fait que les femmes sont sous le contrôle des hommes se retrouve dans les lois sur l'héritage : bien que certaines cités (Gortyne et Sparte) accordent dans ce domaine plus de droits aux femmes que d'autres (Athènes), dans l'ensemble tout est fait pour minimiser les possibilités de transmission du patrimoine d'un oikos par les femmes, la patrilinéarité devant prévaloir. En principe la part d'héritage d'une fille est sa dot, qu'elle emporte dans la famille de son époux, qui s'occupe de la gestion des biens, mais elle est restituée à sa famille si le mariage prend fin. Le Code de Gortyne envisage la possibilité pour le père de prévoir par testament une part d'héritage pour une fille, mesure apparemment exceptionnelle et contrôlée. Quand une fille est la seule héritière, il est considéré que la pérennité du lignage est en péril, et la transmission du patrimoine est strictement régulée, l'héritière (epikleros à Athènes, patrôoikos à Gortyne) devant se marier de façon préférentielle avec un proche parent pour que les biens restent dans sa sphère familiale, suivant des règles différentes selon les cités. 
Les discours des poètes sur la femme sont souvent empreints de misogynie. L'exemple le plus évident est Hésiode, dont le mythe de création de la première femme, Pandore, en fait une punition envoyée aux hommes,. Plusieurs récits épiques et mythologiques relatent le rapt (avec le viol implicite) et le mariage forcé de jeunes filles, symbolisant le pouvoir des hommes sur les femmes ; l'enlèvement de Korè/Perséphone par Hadès est ainsi le point de départ de l’Hymne homérique à Déméter. Dans la poésie lyrique, la misogynie ressort en particulier d'un poème de Simonide qui compare les femmes à des animaux sous un jour peu flatteur. Ce genre de discours s'inscrit dans le contexte du symposion, banquet réservé aux hommes de l'élite, dont les femmes sont exclues, qui jouent un rôle fondamental dans la culture aristocratique. Cela explique sans doute aussi les poèmes dans lesquels Archiloque vante ses conquêtes féminines. Mais c'est contrebalancé par des poésies s'intéressant plus au milieu féminin et aux relations d'affection entre femmes, avant tout les œuvres de Sappho, la seule poétesse grecque antique dont des productions nous soient parvenues, aussi celles du spartiate d'adoption Alcman, ainsi que l’Hymne homérique à Déméter, où la déesse partant à la recherche désespérée de sa fille Korè/Perséphone enlevée par Hadès devient une figure féminine aux aspects épiques,.

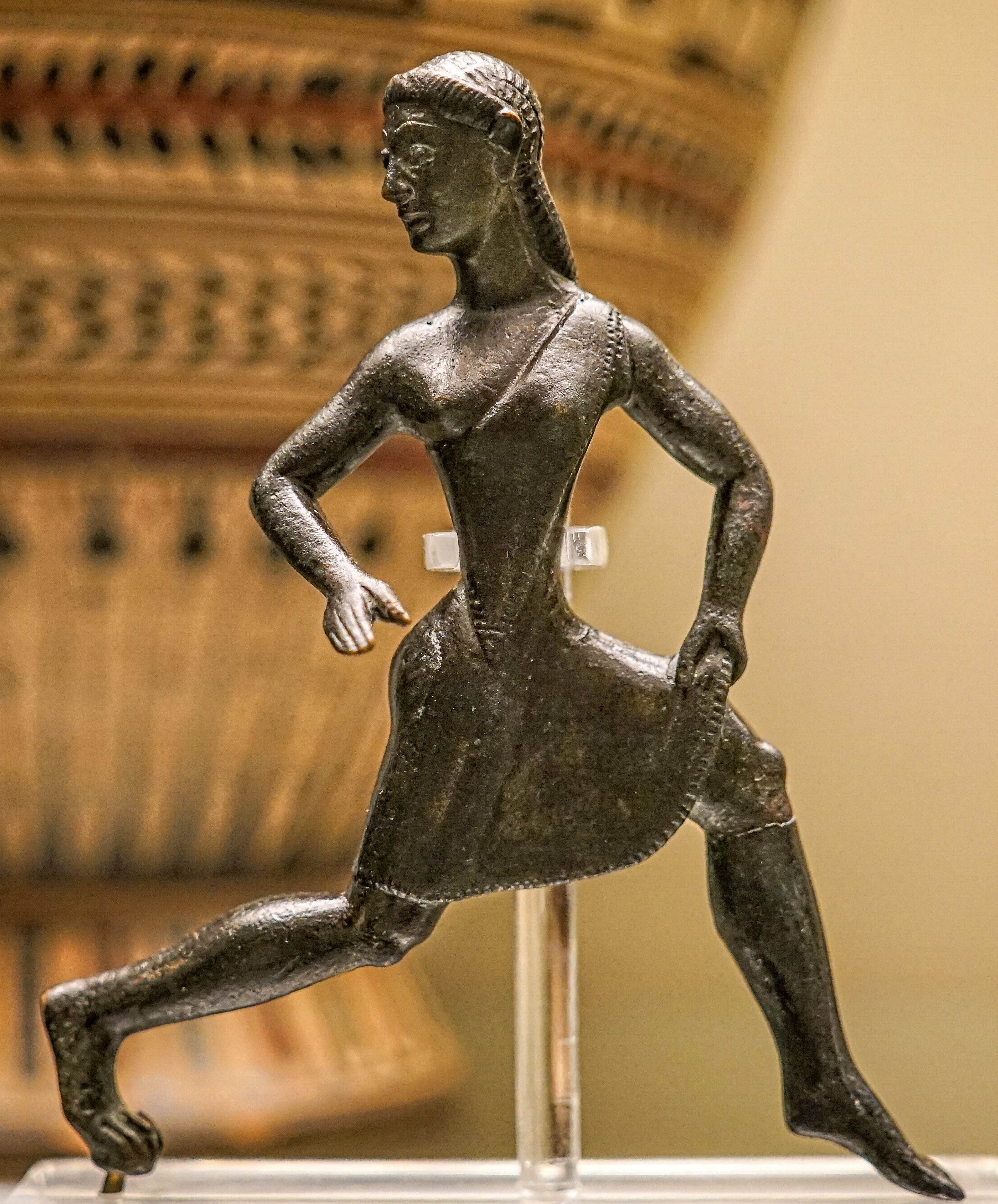
Figurine en bronze d'une jeune fille ou ménade en mouvement (danse ?), découverte à Prizren (Serbie), atelier laconien, v. 520-500 av. J.-C. British Museum.

Dans le milieu aristocratique, les femmes sont échangées entre grandes familles, comme moyen de cimenter des alliances et de consolider le groupe dirigeant des cités. Elles sont représentées dans les statues de jeune fille, korè, systématiquement vêtue (à la différence de leur contrepartie masculine, le kouros) dans des habillements luxueux. Plusieurs inscriptions accompagnant ces statues renvoient au rôle matrimonial des femmes, une commémorant même une fille morte jeune, et se lamentant qu'elle ait trépassé avant de se marier,. L'autre rôle important des femmes de l'élite se trouve dans des rituels publics ou privés, notamment religieux, comme l'indique le fait que certaines de leurs statues soient vouées dans des sanctuaires. La poésie de Sappho, datée de la dernière partie du VIIe siècle, est une des principales portes d'entrées pour connaître ce groupe. Elle s'inscrit dans un tel contexte, où les femmes sont actives à défaut d'être pleinement autonomes, puisqu'il s'agit de prières aux dieux, de lamentations et de chants de mariage,. Cela se retrouve chez son contemporain Alcman, qui a laissé des poèmes chorals chantés par des jeunes filles de Sparte lors de rites de passage et fêtes religieuses. Cela montre que la cité accorde une grande importance à l'intégration des femmes dans la communauté civique,,.

### Structures et activités économiques
Le monde grec de l'époque archaïque voit également de profonds changements survenir dans le domaine économique, sur le très long terme. Les siècles obscurs sont marqués par une indéniable rétraction, visible dans la chute de l'urbanisation, des échanges, de la complexité de l'organisation économique, un rétrécissement de l'horizon des communautés grecques. Le VIIIe siècle est un siècle de reprise, accompagnant la croissance démographique et la mise en place de nouvelles structures économiques et sociales, dont les effets se repèrent notamment dans l'expansion des échanges.
La période qui va de 700 à 500 voit les changements se poursuivre dans un sens global d'augmentation de la production et de la consommation, voire une « croissance économique », certes à un rythme très lent. Les tableaux de l'économie grecque tels qu'ils ressortent des textes d'Hésiode et d'Homère combinés aux découvertes archéologiques pour le début de la période donnent une image bien plus modeste que celle qu'offrent les textes et les données archéologiques de la fin de la période, ce qui révèle les changements survenus durant les deux siècles les séparant : les agglomérations sont devenues plus vastes et les communautés civiques sont en mesure de commanditer de grands travaux mobilisant d'importantes ressources humaines et matérielles ; plus de zones ont été mises en culture ; les techniques et l'artisanat se sont considérablement développés, certains fabriquant des produits de luxe ou semi-luxe exportés au loin ; les Grecs ont une meilleure connaissance du monde méditerranéen et même des régions situées au-delà, signe du développement des réseaux d'échanges, avant tout maritimes ; les échanges sont aussi plus sophistiqués, comme le symbolise le développement de la monnaie.

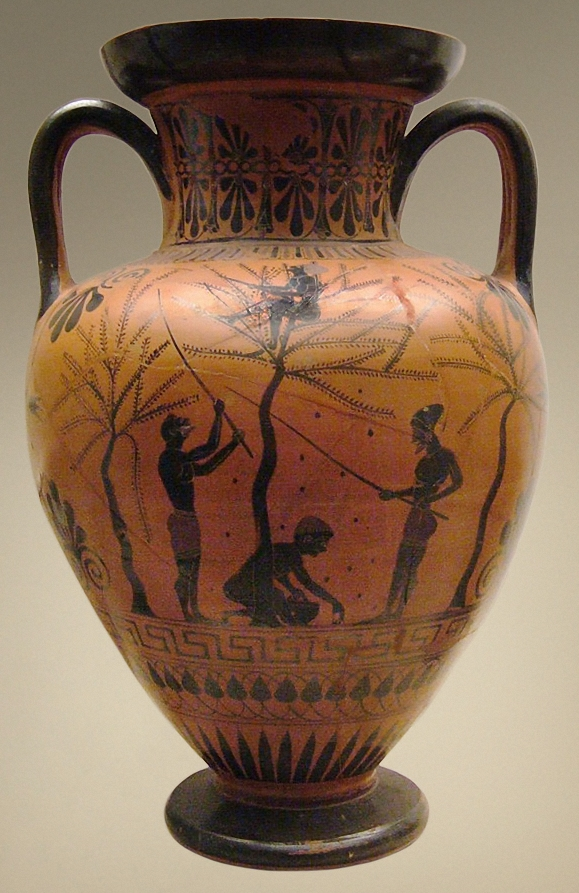
Gaulage des olives, amphore attique à figures noires d'Antiménès, British Museum.

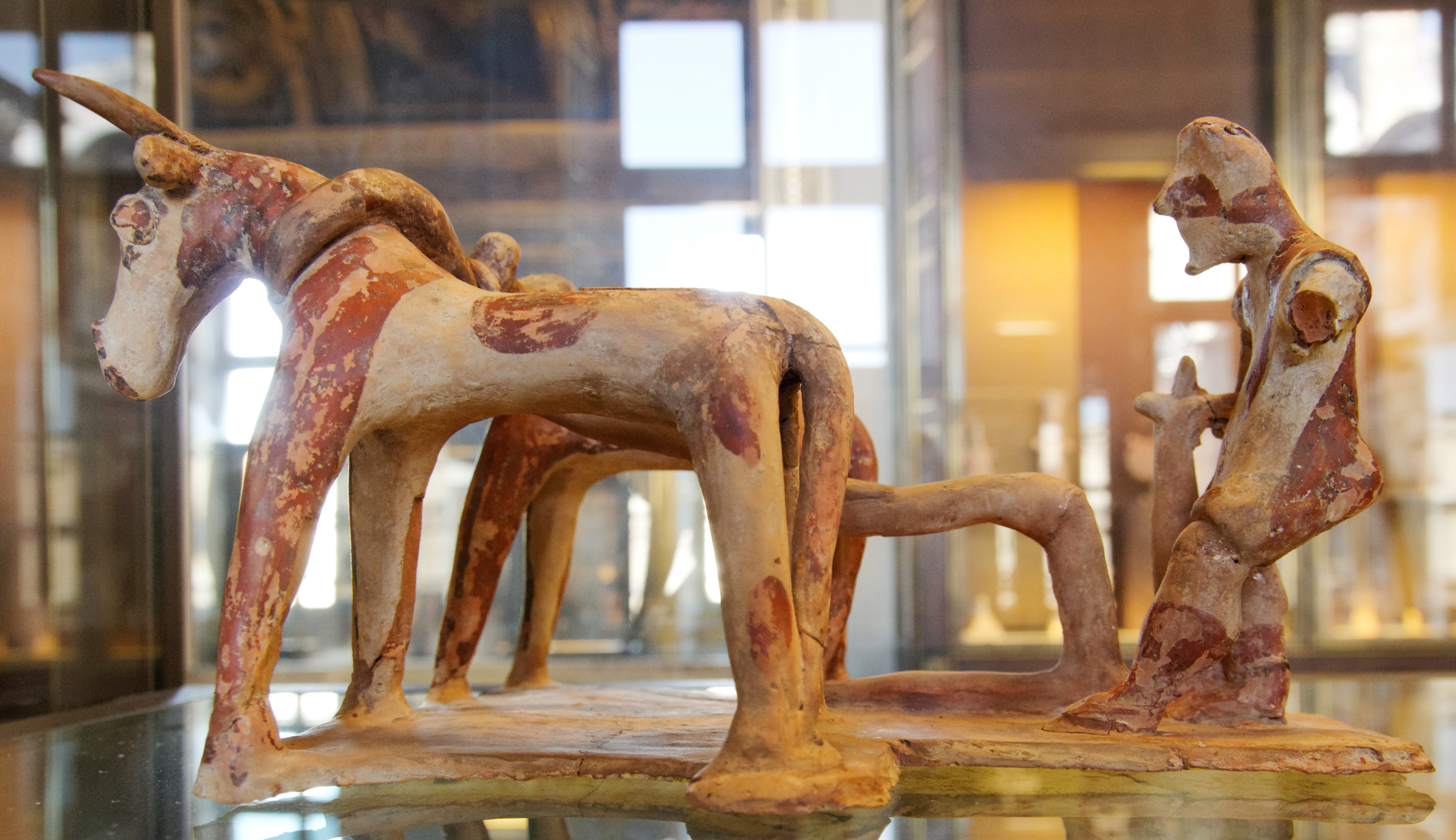
Laboureur avec attelage de bœufs, figurine en terre cuite rehaussée de peinture noire, Béotie,, musée du Louvre.

L'agriculture de l'époque archaïque repose avant tout sur de petites exploitations paysannes, pratiquant avant tout une céréaliculture reposant sur une jachère biennale, nécessitant un attelage de bœufs de labour. Les cultures du vin et de l'olivier sont importantes, et les productions de vin et d'huile d'olive de qualité peuvent s'exporter loin. Bien qu'extensive au regard des critères modernes, cette agriculture est plutôt intensive en travail au regard des standards antiques, notamment par l'introduction de légumineuses dans les cycles de cultures, la construction de systèmes d'irrigation et de terrasses. L'élevage de moutons, chèvres, porcs et bovins complète ces cultures, les plus riches pouvant avoir des troupeaux importants,.
La plupart des exploitations agricoles reposent sur les membres du foyer, mais les plus riches ont des esclaves qui effectuent le gros du labeur, et peuvent louer les bras de travailleurs agricoles rémunérés sur une part de la récolte. En effet selon l'accès à la terre et aux moyens d'exploitation, les paysans ont des conditions très inégales. Le morcellement des terres lié aux héritages semble important dans certaines cités, et le manque de terres pourrait avoir motivé des migrations, notamment vers les colonies. Les alternances de bonnes et de mauvaises saisons renforcent la précarité dans laquelle évolue une bonne partie du monde paysan. En cas de difficultés, les paysans doivent s'endetter, et si la situation s'installe dans la durée et qu'ils deviennent insolvables ils peuvent être contraints de vendre des membres de leur famille comme esclave, ou bien eux-mêmes (esclavage pour dettes),. Dans certains cas la situation de la paysannerie s'est tellement dégradée qu'elle a provoqué une crise à l'échelle de la cité : le cas le mieux connu est Athènes autour de 600, où l'esclavage pour dettes semble devenu courant, les riches créanciers se faisant de plus en plus exigeants et obtenant ainsi une main-d’œuvre importante, ce qui creuse les inégalités sociales. Les réformes de Solon mettent fin à cette situation. Ailleurs d'autres crises agraires similaires semblent avoir dégénéré en conflits, portant parfois des tyrans au pouvoir. Les conditions agricoles diffèrent dans les fondations coloniales, qui sont souvent situées dans des régions plus propices à l'agriculture que la Grèce continentale, et plusieurs des lieux d'implantation ont probablement été choisis pour cela (Cyrène, Tarente, Métaponte, plaines de Sicile).

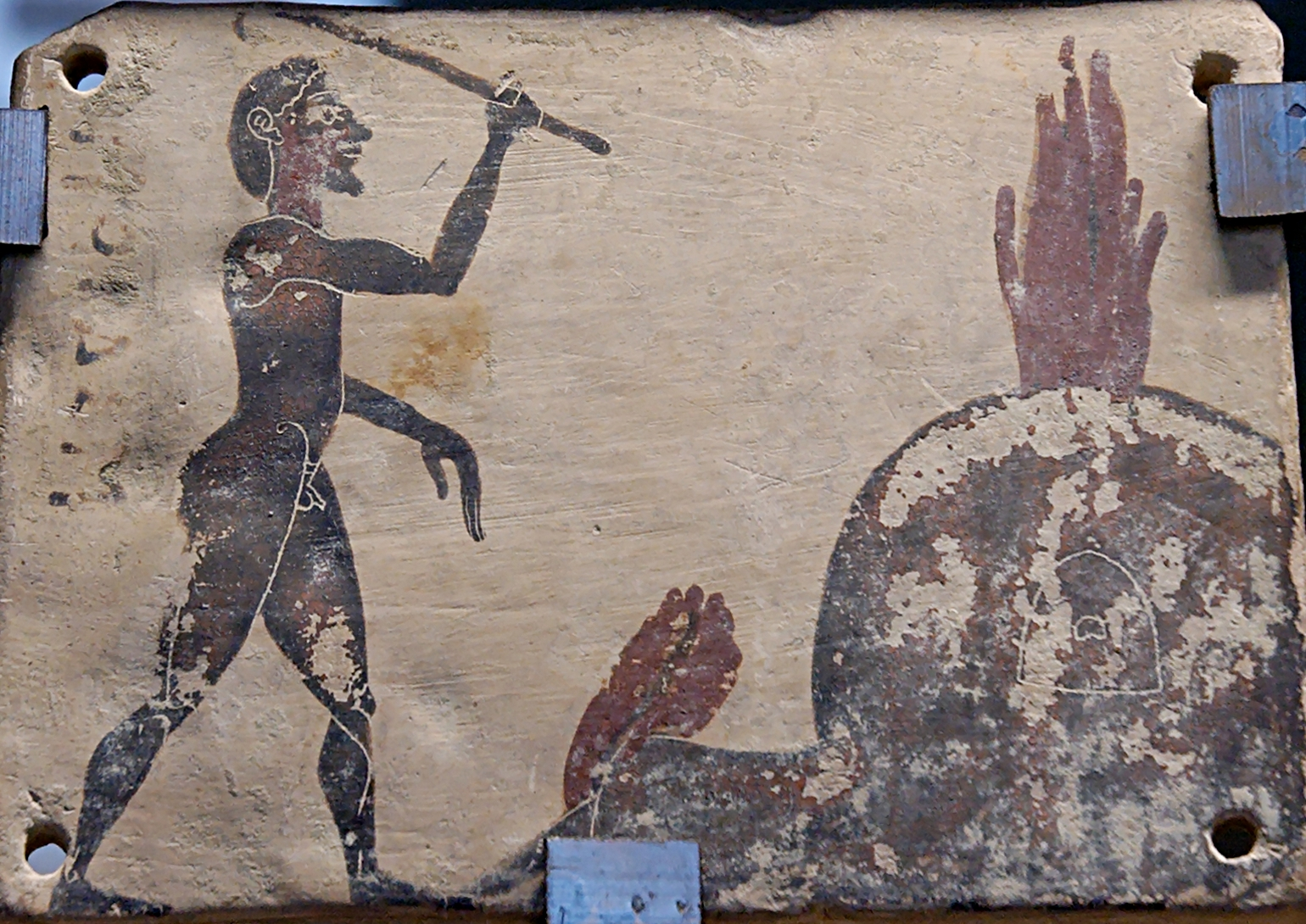
Atelier de potier, plaque corinthienne, v. 575-550 av. J.-C. Musée du Louvre.

L'époque archaïque est marquée par une augmentation de la professionnalisation, de la spécialisation et du niveau de technicité des artisans. Peu d'ateliers sont connus pour les débuts de la période, et les forges qui ont été dégagées à Pithécusses et Oropos (v. 750-700) sont ancrées dans un secteur de type domestique. De même les traces d'artisanat céramique se trouvent dans les zones résidentielles. La séparation spatiale se produit par la suite, l'artisanat sortant de plus en plus du cadre domestique, bien qu'une grande partie de la production reste faite à l'intérieur des foyers. Les artisans ne sont du reste pas forcément attachés à un lieu, beaucoup de spécialistes exerçant leur métier de façon « itinérante », se déplaçant à l'invitation des personnes et groupes qui ont besoin de leurs services. Le milieu artisanal est marqué par une importante compétition, pour l'obtention de commandes, aussi pour la réalisation d’œuvres renforçant le prestige des communautés politiques et des élites. Cela se voit en particulier dans les chantiers publics, qui sont de plus en plus importants après 700, signifiant un changement d'échelle dans les métiers de la construction, les communautés civiques investissant de plus en plus de ressources dans l'architecture monumentale (temples, murailles, puis bâtiments politiques).

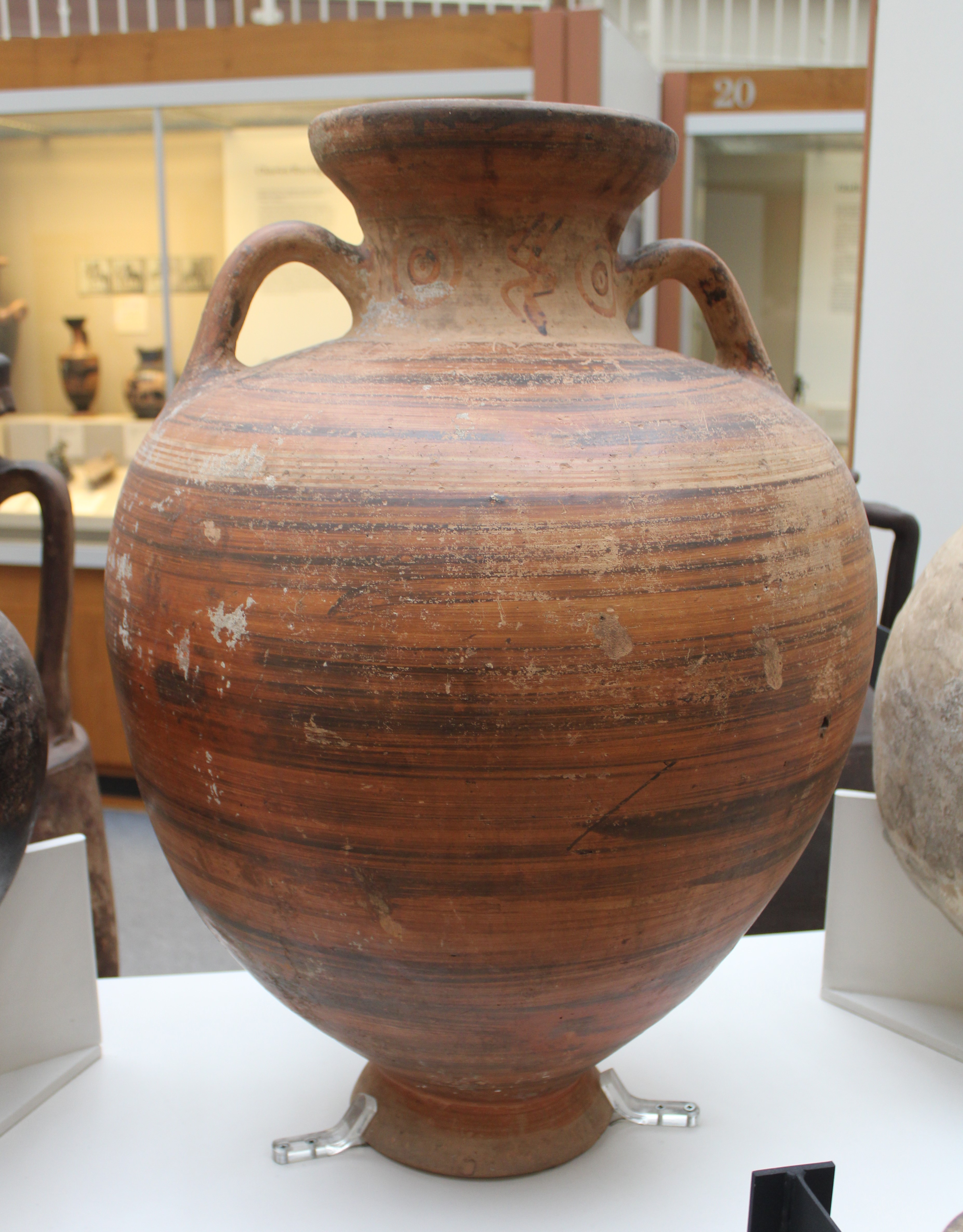
Amphore à huile datée des alentours de 600 av. J.-C., type appelé « SOS » en raison des motifs figurant sur son col, produite en Attique et mise au jour à Vulci en Étrurie. British Museum.

Il est probable que la plupart des maisonnées écoulent leur surplus au niveau local voire régional, dans des systèmes de trocs ou d'échanges peu monétisés. Les échanges sont une nécessité vitale pour les communautés grecques, et pas seulement un moyen d'obtenir des objets de luxe ou semi-luxe. D'une manière générale les différentes formes de circulation de biens, commerciales et non commerciales, coexistent durant la période. La professionnalisation se repère cependant là encore, au moins à partir du milieu du VIe siècle. Les révélateurs du développement des échanges sont divers, notamment l'essor des métiers marchand (emporos, kapelos) et des lieux spécialisés dans les échanges commerciaux, les emporia, disposant d'une organisation propre et où sont actifs des marchands venant de diverses parties du monde grec et au-delà, apparaissent à l'époque archaïque, particulièrement au VIe siècle, avec les cas bien connus de Naucratis en Égypte et Gravisca dans le Latium qui sont des lieux d'échanges matériels et culturels importants. Le développement de l'usage des pièces de monnaie est manifestement aussi un révélateur de cet essor des échanges et de la spécialisation des métiers commerciaux,. 
L'amphore, type de vase caractérisé par ses deux anses, connaît un grand essor. C'est un contenant de plus en plus employé dans les échanges durant l'époque archaïque, notamment pour transporter de l'huile et du vin ; l'essor considérable de sa production et de sa distribution, avec des formes caractéristiques reflétant leur origine géographique, est un autre révélateur de l'expansion des échanges sur la période. Les épaves de la période indiquent le développement des navires spécialisés dans le transport maritime, et témoignent déjà du développement de circuits complexes, par le cabotage, par exemple celle de la pointe Lequin en France, datée des environs de 515, qui, si l'on en juge par sa cargaison, serait passée par Milet, Chios, Clazomènes, Lesbos, Samos, Thasos, puis Corinthe voire Le Pirée, et ensuite en Italie. Ces bateaux transportent des amphores d'huile d'olive (parfumée ?) et du vin, produits valorisés dans les circuits commerciaux, et aussi des céramiques vides, dont des vases peints attiques, qui semblent avoir une valeur commerciale pour eux-mêmes et dont une partie de la production semble expressément destinée à des marchés extérieurs. Quelques documents écrits commerciaux, provenant de lieux éloignés (Empúries en Espagne, Pech Maho en France, Bérézan en Ukraine) témoignent du développement de procédures complexes dans le milieu marchand, y compris entre Grecs et non-Grecs.
Comme souvent les situations varient selon les lieux et les profils économiques sont très différents. Sparte constitue au cours de la période un système économique reposant sur la rente foncière, sur l'exploitation d'une forte population servile, les Hilotes, par une minorité de citoyens, les « Égaux » (Homoioi), groupe lui-même traversé par ses propres compétitions et inégalités, tout en développant un idéal spécifique valorisant le fait guerrier, rejetant le travail manuel, le luxe, le commerce. Cette économie si particulière, en place au moins au VIe siècle, est le produit d'évolutions historiques partant comme souvent d'un besoin de terres, et de choix politiques et économiques originaux comme le refus de la monnaie en métal précieux. D'autres parties du monde grec, comme la Thessalie, la Crète et la Sicile, font de la même manière reposer la production agricole sur une importante population dépendante,. Athènes, marquée par d'importants conflits sociaux qui ont pour origine des problèmes agraires, choisit à l'époque des réformes de Solon une voie d'apaisement passant par des lois ayant souvent un volet ou du moins un arrière-plan économique, visant à une forme de justice sociale pour les plus démunis et vulnérables, qui ne suffit jamais à apaiser les inégalités et tensions sociales, puisque la tyrannie de Pisistrate s'appuie dessus pour parvenir au pouvoir ; elle n'est sans doute pas encore caractérisée par l'esclavage de masse qu'elle connaît à l'époque classique, qui semble plutôt se développer au VIe siècle ou après. Une cité comme Égine a un profil économique bien différent de la plupart des autres. Ici la paysannerie ne domine pas numériquement et les questions agraires ne semblent pas cruciales, cette petite île n'ayant sans doute pas les moyens de faire subsister toute sa population (jusqu'à 40 000 habitants autour de 500, alors que les terres de l'île peuvent en nourrir environ 4 000). Elle devait donc impérativement importer des denrées alimentaires, ce qui explique sans doute le fait que ses marchands soient prospères et très présents dans le monde méditerranéen, et que ses habitants pratiquent aussi la piraterie, également le fait qu'elle soit la première cité de Grèce continentale à battre monnaie, son étalon servant rapidement de référence.

### L'apparition des pièces de monnaie

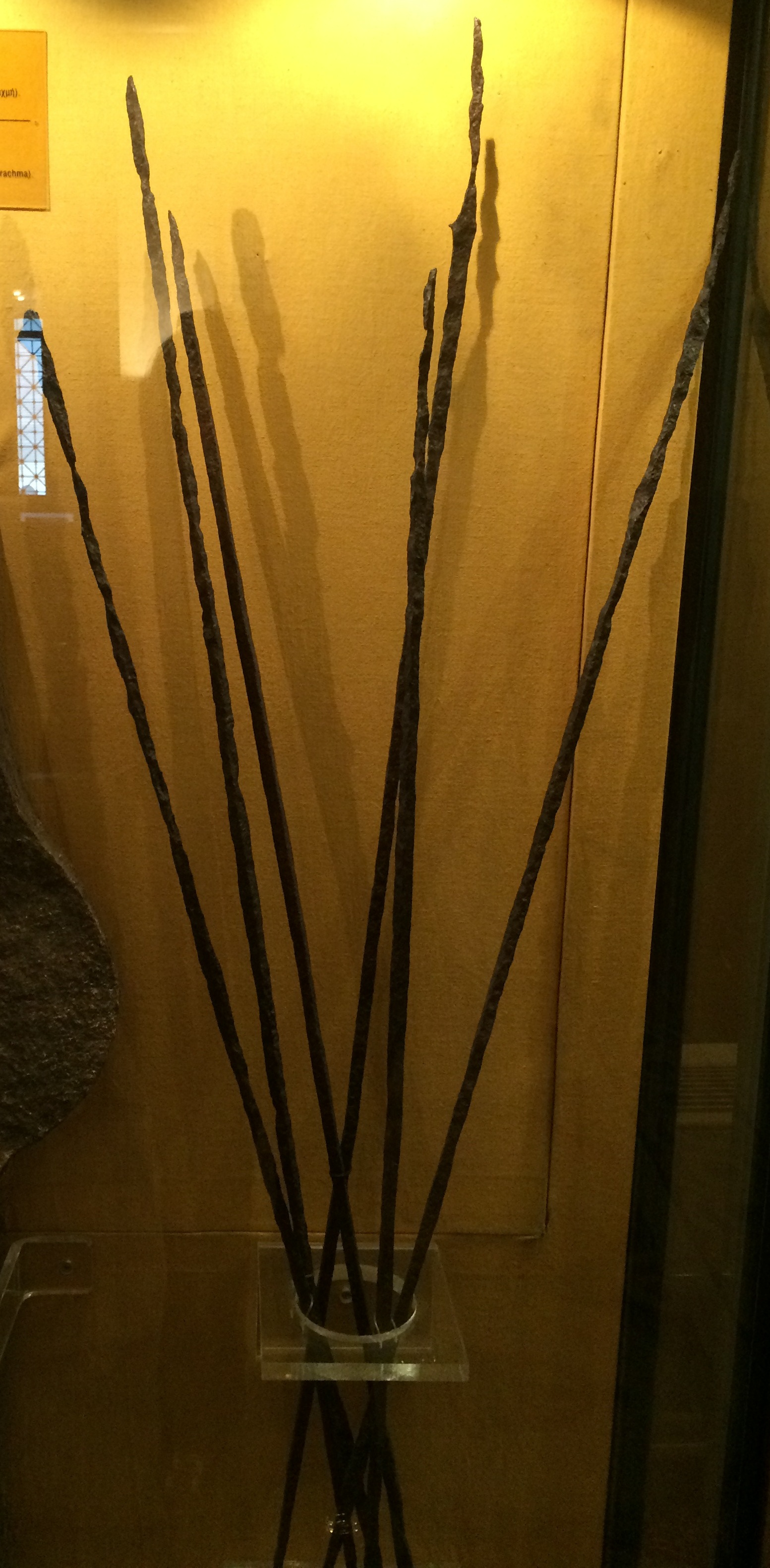
Broches (obeloi) en fer provenant de l'Héraion d'Argos, ayant probablement une fonction monétaire. Musée numismatique d'Athènes.

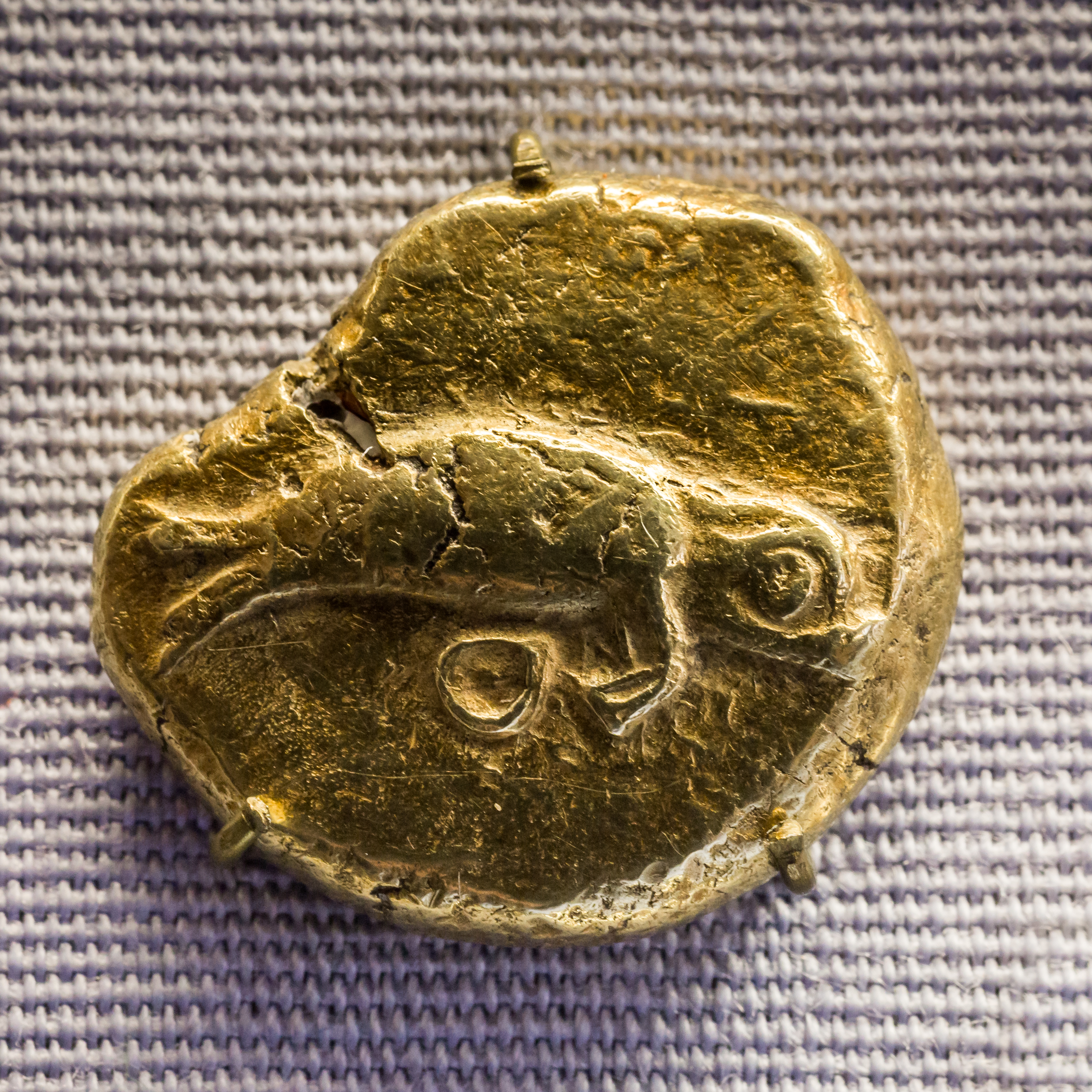
Statère d'électrum avec un phoque, Phocée, vers 620--520 Staatliche Münzsammlung, Munich.

Durant la première partie de l'époque archaïque, plusieurs choses ont pu servir d'intermédiaire d'échanges et d'étalon et de réserve de valeur, c'est-à-dire les fonctions économiques d'une monnaie. Ainsi dans les épopées homériques, la valeur est souvent mesurée en têtes de bétail, qui servent aussi de moyen de paiement. Dans les premiers textes de lois connus provenant de Crète, la valeur des amendes est exprimée en chaudrons de bronze (objets qui servent souvent d'offrandes aux dieux). La valeur des objets en métal est alors directement liée à leur poids, comme cela est courant dans les civilisations antiques (la monnaie « pesée »). Il n'existe manifestement pas encore d'instrument d'échanges standardisé, de telle sorte que n'importe quel objet en métal peut potentiellement servir de moyen de paiement.

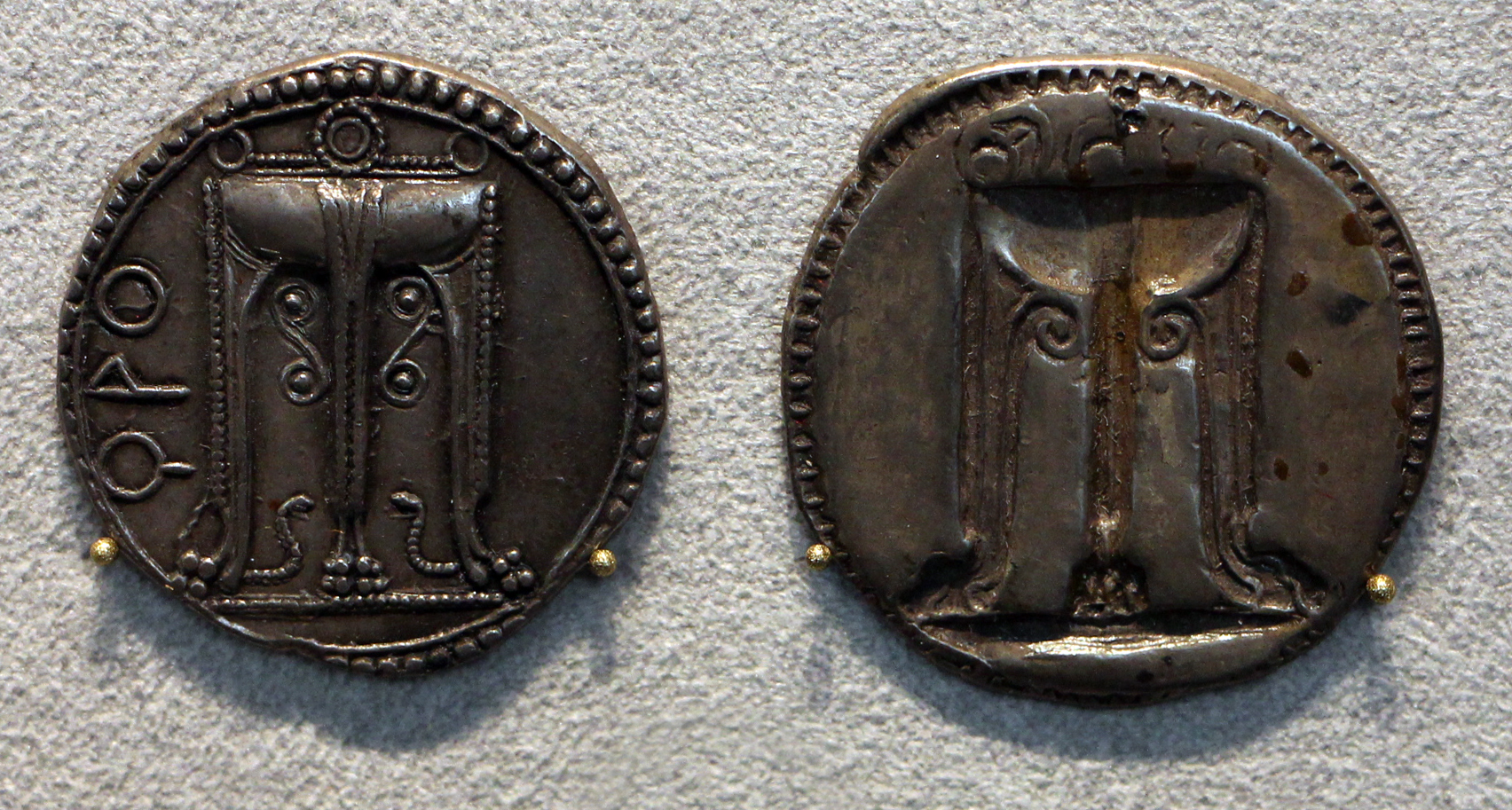
Statère en argent de Crotone, v. 530-500 av. J.-C. Altes Museum.

La situation évolue quand les premières pièces de monnaie frappées par une autorité officielle apparaissent, probablement en Asie Mineure dans la seconde moitié du VIIe siècle. L'origine la plus communément admise est le royaume de Lydie, en accord avec la tradition antique, mais les cités grecques de la région l'adoptent dans la foulée. Les plus anciens trésors monétaires connus proviennent de l'Artémision d'Éphèse : les couches les plus anciennes, datées en gros sur la période 660-600, ont livré de simples globules métalliques, et des pièces marquées d'un carré creux ou striées, sans doute un stade formatif de la monnaie frappée ; puis un niveau postérieur, daté au plus tard de 560, comprend des pièces monnaies en électrum provenant des plusieurs lieux, portant un type qui identifie leur autorité émettrice, coté face (le « droit » en numismatique), et souvent une marque au poinçon au revers. La valeur de ces pièces est déterminée par l'autorité émettrice, qui applique sa marque sur les pièces (valeur faciale ou nominale), garantissant en principe leur valeur (même si en pratique la valeur réelle en métal d'une pièce est souvent inférieure à sa valeur faciale) : c'est donc la frappe qui leur donne leur valeur (monnaie « frappée ») et il suffit en principe de les voir pour la connaître, sans avoir à les peser comme auparavant. Cette forme de monnaie se diffuse en Grèce, Égine en émettant, en argent, dès 580-570, puis Corinthe, Athènes et d'autres juste après, en Grande Grèce, en Cyrénaïque, à Chypre. À la fin de la période archaïque, environ une centaine de cités frappent des pièces de monnaie, surtout en argent, avec des types les identifiant (la tortue d'Égine, la chouette d'Athènes, le phoque de Phocée, etc.), selon des étalons divers,,. Sparte en revanche a pris la décision de ne pas frapper de monnaie similaire, mais une monnaie en fer à usage purement interne, refusant par là de suivre les voies économiques empruntées par les autres cités les plus riches et puissantes en affirmant sa singularité économique.

## Culture, arts et vie intellectuelle

### Religion

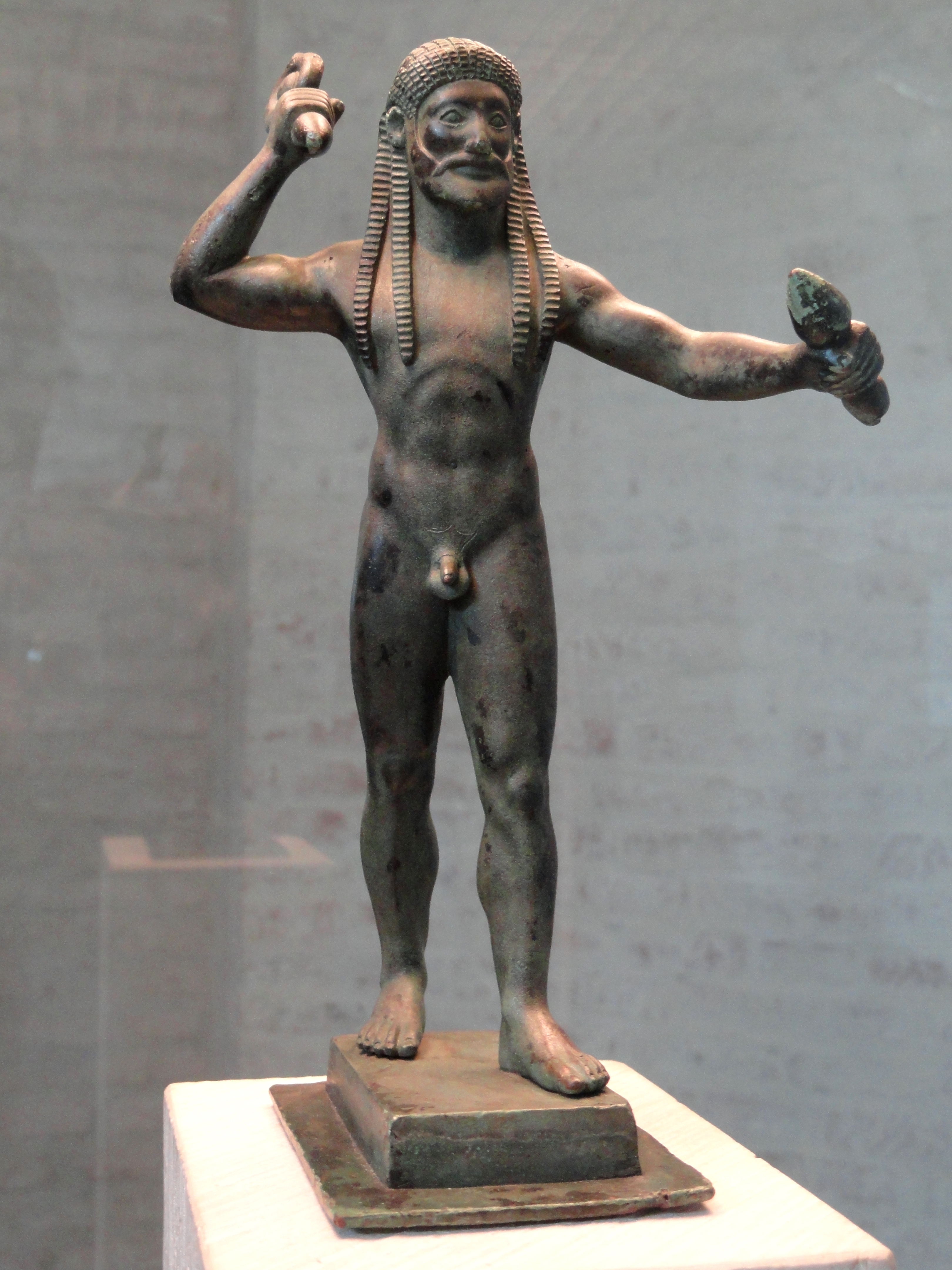
Statue de Zeus brandissant le foudre. Glyptothèque de Munich.

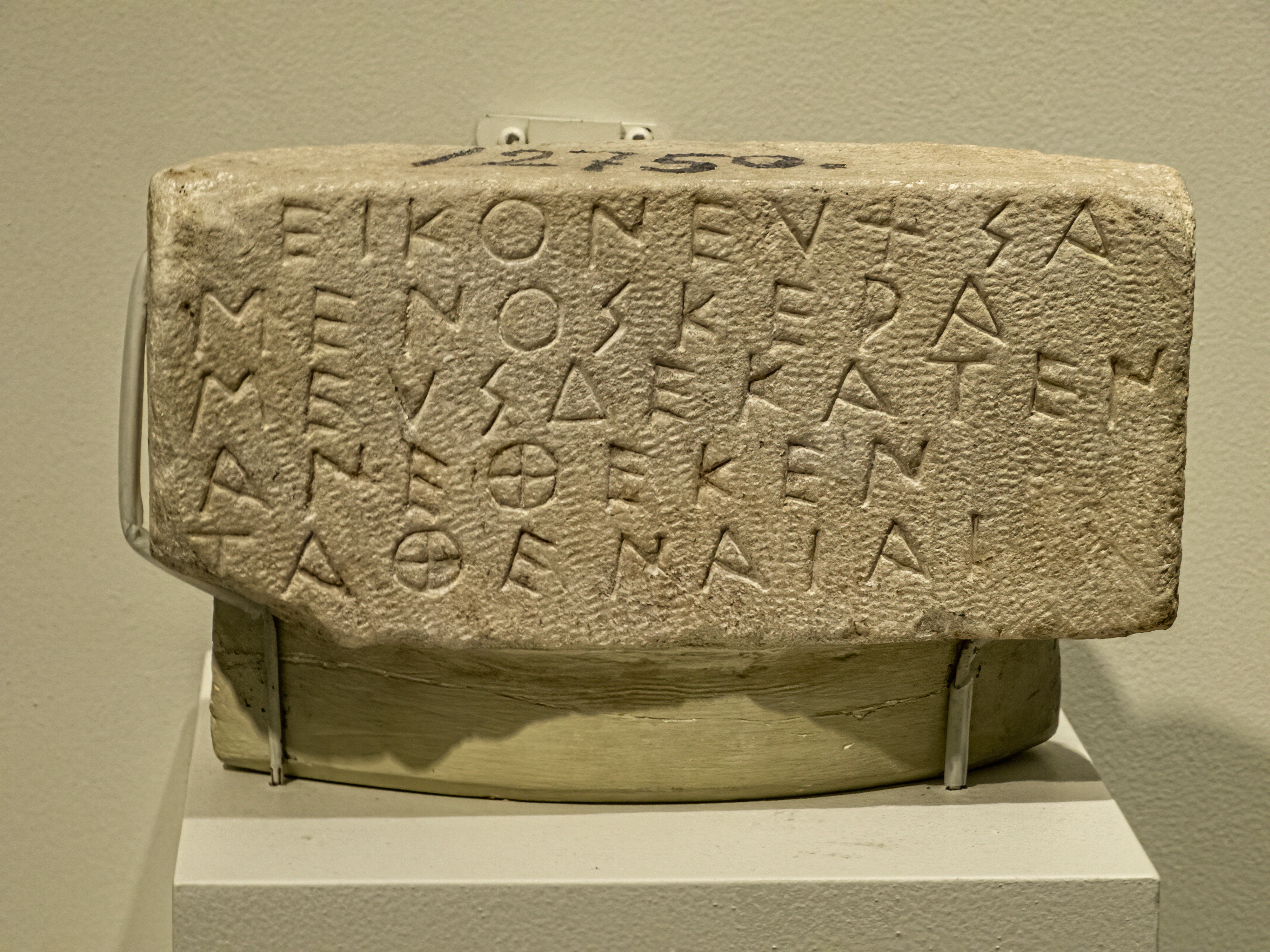
Inscription votive en l'honneur d'Athéna. Athènes, v. 510-500 av. J.-C. Musée épigraphique d'Athènes.

La religion pratiquée dans la Grèce archaïque trouve son origine dans celle des siècles obscurs, pour laquelle la documentation est limitée et difficile à interpréter faute de textes. La question de la continuité entre les cultes de l'époque mycénienne et ceux du premier âge du fer fait notamment l'objet de débat ; il y a manifestement des survivances, comme un bon nombre de divinités, mais les changements semblent profonds dans l'ensemble. La religion décrite dans les épopées homériques, donc supposée être ancrée dans le contexte des années 750-700, présente déjà de nombreux éléments caractéristiques de la religion grecque antique (divinités, croyances, rites). 
Les cultes de la Grèce archaïque sont principalement destinés aux divinités, qui sont extrêmement nombreuses. Les récits d'Homère et d'Hésiode popularisent l'idée de dieux à l'image humaine (anthropomorphisme), dominés par un groupe de divinités principales constituant une société divine, dominée par la figure de Zeus, le roi des dieux. Ces figures, que l'on désigne souvent comme les divinités « olympiennes », se retrouvent dans tout le monde grec, et les récits épiques ont fortement contribué à leur donner une certaine unité dans la mentalité des anciens Grecs, même si dans la pratique ils se déclinent en un ensemble de variantes locales ayant leurs spécificités. Les cités et autres communautés peuvent constituer leur propre panthéon et développer des mythes spécifiques contribuant à leur identité.
À ces divinités s'ajoutent les « héros » et « héroïnes », humains défunts auxquels un culte est rendu parce qu'il est considéré qu'ils ont acquis après sa mort une puissance particulière, et qui ont un aspect local très affirmé, beaucoup étant vus comme des figures fondatrices (comme Persée à Argos ou Thésée à Athènes). Les cultes héroïques semblent émerger entre le premier âge du fer et l'époque archaïque, mais ce processus reste difficile à identifier et encore plus à expliquer,,.

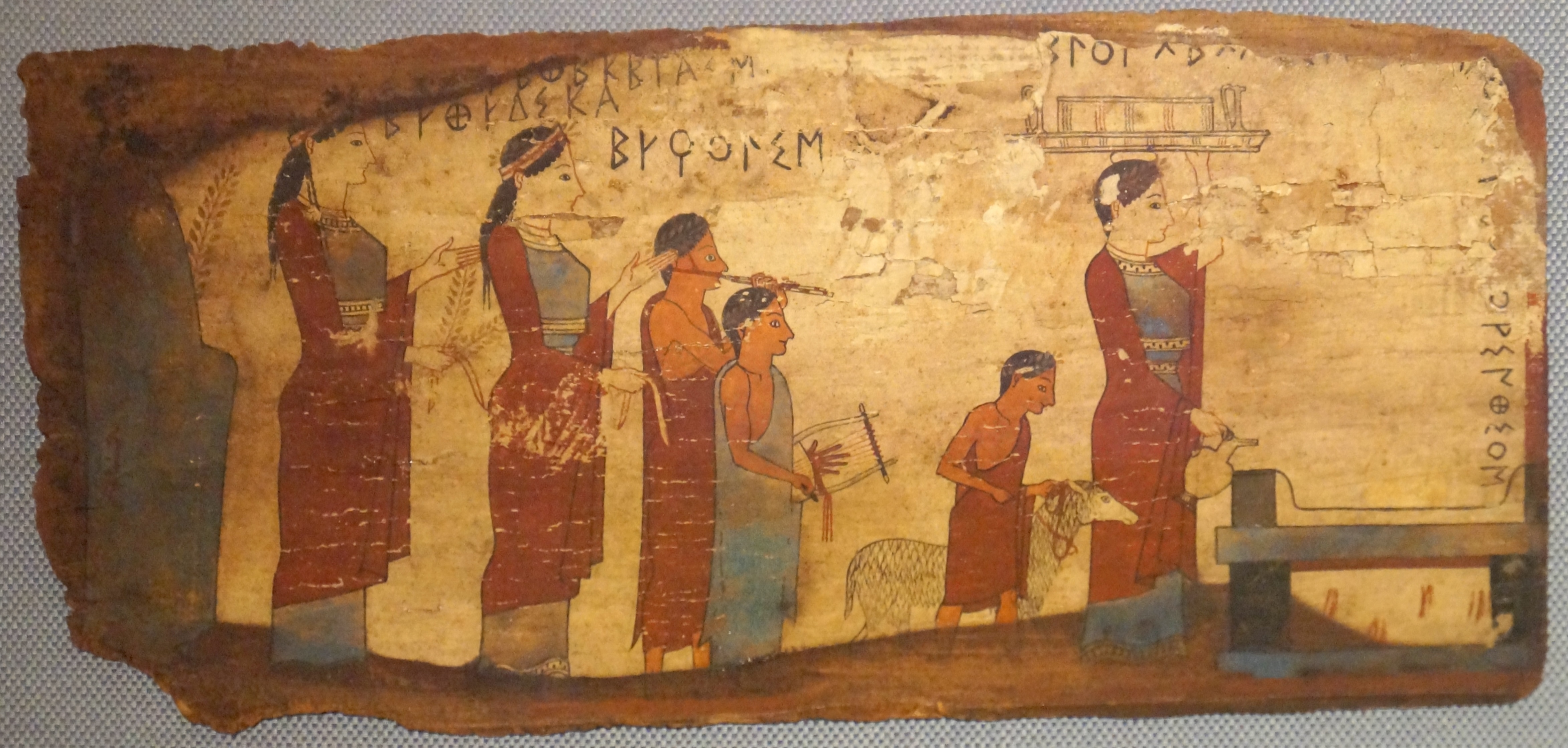
Procession en vue du sacrifice d'un agneau aux Charites. Peinture sur bois, Corinthie, vers 540-530 av. J.-C., Musée national archéologique d'Athènes.

Les pratiques de la religion grecque semblent déjà bien établies au moment de la composition des récits épiques. Le déroulement de sacrifice sanglant d'un animal, considéré comme le rite central du culte grec antique, est décrit précisément dans l’Odyssée. Les autres rites sacrificiels consistent en brûler de l'encens, offrir des galettes, céréales et d'autres victuailles, des libations de vin, miel ou lait. Ces rites ont lieu sur un autel, élément indispensable au culte. Chaque communauté dispose d'un calendrier cultuel qui lui est propre, dominé par ses principales fêtes religieuses, qui scandent leur quotidien, et dont l'importance politique est primordiale. Cela se voit en particulier dans le développement des grandes fêtes, qui s'accompagnent de concours et attirent au-delà des limites d'une cité.

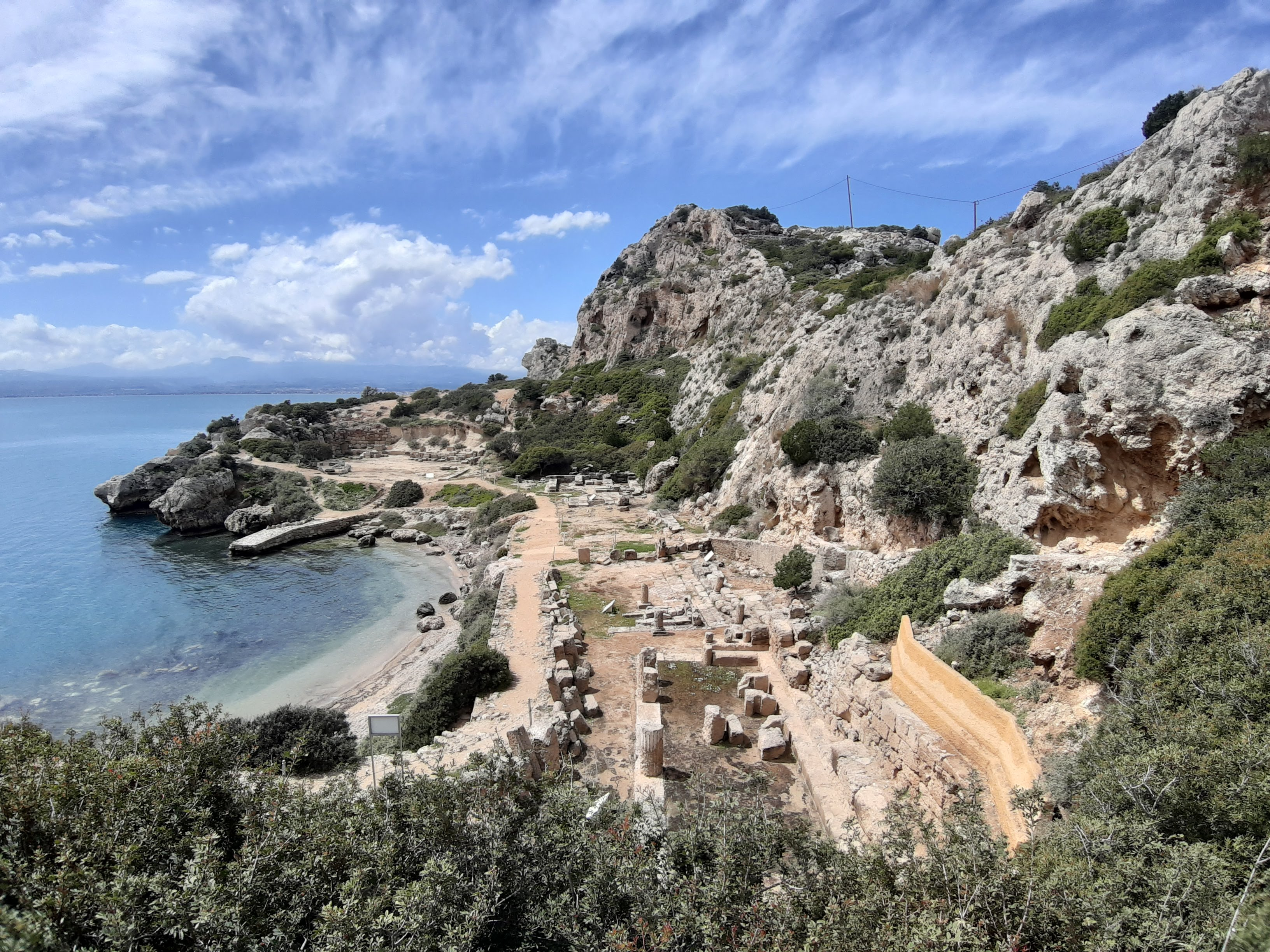
Le site de l'Héraion de Pérachora.

Localisation des sanctuaires majeurs de la Grèce antique.

Le développement des sanctuaires s'effectue progressivement sur la période, avec l'émergence d'une architecture monumentale, en particulier des temples. Il a souvent été lié à celui de la cité-État. Cela renvoie à l'existence de rites communautaires, et à un investissement matériel, qui sont les indices de la consolidation de ces communautés. La constitution d'un lieu de culte et son appropriation par une communauté est un moyen pour elle de marquer son territoire en affirmant son autorité cet espace sacré ; cela vaudrait notamment pour les sanctuaires situés aux confins des espaces civiques, près des territoires occupés par des voisins, à moins qu'il ne faille y voir des lieux de compétition entre les différents chefs des communautés situées à leur voisinage,. Tout ne s'explique pas par le cadre de la polis, puisqu'il y a un certain nombre de contre-exemples, et non des moindres, de sanctuaires dont le rôle transcende l'horizon civique et qui se trouvent à l'intersection de plusieurs communautés, à diverses échelles : plusieurs sanctuaires jouent un rôle au niveau de groupes territorialement plus étendus, les ethnè ou d'autres entités et groupes sociaux plus ou moins structurés qui y trouvent un point de ralliement, par exemple Dodone en Épire, Thermos en Étolie, Ptoion en Béotie, Délos pour les Ioniens, aussi Delphes et Olympe dans leur environnement régional, qui ont donc un rôle à plusieurs niveaux ; ces deux derniers exemples sont en effet des sanctuaires « panhelléniques », qui à l'époque archaïque sont des lieux prisés par les élites aristocratiques, les tyrans et les cités de tout le monde grec, qui briguent la victoire lors de leurs concours et les couvrent d'offrandes somptueuses pour renforcer leur prestige ; l'oracle de Delphes a en plus le rôle de sanction divine pour des sujets sensibles politiquement,.
Les dépôts d'offrandes sont d'une grande importance pour suivre le développement des lieux de culte du premier âge du fer et de l'époque archaïque. Durant la période géométrique cela est attesté par la trouvaille de nombreuses figurines en fer et bronze, humaines et animales (notamment des chevaux), ainsi que des tripodes en bronze. Au VIIe siècle en la figure humaine prend le dessus, marquant le premier stade de développement de la sculpture grecque, notamment la statuaire. Les offrandes votives venant garnir les sanctuaires sont d'une nature potentiellement très variée. Ce sont des lieux d'ostentation pour les élites et les communautés politiques, ce qui se traduit par l'apparition d'offrandes de plus en plus somptueuses, et des « trésors » érigés par une cité dans un grand sanctuaire (Delphes, Olympie, Délos) pour réunir les offrandes qu'elle a faites,.
Bien que leur importance rituelle soit secondaire, la construction des temples fait l'objet de grandes attentions, et ils en viennent à devenir un marqueur de l'affirmation des principaux sanctuaires, et des cités et autres groupes politiques et sociaux à travers eux. Ils sont des éléments marquants des paysages des cités. Durant le premier âge du fer, les bâtiments servant de lieux de culte sont difficiles à identifier, sans doute parce qu'ils ne sont pas bien différenciés des résidences des élites. Une architecture spécifique se met en place à partir du VIIIe siècle, aboutissant dans le courant des deux siècles suivants à la mise en place des éléments caractéristiques du temple grec. Si la technique de la construction en pierre semble reposer sur des connaissances venues d’Égypte, le plan et le décor du temple grec sont spécifiques à cette civilisation. Dans sa forme aboutie, c'est un édifice entouré de colonnes, organisé autour de la pièce de résidence (naos) de la statue divine, avec une décoration architecturale suivant les caractéristiques des « ordres », dorique et ionique. Le VIe siècle voit la construction de grands temples dans tout le monde grec,,,.

Architecture des sanctuaires grecs archaïques
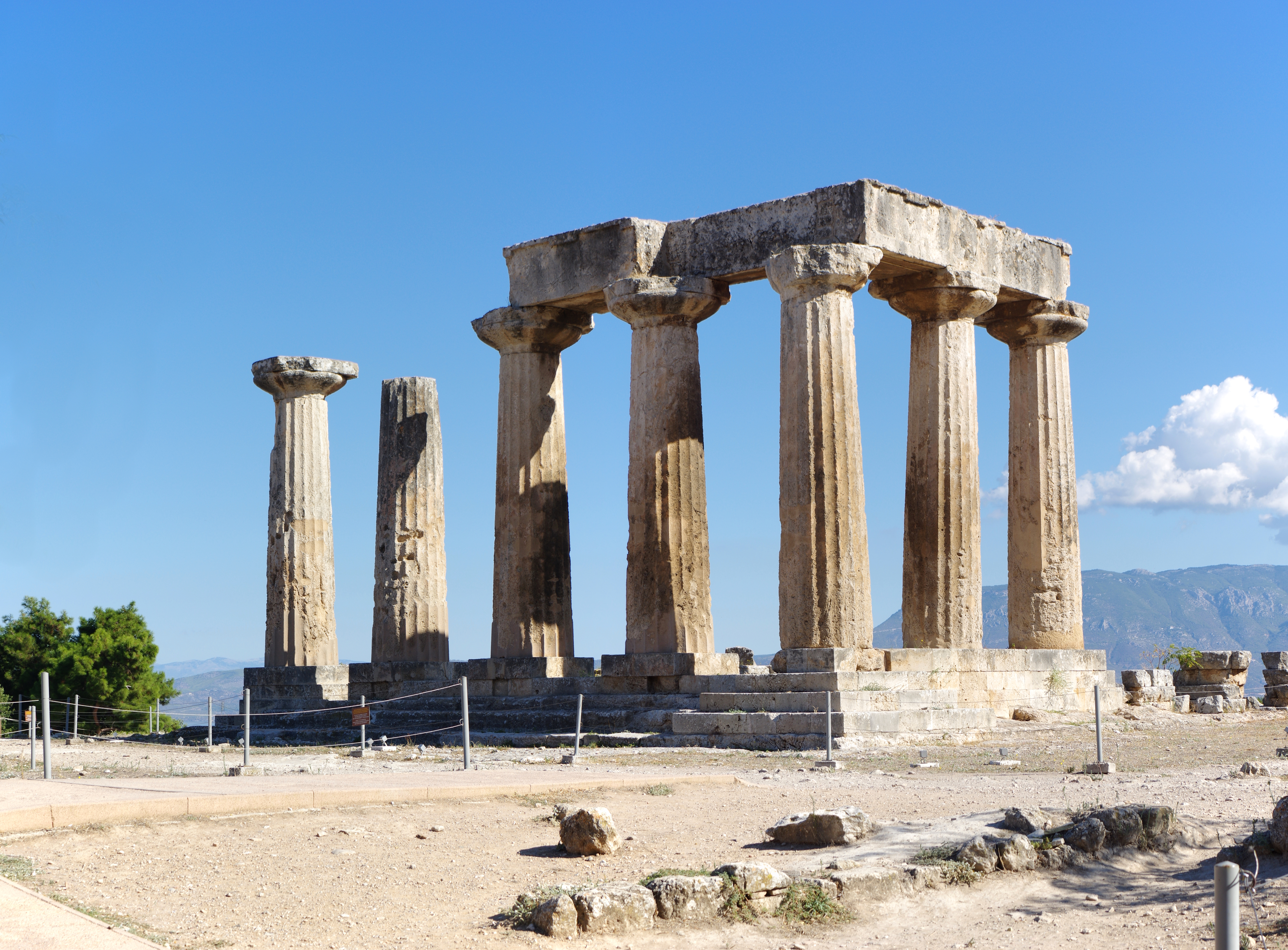
Ruines du temple d'Apollon de Corinthe.
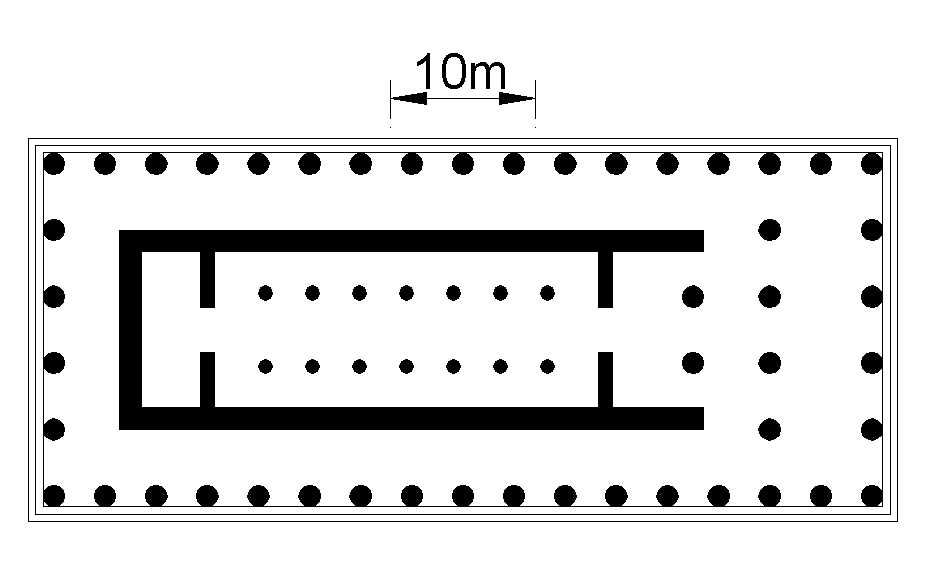
Plan du temple d'Apollon de Syracuse (v. 565 av. J.-C. ?), avec les éléments caractéristiques du temple grec : péristyle à l'extérieur (6 × 17 colonnes, ici une double rangée à l'avant) ; partie intérieure avec portique (pronaos), pièce de résidence de la statue divine (naos) et arrière-salle (opisthodome, un des plus anciens exemples connus).
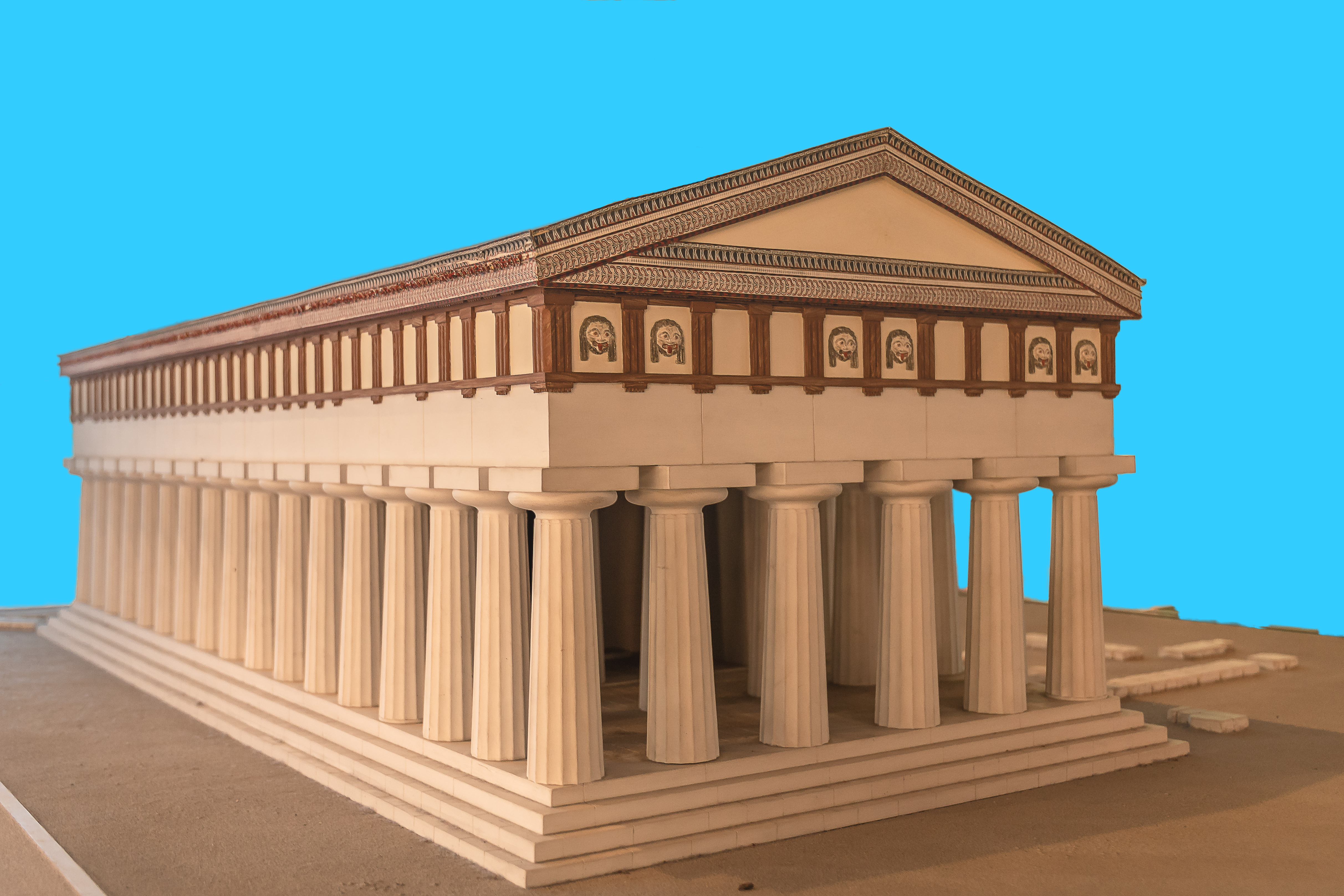
Proposition de restitution (maquette) du temple d'Apollon de Syracuse (ordre dorique, caractérisé par ses chapiteaux à échine plate). Musée Paolo Orsi.
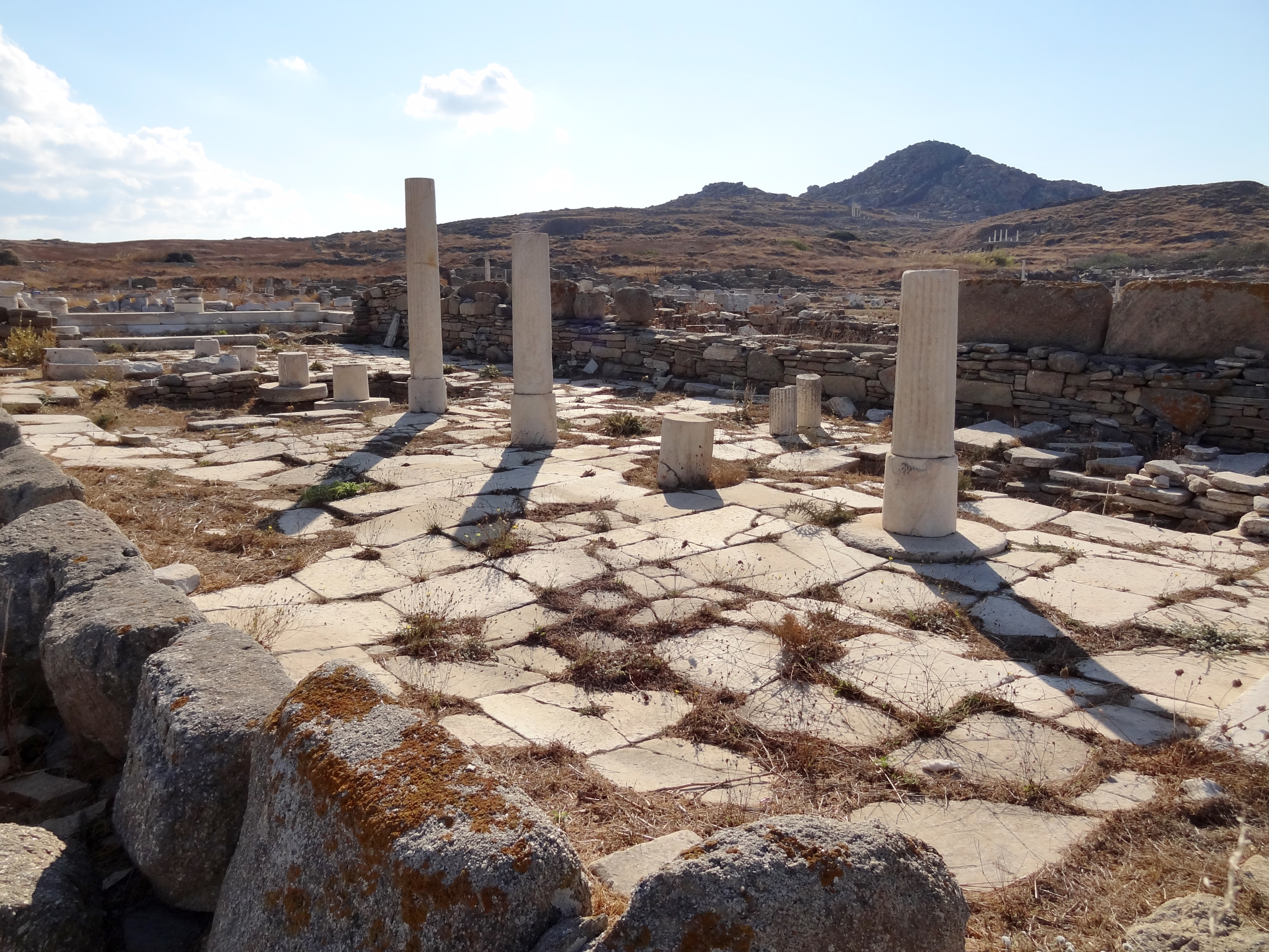
Ruines de l’oikos des Naxiens dans le sanctuaire de Délos, VIe siècle av. J.-C.
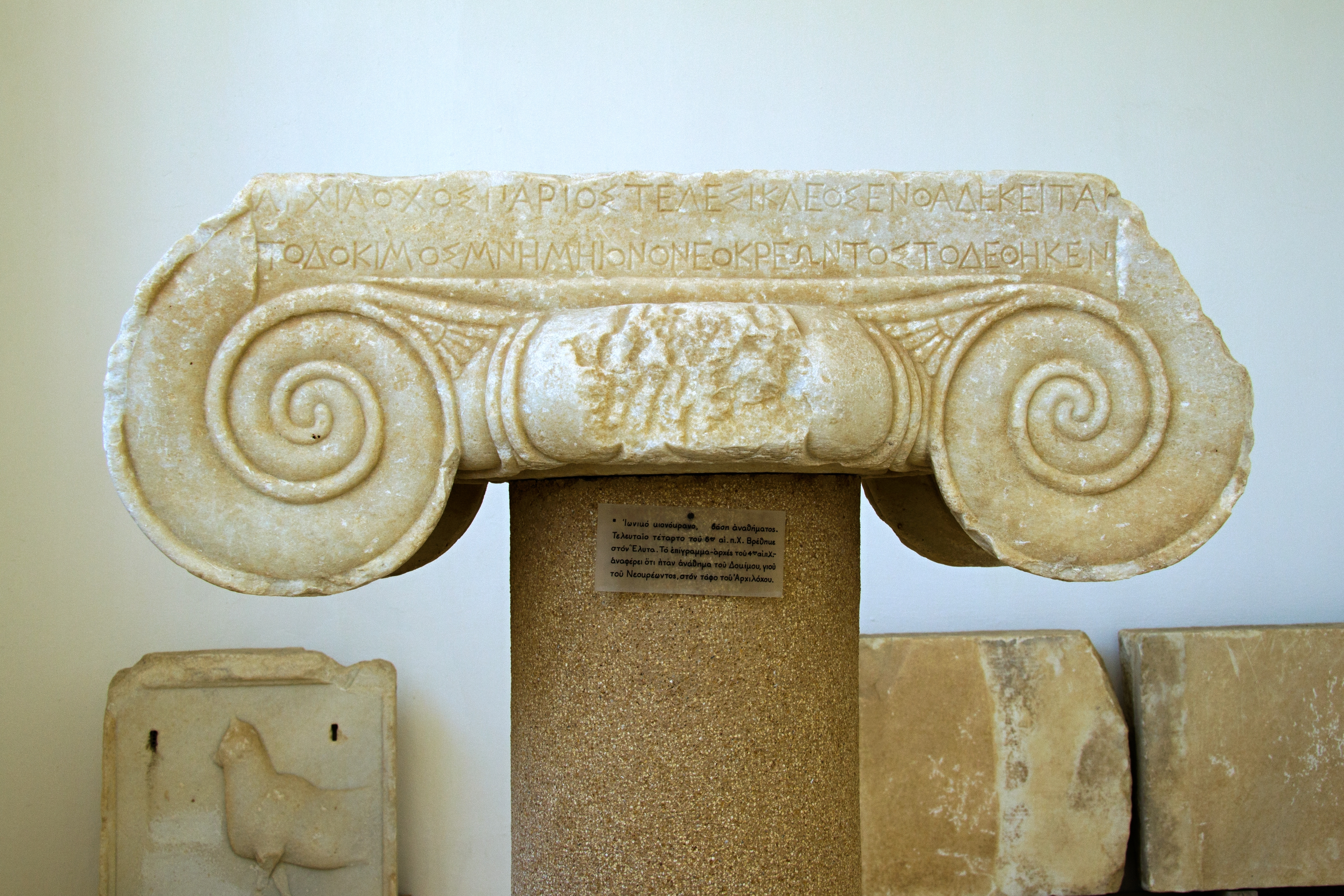
Chapiteau ionique (caractérisé par ses volutes) en marbre, v. 525-500 av. J.-C. avec inscription du début du IVe siècle av. J.-C. Paros, Musée archéologique de Paros.

### Pratiques funéraires
Durant l'époque archaïque, la mort ne semble pas avoir été crainte, plutôt « apprivoisée », au sens de Ph. Ariès. Dans les textes homériques, une bonne mort est une mort glorieuse qui permet d'atteindre l'immortalité par la préservation de sa mémoire, tandis que par la suite se développe l'idée qu'une bonne mort est une mort pour la patrie (la cité). Les rites mortuaires tels qu'ils apparaissent dans les textes de l'époque et l'iconographie (les vases peints du Géométrique récent) se déroulent en trois étapes : l'exposition du corps accompagnée de lamentations (prothesis), le cortège funèbre le conduisant sur son lieu d'inhumation (ekphora), et enfin le dépôt des restes du défunt dans une nécropole, son cadavre étant soit inhumé, soit incinéré et placé dans une urne. Des lois somptuaires sont promulguées, comme à Athènes à l'époque de Solon, pour éviter les funérailles trop dispendieuses, ces moments servant souvent de démonstration de richesse pour les familles aristocratiques. Les rites funéraires sont des rites de passage devant assurer à l'âme du défunt un voyage vers l'au-delà sans encombre. Les Grecs croyaient en l'existence d'un monde infernal accueillant les âmes des défunts, mais dans le détail leurs croyances sur l'au-delà ne semblent pas uniformes. Homère diffuse (notamment avec la Nekuia de l’Odyssée) l'idée d'un monde morne et lugubre, dans lequel les âmes des défunts mènent généralement une existence sans but, mais il évoque aussi les possibilités que les bons soient accueillis dans les Champs Élysées où ils ont de meilleures conditions, tandis que les mauvais reçoivent des châtiments au Tartare. Pindare dans les Olympiques évoque également des rétributions en fonction des actes menés du vivant, et aussi la réincarnation de l'âme. Cette dernière se retrouve dans le pythagorisme, tandis que les courants rattachés à l'orphisme, ou aux cultes à mystères (dans l’Hymne homérique à Déméter) font référence à la possibilité d'assurer de son vivant le meilleur sort possible après la mort. De leur côté les vivants continuent à commémorer leurs morts par des offrandes (notamment des libations), à des intervalles irréguliers ou réguliers, comme la fête des Genesia à Athènes.

Représentations de rites funéraires
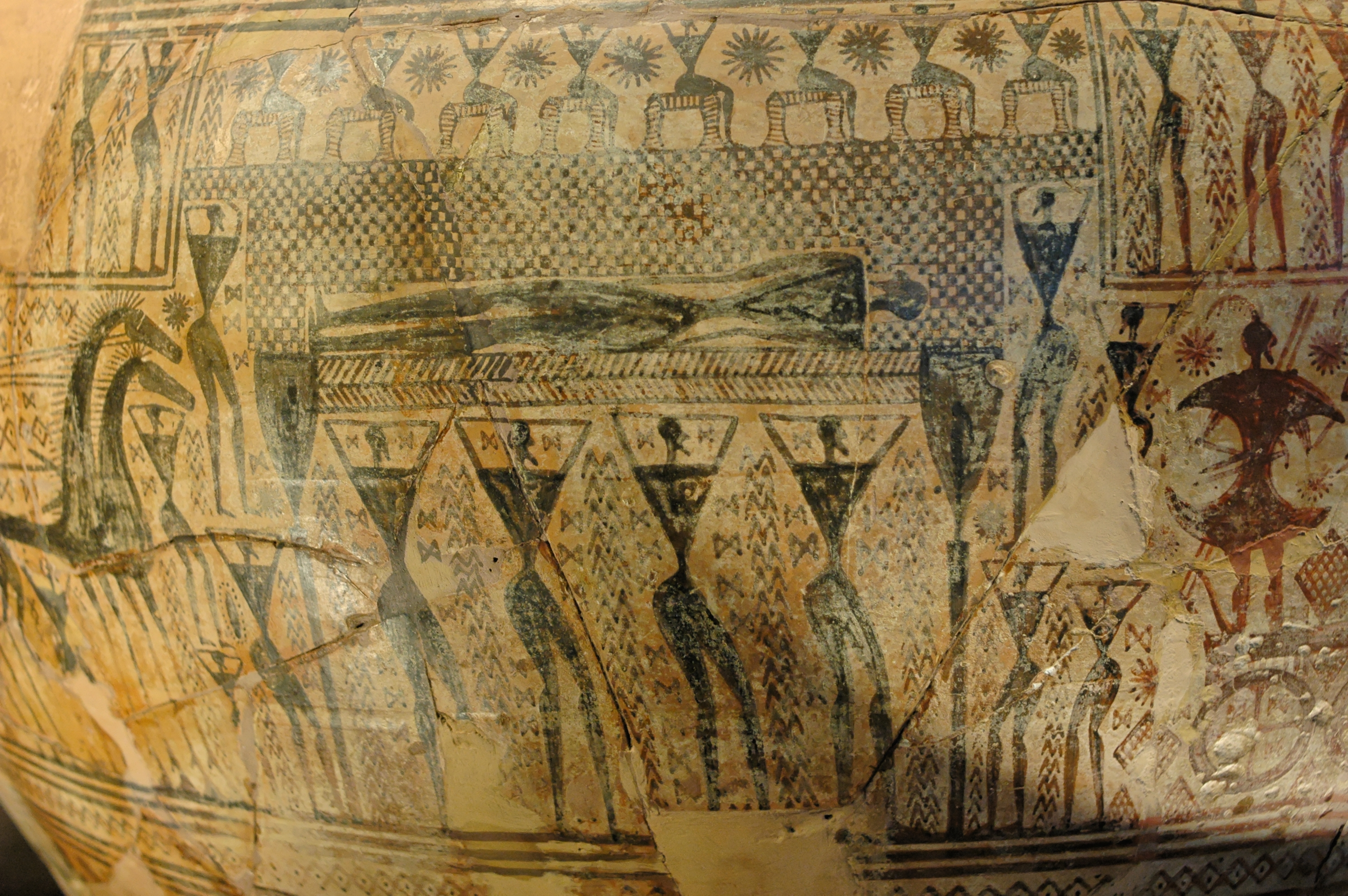
Scène d'exposition du corps (prothesis), cratère du Maître du Dipylon, v. 750 av. J.-C. Musée du Louvre.
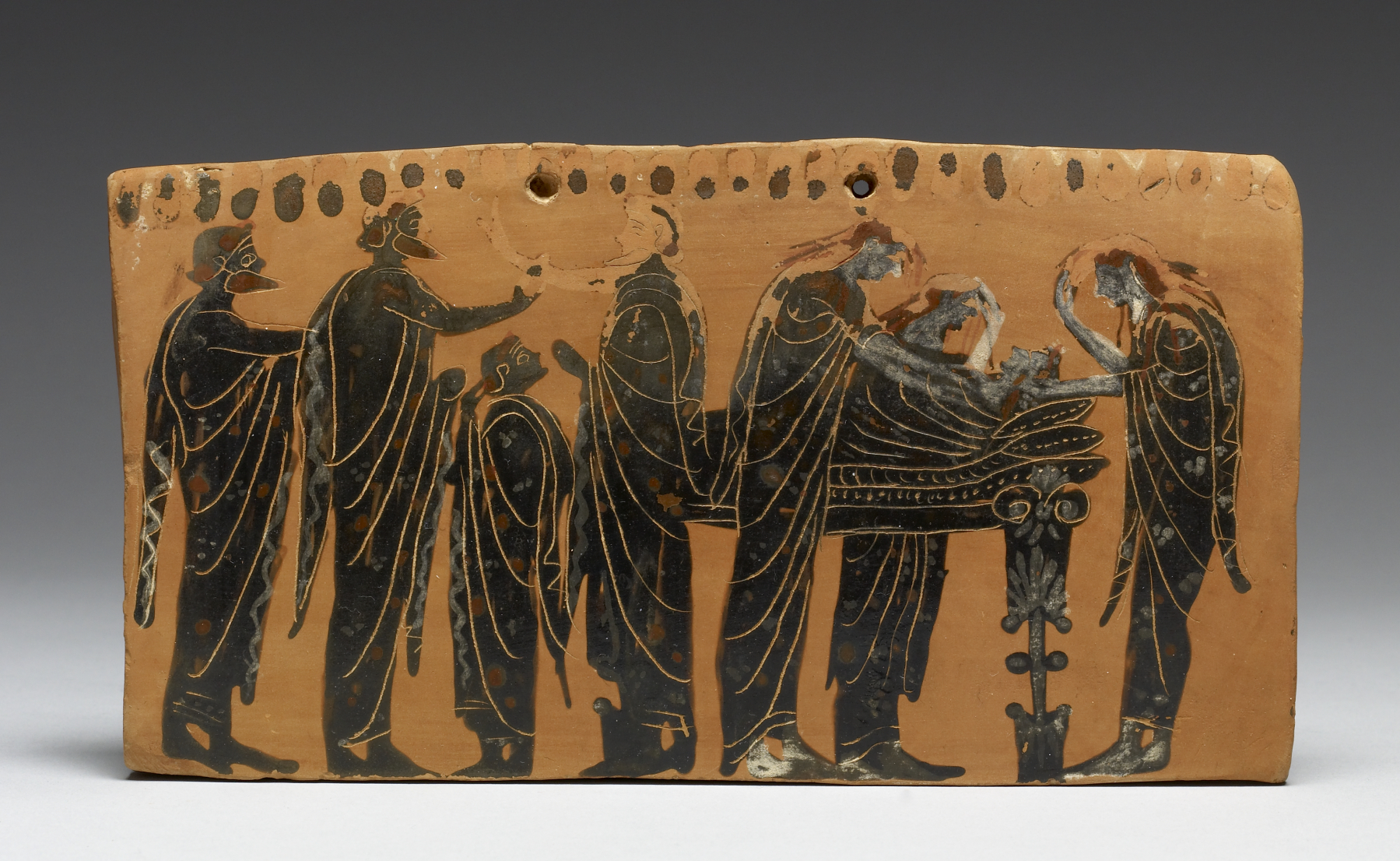
Scène d'exposition du corps (prothesis), terre cuite peinte du VIe s. av. J.-C. Walters Art Museum.
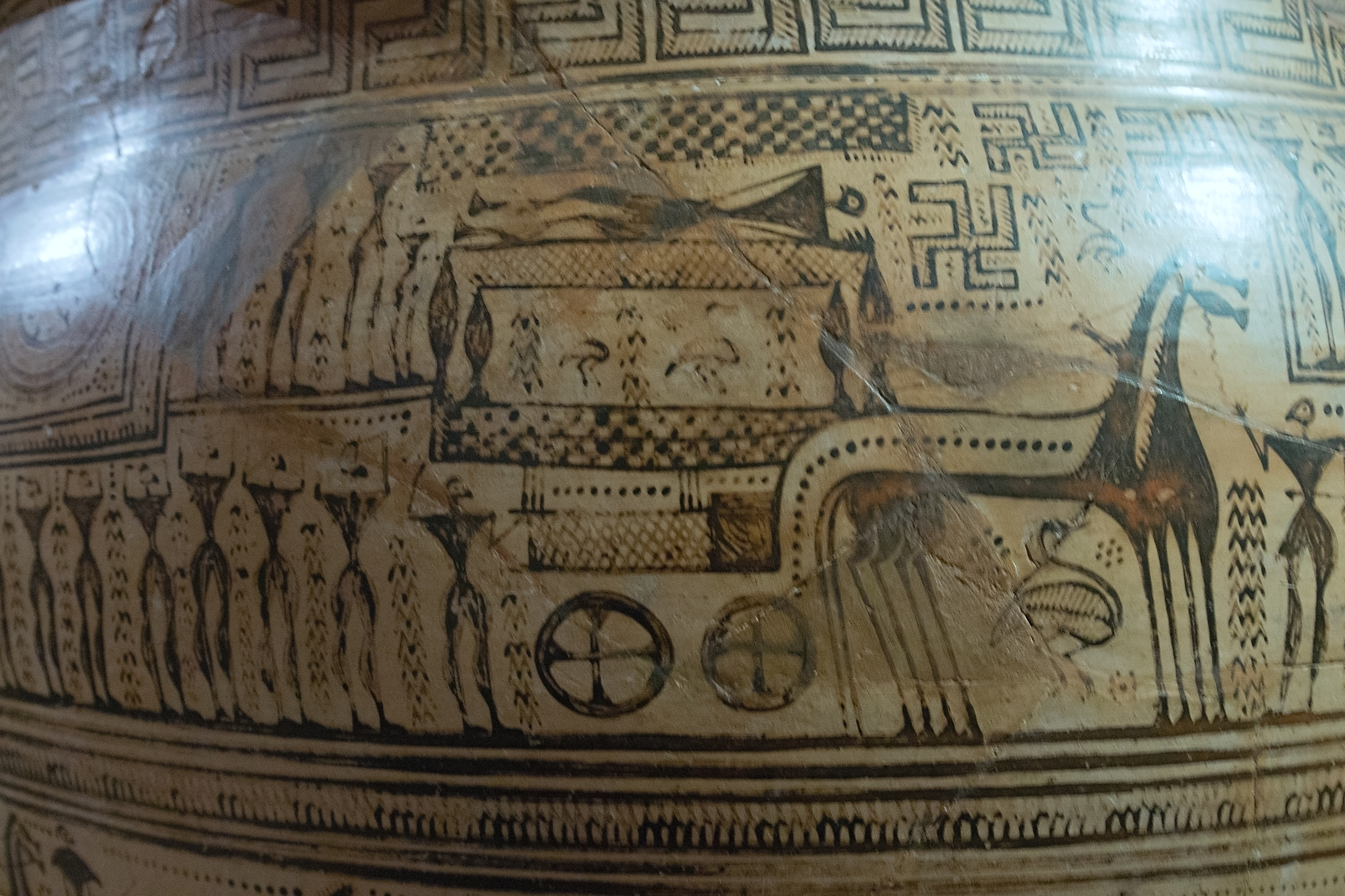
Scène de cortège funèbre (ekphora), cratère de Hirschfeld, v. 750-735 av. J.-C. Musée national archéologique d'Athènes.

Durant l'époque archaïque, les Grecs en viennent à enterrer de façon préférentielle (mais pas systématiquement) leurs morts dans des nécropoles, « cités des morts », situées aux abords de leurs agglomérations. Leurs fouilles ont fourni une abondante documentation et de nombreuses informations, la mise au point de nouvelles interprétations ayant renouvelé ce champ d'étude, fournissant en retour de précieuses informations sur les cités des vivants. 
Le corpus le plus abondant provient des cimetières d'Athènes et de l'Attique. Des variations du nombre de sépultures s'observent entre périodes. Elles ne renvoient pas forcément à des évolutions démographiques (notamment parce qu'il y a peu de sépultures d'enfants, alors qu'ils représentent une part très importante du nombre de défunts dans les sociétés antiques), mais aussi à des changements de droit à la sépulture, et qu'en combinant ces données au contenu des tombes on pouvait éclairer les évolutions de la cité. La plupart du temps seule l'élite sociale pourrait avoir le droit d'être enterré (en général par crémation), et ne ressent pas forcément le besoin de se faire accompagner par un matériel archéologique riche vu que le seul fait de pouvoir se faire enterrer prouve son statut social éminent. On observerait en revanche des phases d'élargissement du droit à sépulture et donc potentiellement des communautés plus égalitaires au VIIIe siècle av. J.-C. et à la fin du VIe siècle av. J.-C.,,,.
Dans les autres parties du monde grec, ces tendances peuvent parfois s'observer. Argos présente des évolutions similaires dans le nombre de tombes et leur localisation sur le début de l'époque archaïque, mais elle pratique peu la crémation, tout comme Corinthe, où la réduction du nombre de tombes se produit un demi-siècle plus tard, et où les sépultures sont très peu différenciées aux VIIe – VIe siècles. Ces deux cités sembleraient donc partager avec Athènes une phase de restriction des démonstrations de richesse par les sépultures. Mais d'une manière générale les pratiques funéraires du monde grec archaïque ne sont pas uniformes, tant s'en faut, et à l'intérieur d'une même région les pratiques funéraires peuvent être diverses. La majeure partie du monde grec ne présente pas d'évolution particulière des pratiques funéraires autour de 700. En Crète, en Béotie et en Eubée la crémation est répandue sur toute la période.

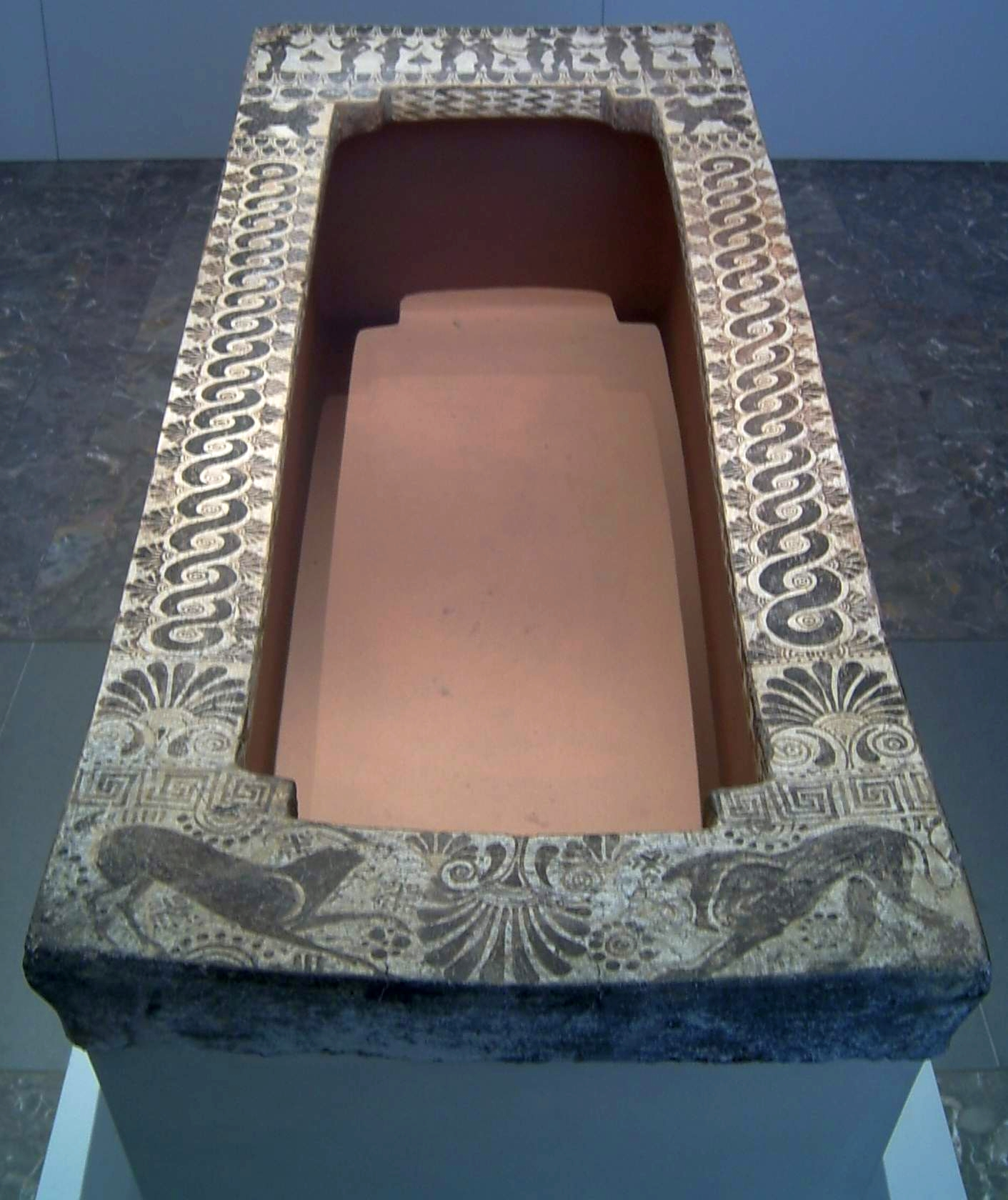
Sarcophage peint provenant de Clazomènes (Turquie), v. 525-500 av. J.-C. Altes Museum (Antikensammlung).

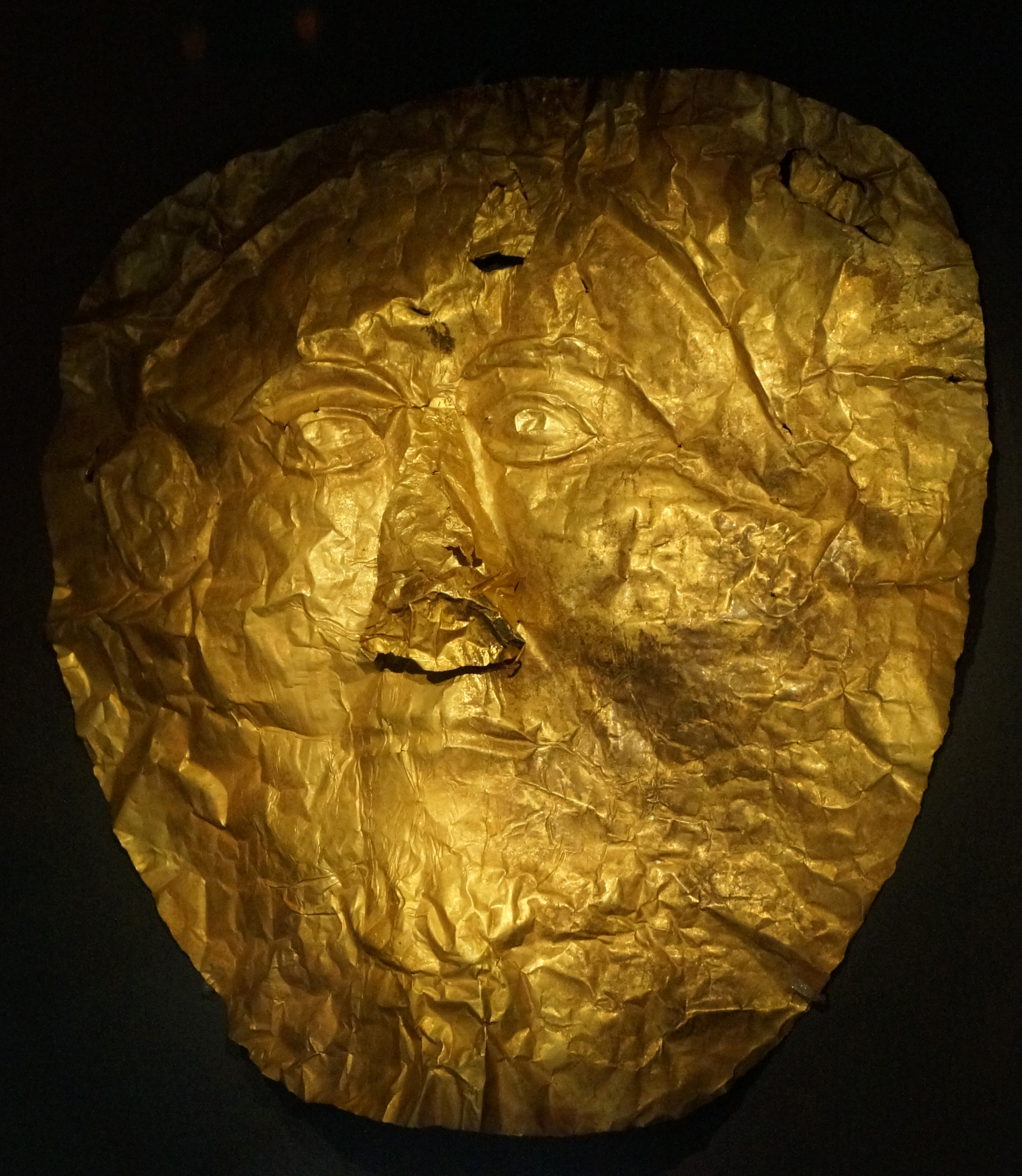
Masque en or provenant de la tombe no 67 de Síndos (Macédoine), v. 510-500 av. J.-C. Musée archéologique de Thessalonique.

Plus on s'éloigne du cœur de la « Grèce des cités », plus les pratiques divergent. Ainsi, si Syracuse pratique l'inhumation dans des sarcophages comme dans sa cité-mère Corinthe, elle réserve cette pratique à son élite, et enterre le reste de la population dans des fosses creusées dans la roche. De même les tombes richement pourvues y sont plus courantes. Il n'y a pas de restriction sur la distinction par la sépulture : la colonie a donc élaboré ses propres pratiques funéraires en se démarquant de sa métropole. La pratique d'enterrer les élites à l'écart du reste de la population se retrouve en plusieurs endroits, reflet des hiérarchies et distinctions sociales ; par exemple à Clazomènes au VIe siècle l'aristocratie locale se fait inhumer sur les collines, dans des sarcophages de qualité disposés sous des tertres, alors que le reste de la population occupe une nécropole dans la plaine. Dans les régions septentrionales (Thessalie, Macédoine, Épire, Thrace), s'observe une tradition des tombes riches des élites sur toute la période, sans restriction des étalages de richesse, comme en témoigne le riche matériel funéraire provenant des tombes de Síndos en Macédoine (fin du VIe siècle). Elles sont surmontées par des tertres funéraires, avec un matériel marqué par la présence d'objets en rapport avec la guerre, ce qui renvoie aux différences entre ces pays d’ethnè évoluant pour plusieurs vers la monarchie, et le monde des cités,. Les tombes de guerriers restent aussi répandues dans le Péloponnèse et plusieurs parties de la Grèce centrale et occidentale (Béotie, Locride, Phocide, Étolie, îles ioniennes).

### Les arts de l'époque archaïque

#### L'art de l'époque géométrique
L'époque archaïque « historique » débute quand s'épanouit dans l'art la période dite « géométrique », qui va en gros de 900 à 700, et est elle-même précédée d'une période « protogéométrique », d'environ 1050 à 900, qui doit son nom au fait qu'elle précède le géométrique et non en raison de son style. L'art géométrique est ainsi nommé en raison des décors sur les céramiques peintes de la période, peints en noir sur fond clair, constitués de bandes et cadres ornés de motifs géométriques, notamment des cercles tracés au compas, des lignes ondulées, des méandres, des carrés, losanges, etc. Dans sa phase récente (v. 760-700), le répertoire s'enrichit de figures humaines et animales stylisées, qui permettent de réaliser des scènes narratives (funérailles, batailles, peut-être déjà des mythes). Les historiens de l'art décèlent pour cette dernière phase les styles d'artistes anonymes ou du moins d'ateliers, comme le « maître du Dipylon » et le « Peintre de Hirschfeld », originaires d'Attique, la région à partir de laquelle ce style a été élaboré et où il est le plus ancré. Il se répand surtout dans le monde grec au VIIIe siècle, le style protogéométrique pouvant durer plus longtemps, comme en l'Eubée, tandis que la Crète est la première à expérimenter un « proto-orientalisme » (« protogéométrique B »). Les céramiques se retrouvent surtout dans les cimetières, où elles servent d'offrandes ou réceptacles d'offrandes, d'urnes funéraires et, pour les plus grandes, de marqueur tombal. Durant la période récente la céramique destinée aux banquets se répand. L'autre forme d'art caractéristique de l'époque géométrique sont les figurines en terre cuite peinte et en bronze, représentant des animaux (surtout des chevaux) et des hommes stylisés de la même manière que sur les céramiques. Ils se retrouvent surtout dans les dépôts d'offrandes des sanctuaires, notamment à Olympie. Les historiens de l'art ont identifié plusieurs régions de production en fonction de caractéristiques formelles (Attique, Corinthe, Argos, Laconie),,.

Art de l'époque géométrique
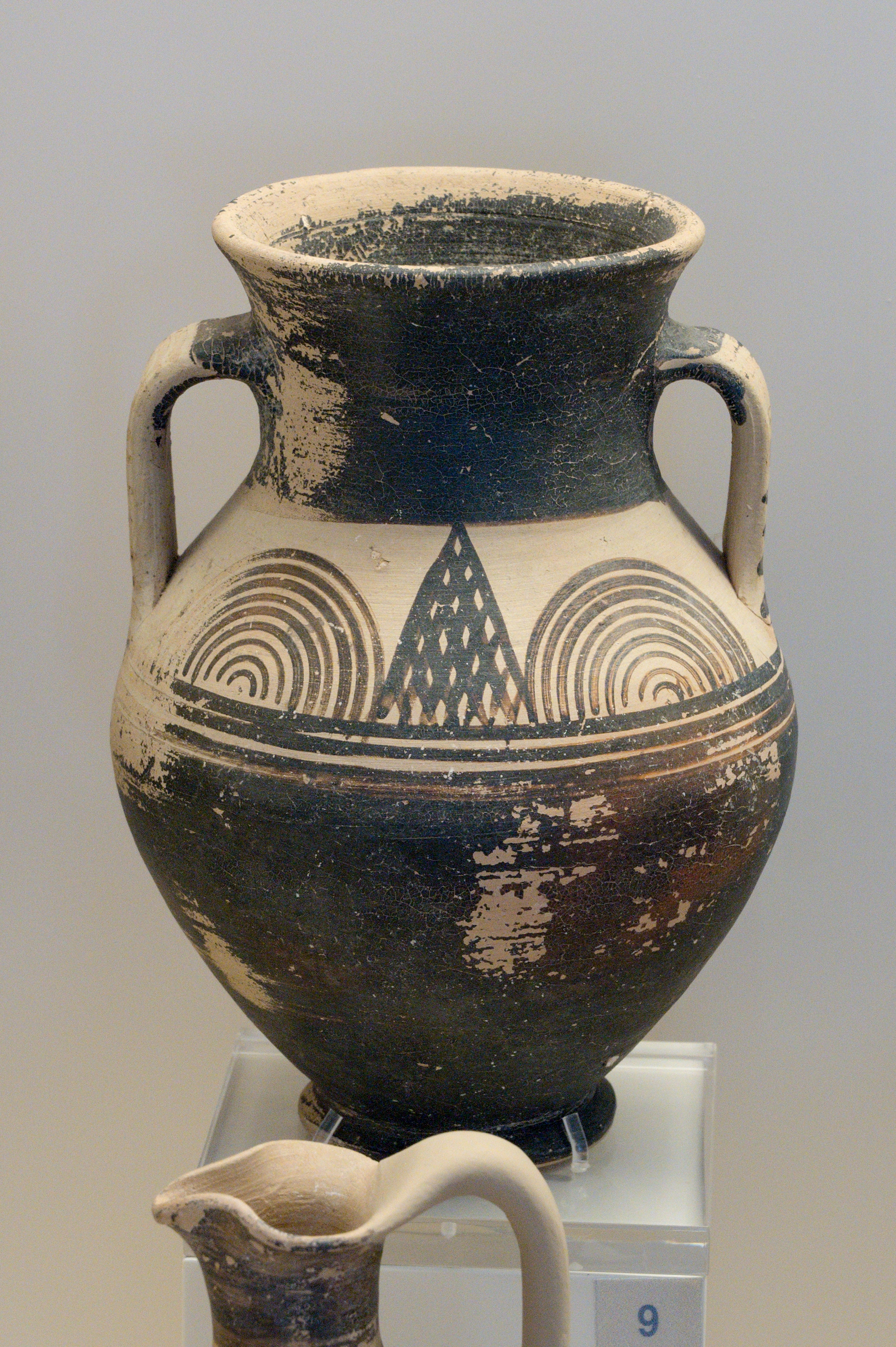
Amphorisque de style protogéométrique, Tirynthe. Musée archéologique de Nauplie.
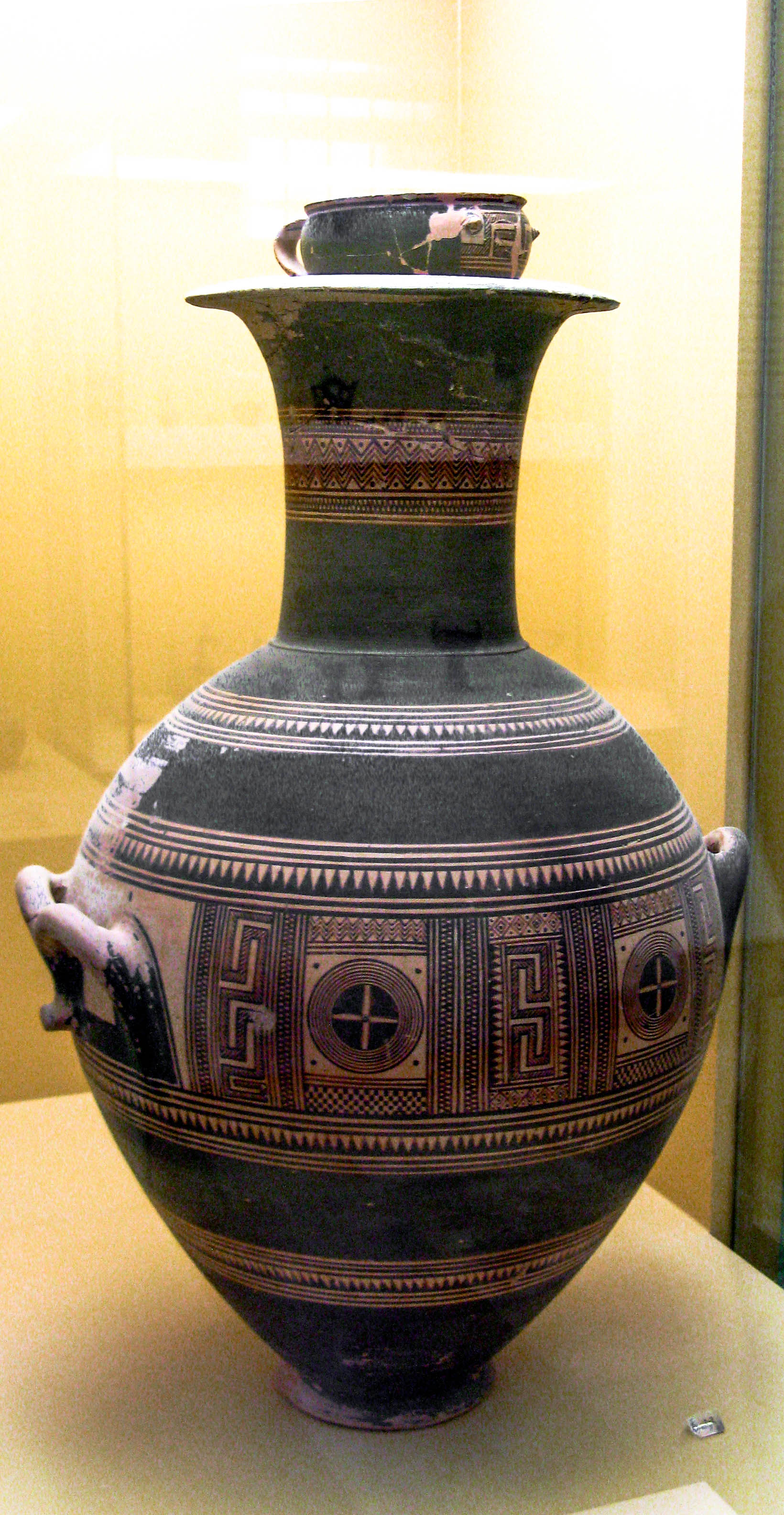
Amphore cinéraire attique, de style géométrique ancien, contenant les cendres d'une défunte, v. 850. Musée de l'Agora d'Athènes.
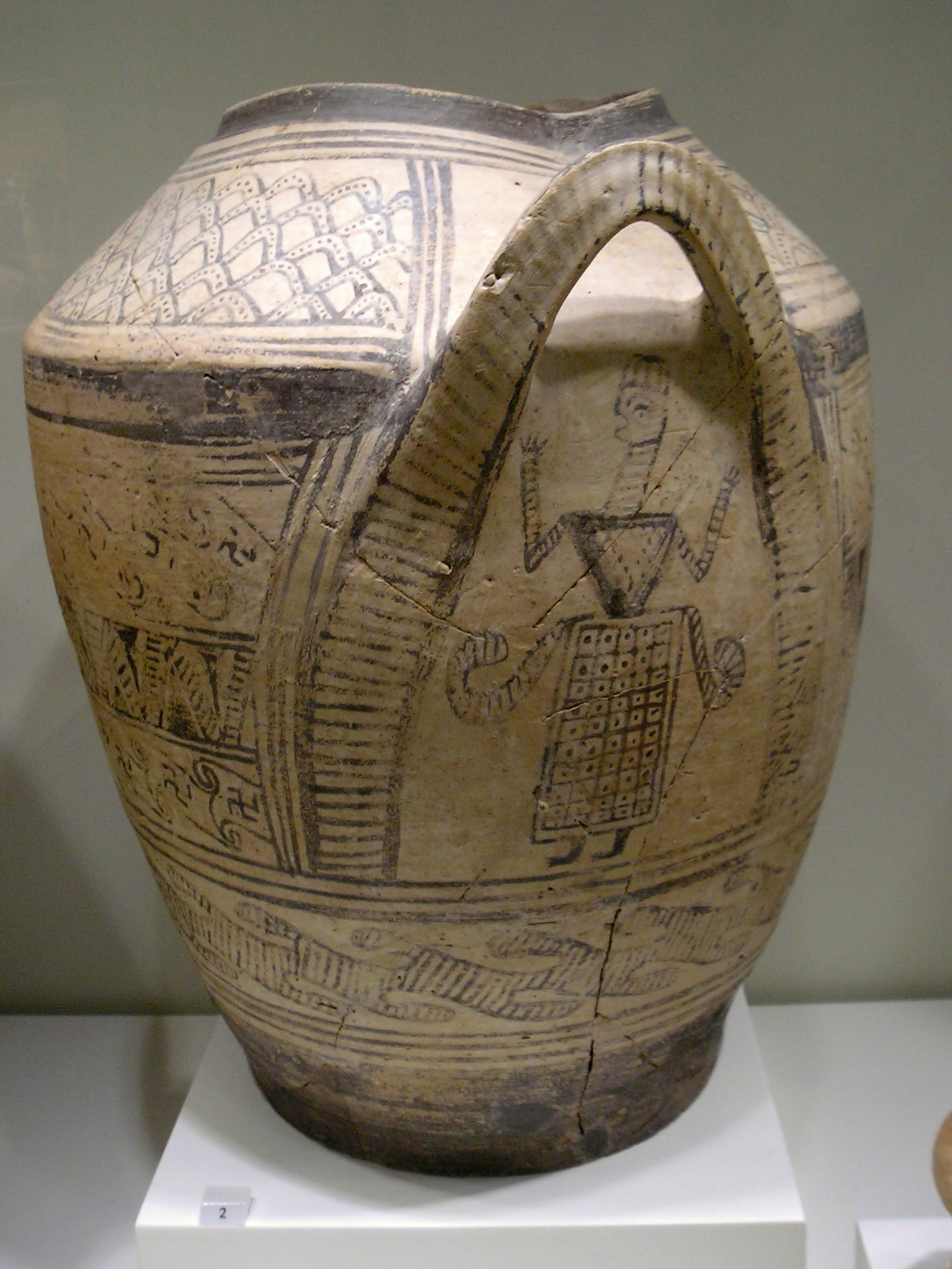
Pithos funéraire, v. 850-800. Protogéométrique B de Crête. Musée archéologique d'Héraklion.
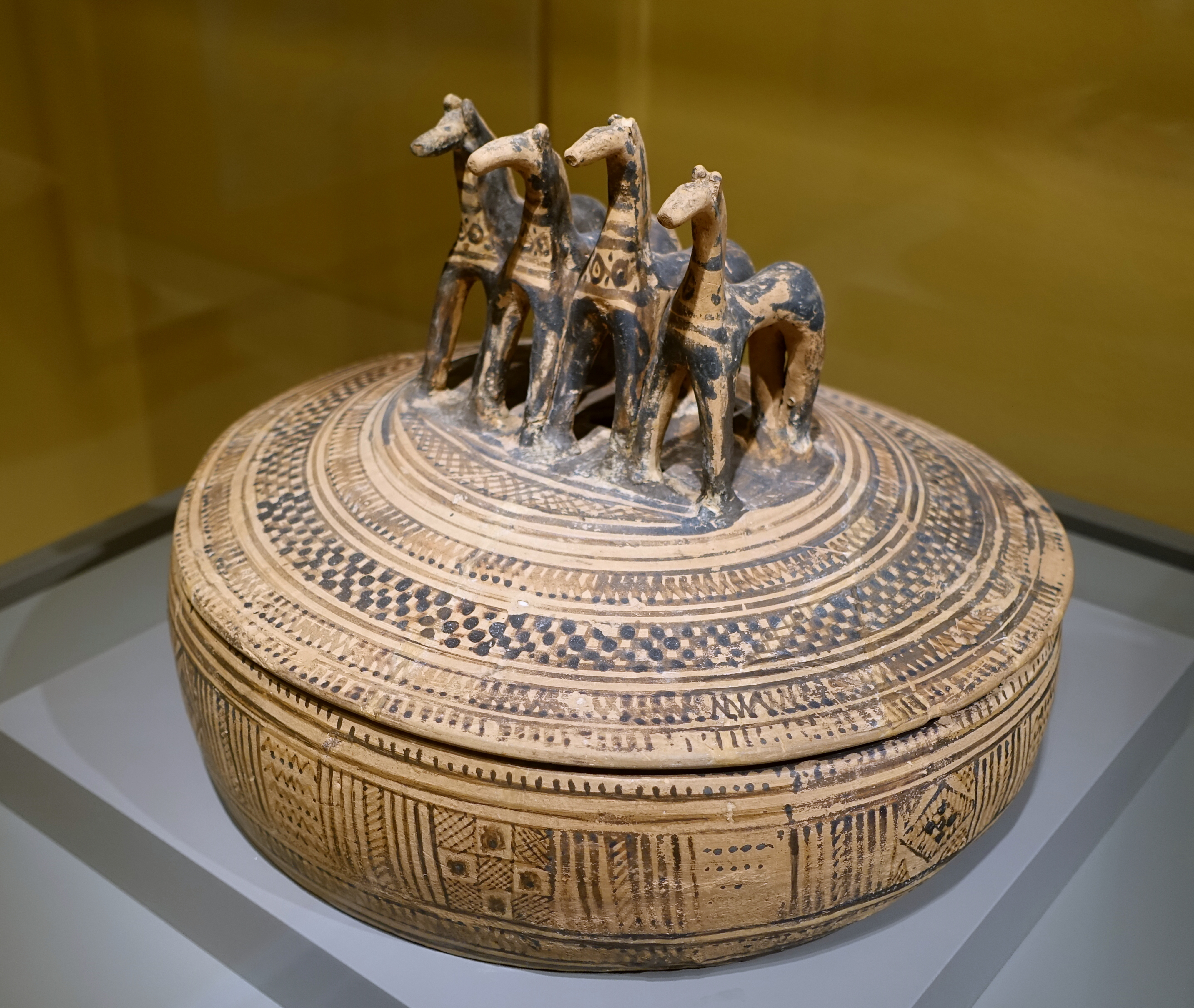
Pyxis géométrique attique avec couvercle à quatre chevaux, VIIIe siècle av. J.-C. Wadsworth Atheneum.
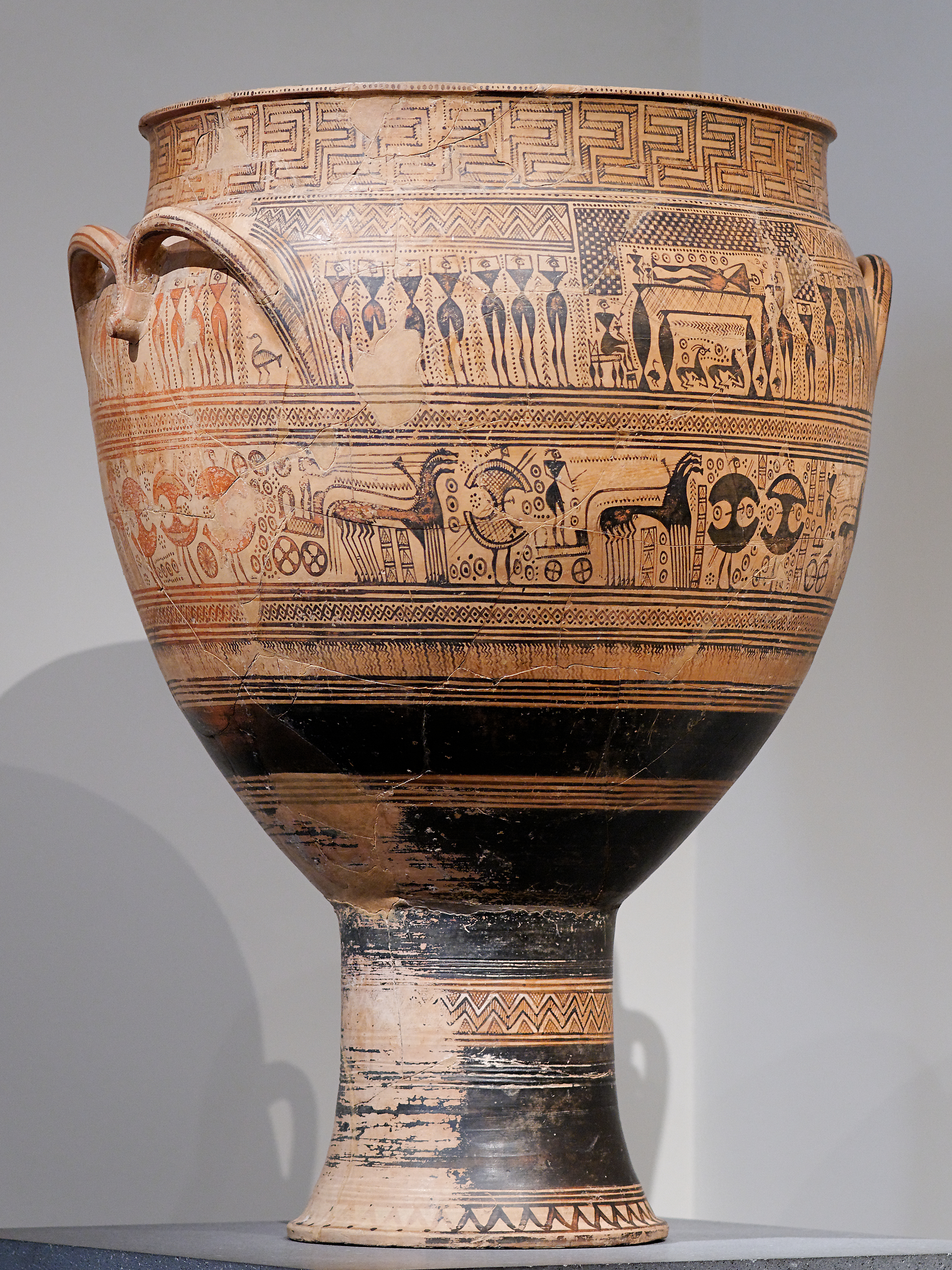
Cratère attique du Géométrique récent, atelier du Peintre de Hirschfeld, scènes funéraires, v. 750-735. Metropolitan Museum of Art.
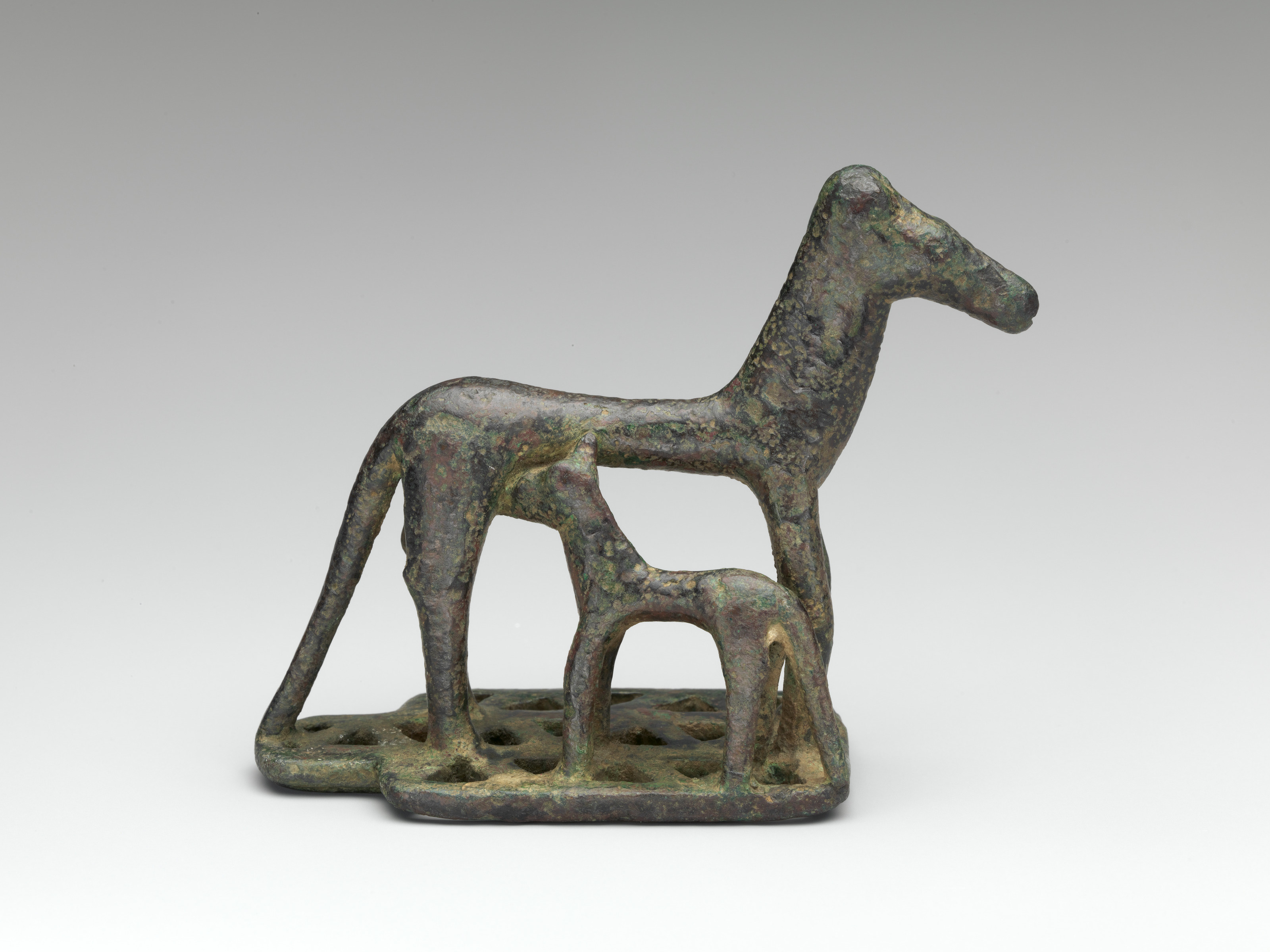
Jument avec son poulain. Atelier argien, v. 750. Metropolitan Museum of Art.
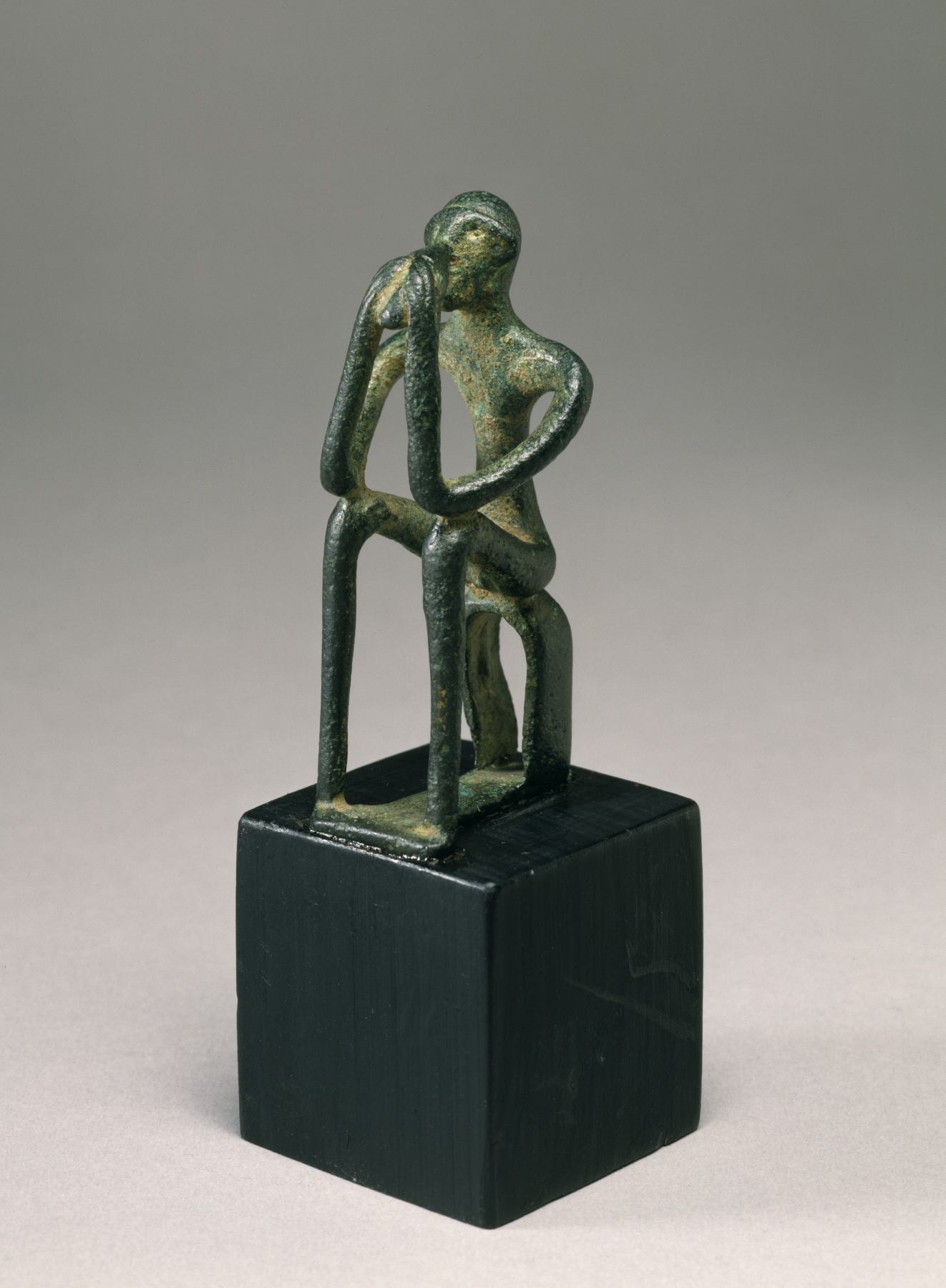
Statuette d'un homme assis, buvant (?). Atelier laconien, fin du VIIIe siècle av. J.-C. Walters Art Museum.

#### L'art orientalisant
À partir de la fin du VIIIe siècle les peintres commencent à intégrer de plus en plus de motifs venus du Proche-Orient dans les décors des céramiques et les autres formes d'art, ouvrant la période dite « orientalisante » de l'art grec, période artistique très novatrice qui s'épanouit au VIIe siècle. On y retrouve divers motifs caractéristiques des arts de Syrie, du Levant, de Chypre et aussi de l’Égypte de la période : animaux, créatures hybrides ailées telles que le sphynx et le griffon, rosettes, palmettes, etc., rapidement assimilés, progressivement réappropriés et reformulés dans de nouvelles formes artistiques, étape fondamentale de la formation de l'art grec antique. Le premier développement de cet art semble venir de Corinthe (art « protocorinthien »), qui exporte notamment de petites fioles à parfums aux décors orientalisants très travaillés, puis il se diffuse à Athènes (« protoattique »). Les représentations mythologiques se font plus nombreuses. La Crète et la Grèce orientale (Ionie, Rhodes, avec le « style des chèvres sauvages »), traditionnellement très réceptives aux influences orientales, ont également une forte tradition de céramique orientalisante. Les Cyclades développent de leur côté un art de peinture sur poterie moins marqué par l'influence orientale, et également des céramiques décorées par impression,.
Les emprunts orientaux se repèrent aussi par le développement d'un art de la figurine en ivoire et en bronze, dont des éléments décorant des chaudrons en bronze, plus largement dans le travail du métal où différentes techniques sont reprises de l'Orient (cire perdue, granulation, filigrane, repoussé, incrustations, etc.). La statuaire connaît un développement spectaculaire, avant tout dans un contexte religieux (offrandes) : la Crète pratique au début de la période une sculpture en bois plaqué de bronze (triade de Dréros), puis développe ensuite l'art « dédalique » en calcaire, représentant des femmes habillées et des hommes nus, posant les bases des représentations de jeune fille, korè, et jeune homme, kouros, qui marquent la statuaire archaïque. Ces types se diffusent rapidement dans le monde grec sous différentes formes, et dans la seconde moitié du VIIe siècle des écoles de sculpture sur marbre se développent dans les Cyclades (Naxos), d'abord marquées par l'influence égyptienne, puis plus développant une plastique propre. À Délos les Naxiens érigent une statue de « colosse » dont il reste des fragments, ainsi que l'allée bordée de statues de lions conduisant au sanctuaire, suivant un modèle égyptien,.
Les causes derrière ce goût pour l'exotisme, au-delà d'un attrait esthétique, sont discutées : les élites pourraient avoir trouvé dans l'adoption de vases à décor oriental, notamment lors des banquets, une forme de distinction sociale, une manière d'affirmer son élitisme ; l'adoption de motifs liés à la royauté comme le lion pourrait renvoyer aux rivalités aristocratiques, ou à la symbolique du pouvoir, notamment dans le cadre de tyrannies.

Art de l'époque orientalisante
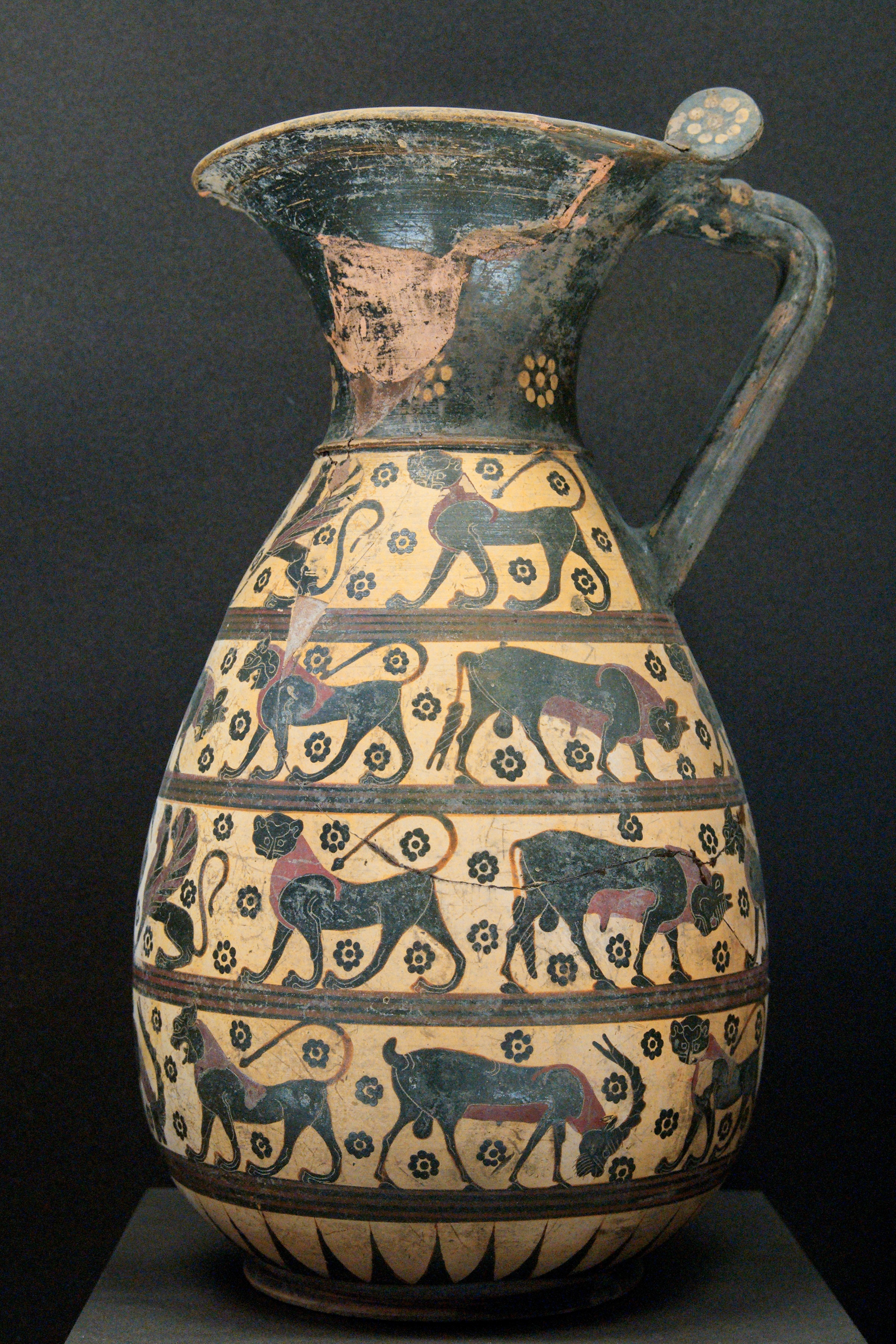
Olpè protocorinthienne aux animaux et aux sphinges, v. 640-630, Musée du Louvre.
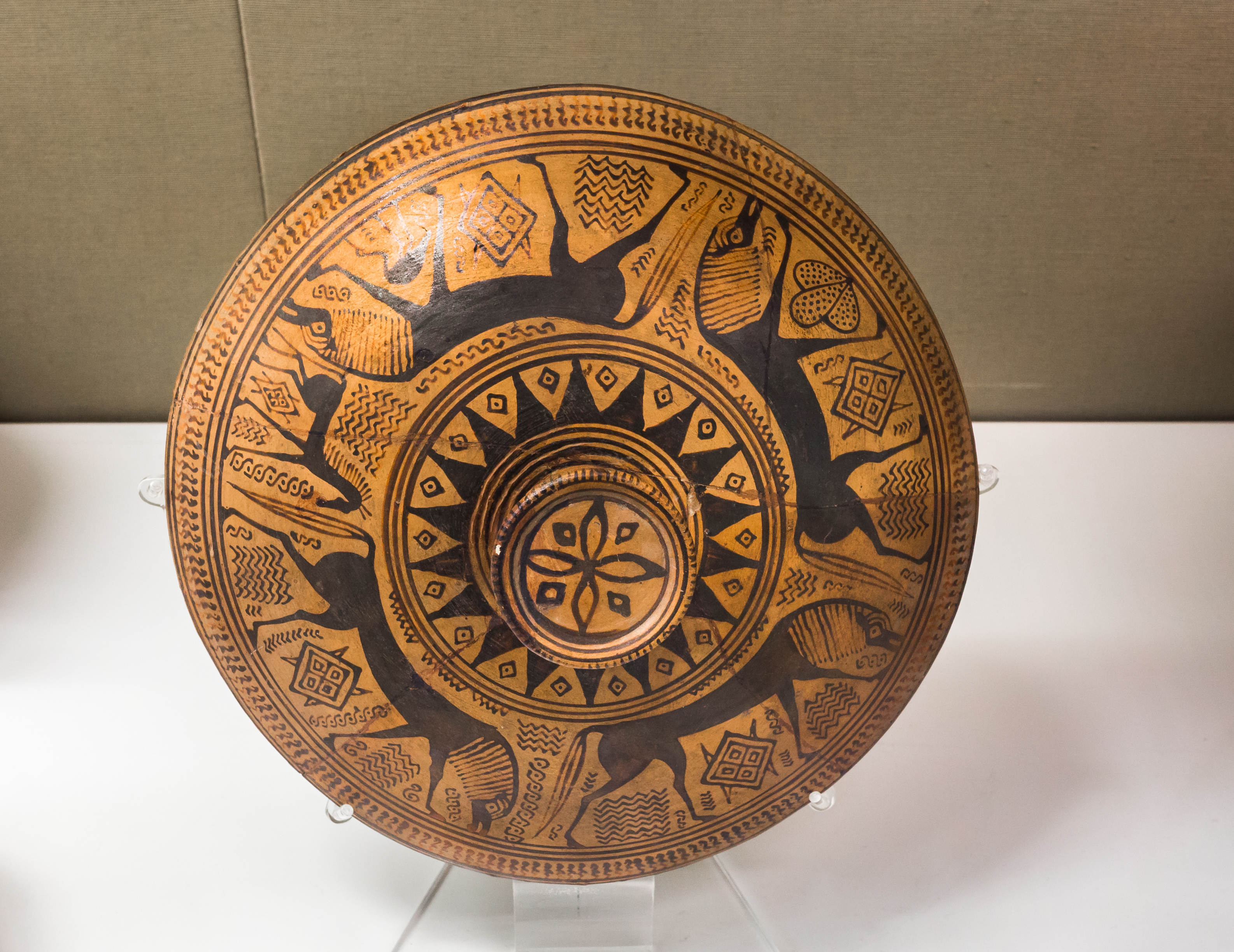
Couvercle protoattique aux chevaux broutant, Peintre d'Analatos, v. 700-675 av. J.-C. British Museum.
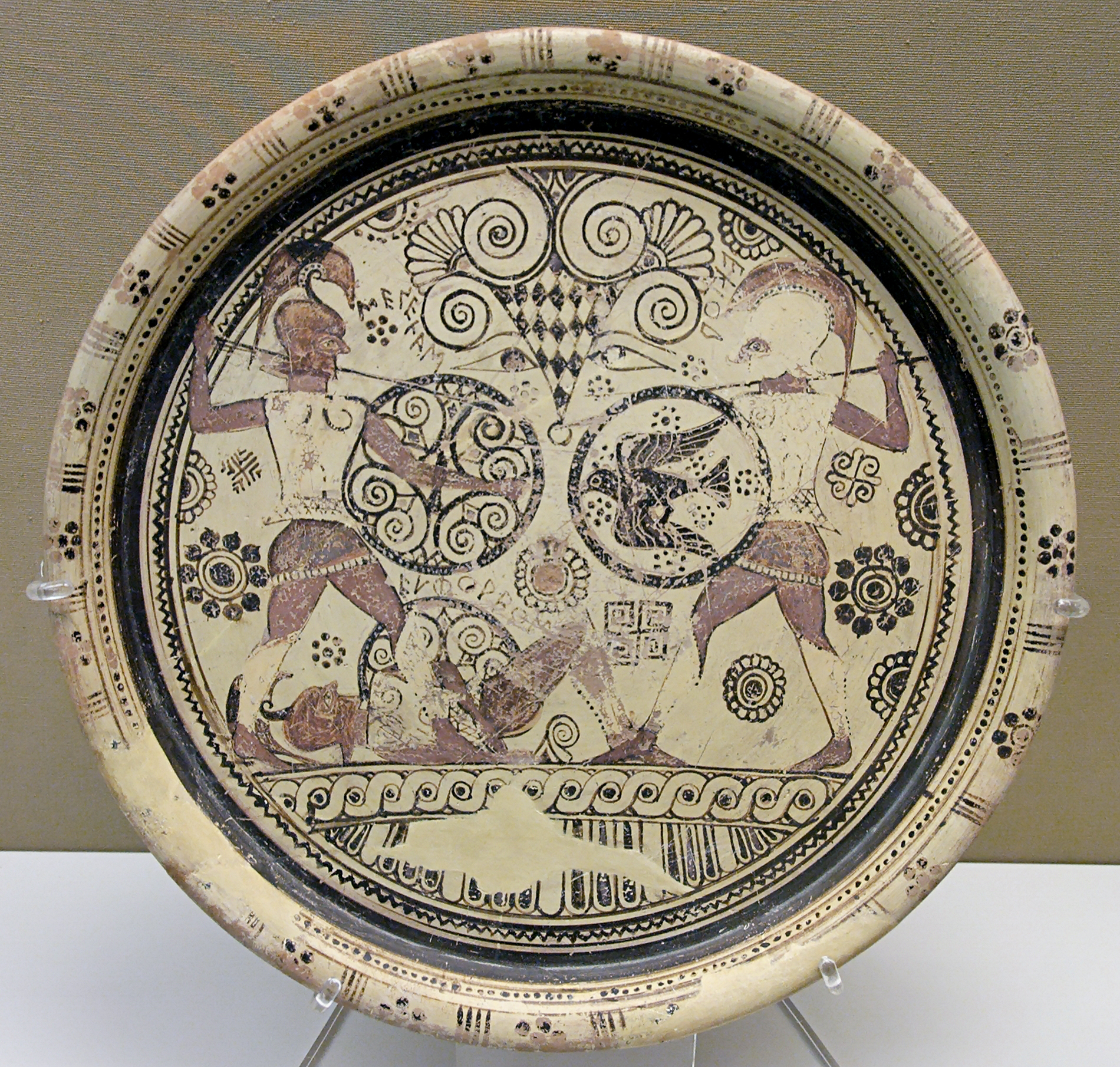
Combat de Ménélas et d'Hector sur le corps d'Euphorbe, assiette du « style des chèvres sauvages », Grèce de l'Est, v. 600. British Museum.
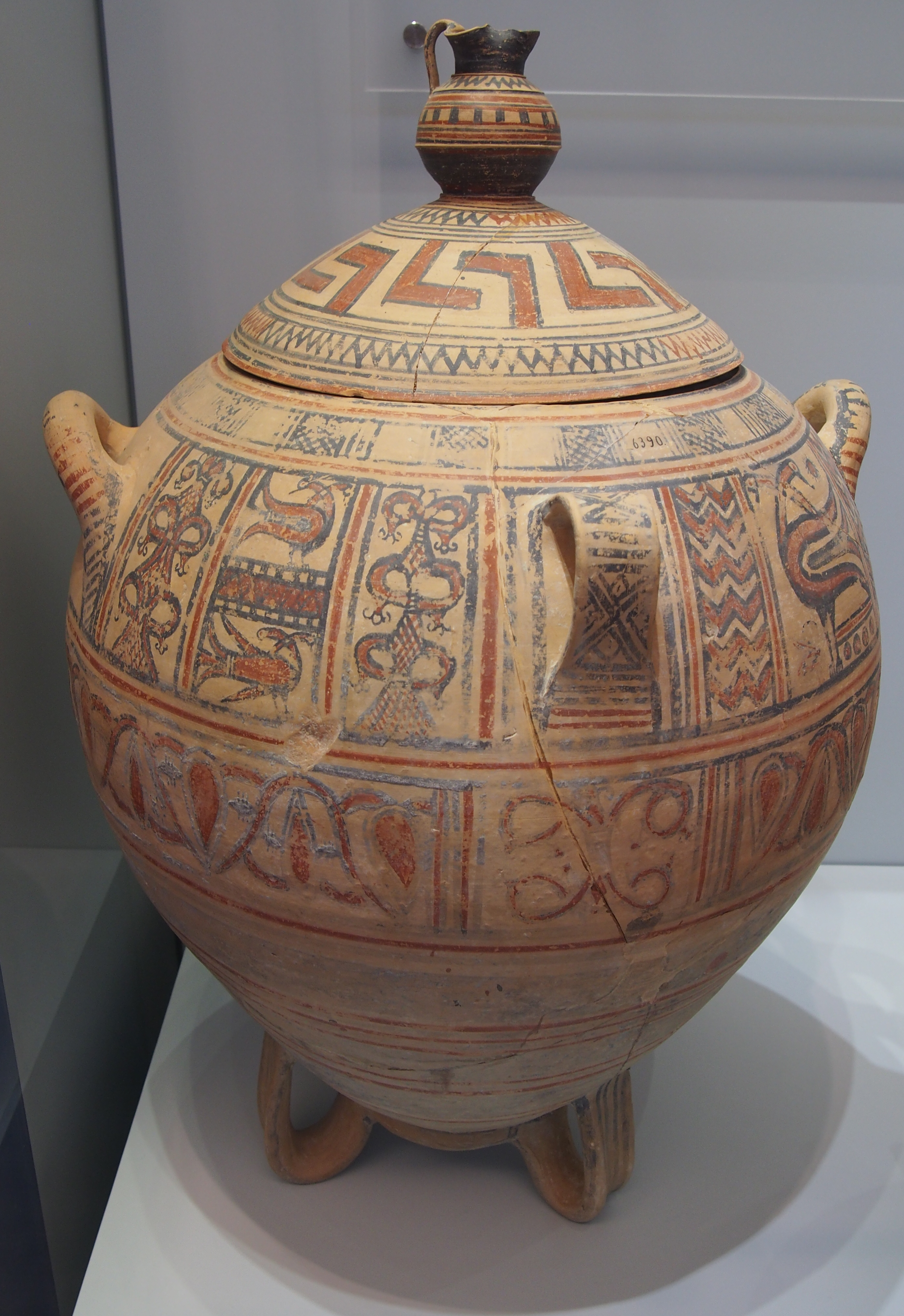
Pithos funéraire polychrome, Cnossos, première moitié du VIIe siècle av. J.-C. Musée archéologique d'Héraklion.
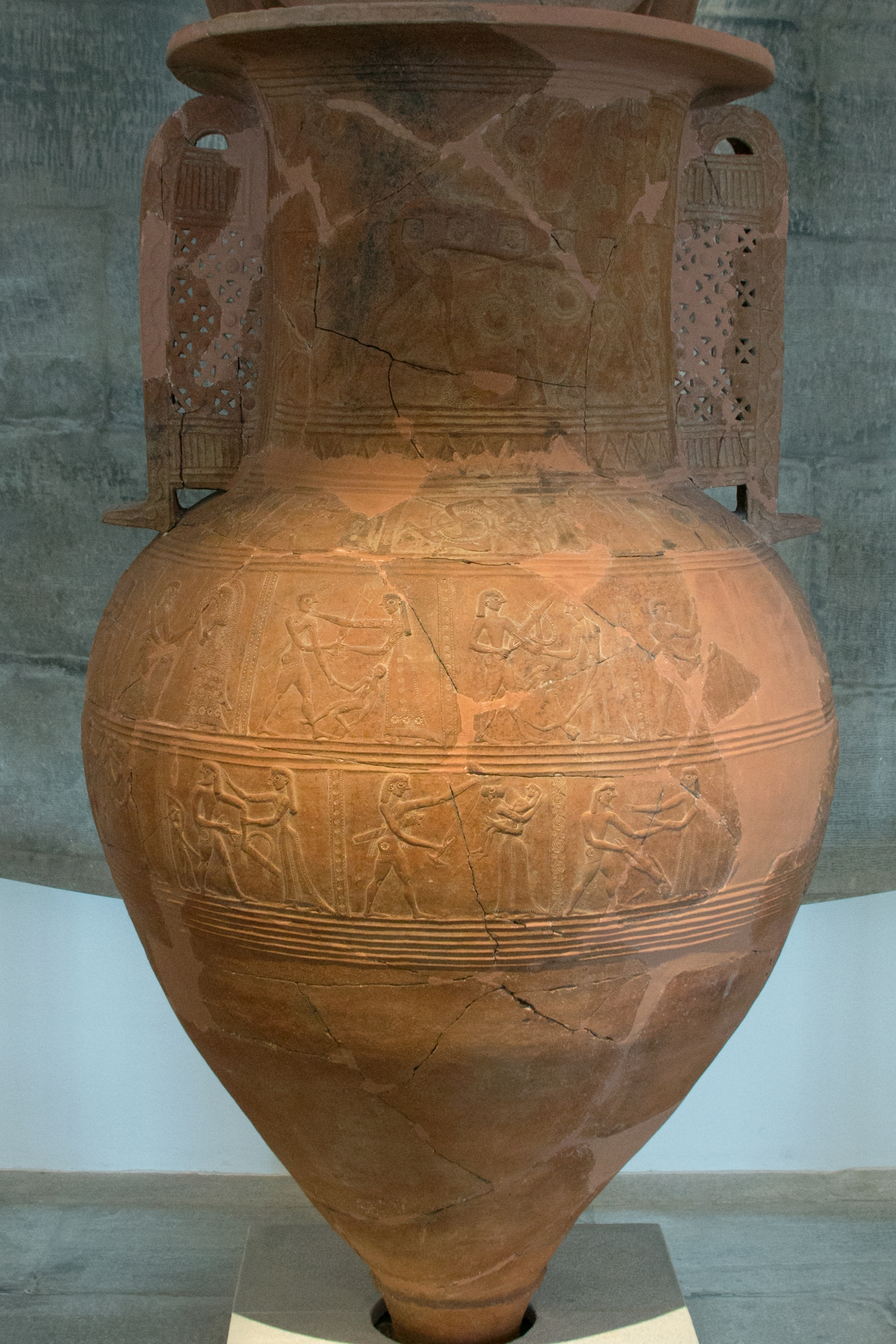
Pithos de Mykonos à décor imprimé, représentant la prise de Troie, v. 670 av. J.-C., musée archéologique de Mykonos.

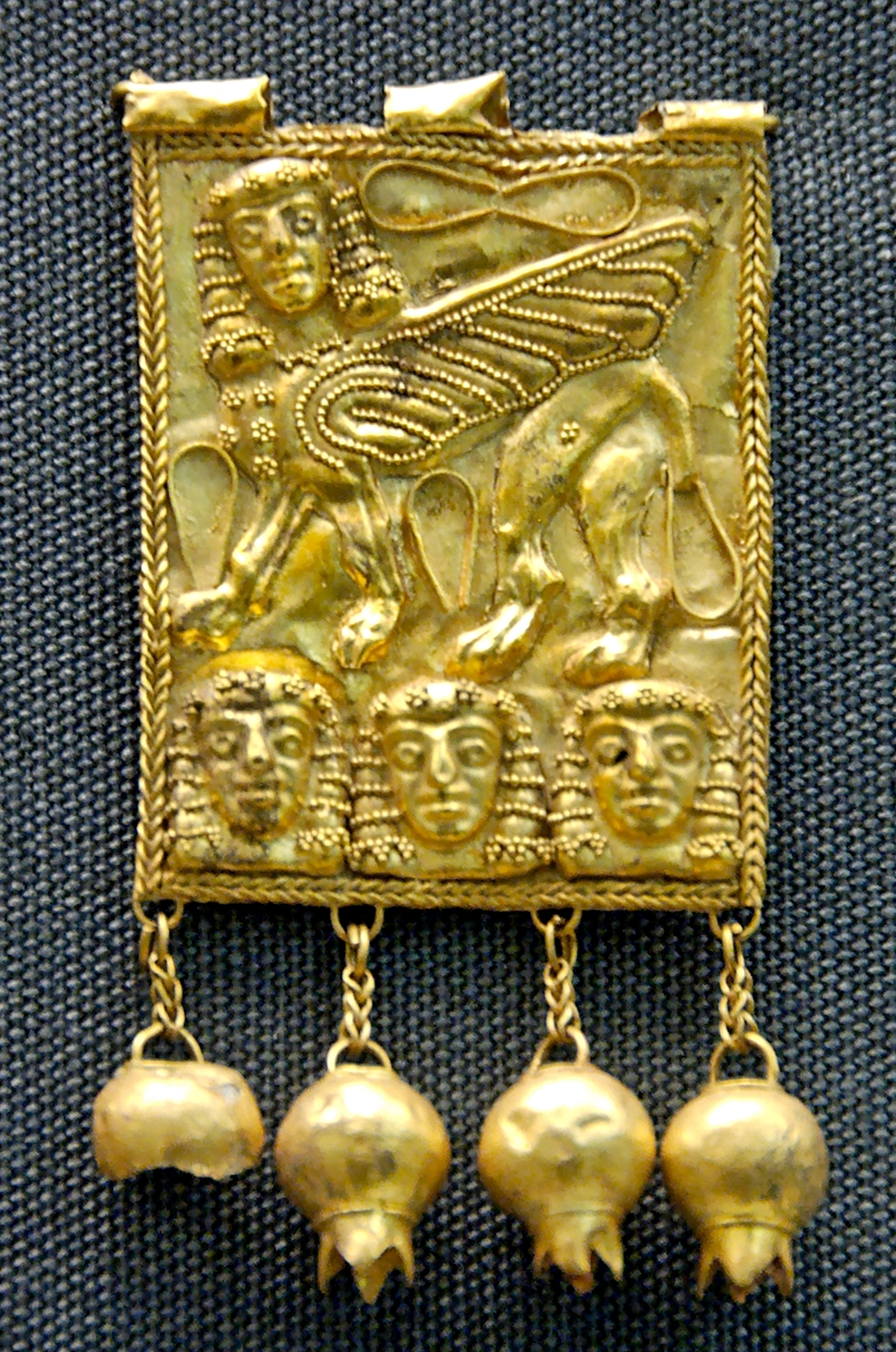
Plaque en or représentant un sphinx et des têtes féminines. Seconde moitié du VIe siècle av. J.-C. British Museum.
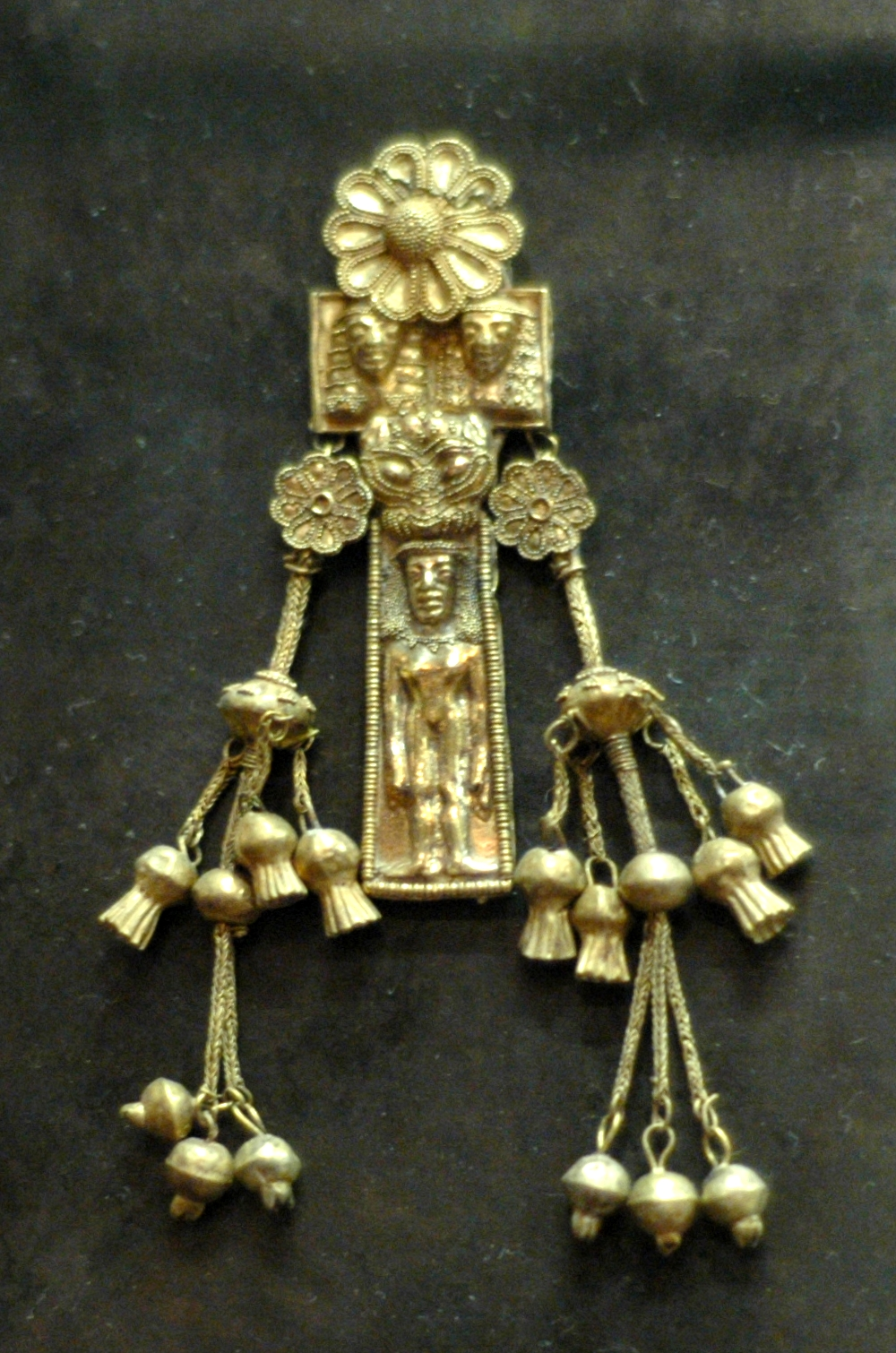
Pendentif représentant une femme nue, électrum, v. 630-620 av. J.-C. Nécropole de Camiros, Rhodes. Musée du Louvre.
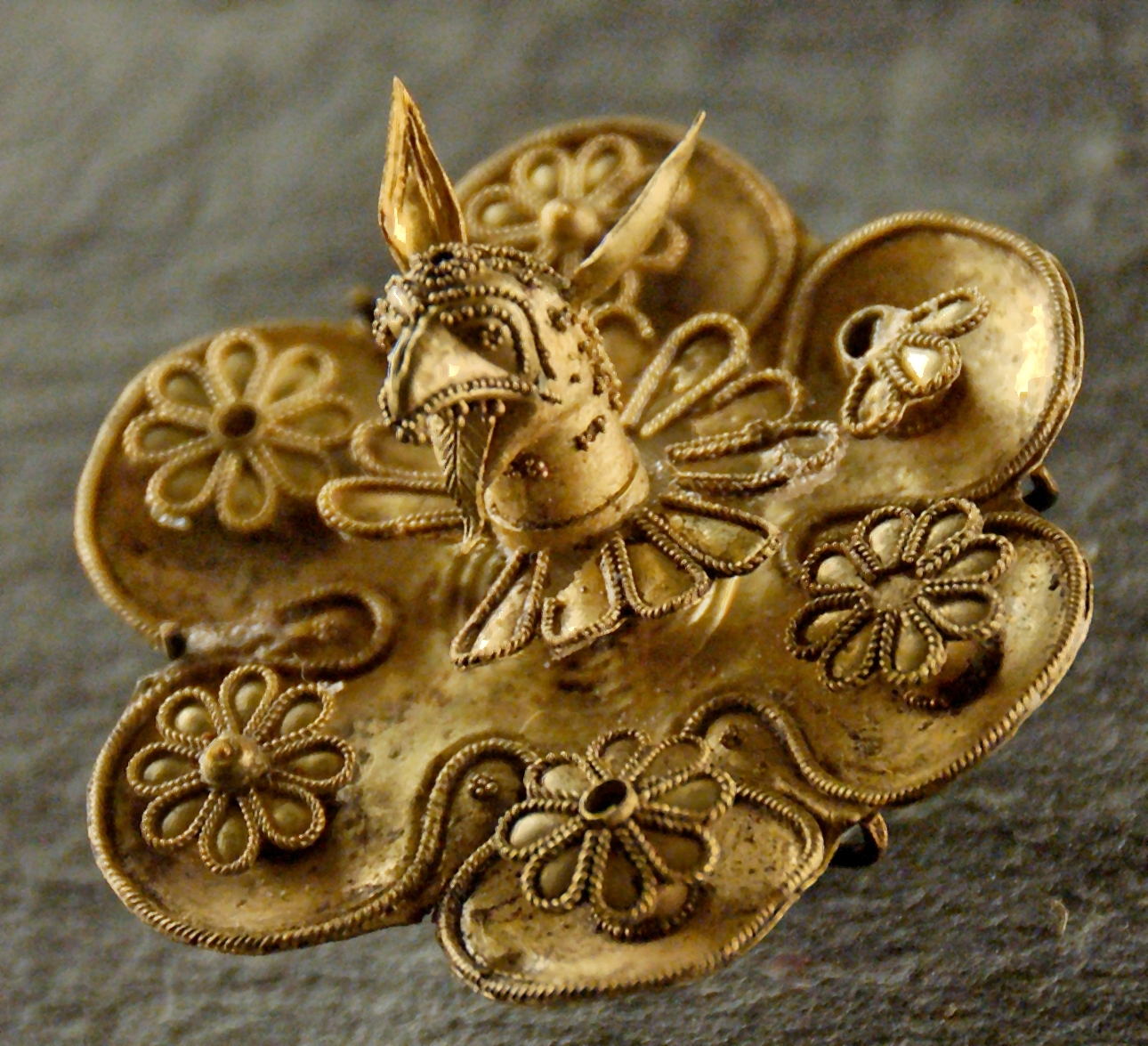
Broche au protomé de griffon, électrum, v. 625-600 av. J.-C. Nécropole de Camiros, Rhodes. Musée du Louvre.

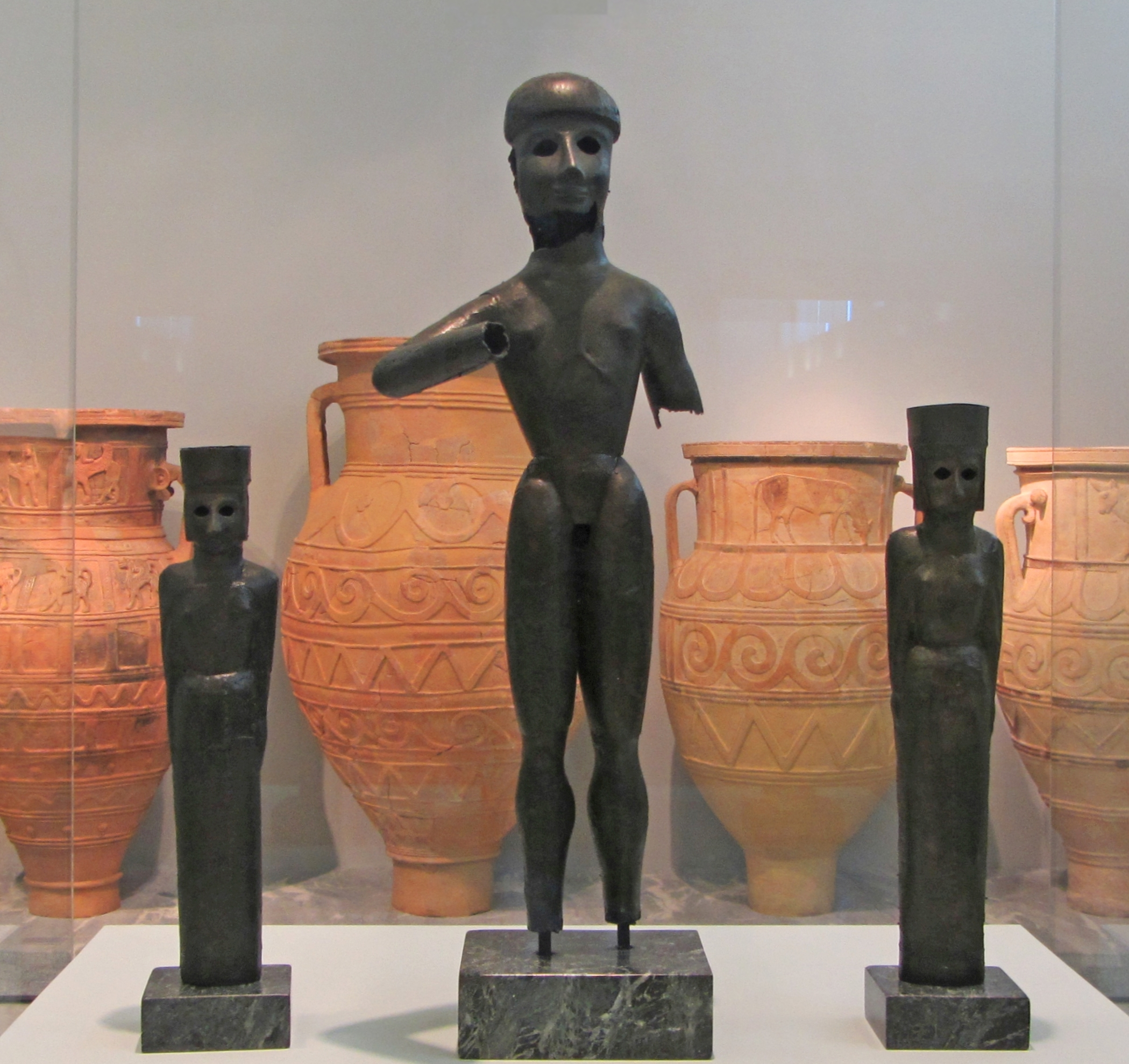
« Triade de Dréros », statuettes de culte en bronze mises au jour dans le temple d'Apollon de Dréros (Crète). Vers 700, Musée archéologique d'Héraklion.
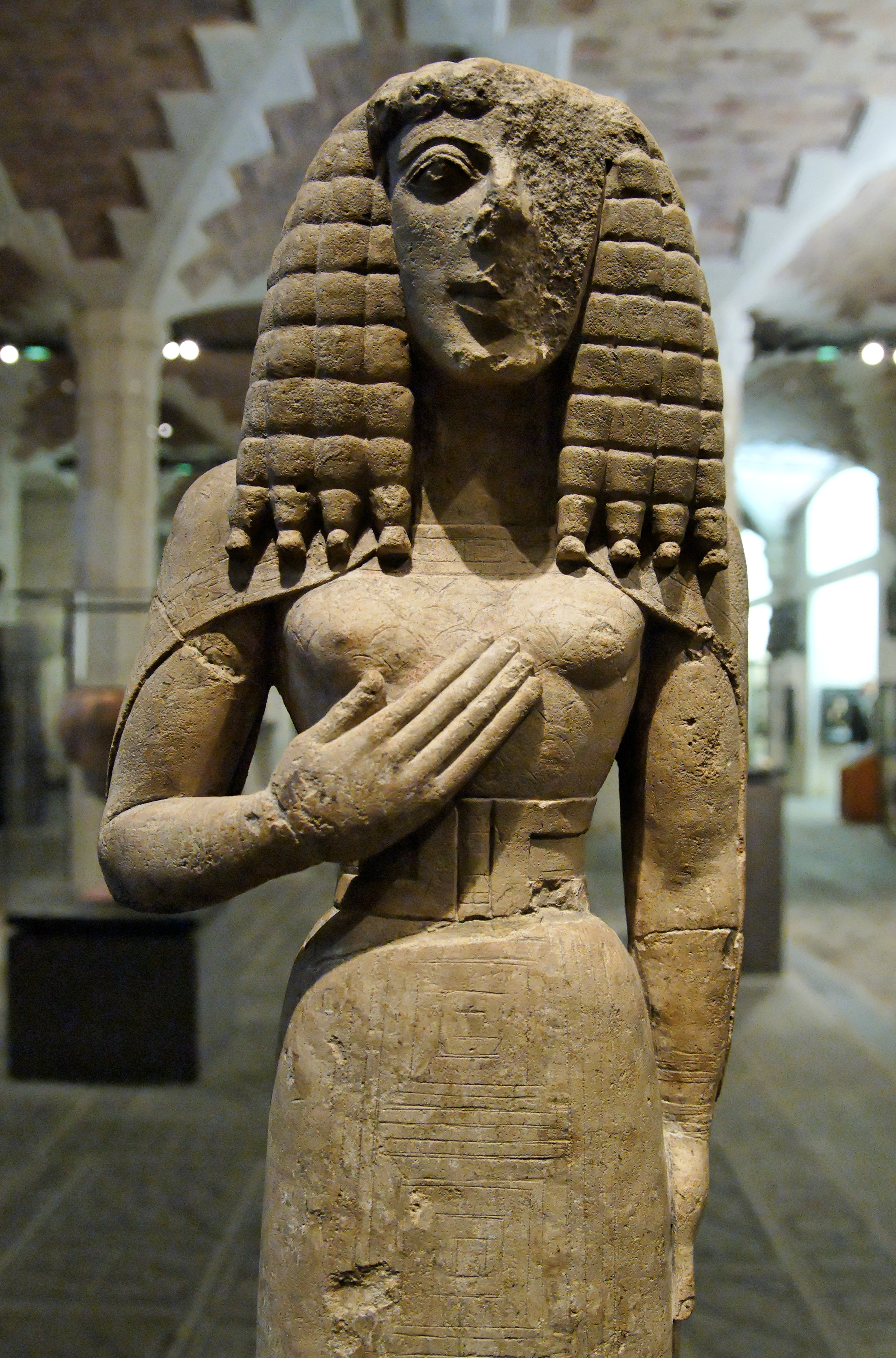
La « Dame d'Auxerre », Crète, style dédalique v. 640-630 av. J.-C. Musée du Louvre.
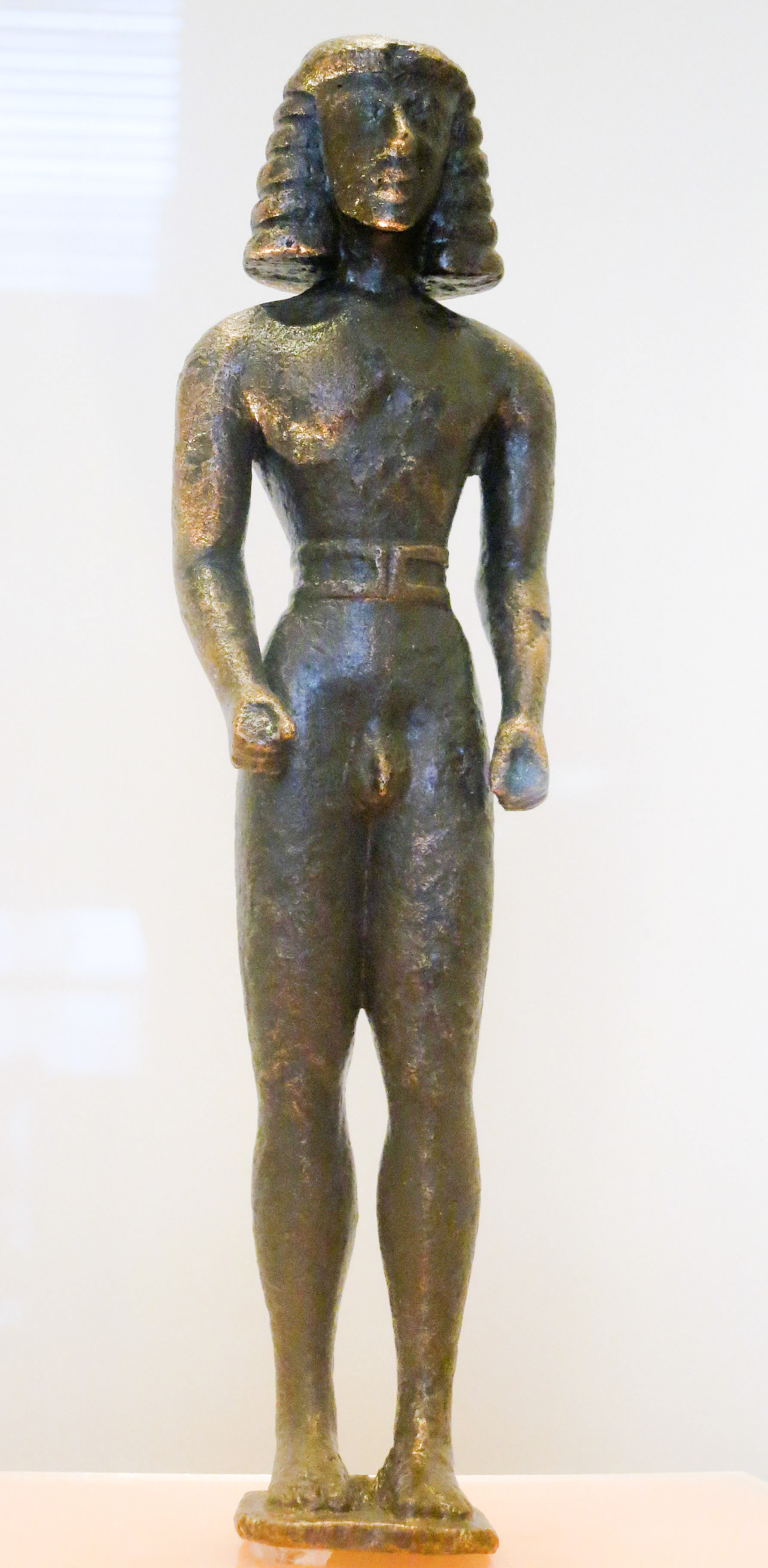
Statuette d'un kouros dédalique. Crète (?), v. 625-600. Musée archéologique de Delphes.
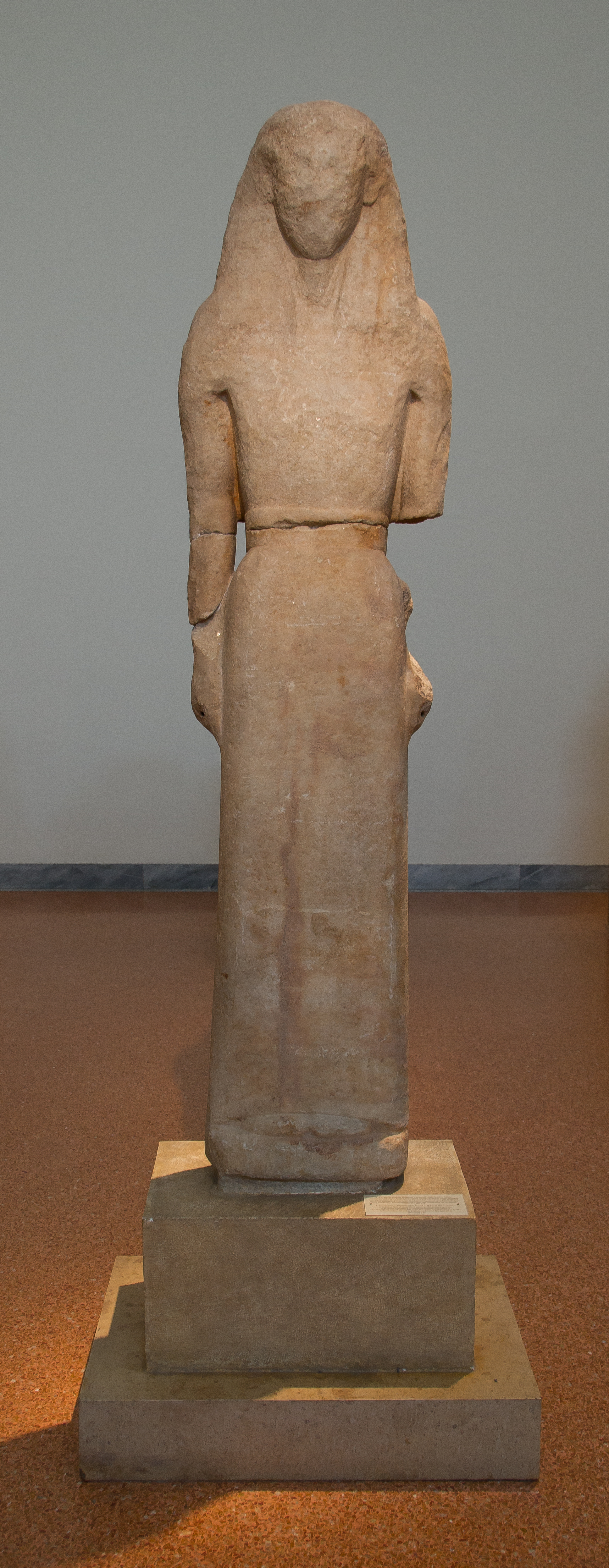
« Artémis de Nicandre », statue dédiée à Artémis par Nicandre à Délos, v. 650-625. Musée national archéologique d'Athènes.
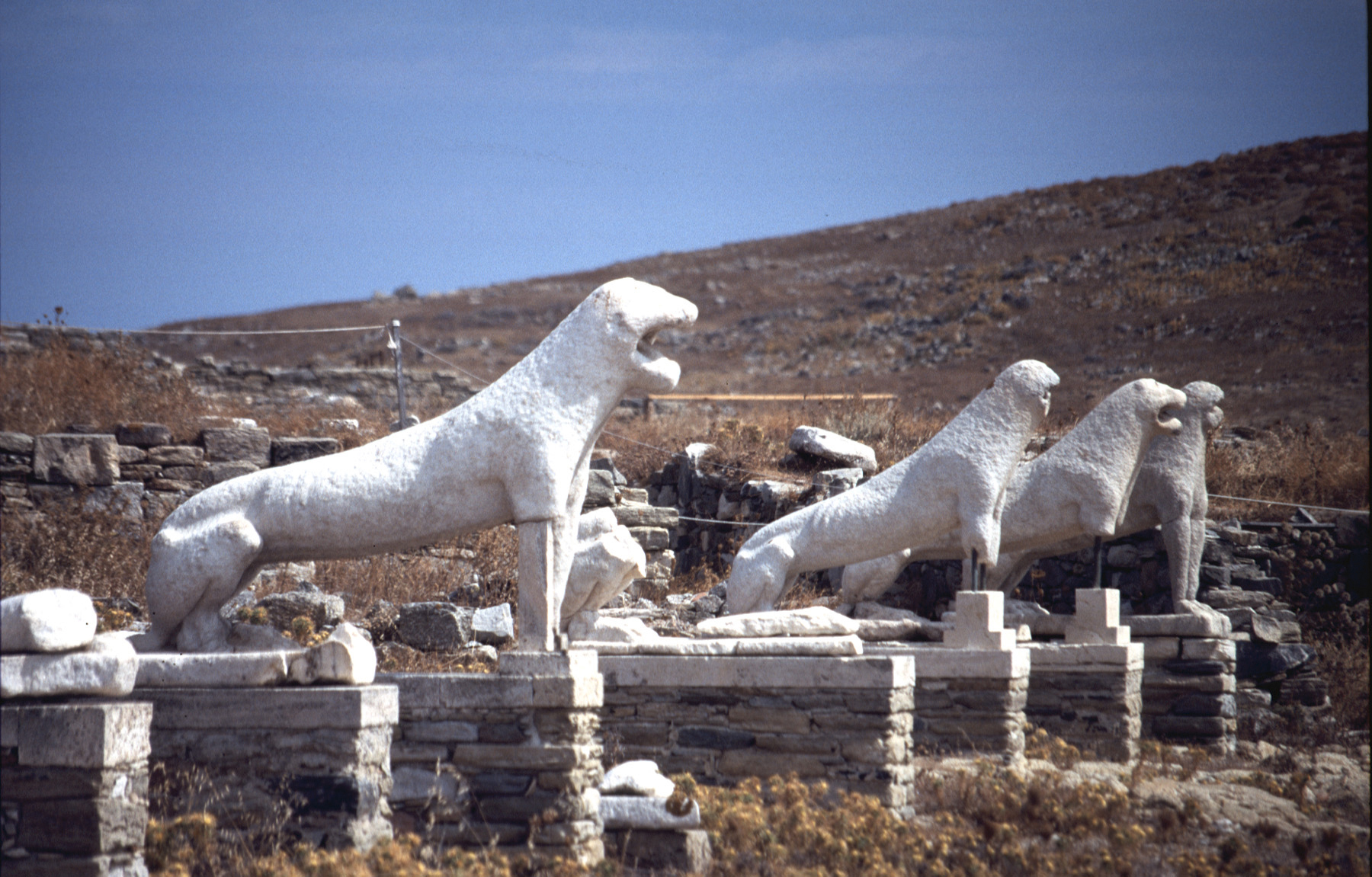
Terrasse des lions de Délos, v. 600 av. J.-C.

#### L'art duVIesiècle
Autour de 600 les motifs orientaux ont été assimilés et réinterprétés, de nouvelles voies ont été ouvertes dans l'art, notamment celui de la sculpture, des types se sont imposés, et s'ouvre une période qui peut être vue comme une phase de « maturité » des arts archaïques, qui s'exprime de manière très diverses selon les régions, et surtout dans le cadre de la cité. Le développement des sanctuaires monumentaux est un élément marquant du VIe siècle, et les artistes sont mobilisés pour réaliser les décors architecturaux, à commencer par les différents éléments caractérisant les ordres dorique et ionien. Les frontons et les frises des édifices religieux s'ornent de sculptures peintes de couleurs vives (bleu et rouge surtout), représentant des motifs ornementaux et des scènes mythologiques ; les décors du temple C de Sélinonte, du trésor de Siphnos à Delphes et du temple d'Aphaïa à Égine sont les mieux conservés de la période. Les aspects politiques de l'art sont ici très évidents, ces œuvres ornant des édifices qui ont pour but d'être la « vitrine » de la cité qui les commandite, à l'intérieur comme à l'extérieur,.

Sculpture architecturale de l'époque archaïque
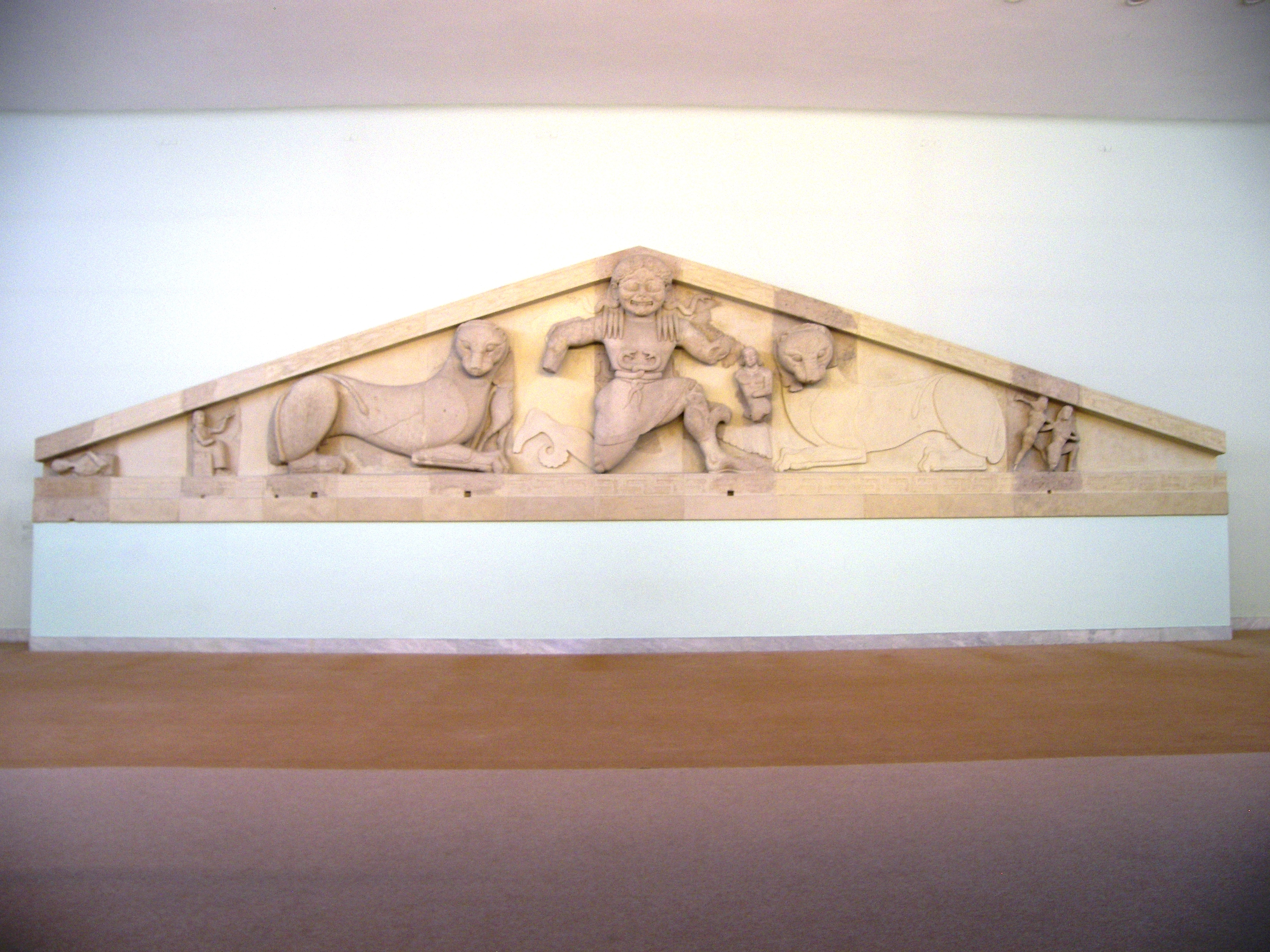
Fronton du temple d'Artémis à Corfou, centré sur une Gorgone entourée de deux félins, v. 590-580 av. J.-C. Musée archéologique de Corfou.
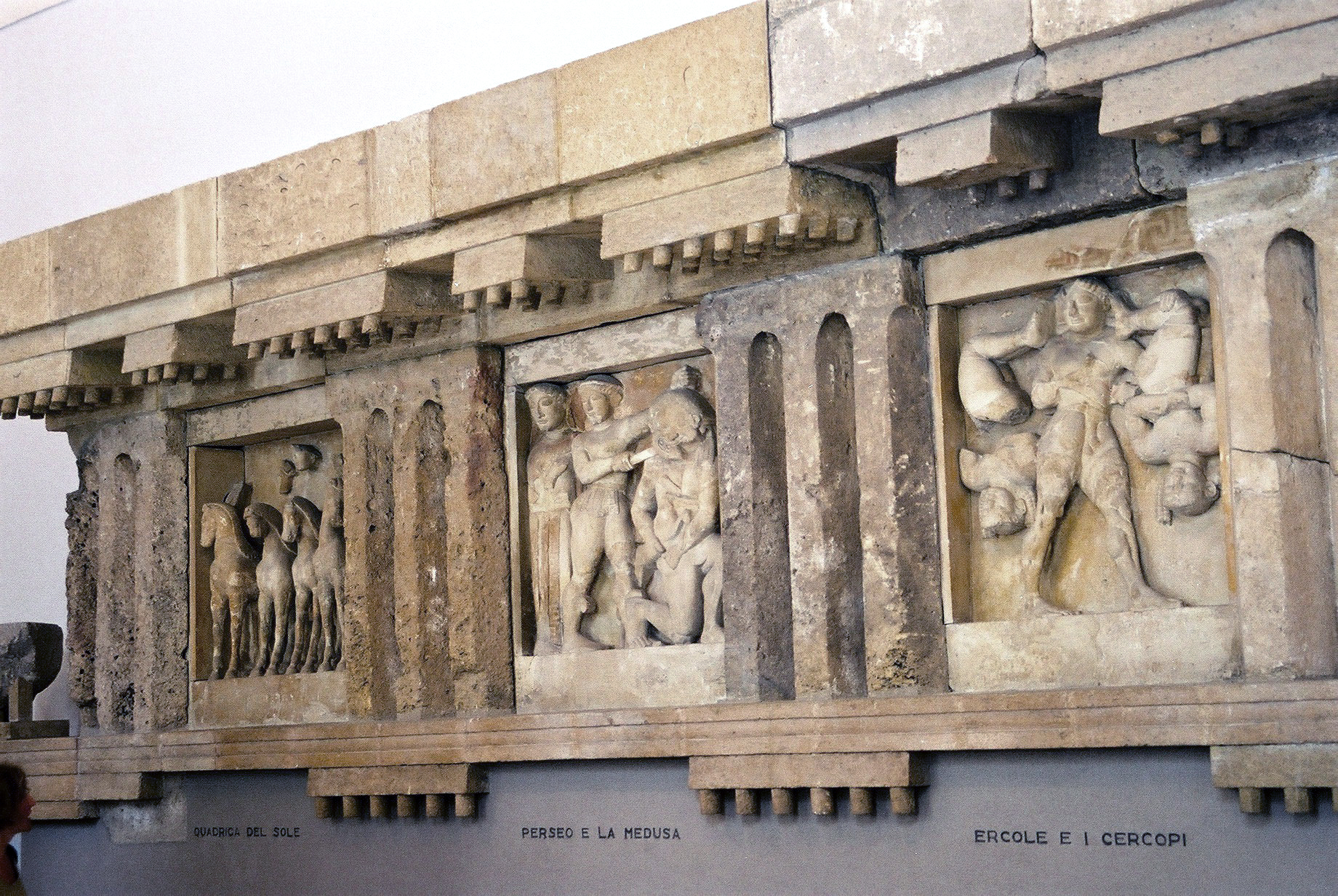
Frise du Temple C de Sélinonte, v. 580 av. J.-C. Musée archéologique régional Antonino-Salinas de Palerme.
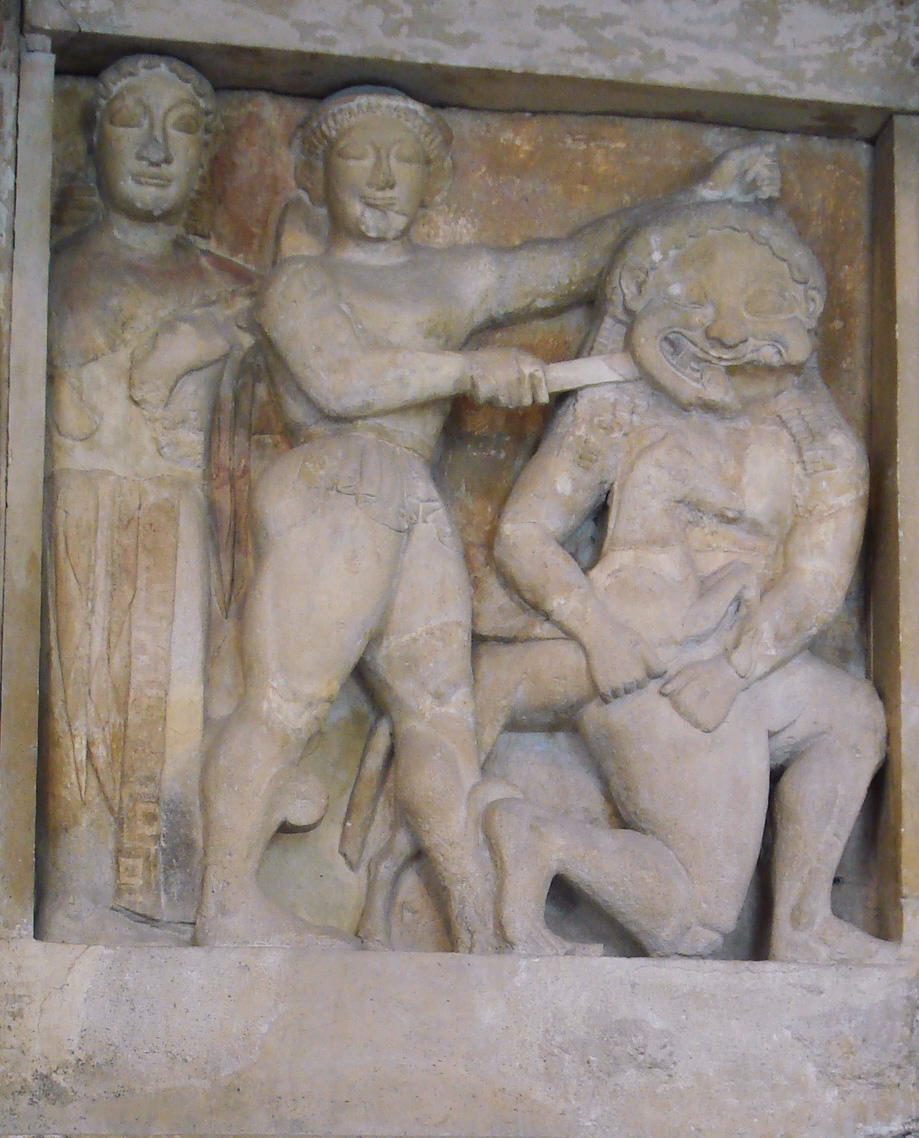
Détail d'un des métopes du précédent : Persée décapitant la Gorgone.
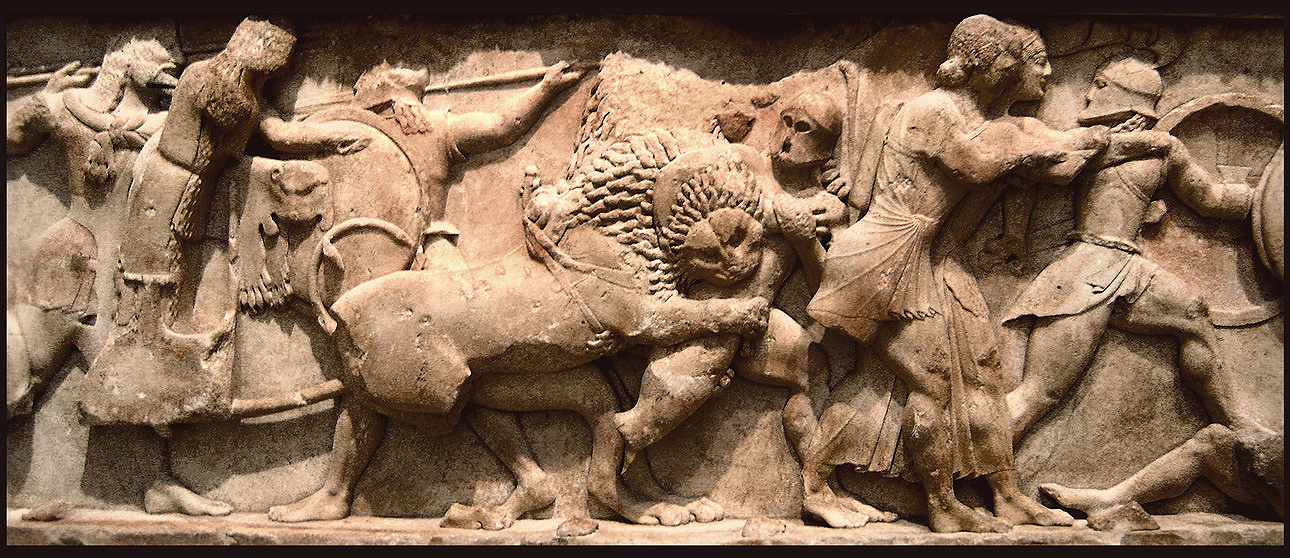
Frise du trésor de Siphnos représentant une gigantomachie, Delphes, v. 525 av. J.-C. Musée archéologique de Delphes.
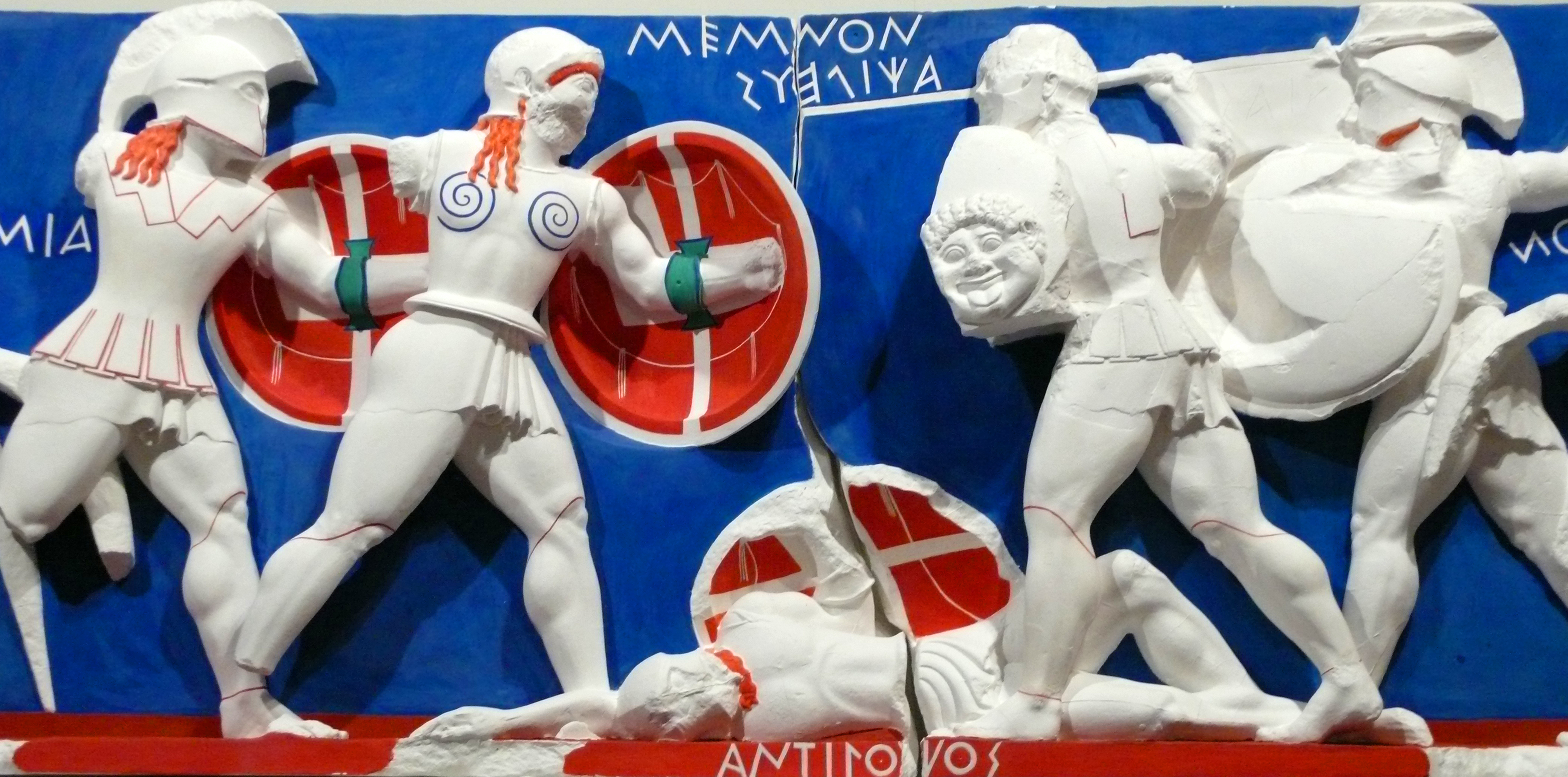
Restitution colorée d'une section de la frise du trésor de Siphnos, représentant Achille et Memnon. Exposition « Dieux en couleur ».
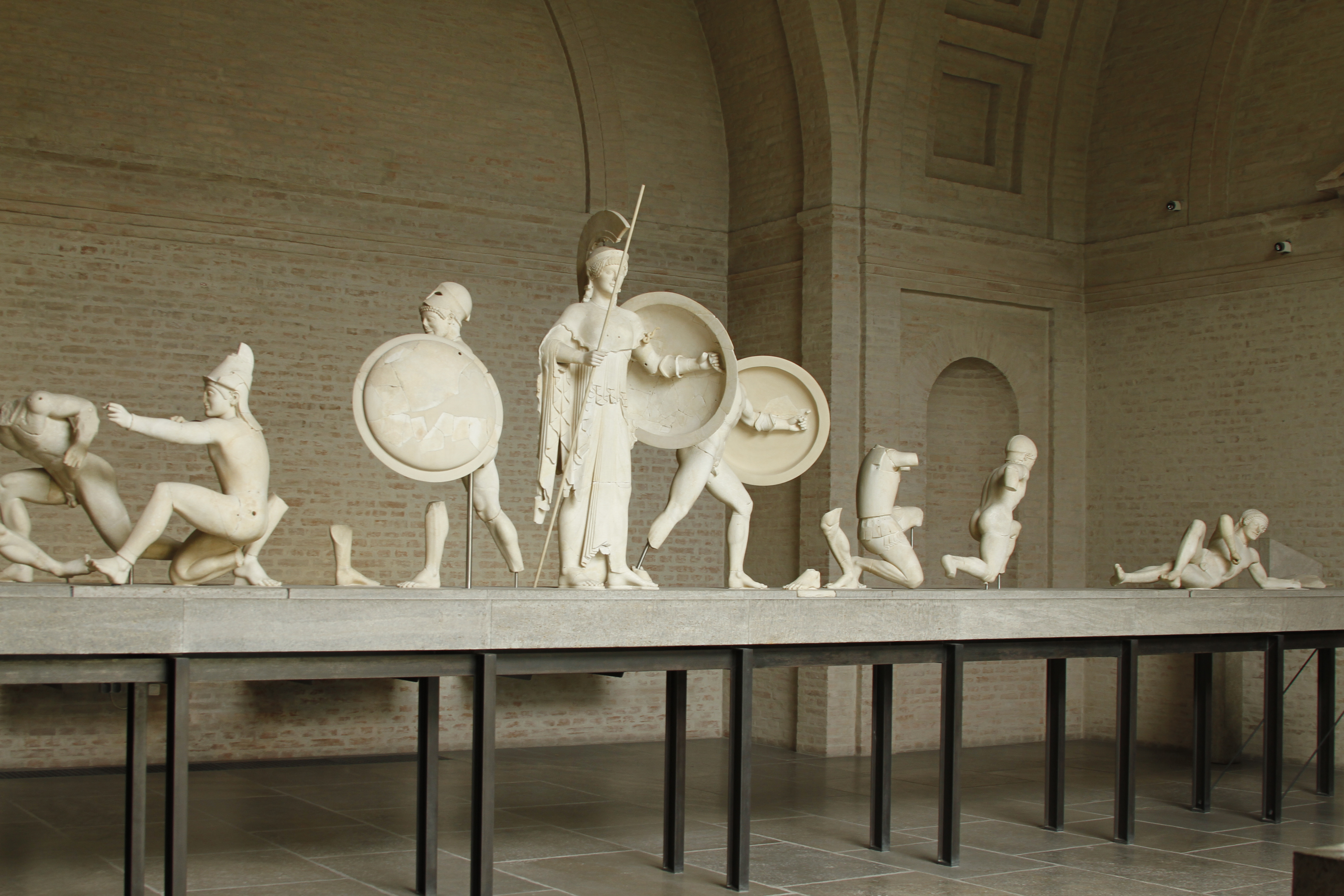
Statues du décor du fronton ouest du temple d'Aphaïa à Égine, début Ve siècle av. J.-C. Glyptothèque de Munich.
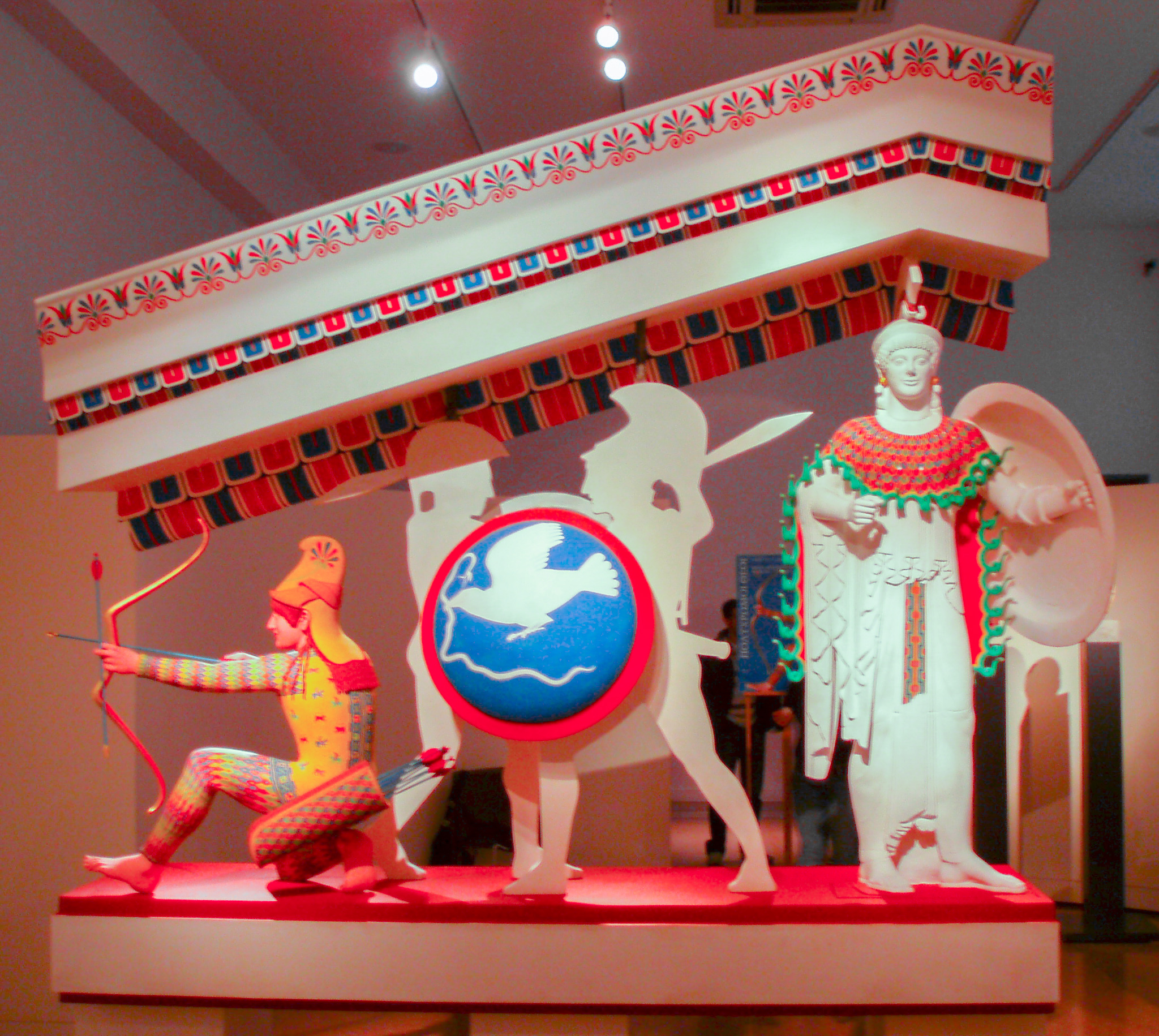
Restitution colorée du fronton ouest du temple d'Aphaïa à Égine. Exposition « Dieux en couleur ».

Dans la sculpture, le kouros et la korè sont les types les plus répandus, mais les animaux réels ou imaginaires sont toujours représentés. Se développe alors une volonté de rendu de plus en plus réaliste du corps humain. Ces réalisations sont pour la plupart destinées à être offertes aux divinités dans leurs sanctuaires en remerciement de bienfaits, mais aussi pour marquer l'emplacement d'une tombe. La sculpture sur pierre est la mieux connue, le métal est aussi employé, mais peu d’œuvres ont été préservées. Ici on ne se soucie pas de narrer quelque chose, on représente un type idéal d'homme et de femme, sans chercher à faire un portrait individuel et réaliste, ces œuvres véhiculent aussi un message moral, car suivant l'idéal aristocratique de l'époque, la beauté est le reflet de la vertu. La sculpture funéraire est aussi caractérisée par la production de stèles funéraires,,. Le fait pour une personne de l'élite d'être en mesure de commanditer une sculpture à un artiste renommé semble être un moyen de renforcer son prestige. Les sculpteurs signent d'ailleurs de plus en plus leurs œuvres au VIe siècle, ils exercent leur métier de façon itinérante, ce qui explique que les sculptures d'Athènes — un important « marché de l'art » — de la période soient aussi réalisées par des Cycladiens et des Ioniens.

Statuaire du VIe siècle
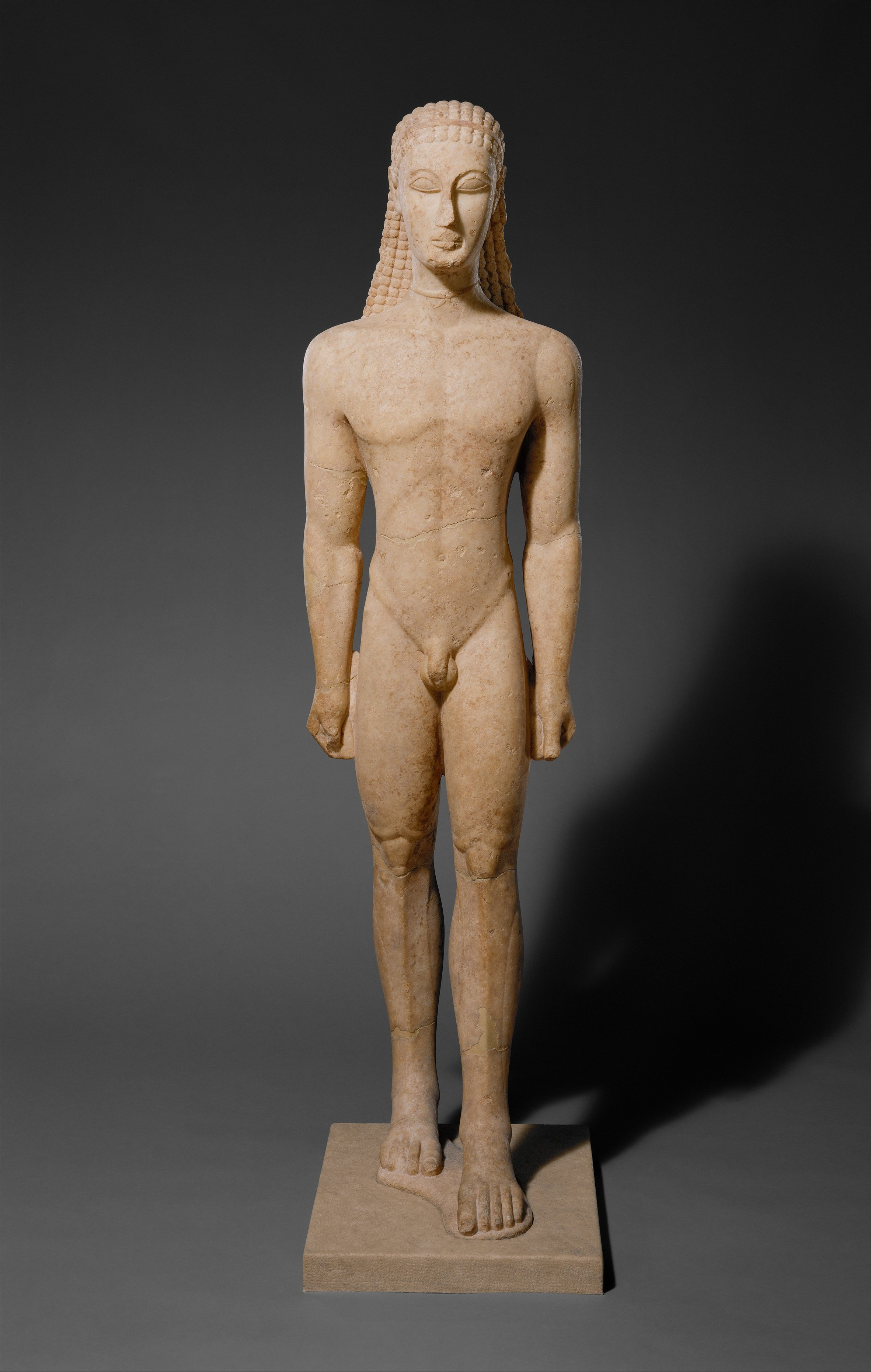
« Kouros de New York », v. 590-580. Metropolitan Museum of Art.
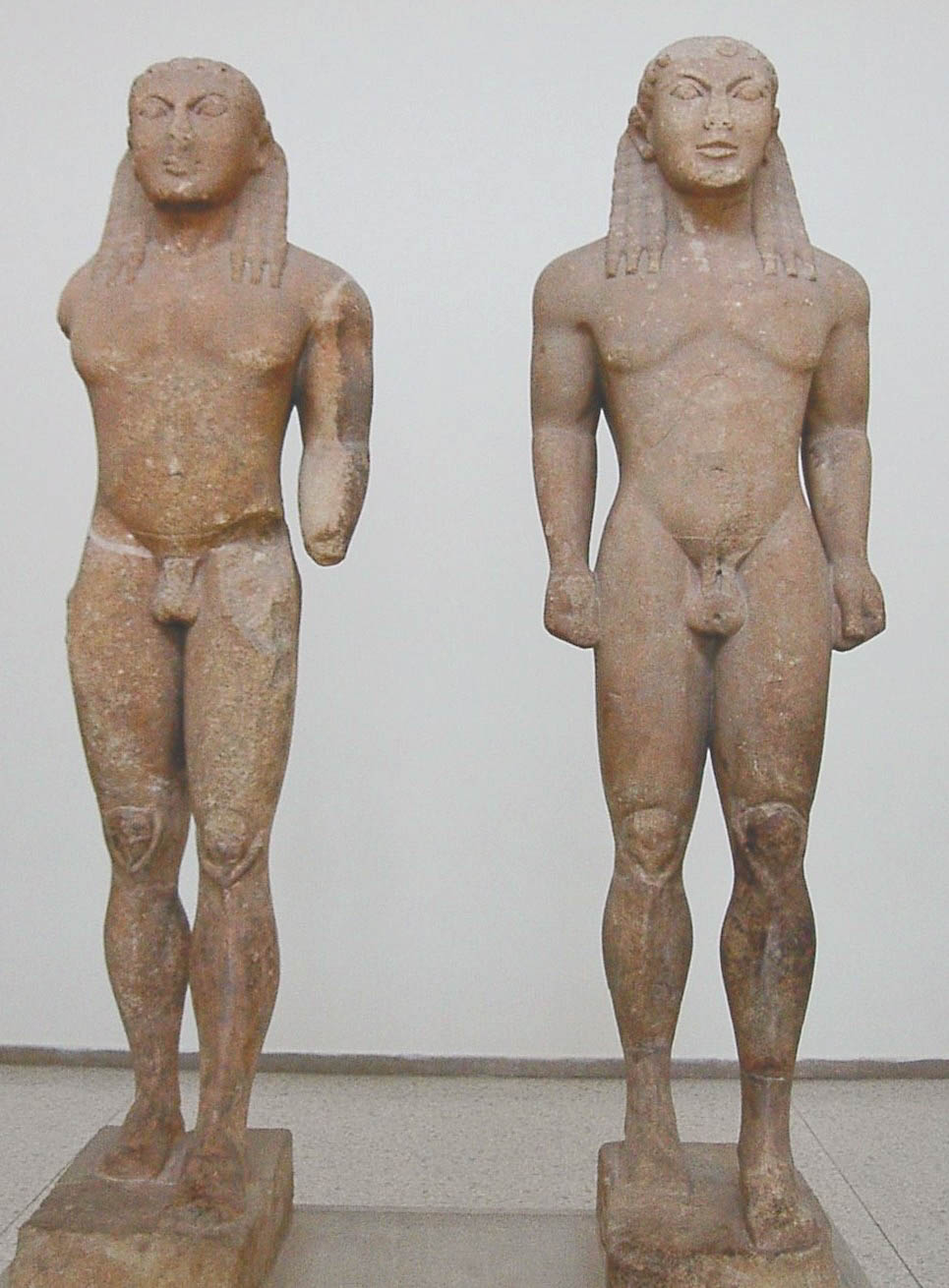
Cléobis et Biton. Vers 580 av. J.-C. Musée archéologique de Delphes.
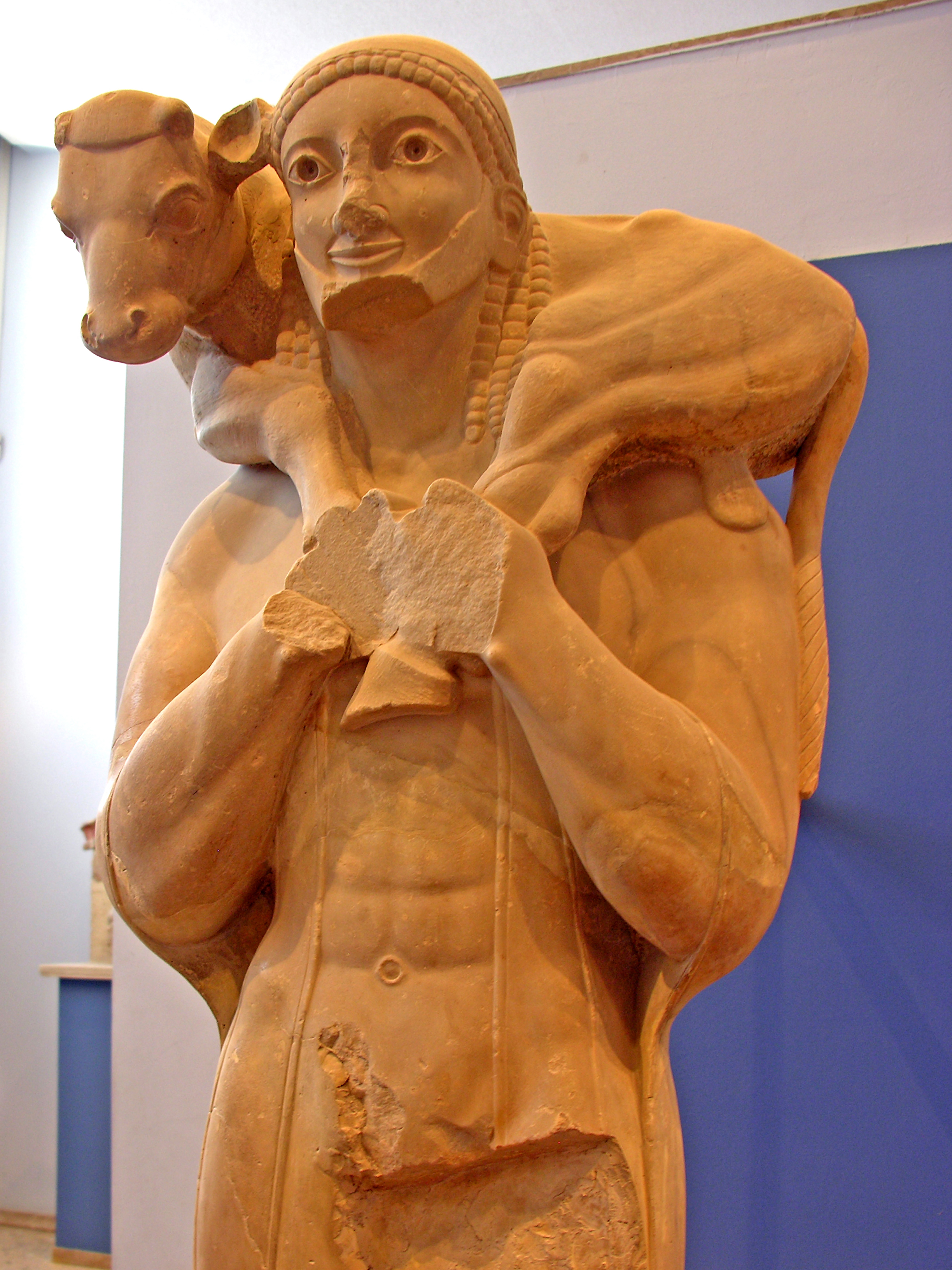
Le Moschophore (« porteur d'agneau »), statue datée de v. 570-550 av. J.-C. Musée de l'Acropole d'Athènes.
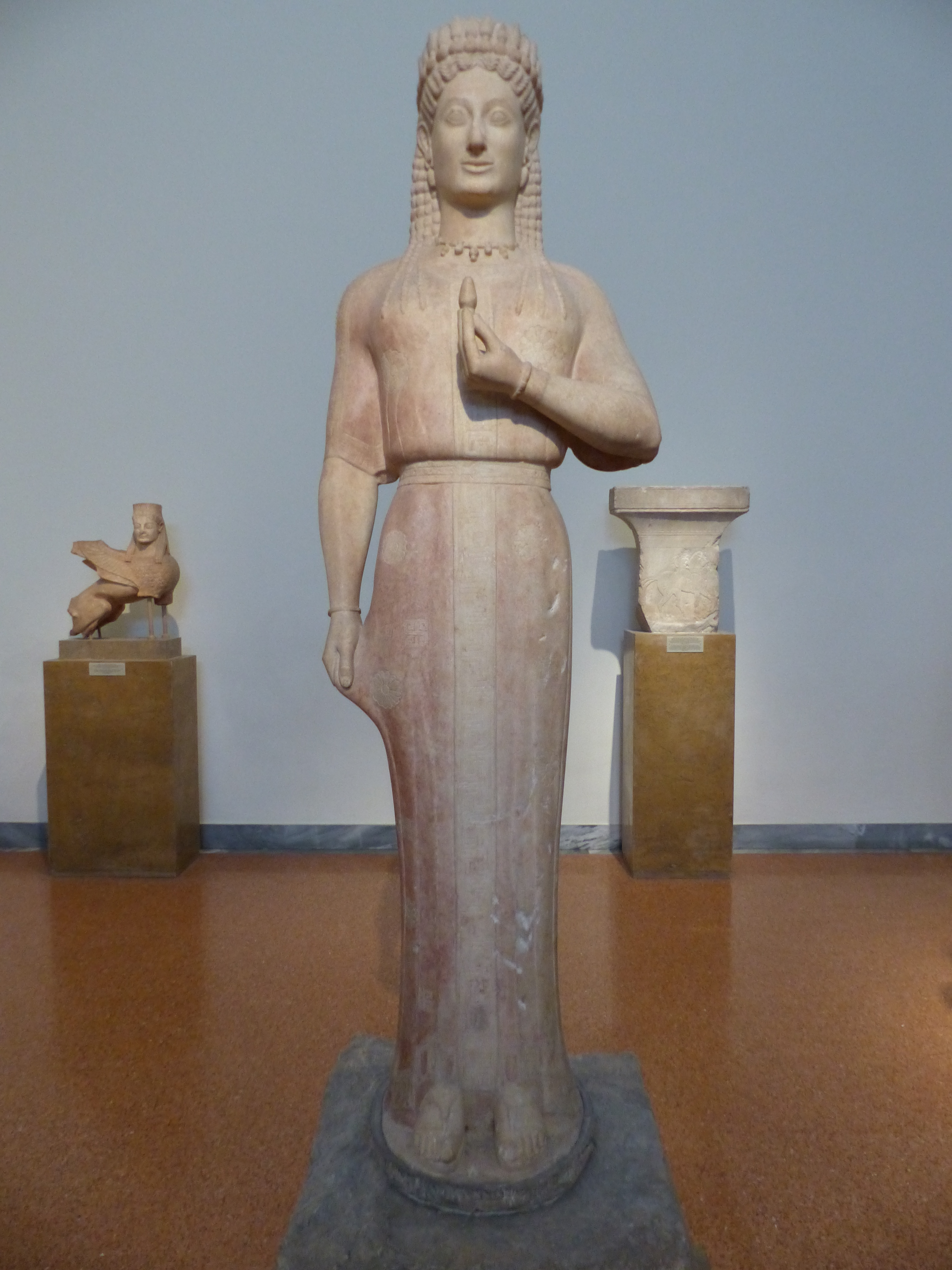
Koré Phrasikleïa, polychrome, v. 550 av. J.-C. Musée national archéologique d'Athènes.
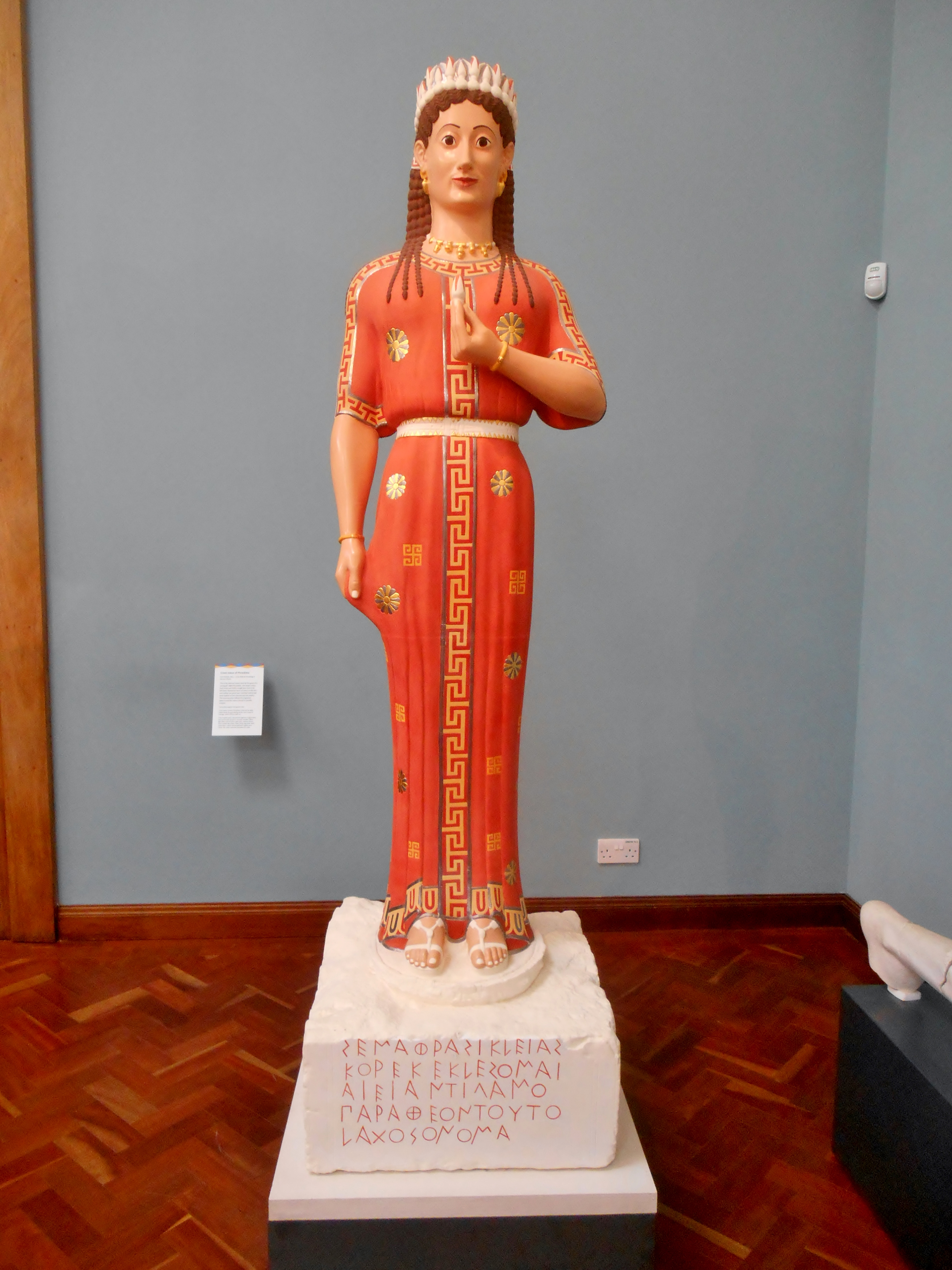
Tentative de restitution du décor polychrome de la précédente. Exposition « Dieux en couleur ».
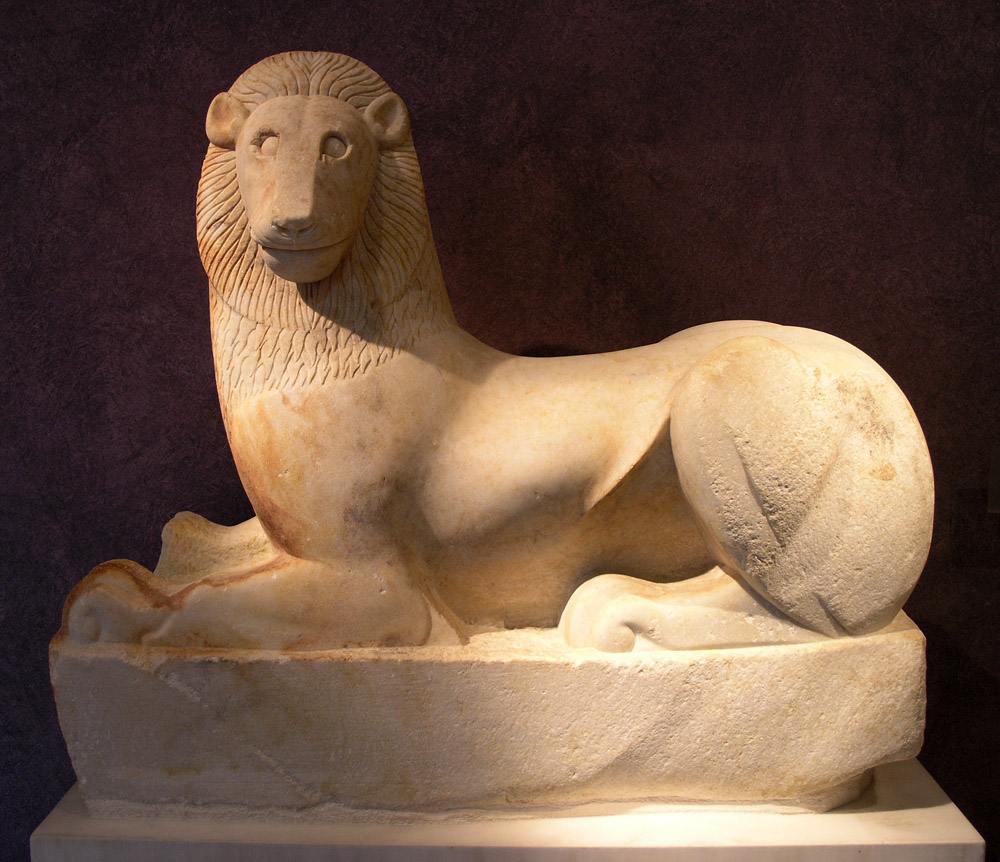
Lion de la Porte Sacrée du Céramique (Athènes), statue funéraire, v. 580-570 av. J.-C. Musée archéologique du Céramique.
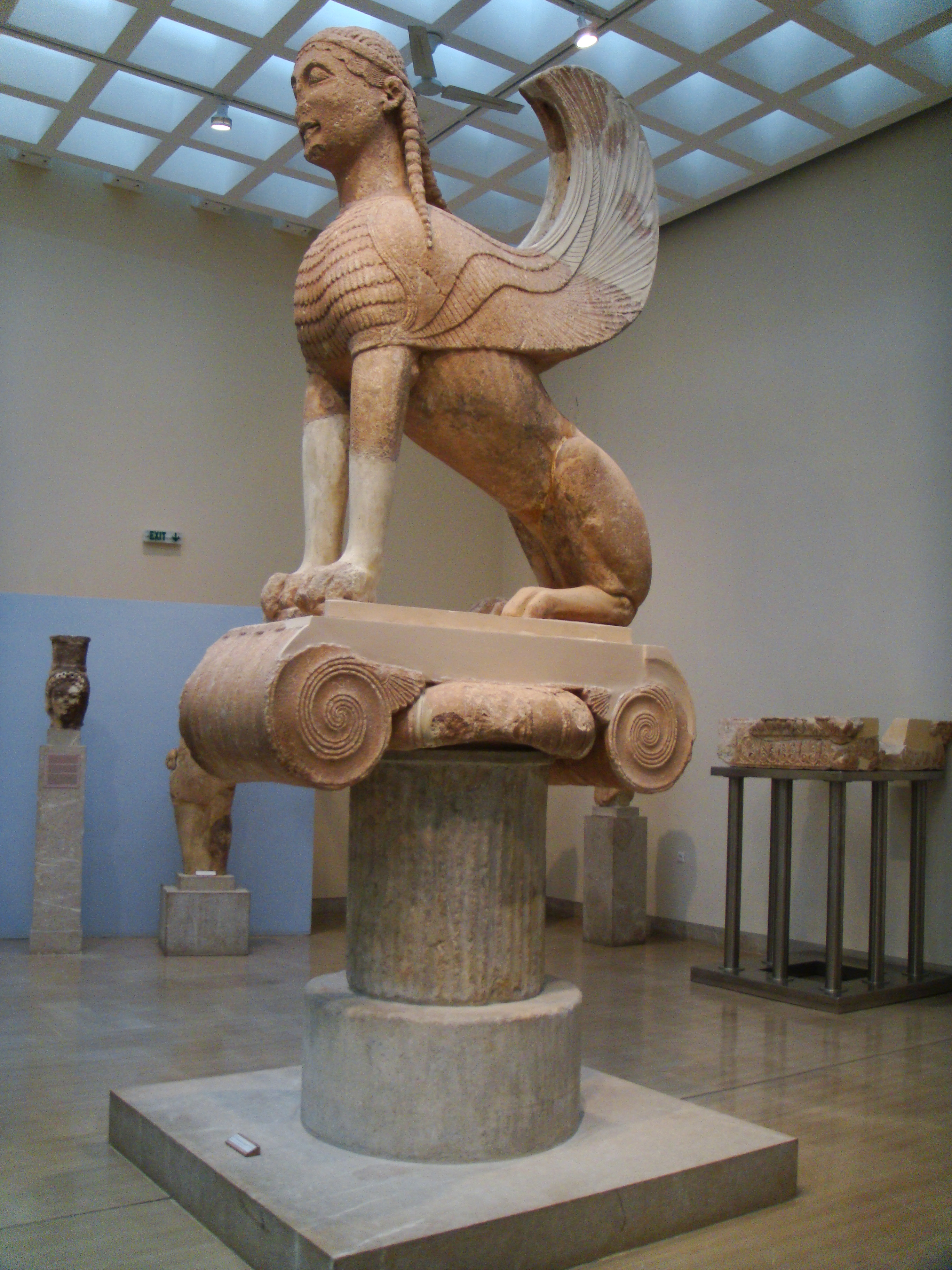
Le Sphinx de Naxos, Delphes, v. 560 av. J.-C. Musée archéologique de Delphes.

Dans l'art de la céramique, le style à figures noires, s'épanouit à Athènes au VIe siècle, à partir de premières expérimentations corinthiennes dès 700. Comme son nom l'indique, ce style est caractérisé par des figures peintes en noir sur de l'argile rouge, avec des incisions rehaussant les contours, avec un goût prononcé pour les scènes mythologiques. La céramique corinthienne devient moins créative qu'au siècle précédent, mais au début du siècle elle se distingue encore, comme avec le petit vase plastique corinthien en forme de buveur du Louvre, un vase-surprise plein d'humour. La production fait montre d'une grande inventivité à Athènes, et le fait que de plus en plus d’œuvres soient signées de leur auteur indique qu'elles sont très valorisées. Parmi les principaux artistes de la période se trouvent Amasis et Exékias, d'autres en revanche restent anonymes comme le peintre d'Andokidès. Les potiers et peintres athéniens dominent outrageusement la production de vases peints durant la première moitié du siècle, exportent beaucoup en Étrurie (parmi les plus illustres exemples, le « vase François »), une partie de leur production étant probablement adaptée aux goûts d'une clientèle extérieure. D'autres régions du monde grec produisent et exportent des céramiques à figures noires : alors que l'artisanat corinthien a décliné, la Grèce orientale poursuit des traditions orientalisantes (style « Fikellura », probablement originaire de Milet), la Laconie devient un foyer dynamique à partir de la fin du VIIe siècle et durant le siècle suivant, les cités d'Italie du sud dans la seconde moitié du VIe siècle (céramique « chalcidienne ») inspirée des styles athéniens,, ; de son côté la Crète du VIe siècle semble afficher une préférence pour les motifs simples, une forme d'austérité qui s'oppose à l’exubérance de sa production antérieure et de celle des autres régions, peut-être en lien avec son apparent refus de la culture du symposion (voir plus bas),.
Vers la fin du siècle des artistes athéniens (Peintre d'Andokidès, Euphronios) commencent à inverser l'organisation chromatique des décors à figures noires : ils peignent le fond en noir, et laissent les figures à la couleur de l'argile, ce qui permet notamment un meilleur rendu de l'anatomie humaine, inaugurant la phase des céramiques à figures rouges qui domine la production attique du Ve siècle.
- Céramiques peintes du VIe siècle av. J.-C.

Céramiques peintes du
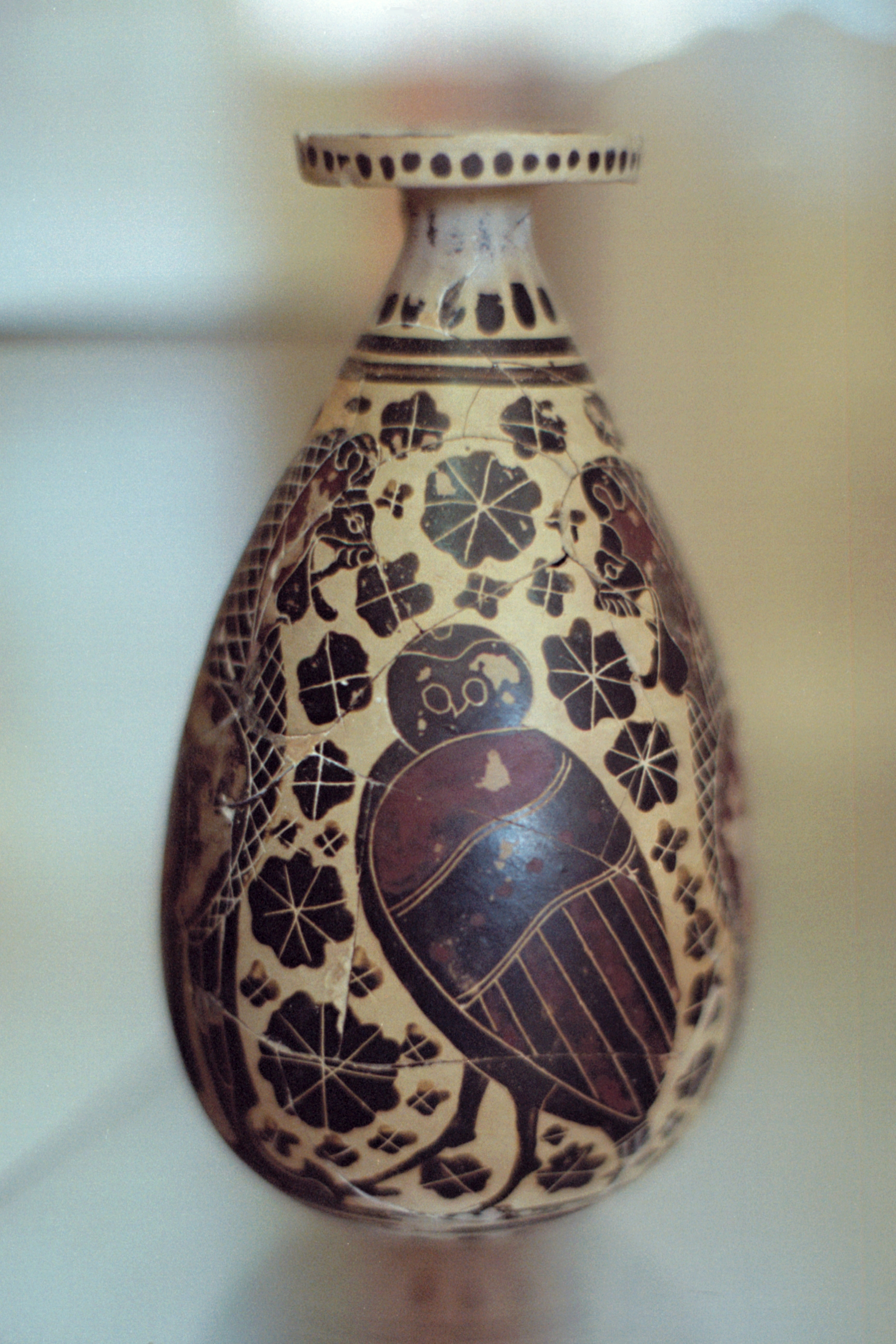
Alabastre, corinthien ancien, v. 620-590. Peintre des taches rouges. Musée archéologique de l'ancienne Corinthe.
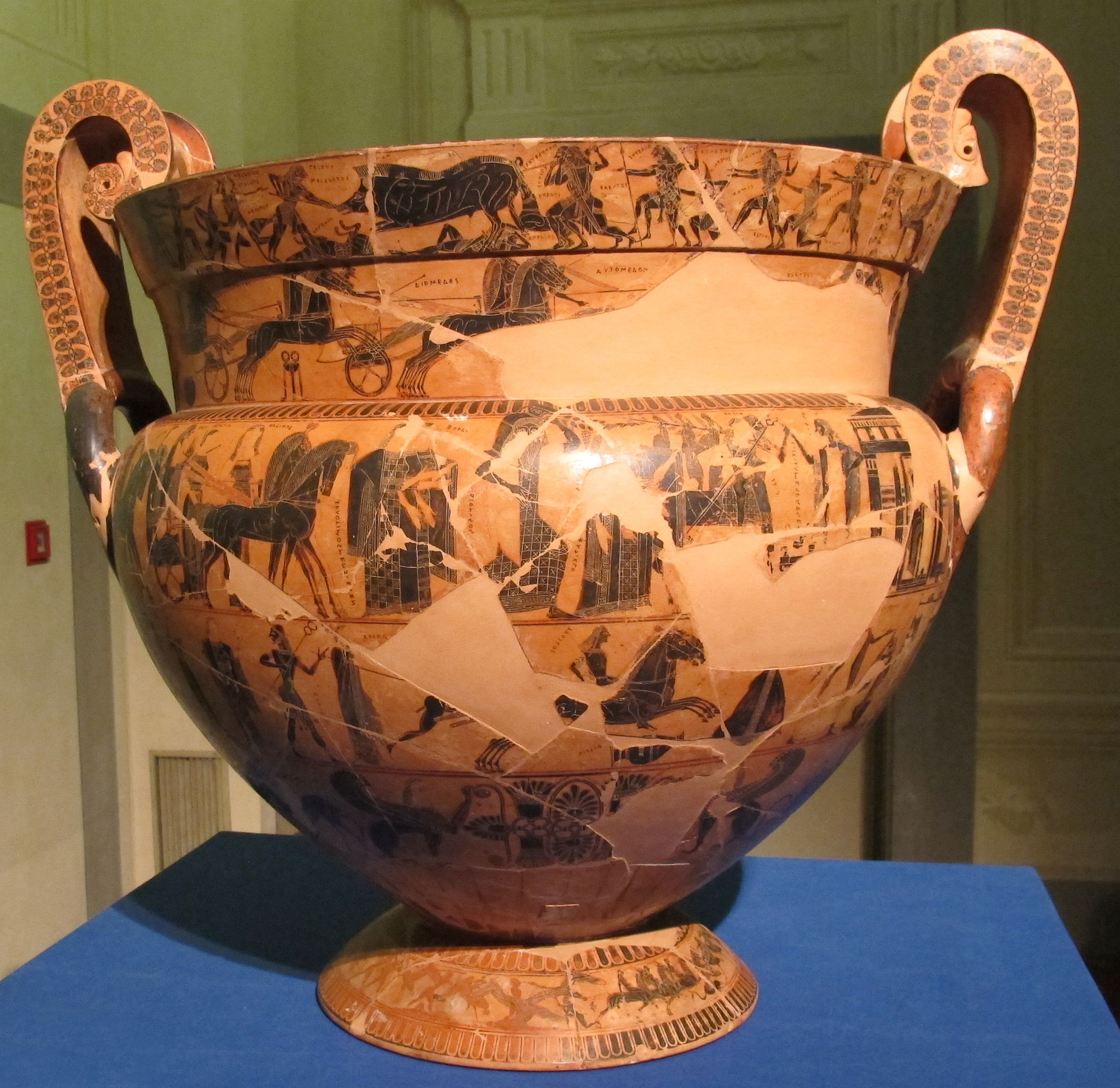
Vase François, cratère à volute attique à figures noires, v. 570, mis au jour à Chiusi. Musée archéologique national de Florence.
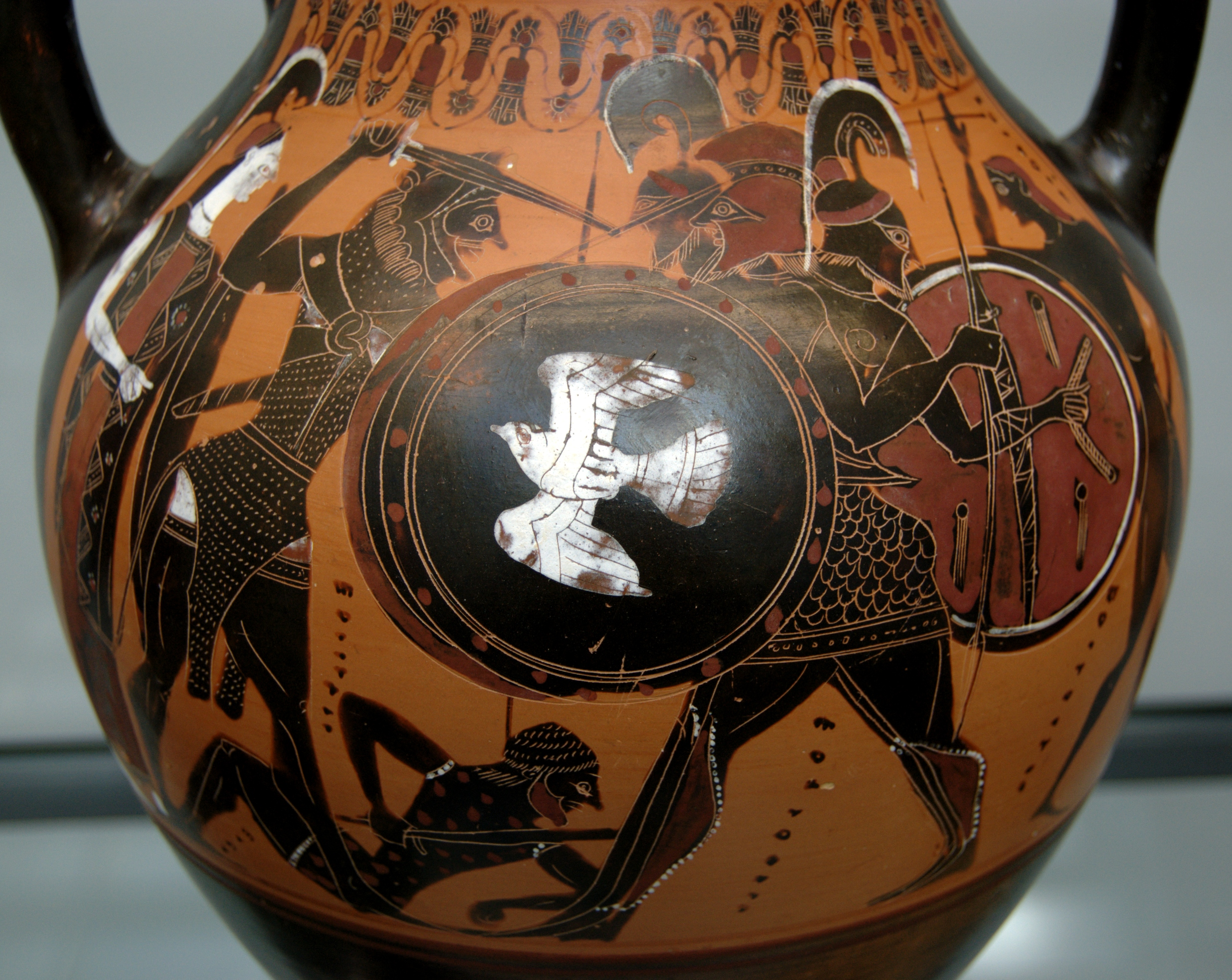
Héraclès et Géryon sur une amphore attique à figures noires, v. 540 av. J. C., Staatliche Antikensammlungen (Munich).
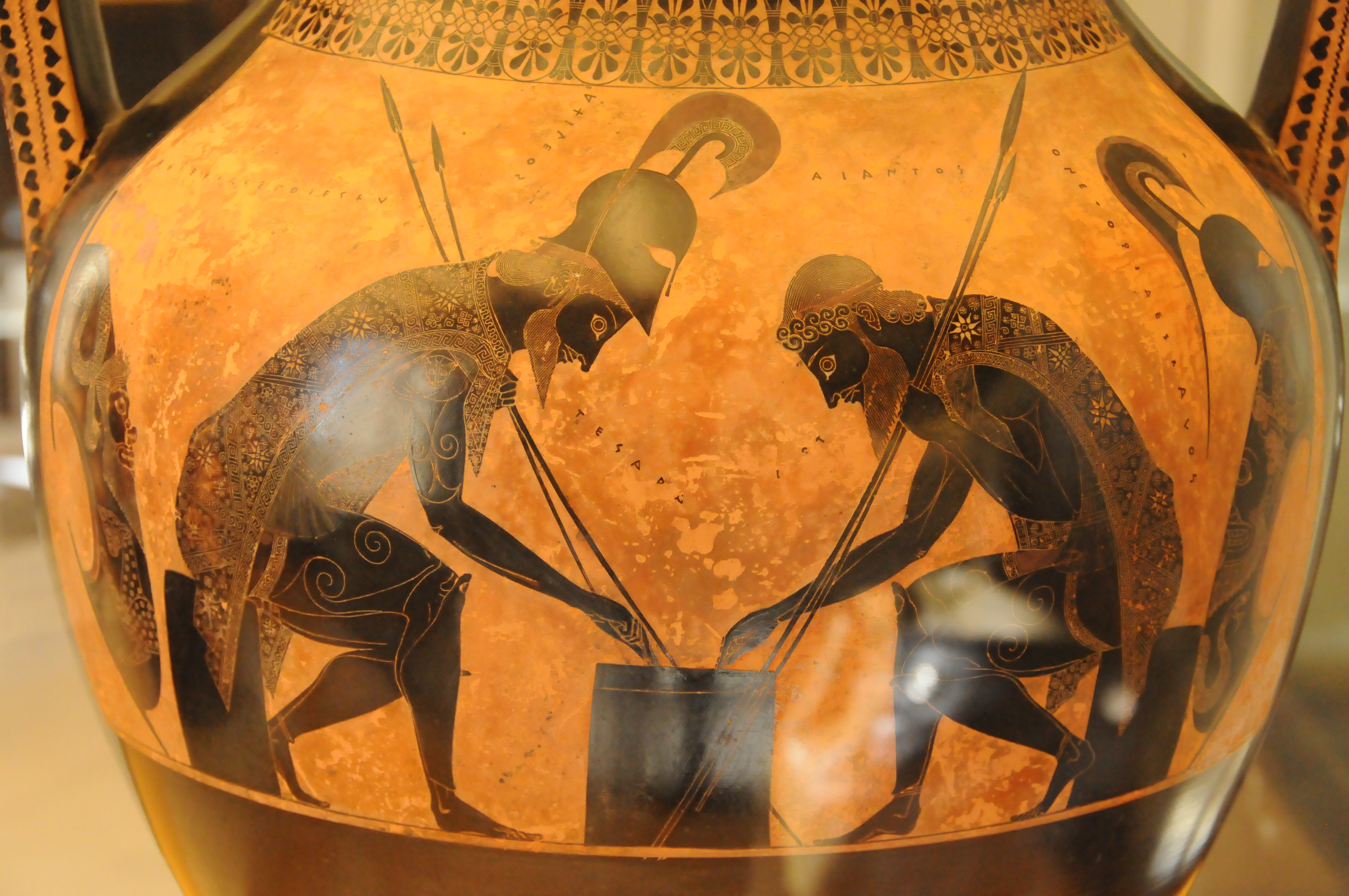
Achille et Ajax jouant, vase à figures noires d'Exékias, v. 540–530 BC, Musées du Vatican.
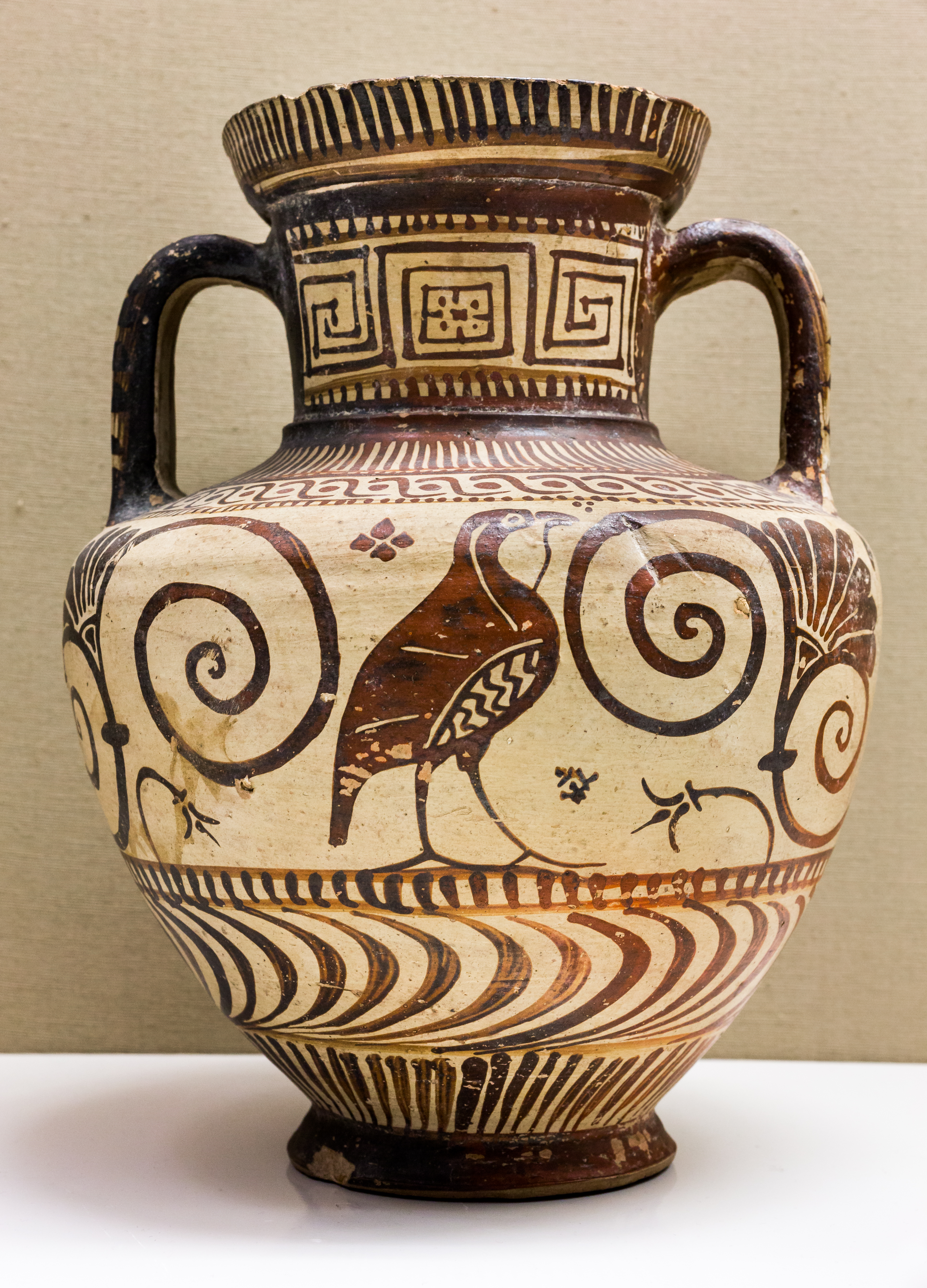
Amphore de style « Fikellura », Grèce orientale (Milet ?), v. 540 av. J.-C., nécropole de Camiros (Rhodes). British Museum.
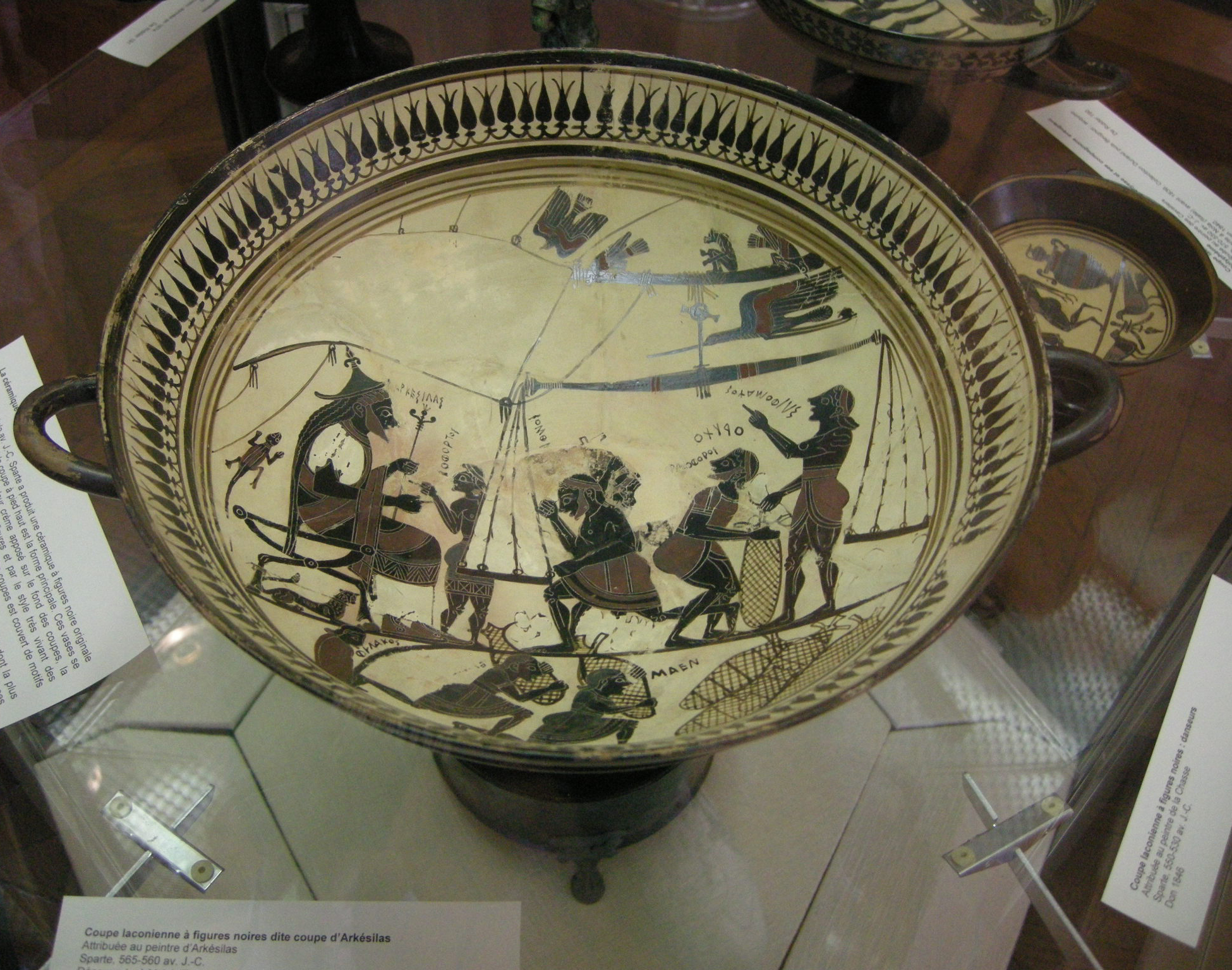
Coupe d'Arcésilas, production laconienne à figures noires, trouvée à Vulci. Peintre d'Arcésilas, v. 565-550 av. J.-C. Cabinet des médailles de la Bibliothèque nationale de France.
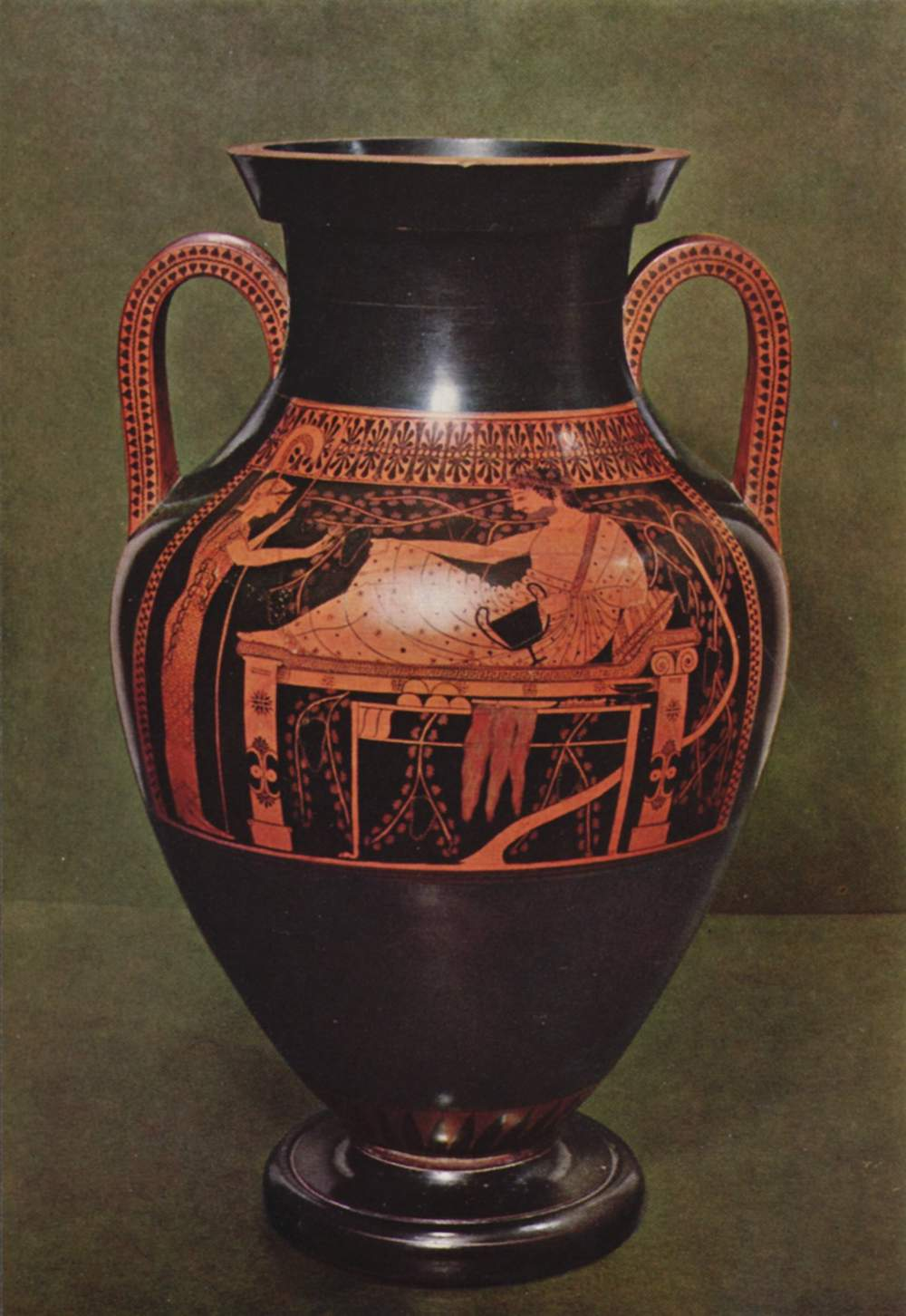
Héraclès au repos, amphore à figures rouges du Peintre d'Andokidès, v. 520 av. J.-C. Staatliche Antikensammlungen de Munich.

### Compétitions

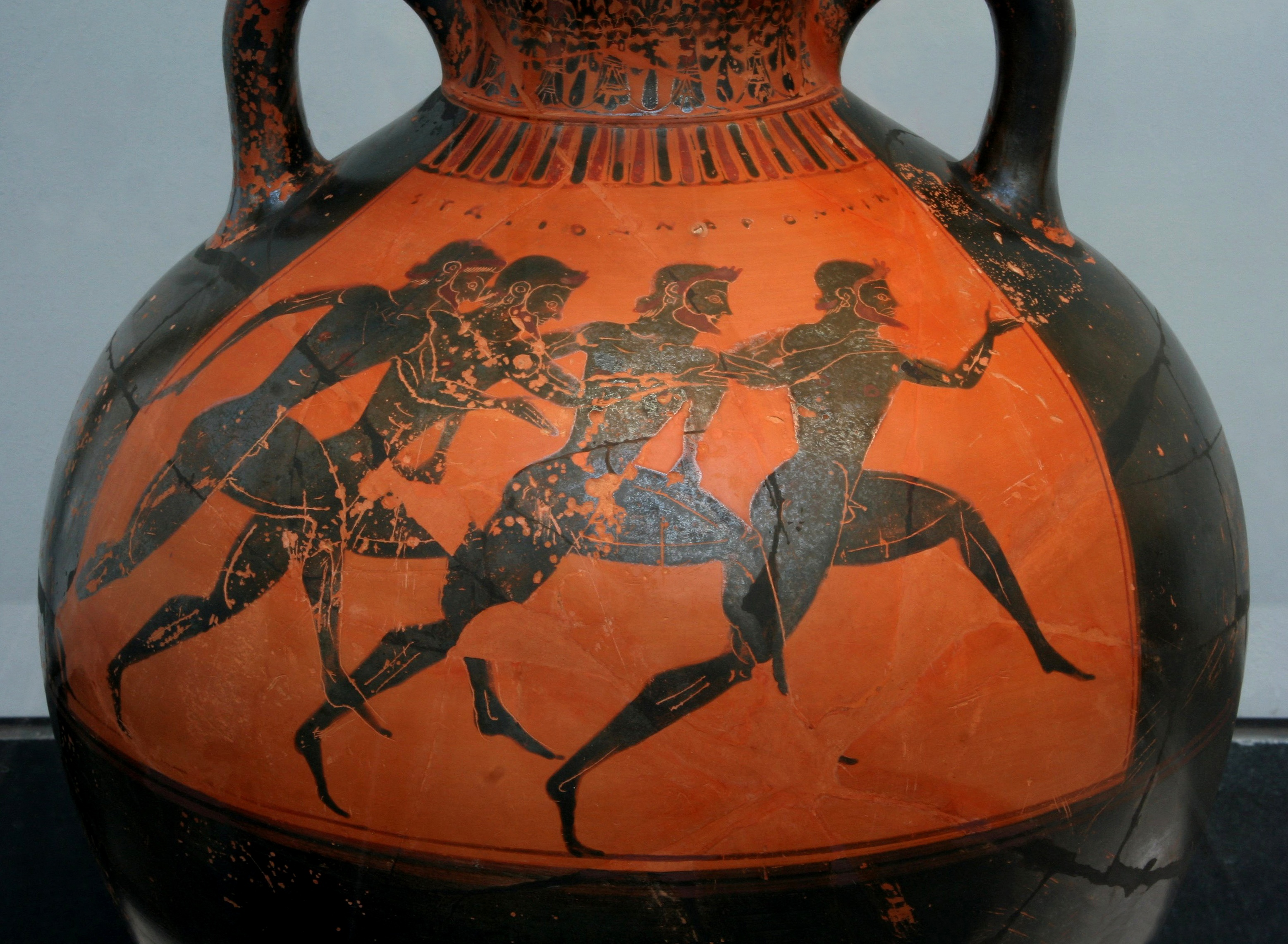
Vase représentant des coureurs participant au concours des Panathénées, vase, v. 530 av. J.-C. Staatliche Antikensammlungen.

L'esprit de compétition (agôn) est très prononcé dans la Grèce archaïque, associé aux valeurs de courage (aretê, andreia), honneur (timê), recherche des honneurs (philotimia), amour de la victoire (philonikia), voire la discorde (eris). Le prestige associé à la victoire, et la honte de la défaite, sont saillants dans les textes de l'époque, au point qu'on peut douter que l'idée que « l'important, c'est de participer » aurait eu un sens dans les compétitions de la Grèce archaïque. Ces concours sont associés à des festivités religieuses, ont lieu dans des sanctuaires, et la tenue des plus prestigieux est censée s'accompagner d'une trêve. Les plus fameux sont les Jeux d'Olympie, compétition athlétique dont la date de fondation supposée en 776 marque pour beaucoup le début de l'époque archaïque. L'autre grande compétition athlétique sont les Jeux pythiques, ayant lieu à Delphes, l'autre grand sanctuaire panhellénique de la Grèce des cités, débutant selon la tradition en 582, puis les Jeux de l'Ishtme sont créés peu après, ceux de Némée semblant l'être plus tard, malgré une tradition qui situe leur origine en 573. Au début de l'époque classique, ces jeux panhelléniques forment un cycle (periodos) athlétique de quatre ans. Mais il ne s'agit là que des manifestations les plus célèbres du goût pour la compétition des anciens Grecs. En effet une myriade de compétitions locales ont lieu, et ne concernant pas que l'athlétisme, mais aussi la composition de poèmes, la musique, le chant et la danse, la déclamation de poèmes épiques, ou la beauté. Les athlètes et artistes avaient donc de nombreuses occasions de montrer leurs talents, d'affronter leurs rivaux, et d'emporter des prix prestigieux, en premier lieu les couronnes des concours panhelléniques, mais aussi beaucoup d'argent car bien des concours récompensaient leurs vainqueurs en monnaie ou en nature. C'est aussi l'occasion de voir des cités s'affronter autrement que militairement, par leurs champions interposés, ou bien de créer des liens sociaux, politiques ou économiques. Les victoires lors des principaux concours assurent un prestige immense, visible notamment dans les odes de Pindare (Olympiques), ce qui explique que certains athlètes aient un entraînement « professionnel », et ce prestige peut également être mobilisé par un vainqueur pour s'affirmer dans les luttes politiques au sein de la cité, bien des compétiteurs étant issus de l'aristocratie.

### Lesymposion

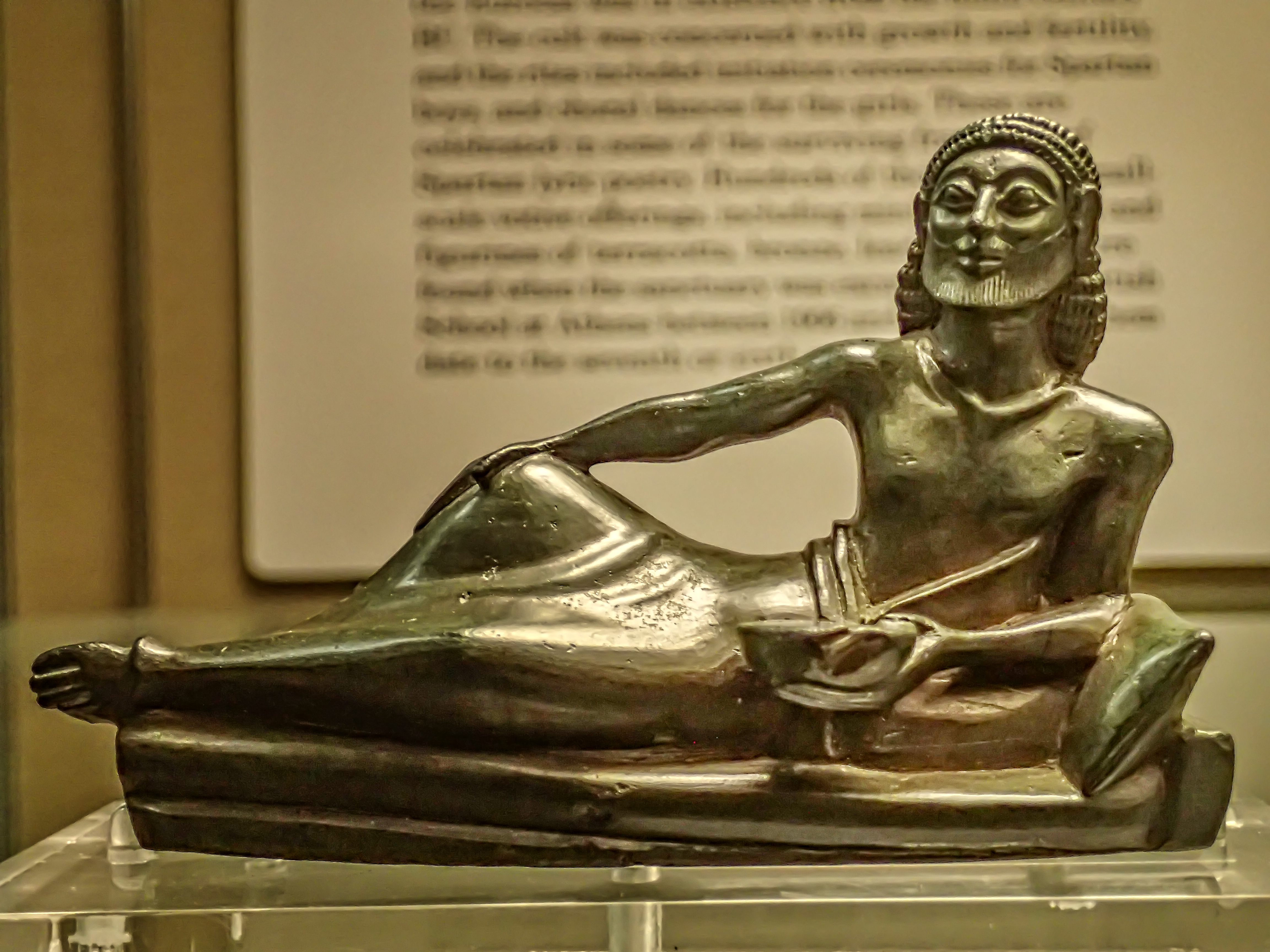
Convive allongé sur une banquette, statuette en bronze (élément de vase), production laconienne mise au jour à Dodone, v. 530-500 av. J.-C. British Museum.

Dès les épopées homériques, les banquets occupent une place importante dans la société des élites. Durant l'époque archaïque et classique, le banquet aristocratique, symposion, prend une part importante dans la culture des élites grecques. Il se tient souvent lors de célébrations religieuses, entre membres d'un même groupement culturel ou autre, ou pour célébrer un haut fait, comme une victoire lors d'un concours. Il a généralement lieu après un repas (deipnon), et repose sur la consommation de vin, à partir d'un récipient principal, le cratère, dans lequel la boisson alcoolisée est diluée avec de l'eau avant d'être servie aux convives. On boit allongé sur une couchette (klinê), suivant une habitude manifestement importée d'Orient, dans une pièce spéciale de la résidence de l'hôte, l’andron, où on se réunit entre hommes. Des sortes d'amuse-gueules accompagnent la boisson. Des jeux (cottabe), des poèmes, de la musique, des chants, avec parfois la présence de courtisanes, servent à égayer l'assistance. C'est aussi un moment privilégié de l'amour homosexuel entre éraste et éromène, des toasts (proposis) étant souvent destinés à l'objet de l'amour. Comme souvent pour les pratiques de convivialité, il ne s'agit pas simplement de se réunir et de ripailler en bonne compagnie : le symposion est « le centre du mécénat artistique aristocratique et le point de convergence d'un style de vie aristocratique spécifique » (O. Murray). La poésie lyrique de l'époque archaïque prend souvent pour sujet le banquet, et semble composée afin d'être récitée lors de ces événements. La poterie fine archaïque à décors, allant du cratère jusqu'aux coupes à boire (kylix, skyphos) en passant par le pichet (œnochoé), est également en bonne partie destinée à servir lors de ces banquets, et de nombreuses représentations de ces réjouissances figurent sur des vases peints. Ces beaux objets servent avec le mobilier à créer une ambiance luxueuse, montrant le raffinement et la richesse de l'hôte. La fonction sociale du banquet est en effet très importante dans le milieu aristocratique, dont il affirme le goût pour le luxe et les plaisirs, offre des occasions de sociabilité en dehors des cadres traditionnels que sont la parentèle et la cité, en plus de contribuer à une production artisanale de qualité, et de servir de modèle imité à l'Occident, notamment en Étrurie. Ce modèle n'est cependant pas forcément généralisable au monde grec : au regard des trouvailles archéologiques, le répertoire des vases employés pour le symposion se développe à partir de Corinthe, puis est adopté en Attique, en Laconie, en Grèce orientale ; mais il ne semble pas présent ailleurs, notamment en Crète, qui selon les textes privilégie une forme de banquet public appelée andreion, et les indices archéologiques de la pratique du symposion y sont minces,.

Représentations de symposion
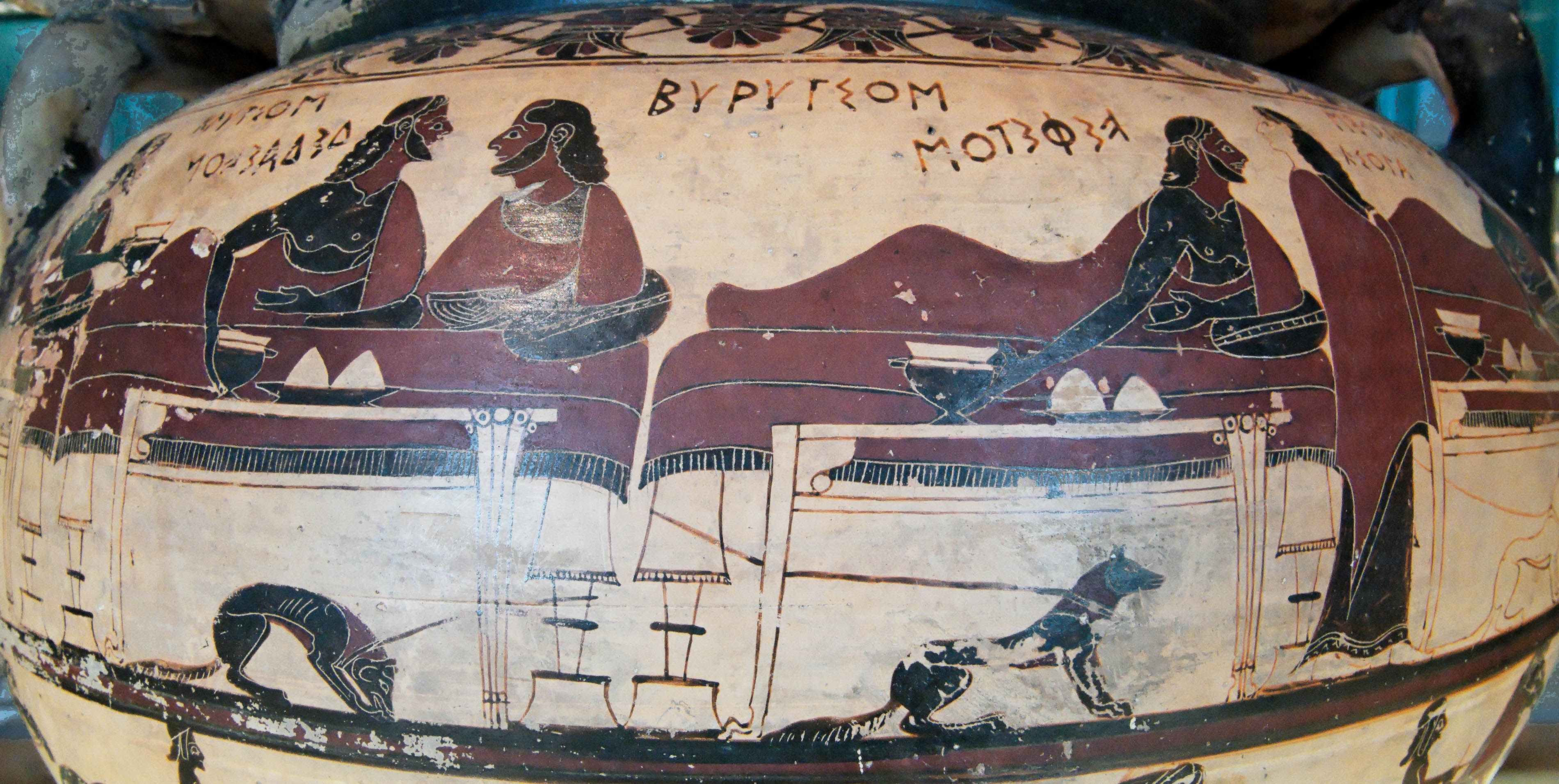
Eurytios et Héraclès banquetant, détail du Cratère d'Eurytios, d'origine corinthienne, v. 600 av. J.-C., retrouvé à Cerveteri. Musée du Louvre.
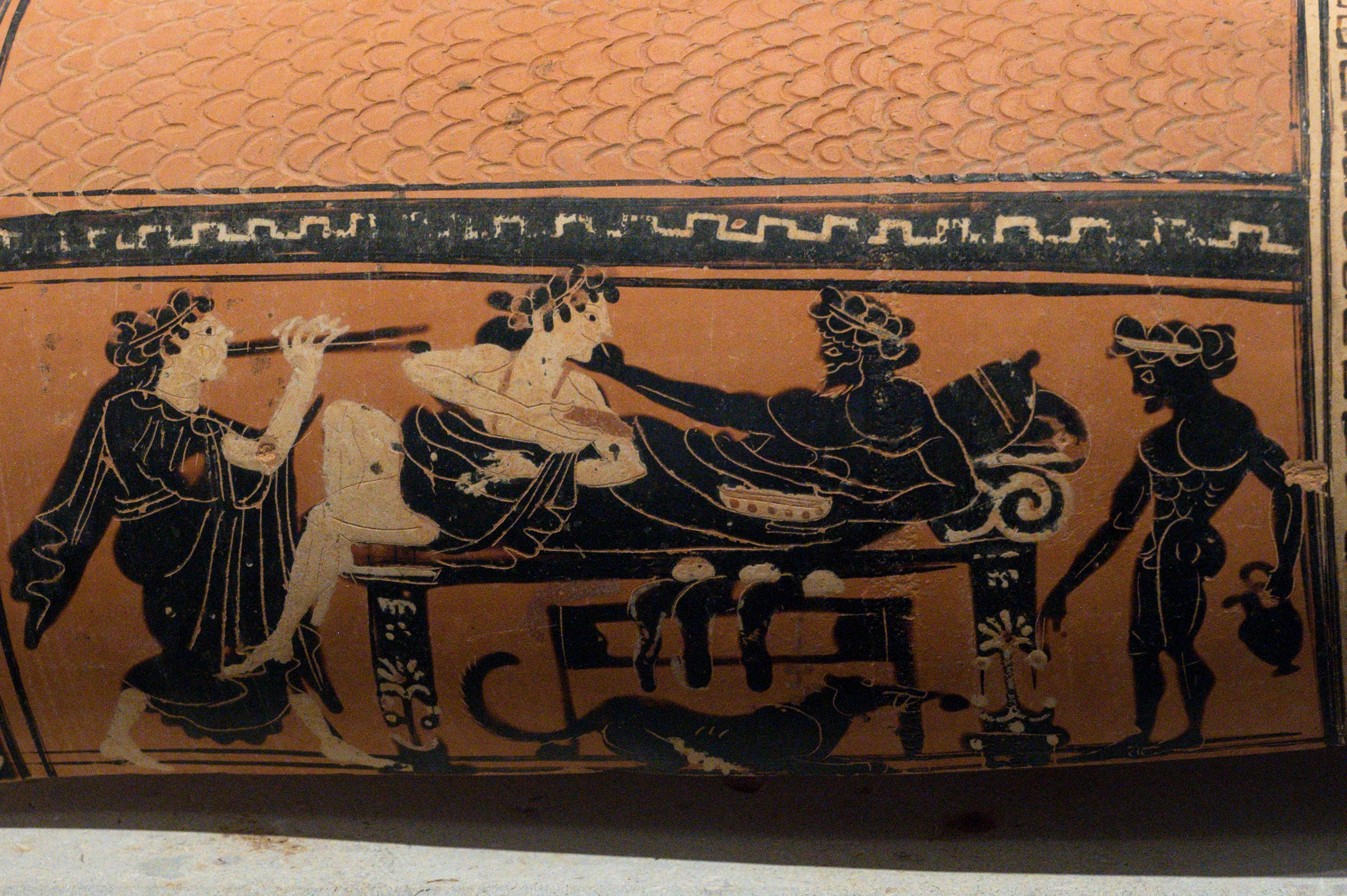
Épinétron peint corinthien représentant une scène de symposion. VIe siècle av. J.-C., musée archéologique de l'ancienne Corinthe.
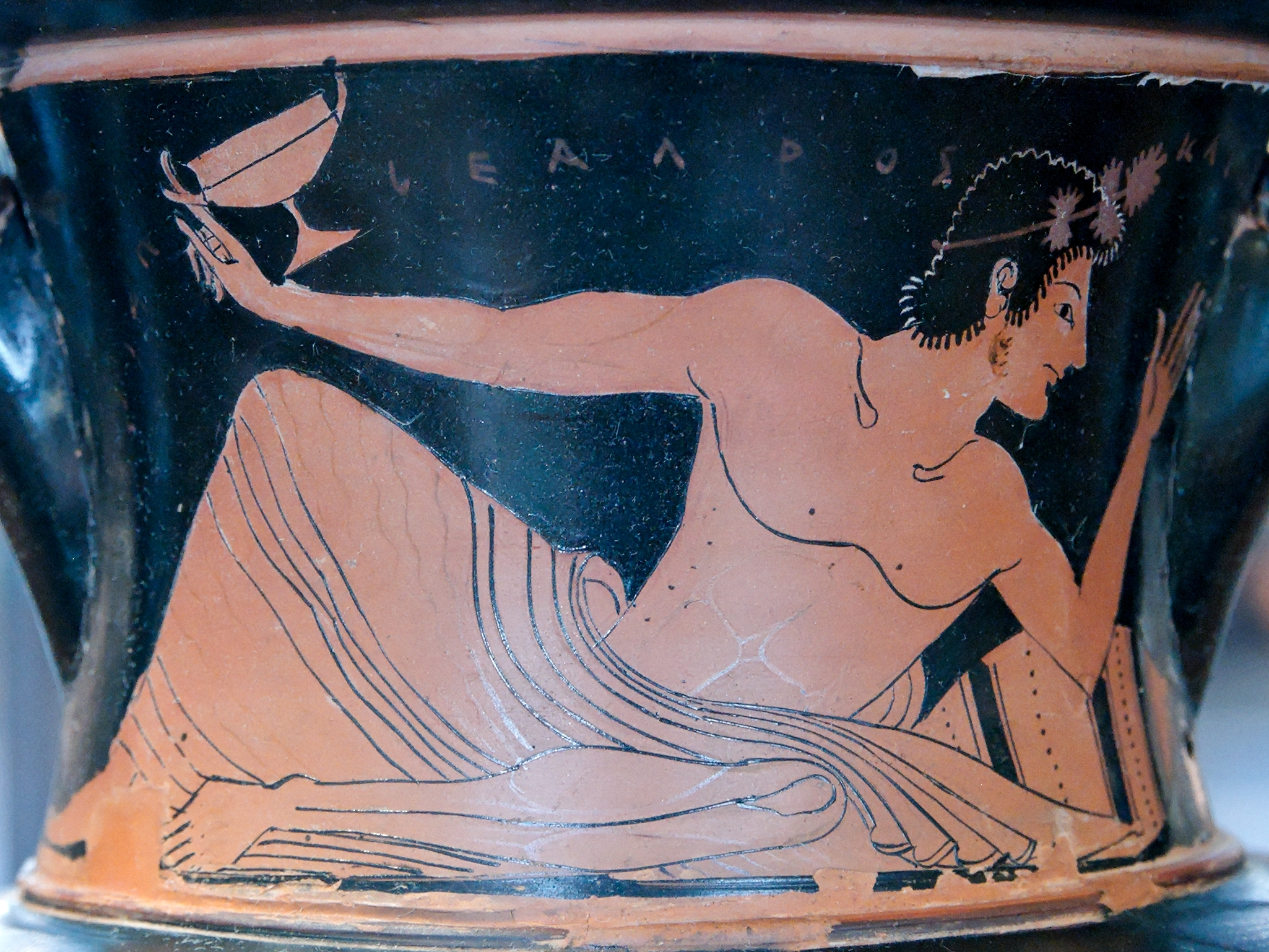
Joueur de cottabe et inscription kalos au nom de Léagros, provenant de Vulci. Col d'une amphore à figures rouges d'Euphronios, v. 510 av. J.-C. Musée du Louvre.
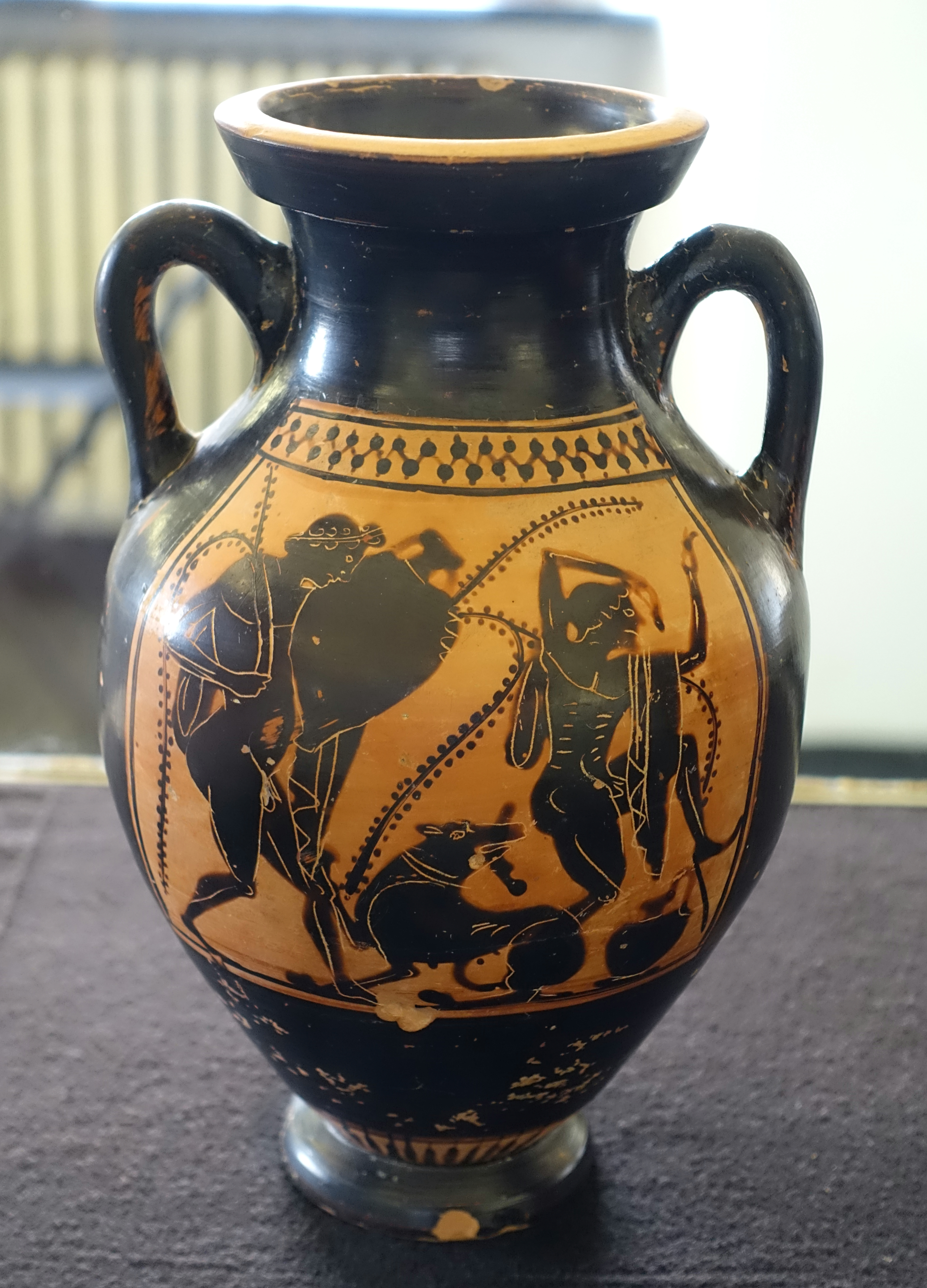
Amphore attique à figures noires représentant des hommes soûls rentrant après un symposion, v. 500-490 av. J.-C. Martin von Wagner Museum.

Types de vases employés lors d'un symposion
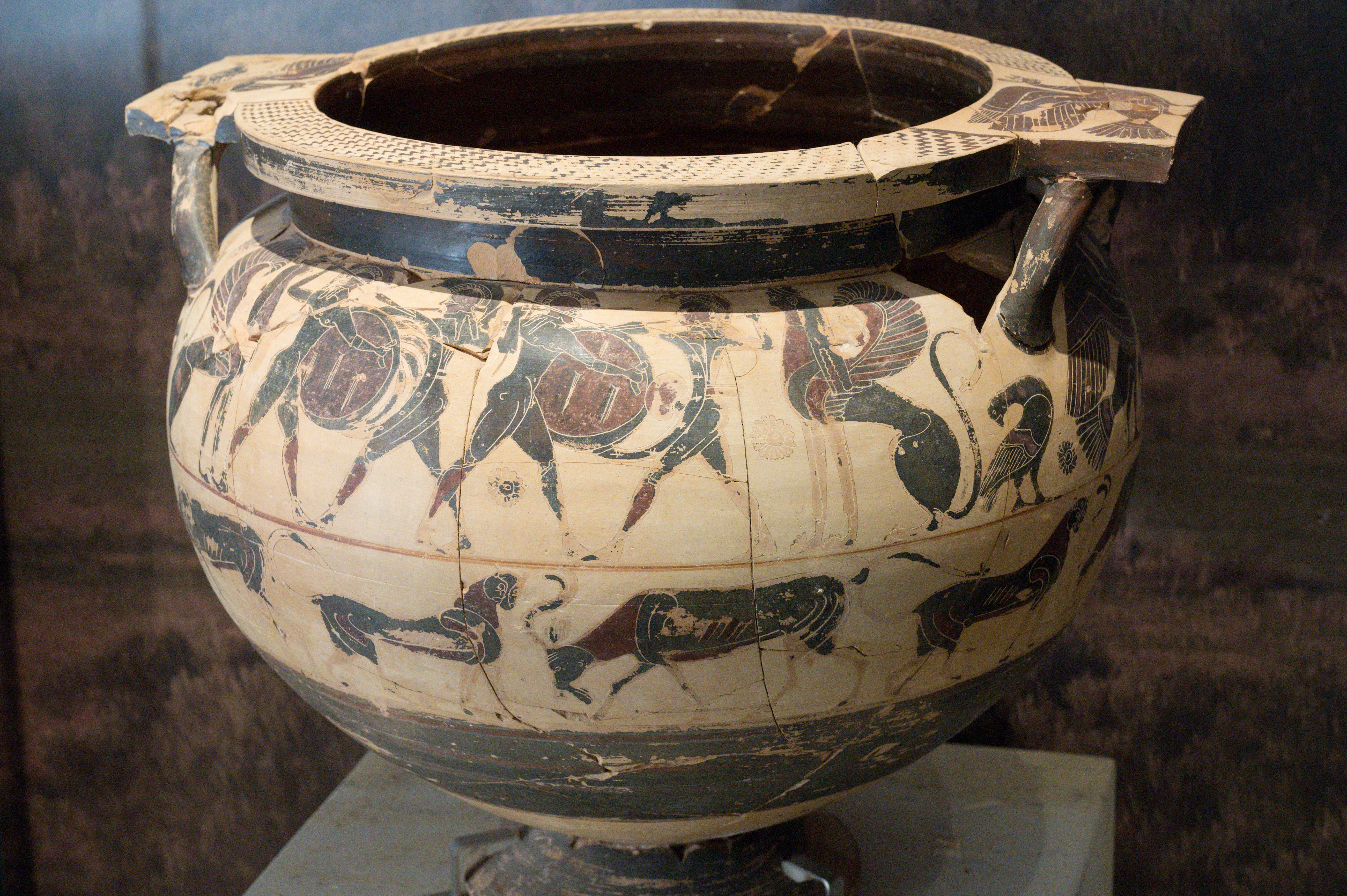
Cratère, grand vase servant pour mélanger le vin, représentant une scène de bataille, production corinthienne, v. 580-550 av. J.-C. Musée archéologique de l'ancienne Corinthe.
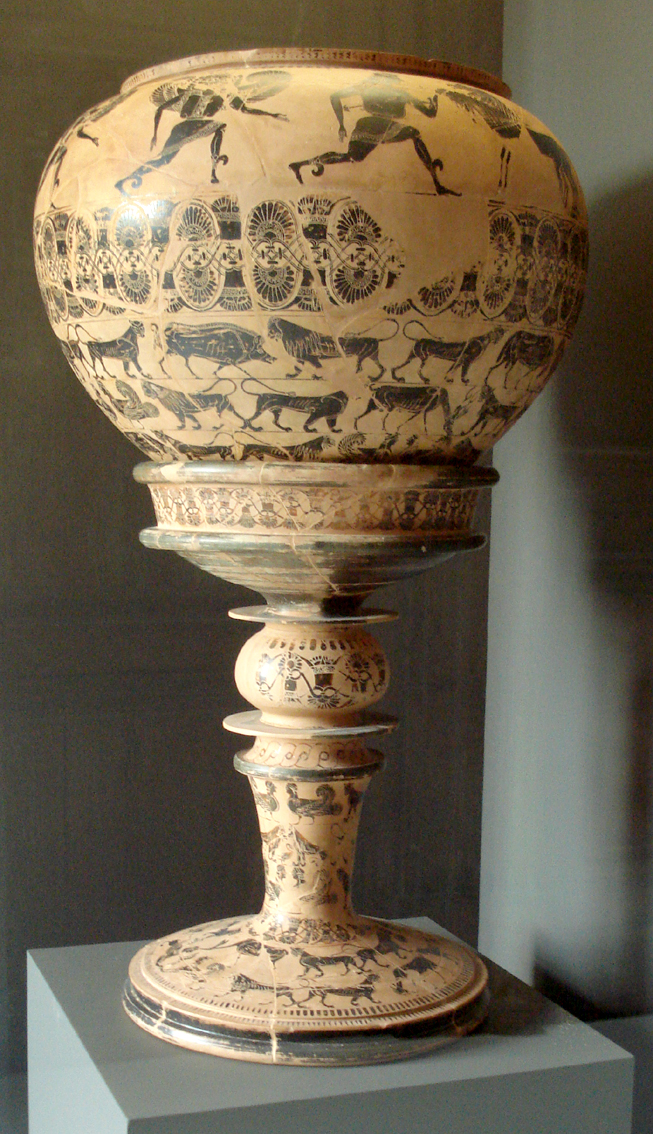
Dinos du Peintre de la Gorgone, vase servant à mélanger le vin, production attique, v. 580 av. J.-C. Musée du Louvre.
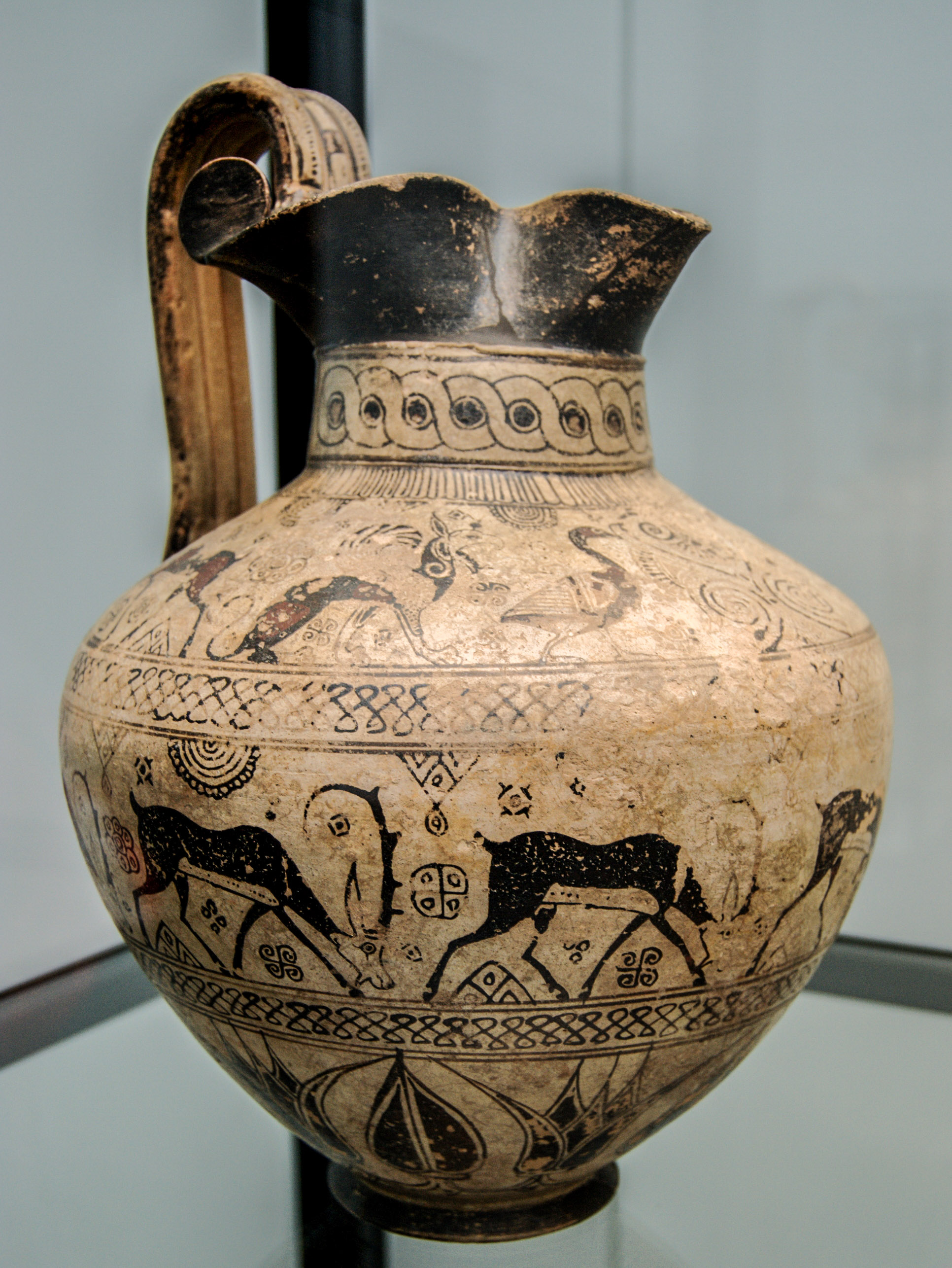
Œnochoé, pichet, production orientalisante de la Grèce orientale, v. 630 av. J.-C. Altes Museum (Antikensammlung).
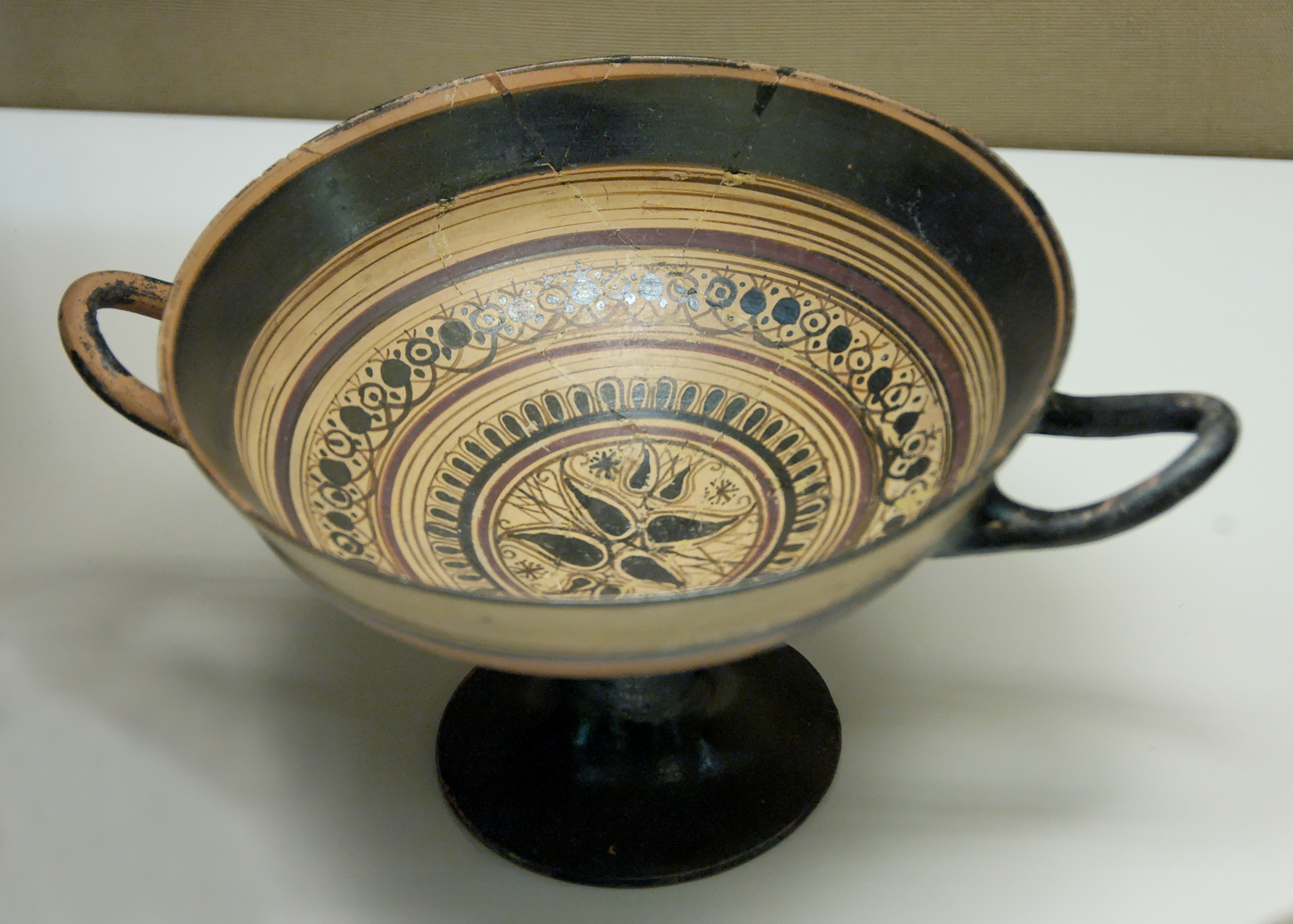
Kylix, coupe à boire, à figures noires de facture laconienne, v. 550-530 av. J.-C. British Museum.
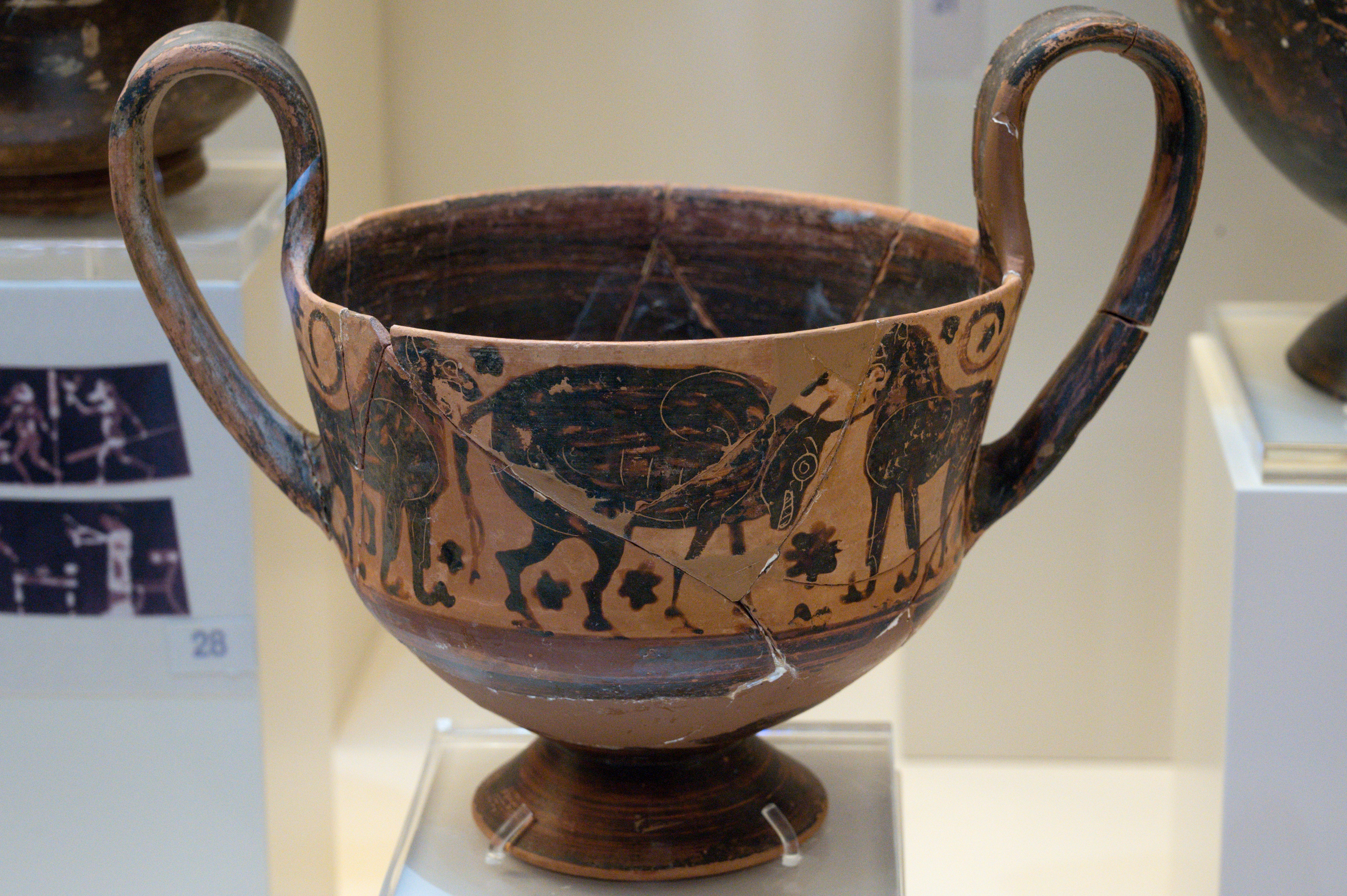
Canthare, coupe à boire à deux anses, production béotienne du VIe siècle av. J.-C. Musée archéologique de Nauplie.
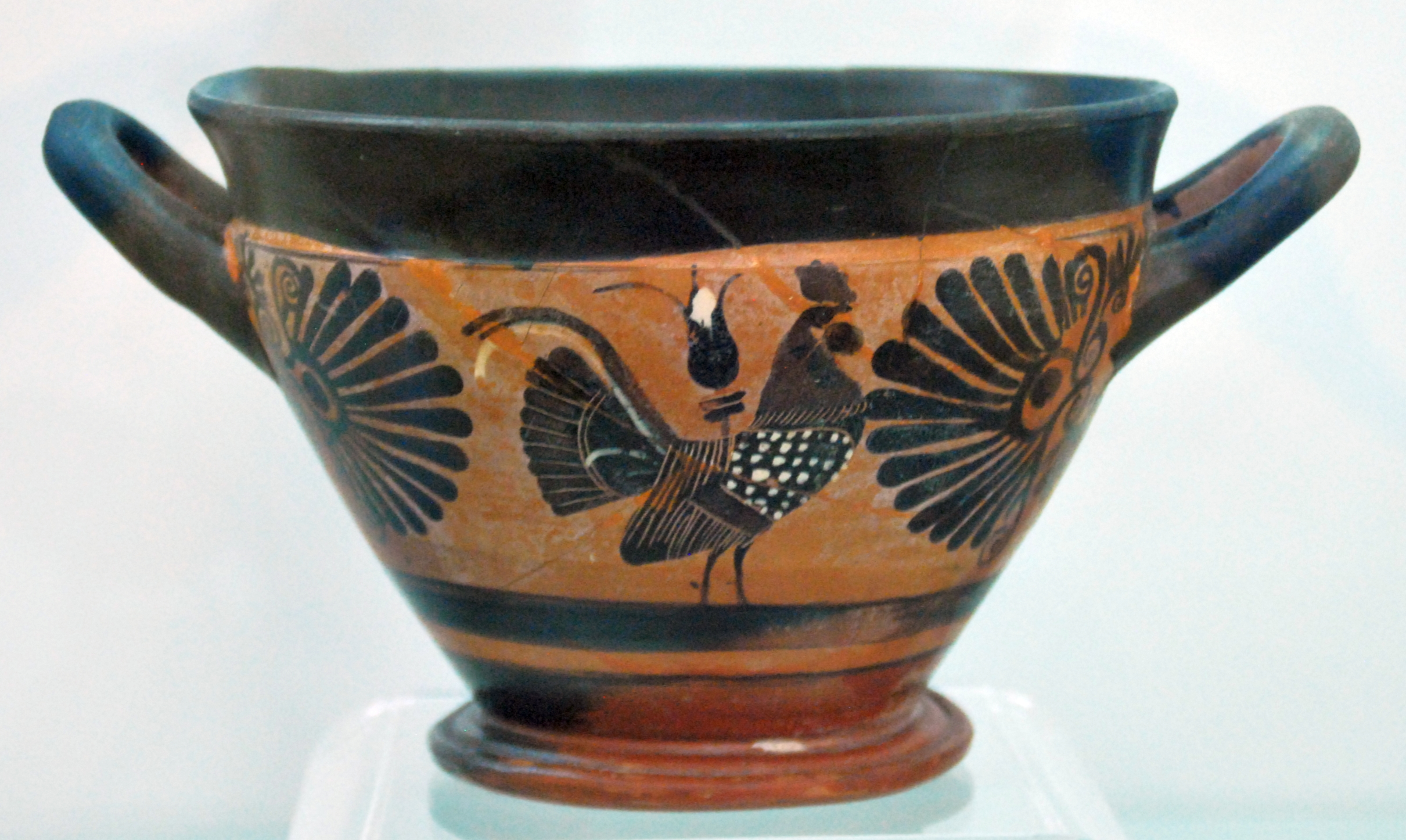
Skyphos, coupe à boire, à figures noires originaire d'Attique, v. 530-520 av. J.-C. Antikensammlung Kiel.

### Poésie épique et lyrique

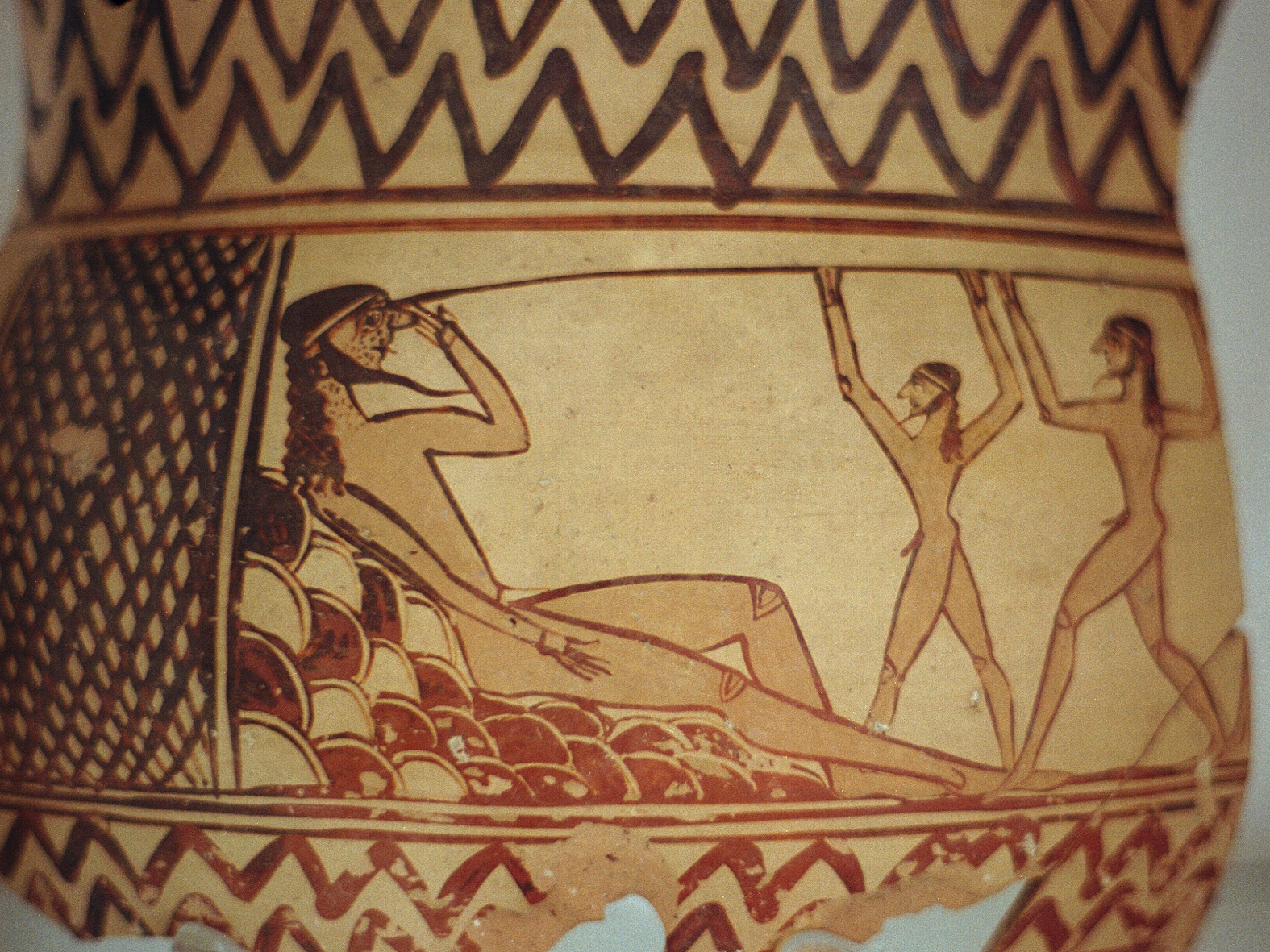
Détail d'un cratère peint figurant Ulysse et un compagnon crevant l’œil du cyclope Polyphème, tel que relaté dans l’Odyssée. V. 670 av. J.-C. Musée archéologique d'Argos.

Du point de vue poétique, le début la période archaïque est dominé par la figure de Homère, auquel sont attribuées deux longs poèmes épiques (épopées), l’Iliade et l’Odyssée, qui occupent une place cardinale dans la tradition littéraire de la Grèce antique, et plus largement sa culture qui y fait constamment référence. L'existence du poète est discutée. Le texte en lui-même a d'abord circulé sous forme orale, ce à quoi les formules employées dans le récit renvoient constamment. Il s'appuie manifestement sur des matériaux plus anciens relatant les héros de la guerre de Troie, sa principale période de composition serait située dans la seconde moitié du VIIIe siècle, il renvoie au monde des cités d'Ionie et au milieu des banquets aristocratiques. Sa fixation par écrit se ferait au VIe siècle à Athènes,. L’Iliade relate un épisode de la légendaire guerre de Troie, centré sur le guerrier Achille, sa colère et ses conséquences dévastatrices, dans une tonalité pessimiste. L’Odyssée s'intéresse aux péripéties d'un autre héros de ce conflit, Ulysse (Odysseus), figure de marin courageux et intelligent, héros solitaire, dans un récit d'aventures haut en couleur où les préoccupations morales occupent une place majeure.
D'autres poèmes épiques ayant trait aux événements liés à la guerre de Troie, et aussi au cycle thébain (Œdipe et sa famille) ont également circulé à la même période, mais ils n'ont pas été préservés, manifestement en raison de leurs qualités littéraires jugées inférieures à celles d'Homère. Des hymnes dits « homériques », parce qu'ils reprennent le mètre et la langue d'Homère, ont été composés aux VIIe – VIe siècle ; ils célèbrent des divinités (Apollon, Déméter, Aphrodite, etc.).
L'autre auteur majeur du début de l'époque archaïque dont des œuvres ont été préservées et qui a joui d'une grande popularité dans l'Antiquité est Hésiode, vivant en Béotie et ayant un ancrage paysan. Sans doute légèrement postérieur à Homère, il est actif vers 700 ou peu après. Il introduit le discours à la première personne dans la poésie grecque. La Théogonie est l'une des principales sources sur la mythologie grecque, relate l'origine des dieux, leur généalogie, comment Zeus est parvenu à la tête du panthéon et pose les conditions d'un ordre juste. Les Travaux et les Jours, en dépit d'un prologue mythologique, est quant à lui ancré dans le quotidien, fournit divers conseils pratiques pour un honnête homme (agriculture, navigation, rites religieux), met l'accent sur le travail, la dignité, et surtout la justice,.

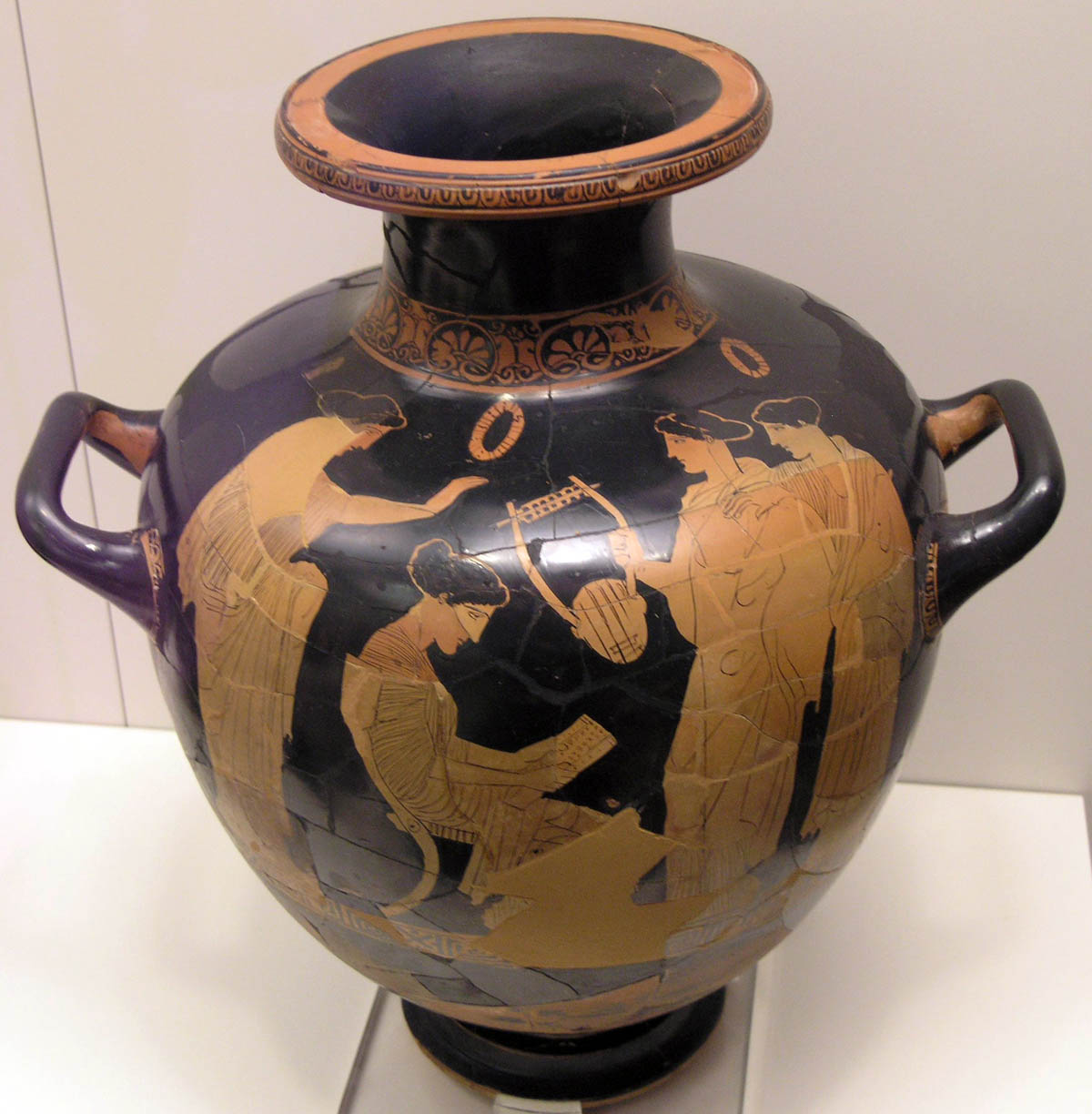
Sappho lisant un poème à ses amies, vase de Vari, vers 440-430 av. J.-C., Musée national archéologique d'Athènes.

La production poétique de la période 650-450 est dominée par la poésie lyrique, des poèmes destinés à être chantés, notamment au cours de banquets aristocratiques. Les poèmes sont connus par un nombre limité de compositions, souvent des fragments, qui ont été préservés, les œuvres de certains auteurs réputés dans l'Antiquité ayant complètement disparu. Les grands noms de ce genre sont Archiloque, Tyrtée, Alcman, Théognis, Alcée, Solon, Sappho, Simonide, Stésichore (dont les œuvres semblent s'apparenter à des récits épiques). Pindare (522-438), souvent considéré comme le plus grand poète lyrique de la Grèce antique, et son rival Bacchylide sont les derniers grands représentants, actifs au début de l'époque classique. C'est une poésie qui emploie divers types de rythmes, de dialectes (ionien et dorien), et aussi de thèmes, quoiqu'elle ait un aspect individuel très prononcé, exprimant à la première personne les sentiments du poète ou de la poétesse, et renvoient à la réalité de leur temps et non pas à un passé mythique, plusieurs auteurs évoquant les luttes politiques, la guerre, l'engagement envers sa cité,.

### Écriture
La chute de la civilisation mycénienne s'accompagne de l'oubli de son écriture, le linéaire B, et pendant les siècles suivants le monde grec est un monde sans écriture. Autour de 800 ou peu après, une nouvelle écriture grecque est mise au point, l'alphabet grec, à partir de l'alphabet phénicien, puis dérive rapidement en plusieurs formes présentant de légères variantes, les alphabets dits « épichoriques »,. Les raisons de ce retour de l'écriture dans le monde grec sont discutées : on a pu postuler une adoption pour des usages commerciaux, pour transcrire de la poésie, pour identifier la propriété d'une personne, ou plus largement un moyen d'expression collective ou individuelle, peut-être lié à la pratique du symposion, ou à la nécessité de communiquer et d'affirmer son identité dans des lieux de confrontation culturelle.
Les inscriptions de la période archaïque se retrouvent surtout sur des stèles, des murs de bâtiments, des statues, des vases, des fragments de poteries (ostraca), des objets en métal. Des matériaux périssables ont probablement aussi été employés, comme le papyrus, le bois, le cuir. L'écriture est utilisée pour divers motifs durant l'époque archaïque, qui peuvent se combiner dans un même écrit. On trouve un grand nombre d'inscriptions en lien avec la religion, commémorant des offrandes faites aux dieux par des individus, et l'écriture semble doter d'une faculté à renforcer l'efficacité rituelle d'un objet inscrit. Les inscriptions dédicatoires peuvent se trouver sur des objets exposés au public dans un sanctuaire, contribuant ainsi à la renommée du donateur. Les oracles adressés à Delphes semblent devoir être présentés par écrit, sur du cuir. Les épitaphes se développent au VIIe siècle Dans le contexte d'émergence des institutions civiques, l'écriture devient employée pour des usages politiques, phénomène visible avant tout dans l'apparition de textes de lois, qui sont pour la plupart inscrits dans des sanctuaires, ce qui semble refléter une recherche de sanction divine plutôt qu'une nécessité d'écrire la loi par écrit pour la promulguer. Parmi les autres inscriptions officielles se trouvent des enregistrements de travaux publics, décrets honorifiques, inventaires de temples, traité de paix, des bornes. Sur certains objets, l'écriture semble en plus avoir une fonction artistique, décorative. Les potiers laissent leur marque sur une de leurs réalisations en y inscrivant leur nom. Dans d'autres cas le nom écrit est celui du propriétaire de l'objet, pour marquer sa propriété. D'autres inscriptions plus « frivoles » semblent liées à la pratique du symposion. Peu de textes poétiques ont survécu.

Inscriptions de l'époque archaïque
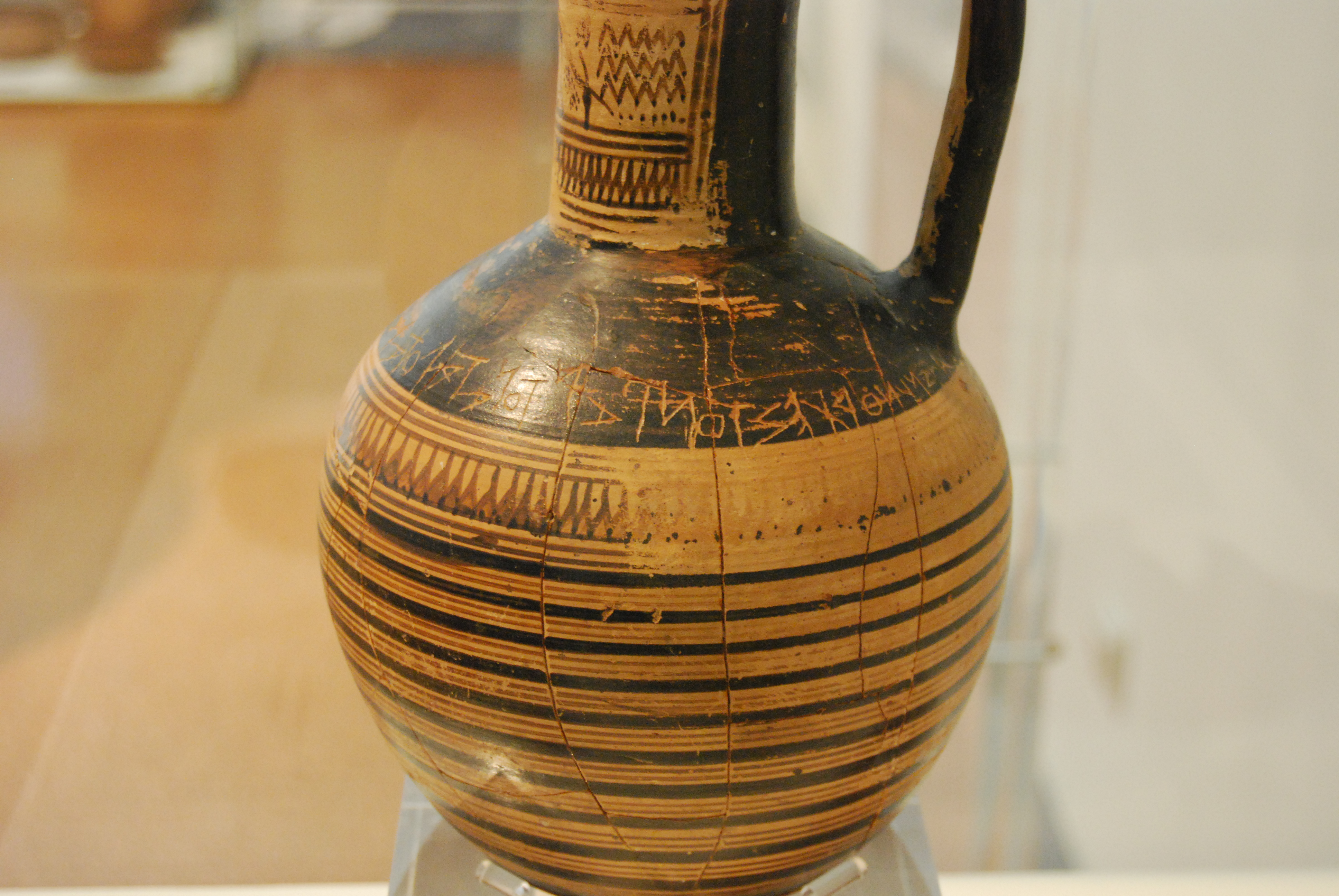
Œnochoé inscrit provenant du Dipylon, une des plus anciennes inscriptions en alphabet grec connues, v. 740 av. J.-C. Musée national archéologique d'Athènes.
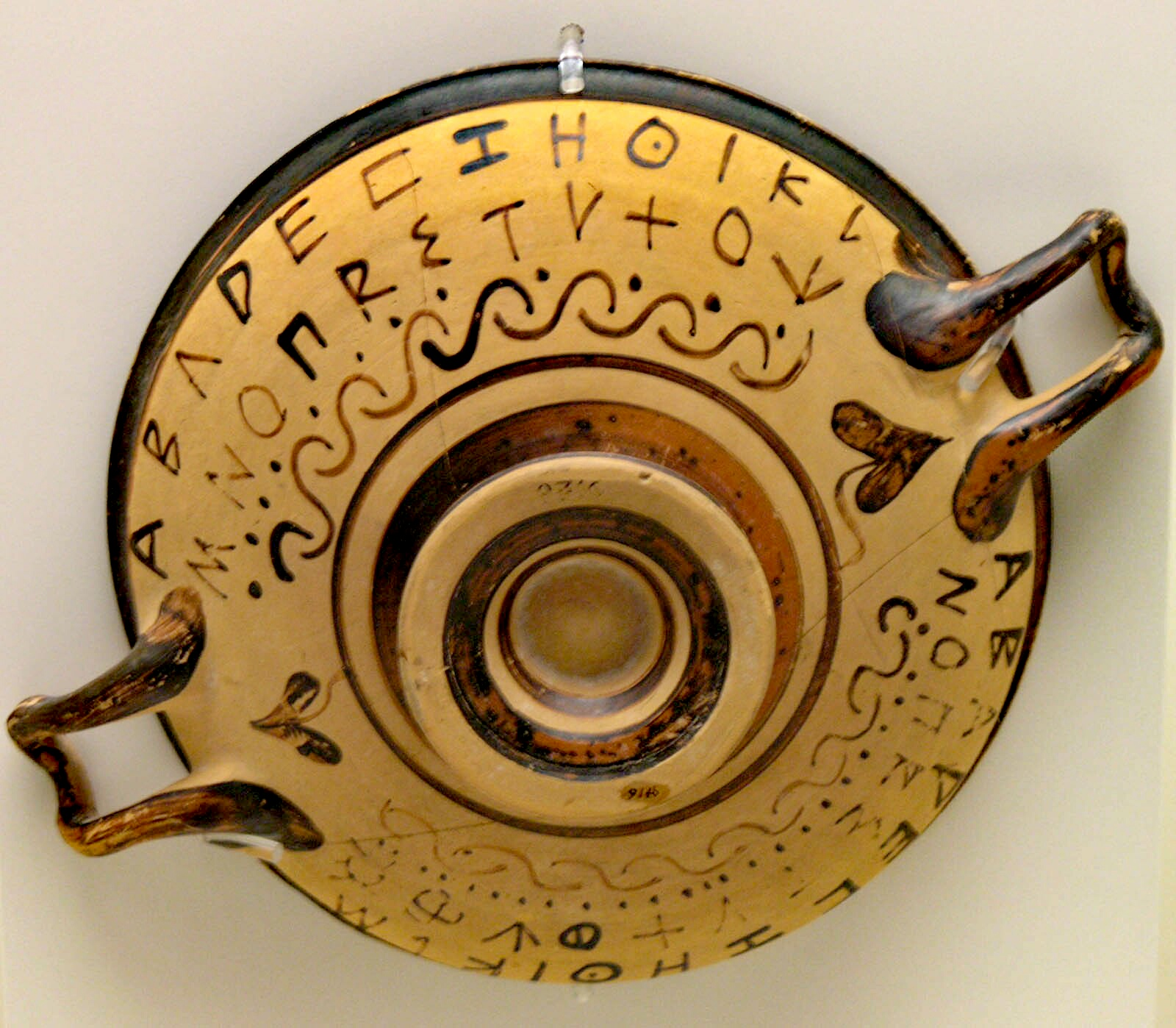
Un alphabet grec archaïque sur une coupe attique. Musée national archéologique d'Athènes.
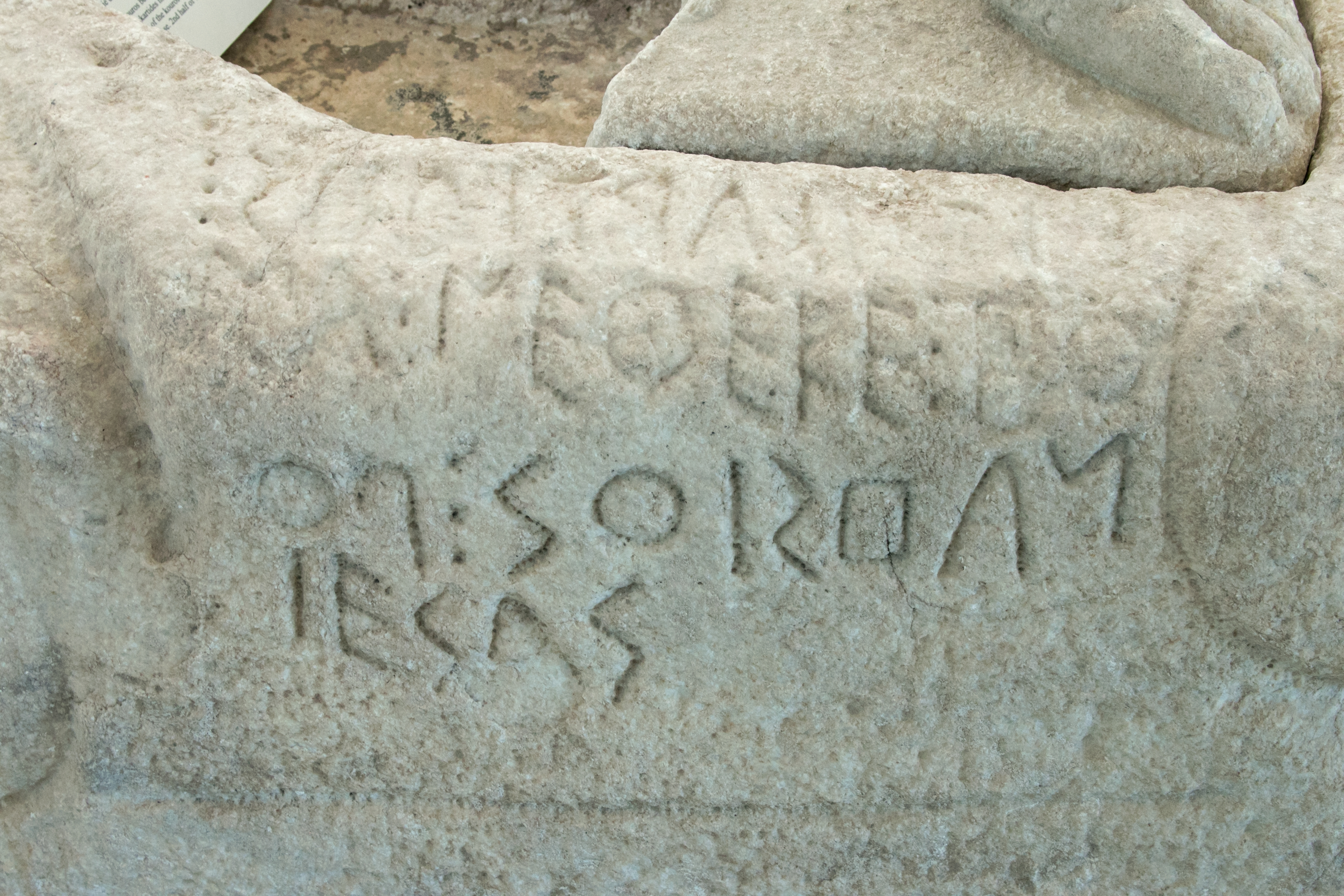
Base de statue avec inscription commémorant l'offrande. Délos, v. 650-600 av. J.-C. Musée archéologique de Délos.
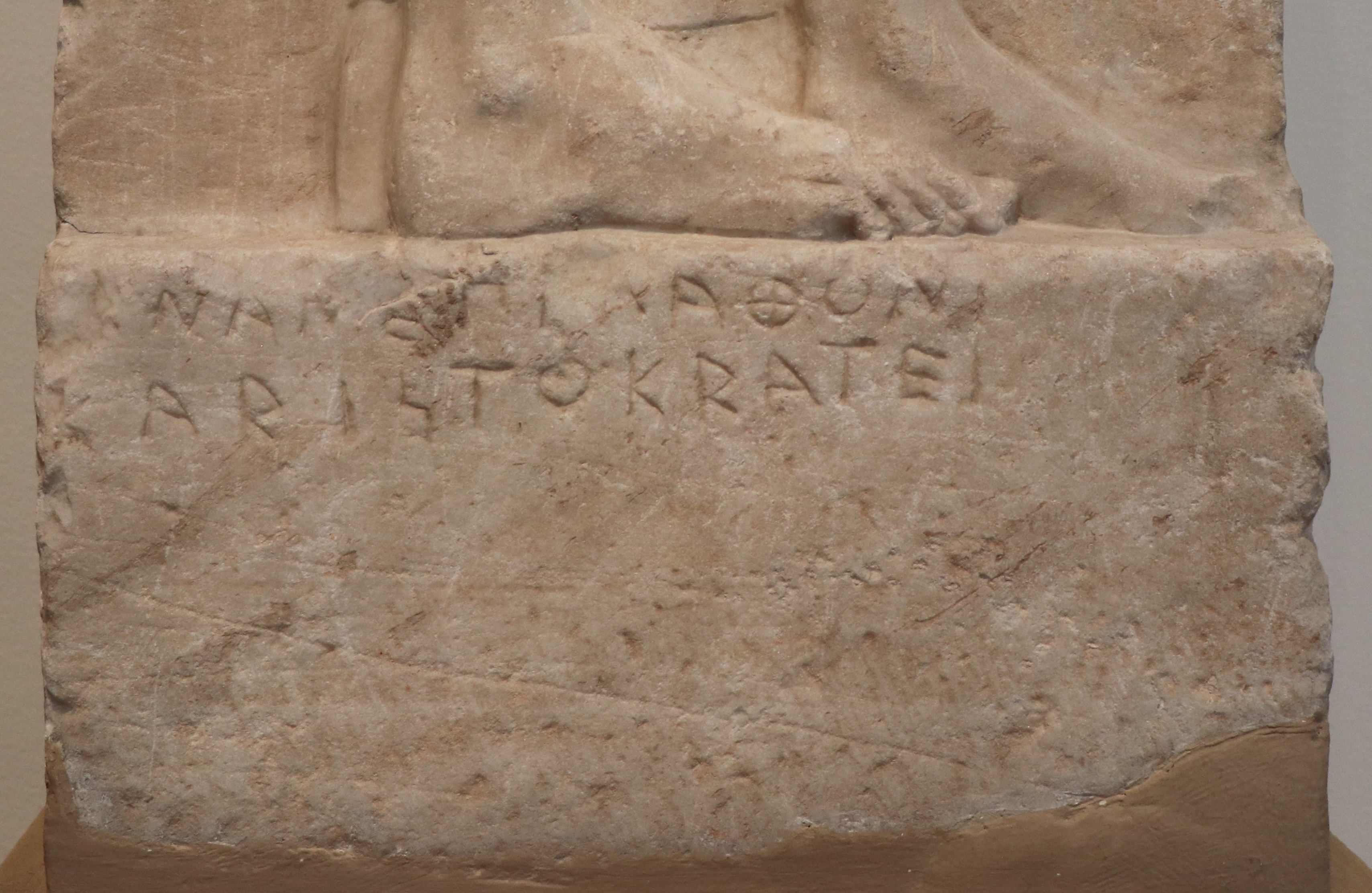
Inscription sur stèle funéraire, v. 520 av. J.-C., Thespies (Béotie). Musée national archéologique d'Athènes.
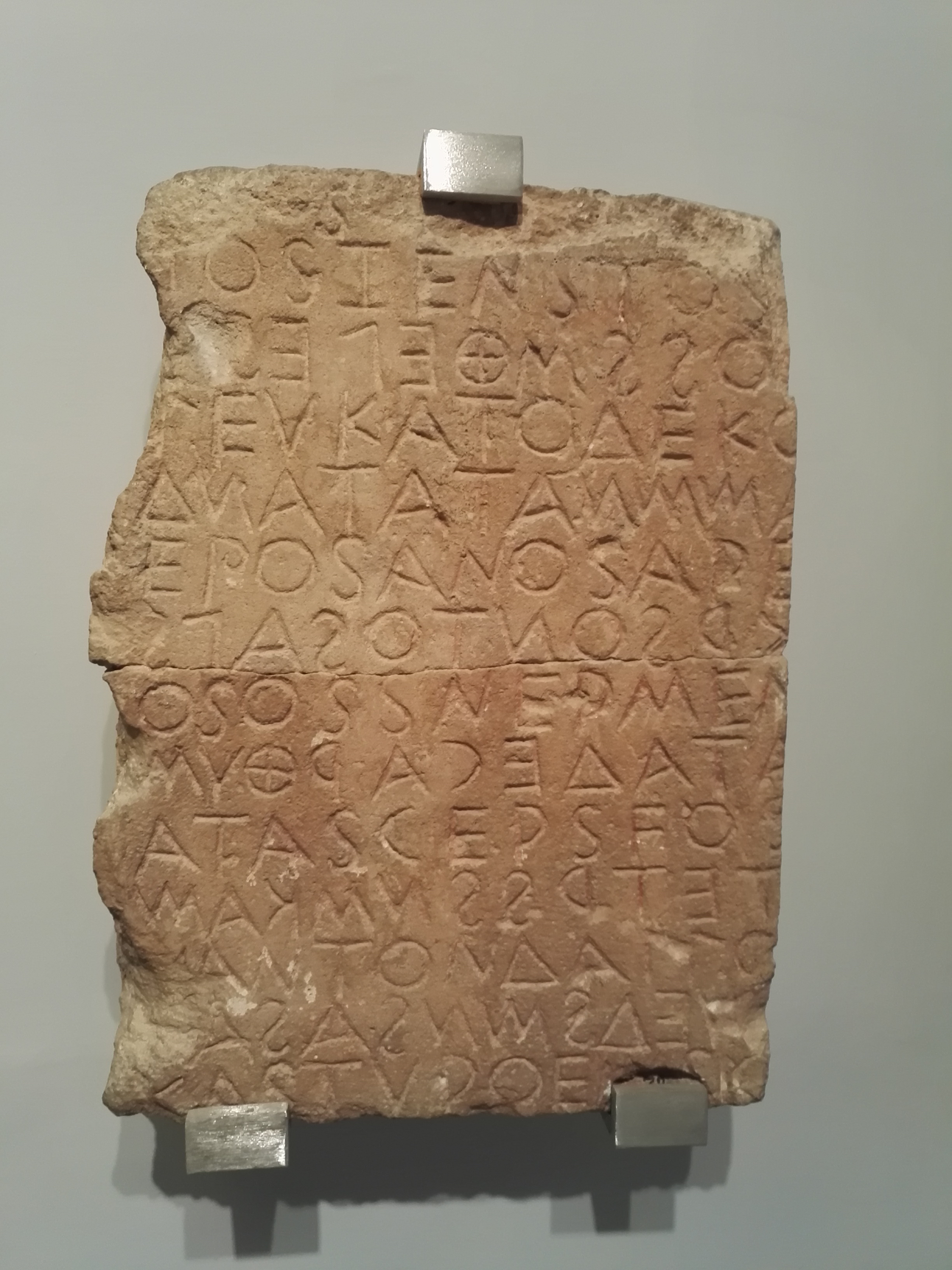
Règlement relatif à un sacrifice, Gortyne, v. 600-550 av. J.-C. Musée archéologique d'Héraklion.
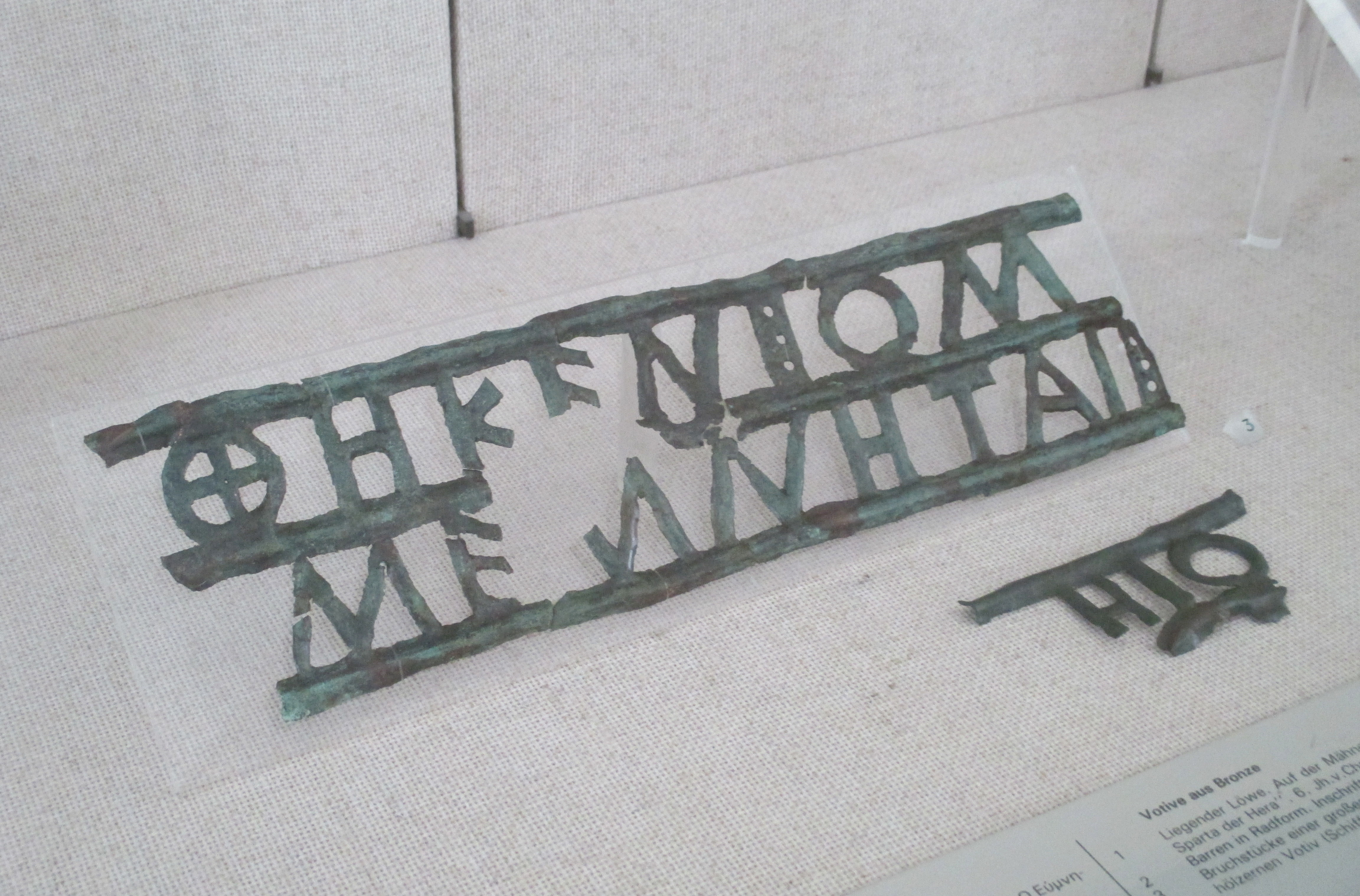
Fragment d'inscription votive en bronze, Héraion de Samos, VIe siècle av. J.-C. Musée archéologique de Samos.

D'une manière générale, l'usage de l'écrit progresse et se diversifie durant l'époque archaïque, ce qui indique que le nombre de personnes plus ou moins bien alphabétisées progresse aussi, bien qu'il soit impossible d'estimer dans quelle mesure. Il faut sans doute distinguer parmi les personnes alphabétisées entre celles qui sont en mesure de lire et écrire de longs textes (inscriptions publiques, poésie) et celles qui écrivent ou lisent des textes plus courts, dans un usage essentiellement pratique (par exemple reconnaître la propriété d'un objet). Le fait que les inscriptions soient généralement courtes, et qu'elles ne deviennent plus longues qu'à partir du VIe siècle, suggèrent que la connaissance de l'écrit reste peu développée auparavant. Des distinctions régionales apparaissent aussi : les inscriptions sont beaucoup plus nombreuses en Attique qu'en Crète, ce qui suggèrent que la première est bien plus alphabétisée que la seconde. En tout état de cause la caractérisation de la société archaïque grecque comme une société de l'écrit est discutable, l'écrit ne devenant pas le moyen de communication dominant. Les usages de l'écrit indiquent qu'il n'a pas révolutionné les pratiques culturelles, mais qu'il y a au contraire été intégré, et dans certains cas qu'il a pu leur donner une force symbolique plus grande (offrandes, lois). Il a donc au moins exercé une forme d'influence non négligeable, mais durant cette période il n'a pas encore le rôle capital qu'il aura durant les périodes suivantes pour la vie intellectuelle et dans la pratique. En tout état de cause, l'oral et l'écrit agissent souvent de concert dans l'Antiquité, et ne doivent pas être vus comme antithétiques,.

### Les savants et les débuts de la philosophie
L'époque archaïque voit l'essor de la vie savante grecque, avec l'apparition d'une tradition intellectuelle qui pose les bases de la floraison de l'époque classique. Les penseurs et savants de l'époque sont regroupés sous l'appellation de philosophes « présocratiques », mais leurs réflexions débordent largement le domaine philosophique. Le point de départ de leurs réflexions porte sur l'origine et l'ordonnancement du monde. Ainsi que le résument M. Trédé-Boulmer et S. Saïd : « Convaincus que le monde sensible est un tout ordonné — un cosmos —, qu'il recèle donc un ordre rationnel, intelligible, que la raison humaine peut et doit découvrir, ces « physiologues » (du mot grec phusis qui désigne « ce qui croît », i.e. « la nature ») sont à la recherche d'un principe universel qui rende compte de toutes choses, en quête d'une explication causale, « physique », de la nature et de l'homme qui y vit ».
Tout débute en Ionie dans la première moitié du VIe siècle, avec une série d'érudits de Milet : Thalès, Anaximandre (le premier savant grec à avoir composé un traité en prose présentant ses idées) et Anaximène, puis Héraclite d'Éphèse. En raison des troubles politiques que connaît l'Asie Mineure à partir des années 540, la suite de l'histoire de cette pensée se poursuit en Grande Grèce, sous l'impulsion de réfugiés d'Ionie : Xénophane de Colophon, qui fonde l'école d'Élée, puis Pythagore, venu de Samos. Ils suscitent rapidement des vocations locales, notamment celle de Parménide, puis d'Empédocle, au début de l'époque classique,.
Les réflexions de ces penseurs ne constituent pas seulement l'origine de la philosophie grecque, mais aussi de leurs traditions savantes en général, car leurs interrogations sur le monde les poussent à s'intéresser à la cosmologie, l'astronomie, la géographie, la géométrie, ce qui explique pourquoi les traditions postérieures ont pu attribuer des découvertes mathématiques à Thalès et Pythagore (bien que leurs théorèmes soient déjà connus des Mésopotamiens). Anaximandre réalise ainsi une carte du monde dans le cadre de ses réflexions, son disciple Hécatée étendant ses travaux, en y incluant des recherches sur les peuples et leur mode de vie, posant les bases des écrits d'Hérodote,.
La naissance de ces réflexions doit manifestement au fait que l'Ionie est une région ouverte aux influences intellectuelles orientales, et notamment au savoir scientifique de l’Égypte, du Proche-Orient et de la Mésopotamie. Mais elle semble surtout liée à l'émergence de la cité, peut-être plus précisément aux régimes ouverts de cités qui facilitaient la prise de parole, le débat, la persuasion, la critique, d'où la faculté de ces penseurs à bousculer les modèles traditionnels et hérités (la critique de l'anthropomorphisme des dieux par Xénophane), et leur créativité.

### Dictionnaires
- Jean Leclant (dir.), Dictionnaire de l'Antiquité, Presses universitaires de France, coll. « Quadrige », 2005, 2464 p. (ISBN 2-13-055018-5).
- Maurice Sartre, Anne Sartre-Fauriat et Patrice Brun (dir.), Dictionnaire du monde grec antique, Paris, Larousse, coll. « In extenso », 2009 (ISBN 978-2-03-584834-5)
- (en) Simon Hornblower, Antony Spawforth et Esther Eidinow (dir.), The Oxford Classical Dictionary, Oxford, Oxford University Press, 2012, 4e éd.

### Grèce antique
- Aurélie Damet, Le monde grec : De Minos à Alexandre (1700-323 av. J.-C.), Paris, Armand Colin, coll. « Portail », 2020
- Roland Étienne, Christel Müller et Francis Prost, Archéologie historique de la Grèce antique, Paris, Ellipses, 2014, 3e éd.
- Claude Mossé et Annie Schnapp-Gourbeillon, Précis d'histoire grecque, Paris, Armand Colin, coll. « U », 2020
- Claude Orrieux et Pauline Schmitt-Pantel, Histoire grecque, Paris, Presses universitaires de France, coll. « Quadrige », 2013.
- (en) James Whitley, The Archaeology of Ancient Greece, Cambridge, Cambridge University Press, 2001
- (en) Ian Morris et Barry B. Powell, The Greeks : History, Culture, and Society, Harlow, Pearson, 2014, 2e éd.
- Sophie Bouffier (dir.) et Alexandre Baralis, Pierre Cabanes, Omar Coloru, Maria Cécilia D'Ercole, Olivier Mariaud, Pierre Moret et Pierre Rouillard, Les diasporas grecques : Du détroit de Gibraltar à l'Indus (VIIIe siècle av. J.-C. à la fin du IIIe siècle av. J.-C., SEDES, coll. « Pour les concours », 2012
- (en) Franco De Angelis (dir.), A Companion to Greeks Across the Ancient World, Hoboken, Wiley-Blackwell, 2020.

### Époque archaïque
- (en) Robin Osborne, Greece in the Making : 1200-479 BC, Oxon, Routledge, 2009 (1re éd. 1996) (SUDOC 137369034), (SUDOC 006107354)
- (en) H. A. Shapiro (dir.), The Cambridge Companion to Archaic Greece, Cambridge, Cambridge University Press, 2007 (SUDOC 117549770)
- (en) Kurt A. Raaflaub et Hans van Wees (dir.), A Companion to Archaic Greece, Malden et Oxford, Wiley-Blackwell, 2009 (SUDOC 133751023)
- Brigitte Le Guen (dir.), Maria Cecilia D'Ercole et Julien Zurbach, Naissance de la Grèce : De Minos à Solon, 3200 à 510 avant notre ère, Paris, Belin, coll. « Mondes anciens », 2019 (SUDOC 235597856)
- (en) Jonathan M. Hall, A History of the Archaic Greek World : ca. 1200–479 BCE, Malden et Oxford, Wiley Blackwell, 2014 (1re éd. 2007) (SUDOC 178161462),(SUDOC 114686025)
- Francis Prost, Jean-Manuel Roubineau et Didier Viviers (dir.), Le monde des Grecs au VIe siècle avant J.-C., Rennes, Presses Universitaires de Rennes, 2024